# Турнір претендентів 1953
Турнір претендентів 1953 року — шаховий турнір, який став вирішальним етапом змагань за право зіграти матч за звання чемпіона світу 1954 року проти Михайла Ботвинника. Проходив у Нойгаузені та Цюриху (Швейцарія) із 30 серпня по 24 жовтня 1953 року за участю 15 гравців у два кола. У турнірі грали призери попереднього турніру претендентів (Будапешт 1950) і міжзонального турніру в Сальтшебадені 1952 року. Переможцем турніру претендентів і суперником чемпіона світу став Василь Смислов (СРСР).
Турнір зібрав усіх найсильніших гросмейстерів свого часу (за винятком чемпіона світу М. Ботвинника) — відповідно до ресурсу Chessmetrics у Цюриху грали 14 із 16 провідних гросмейстерів світу станом на серпень 1953 року й він входить до числа найбільш представницьких турнірів XX сторіччя. Змагання претендентів підтвердило беззаперечне домінування радянської шахової школи після Другої світової війни, адже в першій одинадцятці опинилося аж дев'ять представників Радянського Союзу.
Збірник партій під назвою «Міжнародний турнір гросмейстерів» (рос. Международный турнир гроссмейстеров) авторства Давида Бронштейна, виданий за підсумками турніру, вважають одним із найкращих турнірних збірників усіх часів. За ним удосконалювало свою майстерність декілька поколінь шахістів, книгу переклали низкою європейських мов. Кілька партій турніру стали класичними взірцями ефектних жертв, комбінацій, позиційної гри та боротьби до кінця (див. розділ «Вибрані партії»).

## Місце проведення, організація
У післявоєнне десятиліття міжнародні шахові турніри найвищого рівня намагалися проводити в нейтральних перед Другою світовою країнах (Нідерланди, Швеція, Швейцарія), або країнах, політично рівновіддалених від США й СРСР (Фінляндія, Югославія), оскільки в розпалі була «холодна війна», а найпотужнішою шаховою державою світу став Радянський Союз. Місце й час проведення турніру претендентів — Швейцарія, 1953 рік — визначив конгрес ФІДЕ в Копенгагені 1950 року. Швейцарія вже мала досвід проведення сильних міжнародних турнірів у 1930-х роках, коли тут пройшли турніри Берн-1932 і Цюрих-1934 (в обох грали А. Алехін, М. Ейве, С. Флор, Є. Боголюбов і О. Бернштейн).
Бюджет турніру становив 100 тисяч швейцарських франків (відповідник ~200-400 тис. доларів США станом на 2015 рік) із яких 5 тисяч отримав переможець, наступний призер — трішки менше, далі — за спаданням, а троє останніх учасників отримували по 500 франків. Через таку значну суму витрат організатори не мали змоги компенсувати витрати на дорогу, натомість оплачували учасникам і делегаціям проживання.

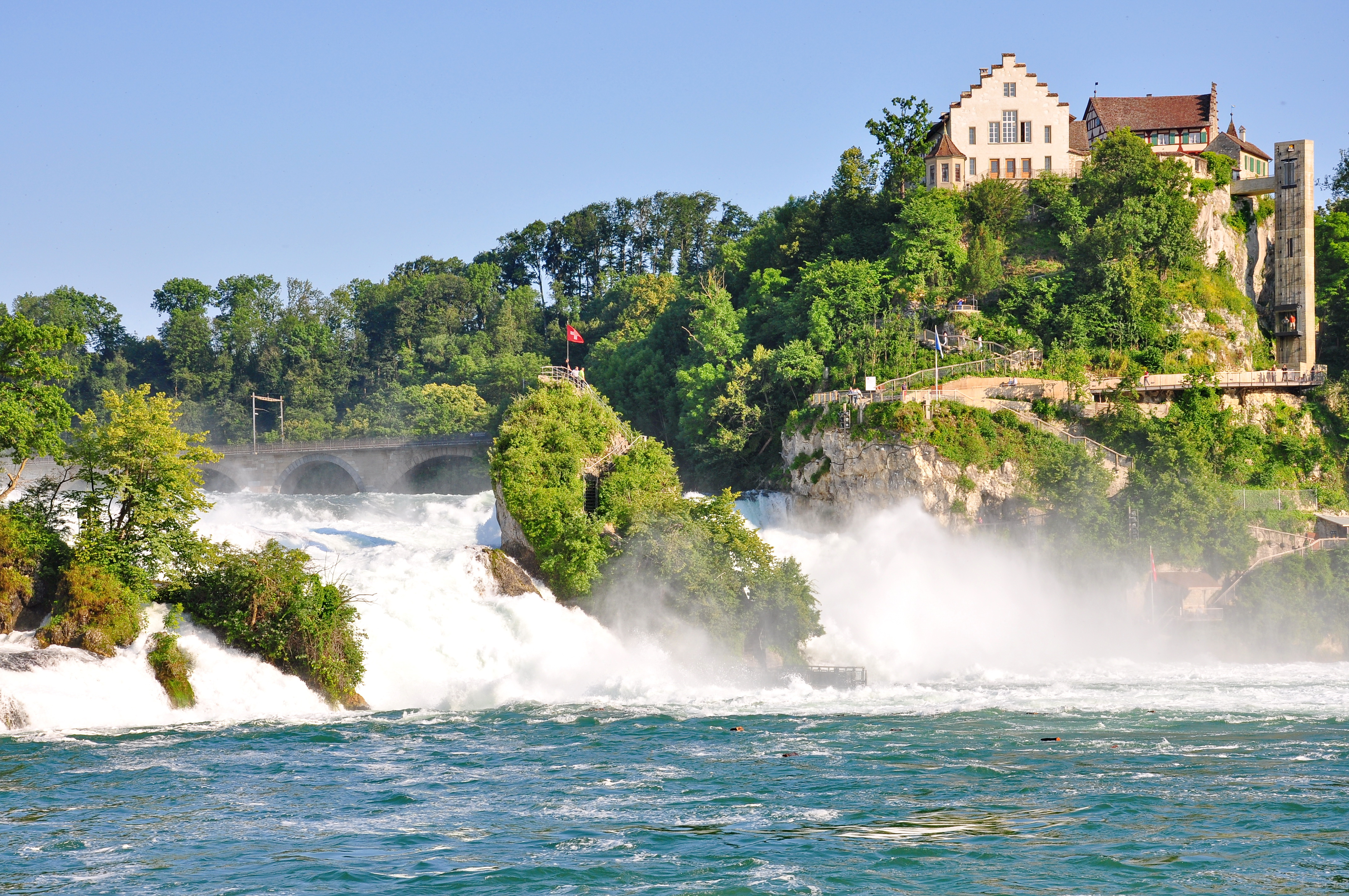
Рейнський водоспад

Голова організаційного комітету — Шарль Перре. Директор турніру — швейцарський шаховий композитор Алоїз Наґлер. Головний арбітр — міжнародний майстер Карел Опоченський (Чехословаччина). У суботу, 29-го серпня, проведено жеребкування, яке визначило пари на всі 30 турів. Під час укладання розкладу ігор пішли назустріч побажанню С. Решевського, який хотів не грати від заходу сонця в п'ятницю до заходу сонця в суботу з релігійних міркувань. Американський єврейський шахіст щосуботи їздив молитися до Цюриха й приїжджав аж о дев'ятій годині, після чого починалася партія за його участю.
Найбільша делегація — радянська — прилетіла літаком Іл-12 до Відня, а потім потягом поїхала до Цюриха, де пересіла на потяг до Шаффгаузена (столиця кантону, в якому розташований Нойгаузен). Там же, у Шаффгаузені, перед турніром проведено конгрес ФІДЕ.
Церемонія відкриття та перші 8 турів відбулися в будинку парафії курортного містечка Нойгаузен, яке славиться своїм краєвидом на Рейнський водоспад. Під час урочистого бенкету привітальні промови виголосили президент ФІДЕ Фольке Роґард, а також гросмейстер М. Тайманов від імені делегації СРСР і М. Найдорф від імені представників Заходу. В. Смислов, який славився своїм талантом до співу, виконав оперну арію, а піаніст М. Тайманов зіграв твори Чайковського та Шопена. Гравці, секунданти та інші члени делегацій мешкали в готелі «Bellevue». Олександр Котов писав, що не кожен міг витримати місцеву погоду й постійні пориви фену. Так, лікар радянської делегації Володимир Рідін цілими днями лежав у ліжку та скаржився на головний біль.

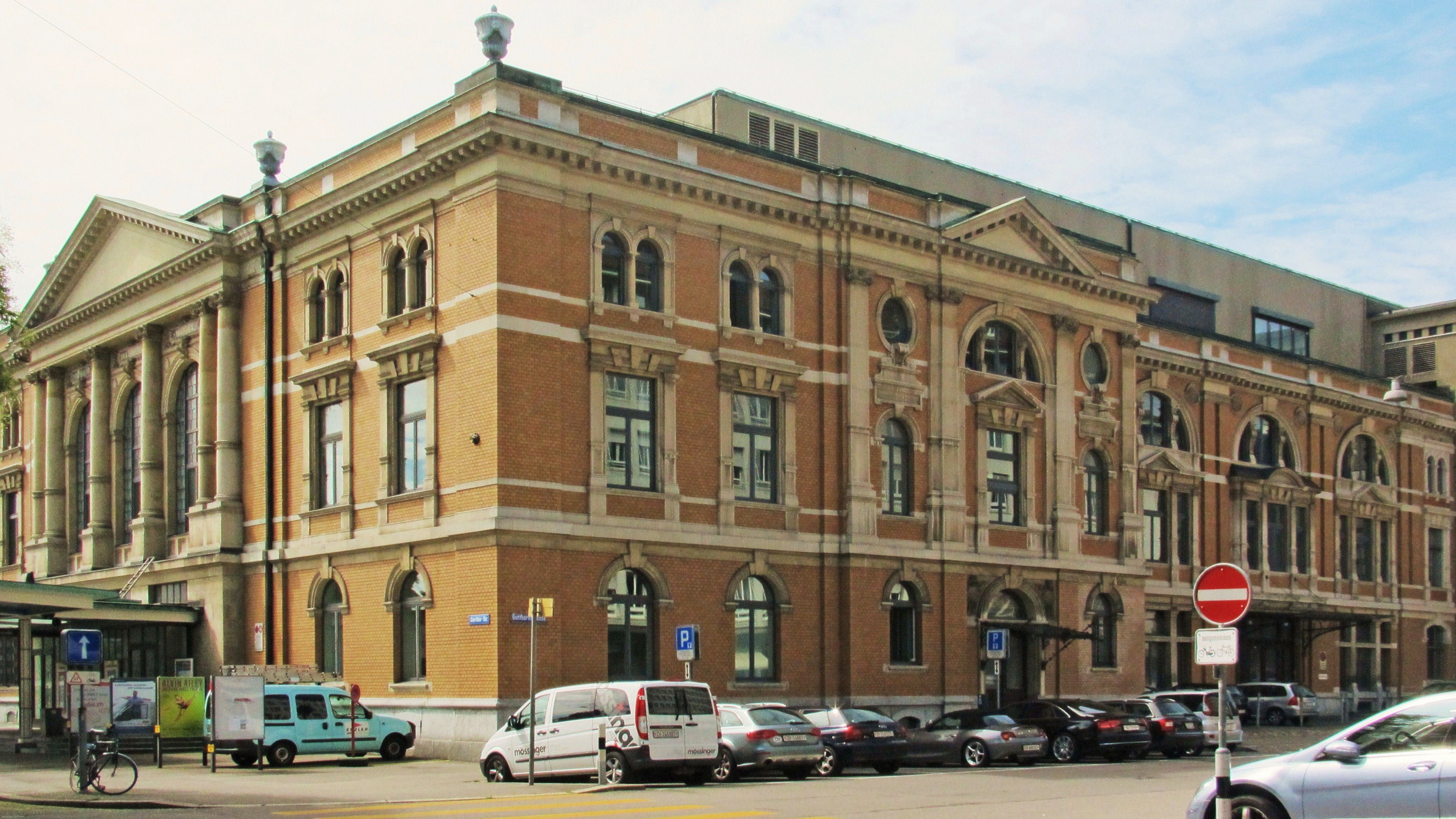
Kongresshaus у Цюриху

Відомий швейцарський виробник годинників, «International Watch Company», встановив спеціальний приз для переможця нойгаузенської частини турніру (а точніше — перших 7 турів із 8, зіграних у містечку) — золотий наручний годинник. Однак за підсумками семи турів порівну очок мали Самуель Решевський і Василь Смислов, тому спонсорам довелося терміново замовляти ще один годинник, щоб нагородити обох лідерів.
У вільні від ігор дні шахістам показували міста та природу Швейцарії — гору Зентіс, місто Люцерн і т. ін. Гросмейстери також погодилися дати сеанс одночасної гри.
Після 8-го туру учасники переїхали до Цюриха, віддаленого на 50 км. Решта турів пройшли в залі камерної музики місцевого Будинку конгресу (нім. Kongresshaus), яка розрахована на 300 осіб. Преса та учасники висловлювали здивування щодо вибору турнірного приміщення, адже зала часто була переповнена й не могла вмістити всіх охочих.
Церемонія закриття відбулася 24 жовтня у великій залі Будинку конгресу. На заході були присутні представники шахового світу, дипломати і журналісти. Президент Швейцарської шахової федерації Карл Лохер і голова оргкомітету Шарль Перре звернулися російською мовою та привітали з успіхом радянських гросмейстерів, особливо Василя Смислова. Головний арбітр К. Опоченський підтвердив остаточні результати змагань і від імені ФІДЕ проголосив В. Смислова претендентом на звання чемпіона світу в матчі з чинним чемпіоном М. Ботвинником. На сцені, прикрашеній прапорами держав, яких представляли шахісти, Опоченський вручив Смислову лавровий вінок, а віце-президент ФІДЕ В'ячеслав Рагозін — почесний приз. Спеціальні нагороди за найкращі партії отримали Олександр Котов, Макс Ейве, Марк Тайманов і Міґель Найдорф. Усім учасникам вручено пам'ятні наручні годинники.

## Учасники
У турнір допущено двох персонально запрошених учасників матч-турніру за титул чемпіона світу 1948 року (М. Ейве та С. Решевського, які з різних причин не змогли зіграти в турнірі претендентів 1950) і по 5 переможців турніру претендентів 1950 і міжзонального турніру 1952. Сумарно 9 із 12 гравців виявились представниками СРСР. Після завершення міжзонального турніру ФІДЕ вирішила допустити до участі ще трьох учасників міжзонального, С. Глігорича, Л. Сабо та Ґ. Штальберґа (які мали порівну очок із Ю. Авербахом, але гірший коефіцієнт Берґера), для ширшого міжнародного представництва у змаганні претендентів. Це рішення затвердив конгрес Міжнародної федерації шахів 1953 року. Таким чином, у змаганні стартувало 15 міжнародних гросмейстерів — кожен з учасників володів цим найвищим шаховим званням. Якщо врахувати, що ще 5 гросмейстерів приїхало у ролі секундантів, то турнір зібрав понад половину всіх гросмейстерів світу станом на 1953 рік (20 із 39). Шаховий журналіст Сало Флор відзначив, що під час проведення турніру в 8-тисячному Нойгаузені на кожні 400 мешканців припадав один гросмейстер.
| Місце у світі | Гравець             | Країна     | Р. н. | Звідки кваліфікувався                     | Секундант               |
| ------------- | ------------------- | ---------- | ----- | ----------------------------------------- | ----------------------- |
| 25            | Юрій Авербах        | СРСР       | 1922  | міжзональний турнір 1952                  | Михайло Бейлін          |
| 8             | Ісаак Болеславський | СРСР       | 1919  | турнір претендентів 1950                  | Олексій Сокольський     |
| 7             | Давид Бронштейн     | СРСР       | 1924  | турнір претендентів 1950                  | —                       |
| 5             | Юхим Геллер         | СРСР       | 1925  | міжзональний турнір 1952                  | Ігор Бондаревський (мг) |
| 14            | Светозар Глігорич   | Югославія  | 1923  | міжзональний турнір 1952                  | Петар Трифунович (мг)   |
| 16            | Макс Ейве           | Нідерланди | 1901  | матч-турніру за титул чемпіона світу 1948 | Карел ван дер Берґ      |
| 10            | Пауль Керес         | СРСР       | 1916  | турнір претендентів 1950                  | Олександр Толуш (мг)    |
| 6             | Олександр Котов     | СРСР       | 1913  | міжзональний турнір 1952                  | Олег Мойсеєв            |
| 4             | Міґель Найдорф      | Аргентина  | 1910  | турнір претендентів 1950                  | Хуліо Болбочан          |
| 11            | Тигран Петросян     | СРСР       | 1929  | міжзональний турнір 1952                  | Андор Лілієнталь (мг)   |
| 1             | Самуель Решевський  | США        | 1911  | матч-турніру за титул чемпіона світу 1948 | —                       |
| 12            | Ласло Сабо          | Угорщина   | 1917  | міжзональний турнір 1952                  | Тібор Флоріан (мм)      |
| 3             | Василь Смислов      | СРСР       | 1921  | турнір претендентів 1950                  | Володимир Сімагін (мм)  |
| 13            | Марк Тайманов       | СРСР       | 1926  | міжзональний турнір 1952                  | Саломон Флор (мг)       |
| 9             | Ґідеон Штальберґ    | Швеція     | 1908  | міжзональний турнір 1952                  | Крістіан Шельд          |

## Перебіг

### Перше коло
|   | a | b | c | d | e | f | g | h |   |
| 8 | c8 чорна тура · e8 чорний кінь · h8 чорна тура · a7 чорний пішак · b7 чорний слон · d7 чорний пішак · f7 чорний король · g7 чорний пішак · h7 білий ферзь · e6 чорний ферзь · f6 чорний пішак · h6 білий слон · b5 чорний пішак · d4 білий пішак · h4 біла тура · a3 білий пішак · g3 білий кінь · g2 білий пішак · h2 білий пішак · a1 біла тура · g1 білий король | c8 чорна тура · e8 чорний кінь · h8 чорна тура · a7 чорний пішак · b7 чорний слон · d7 чорний пішак · f7 чорний король · g7 чорний пішак · h7 білий ферзь · e6 чорний ферзь · f6 чорний пішак · h6 білий слон · b5 чорний пішак · d4 білий пішак · h4 біла тура · a3 білий пішак · g3 білий кінь · g2 білий пішак · h2 білий пішак · a1 біла тура · g1 білий король | c8 чорна тура · e8 чорний кінь · h8 чорна тура · a7 чорний пішак · b7 чорний слон · d7 чорний пішак · f7 чорний король · g7 чорний пішак · h7 білий ферзь · e6 чорний ферзь · f6 чорний пішак · h6 білий слон · b5 чорний пішак · d4 білий пішак · h4 біла тура · a3 білий пішак · g3 білий кінь · g2 білий пішак · h2 білий пішак · a1 біла тура · g1 білий король | c8 чорна тура · e8 чорний кінь · h8 чорна тура · a7 чорний пішак · b7 чорний слон · d7 чорний пішак · f7 чорний король · g7 чорний пішак · h7 білий ферзь · e6 чорний ферзь · f6 чорний пішак · h6 білий слон · b5 чорний пішак · d4 білий пішак · h4 біла тура · a3 білий пішак · g3 білий кінь · g2 білий пішак · h2 білий пішак · a1 біла тура · g1 білий король | c8 чорна тура · e8 чорний кінь · h8 чорна тура · a7 чорний пішак · b7 чорний слон · d7 чорний пішак · f7 чорний король · g7 чорний пішак · h7 білий ферзь · e6 чорний ферзь · f6 чорний пішак · h6 білий слон · b5 чорний пішак · d4 білий пішак · h4 біла тура · a3 білий пішак · g3 білий кінь · g2 білий пішак · h2 білий пішак · a1 біла тура · g1 білий король | c8 чорна тура · e8 чорний кінь · h8 чорна тура · a7 чорний пішак · b7 чорний слон · d7 чорний пішак · f7 чорний король · g7 чорний пішак · h7 білий ферзь · e6 чорний ферзь · f6 чорний пішак · h6 білий слон · b5 чорний пішак · d4 білий пішак · h4 біла тура · a3 білий пішак · g3 білий кінь · g2 білий пішак · h2 білий пішак · a1 біла тура · g1 білий король | c8 чорна тура · e8 чорний кінь · h8 чорна тура · a7 чорний пішак · b7 чорний слон · d7 чорний пішак · f7 чорний король · g7 чорний пішак · h7 білий ферзь · e6 чорний ферзь · f6 чорний пішак · h6 білий слон · b5 чорний пішак · d4 білий пішак · h4 біла тура · a3 білий пішак · g3 білий кінь · g2 білий пішак · h2 білий пішак · a1 біла тура · g1 білий король | c8 чорна тура · e8 чорний кінь · h8 чорна тура · a7 чорний пішак · b7 чорний слон · d7 чорний пішак · f7 чорний король · g7 чорний пішак · h7 білий ферзь · e6 чорний ферзь · f6 чорний пішак · h6 білий слон · b5 чорний пішак · d4 білий пішак · h4 біла тура · a3 білий пішак · g3 білий кінь · g2 білий пішак · h2 білий пішак · a1 біла тура · g1 білий король | 8 |
| 7 | c8 чорна тура · e8 чорний кінь · h8 чорна тура · a7 чорний пішак · b7 чорний слон · d7 чорний пішак · f7 чорний король · g7 чорний пішак · h7 білий ферзь · e6 чорний ферзь · f6 чорний пішак · h6 білий слон · b5 чорний пішак · d4 білий пішак · h4 біла тура · a3 білий пішак · g3 білий кінь · g2 білий пішак · h2 білий пішак · a1 біла тура · g1 білий король | c8 чорна тура · e8 чорний кінь · h8 чорна тура · a7 чорний пішак · b7 чорний слон · d7 чорний пішак · f7 чорний король · g7 чорний пішак · h7 білий ферзь · e6 чорний ферзь · f6 чорний пішак · h6 білий слон · b5 чорний пішак · d4 білий пішак · h4 біла тура · a3 білий пішак · g3 білий кінь · g2 білий пішак · h2 білий пішак · a1 біла тура · g1 білий король | c8 чорна тура · e8 чорний кінь · h8 чорна тура · a7 чорний пішак · b7 чорний слон · d7 чорний пішак · f7 чорний король · g7 чорний пішак · h7 білий ферзь · e6 чорний ферзь · f6 чорний пішак · h6 білий слон · b5 чорний пішак · d4 білий пішак · h4 біла тура · a3 білий пішак · g3 білий кінь · g2 білий пішак · h2 білий пішак · a1 біла тура · g1 білий король | c8 чорна тура · e8 чорний кінь · h8 чорна тура · a7 чорний пішак · b7 чорний слон · d7 чорний пішак · f7 чорний король · g7 чорний пішак · h7 білий ферзь · e6 чорний ферзь · f6 чорний пішак · h6 білий слон · b5 чорний пішак · d4 білий пішак · h4 біла тура · a3 білий пішак · g3 білий кінь · g2 білий пішак · h2 білий пішак · a1 біла тура · g1 білий король | c8 чорна тура · e8 чорний кінь · h8 чорна тура · a7 чорний пішак · b7 чорний слон · d7 чорний пішак · f7 чорний король · g7 чорний пішак · h7 білий ферзь · e6 чорний ферзь · f6 чорний пішак · h6 білий слон · b5 чорний пішак · d4 білий пішак · h4 біла тура · a3 білий пішак · g3 білий кінь · g2 білий пішак · h2 білий пішак · a1 біла тура · g1 білий король | c8 чорна тура · e8 чорний кінь · h8 чорна тура · a7 чорний пішак · b7 чорний слон · d7 чорний пішак · f7 чорний король · g7 чорний пішак · h7 білий ферзь · e6 чорний ферзь · f6 чорний пішак · h6 білий слон · b5 чорний пішак · d4 білий пішак · h4 біла тура · a3 білий пішак · g3 білий кінь · g2 білий пішак · h2 білий пішак · a1 біла тура · g1 білий король | c8 чорна тура · e8 чорний кінь · h8 чорна тура · a7 чорний пішак · b7 чорний слон · d7 чорний пішак · f7 чорний король · g7 чорний пішак · h7 білий ферзь · e6 чорний ферзь · f6 чорний пішак · h6 білий слон · b5 чорний пішак · d4 білий пішак · h4 біла тура · a3 білий пішак · g3 білий кінь · g2 білий пішак · h2 білий пішак · a1 біла тура · g1 білий король | c8 чорна тура · e8 чорний кінь · h8 чорна тура · a7 чорний пішак · b7 чорний слон · d7 чорний пішак · f7 чорний король · g7 чорний пішак · h7 білий ферзь · e6 чорний ферзь · f6 чорний пішак · h6 білий слон · b5 чорний пішак · d4 білий пішак · h4 біла тура · a3 білий пішак · g3 білий кінь · g2 білий пішак · h2 білий пішак · a1 біла тура · g1 білий король | 7 |
| 6 | c8 чорна тура · e8 чорний кінь · h8 чорна тура · a7 чорний пішак · b7 чорний слон · d7 чорний пішак · f7 чорний король · g7 чорний пішак · h7 білий ферзь · e6 чорний ферзь · f6 чорний пішак · h6 білий слон · b5 чорний пішак · d4 білий пішак · h4 біла тура · a3 білий пішак · g3 білий кінь · g2 білий пішак · h2 білий пішак · a1 біла тура · g1 білий король | c8 чорна тура · e8 чорний кінь · h8 чорна тура · a7 чорний пішак · b7 чорний слон · d7 чорний пішак · f7 чорний король · g7 чорний пішак · h7 білий ферзь · e6 чорний ферзь · f6 чорний пішак · h6 білий слон · b5 чорний пішак · d4 білий пішак · h4 біла тура · a3 білий пішак · g3 білий кінь · g2 білий пішак · h2 білий пішак · a1 біла тура · g1 білий король | c8 чорна тура · e8 чорний кінь · h8 чорна тура · a7 чорний пішак · b7 чорний слон · d7 чорний пішак · f7 чорний король · g7 чорний пішак · h7 білий ферзь · e6 чорний ферзь · f6 чорний пішак · h6 білий слон · b5 чорний пішак · d4 білий пішак · h4 біла тура · a3 білий пішак · g3 білий кінь · g2 білий пішак · h2 білий пішак · a1 біла тура · g1 білий король | c8 чорна тура · e8 чорний кінь · h8 чорна тура · a7 чорний пішак · b7 чорний слон · d7 чорний пішак · f7 чорний король · g7 чорний пішак · h7 білий ферзь · e6 чорний ферзь · f6 чорний пішак · h6 білий слон · b5 чорний пішак · d4 білий пішак · h4 біла тура · a3 білий пішак · g3 білий кінь · g2 білий пішак · h2 білий пішак · a1 біла тура · g1 білий король | c8 чорна тура · e8 чорний кінь · h8 чорна тура · a7 чорний пішак · b7 чорний слон · d7 чорний пішак · f7 чорний король · g7 чорний пішак · h7 білий ферзь · e6 чорний ферзь · f6 чорний пішак · h6 білий слон · b5 чорний пішак · d4 білий пішак · h4 біла тура · a3 білий пішак · g3 білий кінь · g2 білий пішак · h2 білий пішак · a1 біла тура · g1 білий король | c8 чорна тура · e8 чорний кінь · h8 чорна тура · a7 чорний пішак · b7 чорний слон · d7 чорний пішак · f7 чорний король · g7 чорний пішак · h7 білий ферзь · e6 чорний ферзь · f6 чорний пішак · h6 білий слон · b5 чорний пішак · d4 білий пішак · h4 біла тура · a3 білий пішак · g3 білий кінь · g2 білий пішак · h2 білий пішак · a1 біла тура · g1 білий король | c8 чорна тура · e8 чорний кінь · h8 чорна тура · a7 чорний пішак · b7 чорний слон · d7 чорний пішак · f7 чорний король · g7 чорний пішак · h7 білий ферзь · e6 чорний ферзь · f6 чорний пішак · h6 білий слон · b5 чорний пішак · d4 білий пішак · h4 біла тура · a3 білий пішак · g3 білий кінь · g2 білий пішак · h2 білий пішак · a1 біла тура · g1 білий король | c8 чорна тура · e8 чорний кінь · h8 чорна тура · a7 чорний пішак · b7 чорний слон · d7 чорний пішак · f7 чорний король · g7 чорний пішак · h7 білий ферзь · e6 чорний ферзь · f6 чорний пішак · h6 білий слон · b5 чорний пішак · d4 білий пішак · h4 біла тура · a3 білий пішак · g3 білий кінь · g2 білий пішак · h2 білий пішак · a1 біла тура · g1 білий король | 6 |
| 5 | c8 чорна тура · e8 чорний кінь · h8 чорна тура · a7 чорний пішак · b7 чорний слон · d7 чорний пішак · f7 чорний король · g7 чорний пішак · h7 білий ферзь · e6 чорний ферзь · f6 чорний пішак · h6 білий слон · b5 чорний пішак · d4 білий пішак · h4 біла тура · a3 білий пішак · g3 білий кінь · g2 білий пішак · h2 білий пішак · a1 біла тура · g1 білий король | c8 чорна тура · e8 чорний кінь · h8 чорна тура · a7 чорний пішак · b7 чорний слон · d7 чорний пішак · f7 чорний король · g7 чорний пішак · h7 білий ферзь · e6 чорний ферзь · f6 чорний пішак · h6 білий слон · b5 чорний пішак · d4 білий пішак · h4 біла тура · a3 білий пішак · g3 білий кінь · g2 білий пішак · h2 білий пішак · a1 біла тура · g1 білий король | c8 чорна тура · e8 чорний кінь · h8 чорна тура · a7 чорний пішак · b7 чорний слон · d7 чорний пішак · f7 чорний король · g7 чорний пішак · h7 білий ферзь · e6 чорний ферзь · f6 чорний пішак · h6 білий слон · b5 чорний пішак · d4 білий пішак · h4 біла тура · a3 білий пішак · g3 білий кінь · g2 білий пішак · h2 білий пішак · a1 біла тура · g1 білий король | c8 чорна тура · e8 чорний кінь · h8 чорна тура · a7 чорний пішак · b7 чорний слон · d7 чорний пішак · f7 чорний король · g7 чорний пішак · h7 білий ферзь · e6 чорний ферзь · f6 чорний пішак · h6 білий слон · b5 чорний пішак · d4 білий пішак · h4 біла тура · a3 білий пішак · g3 білий кінь · g2 білий пішак · h2 білий пішак · a1 біла тура · g1 білий король | c8 чорна тура · e8 чорний кінь · h8 чорна тура · a7 чорний пішак · b7 чорний слон · d7 чорний пішак · f7 чорний король · g7 чорний пішак · h7 білий ферзь · e6 чорний ферзь · f6 чорний пішак · h6 білий слон · b5 чорний пішак · d4 білий пішак · h4 біла тура · a3 білий пішак · g3 білий кінь · g2 білий пішак · h2 білий пішак · a1 біла тура · g1 білий король | c8 чорна тура · e8 чорний кінь · h8 чорна тура · a7 чорний пішак · b7 чорний слон · d7 чорний пішак · f7 чорний король · g7 чорний пішак · h7 білий ферзь · e6 чорний ферзь · f6 чорний пішак · h6 білий слон · b5 чорний пішак · d4 білий пішак · h4 біла тура · a3 білий пішак · g3 білий кінь · g2 білий пішак · h2 білий пішак · a1 біла тура · g1 білий король | c8 чорна тура · e8 чорний кінь · h8 чорна тура · a7 чорний пішак · b7 чорний слон · d7 чорний пішак · f7 чорний король · g7 чорний пішак · h7 білий ферзь · e6 чорний ферзь · f6 чорний пішак · h6 білий слон · b5 чорний пішак · d4 білий пішак · h4 біла тура · a3 білий пішак · g3 білий кінь · g2 білий пішак · h2 білий пішак · a1 біла тура · g1 білий король | c8 чорна тура · e8 чорний кінь · h8 чорна тура · a7 чорний пішак · b7 чорний слон · d7 чорний пішак · f7 чорний король · g7 чорний пішак · h7 білий ферзь · e6 чорний ферзь · f6 чорний пішак · h6 білий слон · b5 чорний пішак · d4 білий пішак · h4 біла тура · a3 білий пішак · g3 білий кінь · g2 білий пішак · h2 білий пішак · a1 біла тура · g1 білий король | 5 |
| 4 | c8 чорна тура · e8 чорний кінь · h8 чорна тура · a7 чорний пішак · b7 чорний слон · d7 чорний пішак · f7 чорний король · g7 чорний пішак · h7 білий ферзь · e6 чорний ферзь · f6 чорний пішак · h6 білий слон · b5 чорний пішак · d4 білий пішак · h4 біла тура · a3 білий пішак · g3 білий кінь · g2 білий пішак · h2 білий пішак · a1 біла тура · g1 білий король | c8 чорна тура · e8 чорний кінь · h8 чорна тура · a7 чорний пішак · b7 чорний слон · d7 чорний пішак · f7 чорний король · g7 чорний пішак · h7 білий ферзь · e6 чорний ферзь · f6 чорний пішак · h6 білий слон · b5 чорний пішак · d4 білий пішак · h4 біла тура · a3 білий пішак · g3 білий кінь · g2 білий пішак · h2 білий пішак · a1 біла тура · g1 білий король | c8 чорна тура · e8 чорний кінь · h8 чорна тура · a7 чорний пішак · b7 чорний слон · d7 чорний пішак · f7 чорний король · g7 чорний пішак · h7 білий ферзь · e6 чорний ферзь · f6 чорний пішак · h6 білий слон · b5 чорний пішак · d4 білий пішак · h4 біла тура · a3 білий пішак · g3 білий кінь · g2 білий пішак · h2 білий пішак · a1 біла тура · g1 білий король | c8 чорна тура · e8 чорний кінь · h8 чорна тура · a7 чорний пішак · b7 чорний слон · d7 чорний пішак · f7 чорний король · g7 чорний пішак · h7 білий ферзь · e6 чорний ферзь · f6 чорний пішак · h6 білий слон · b5 чорний пішак · d4 білий пішак · h4 біла тура · a3 білий пішак · g3 білий кінь · g2 білий пішак · h2 білий пішак · a1 біла тура · g1 білий король | c8 чорна тура · e8 чорний кінь · h8 чорна тура · a7 чорний пішак · b7 чорний слон · d7 чорний пішак · f7 чорний король · g7 чорний пішак · h7 білий ферзь · e6 чорний ферзь · f6 чорний пішак · h6 білий слон · b5 чорний пішак · d4 білий пішак · h4 біла тура · a3 білий пішак · g3 білий кінь · g2 білий пішак · h2 білий пішак · a1 біла тура · g1 білий король | c8 чорна тура · e8 чорний кінь · h8 чорна тура · a7 чорний пішак · b7 чорний слон · d7 чорний пішак · f7 чорний король · g7 чорний пішак · h7 білий ферзь · e6 чорний ферзь · f6 чорний пішак · h6 білий слон · b5 чорний пішак · d4 білий пішак · h4 біла тура · a3 білий пішак · g3 білий кінь · g2 білий пішак · h2 білий пішак · a1 біла тура · g1 білий король | c8 чорна тура · e8 чорний кінь · h8 чорна тура · a7 чорний пішак · b7 чорний слон · d7 чорний пішак · f7 чорний король · g7 чорний пішак · h7 білий ферзь · e6 чорний ферзь · f6 чорний пішак · h6 білий слон · b5 чорний пішак · d4 білий пішак · h4 біла тура · a3 білий пішак · g3 білий кінь · g2 білий пішак · h2 білий пішак · a1 біла тура · g1 білий король | c8 чорна тура · e8 чорний кінь · h8 чорна тура · a7 чорний пішак · b7 чорний слон · d7 чорний пішак · f7 чорний король · g7 чорний пішак · h7 білий ферзь · e6 чорний ферзь · f6 чорний пішак · h6 білий слон · b5 чорний пішак · d4 білий пішак · h4 біла тура · a3 білий пішак · g3 білий кінь · g2 білий пішак · h2 білий пішак · a1 біла тура · g1 білий король | 4 |
| 3 | c8 чорна тура · e8 чорний кінь · h8 чорна тура · a7 чорний пішак · b7 чорний слон · d7 чорний пішак · f7 чорний король · g7 чорний пішак · h7 білий ферзь · e6 чорний ферзь · f6 чорний пішак · h6 білий слон · b5 чорний пішак · d4 білий пішак · h4 біла тура · a3 білий пішак · g3 білий кінь · g2 білий пішак · h2 білий пішак · a1 біла тура · g1 білий король | c8 чорна тура · e8 чорний кінь · h8 чорна тура · a7 чорний пішак · b7 чорний слон · d7 чорний пішак · f7 чорний король · g7 чорний пішак · h7 білий ферзь · e6 чорний ферзь · f6 чорний пішак · h6 білий слон · b5 чорний пішак · d4 білий пішак · h4 біла тура · a3 білий пішак · g3 білий кінь · g2 білий пішак · h2 білий пішак · a1 біла тура · g1 білий король | c8 чорна тура · e8 чорний кінь · h8 чорна тура · a7 чорний пішак · b7 чорний слон · d7 чорний пішак · f7 чорний король · g7 чорний пішак · h7 білий ферзь · e6 чорний ферзь · f6 чорний пішак · h6 білий слон · b5 чорний пішак · d4 білий пішак · h4 біла тура · a3 білий пішак · g3 білий кінь · g2 білий пішак · h2 білий пішак · a1 біла тура · g1 білий король | c8 чорна тура · e8 чорний кінь · h8 чорна тура · a7 чорний пішак · b7 чорний слон · d7 чорний пішак · f7 чорний король · g7 чорний пішак · h7 білий ферзь · e6 чорний ферзь · f6 чорний пішак · h6 білий слон · b5 чорний пішак · d4 білий пішак · h4 біла тура · a3 білий пішак · g3 білий кінь · g2 білий пішак · h2 білий пішак · a1 біла тура · g1 білий король | c8 чорна тура · e8 чорний кінь · h8 чорна тура · a7 чорний пішак · b7 чорний слон · d7 чорний пішак · f7 чорний король · g7 чорний пішак · h7 білий ферзь · e6 чорний ферзь · f6 чорний пішак · h6 білий слон · b5 чорний пішак · d4 білий пішак · h4 біла тура · a3 білий пішак · g3 білий кінь · g2 білий пішак · h2 білий пішак · a1 біла тура · g1 білий король | c8 чорна тура · e8 чорний кінь · h8 чорна тура · a7 чорний пішак · b7 чорний слон · d7 чорний пішак · f7 чорний король · g7 чорний пішак · h7 білий ферзь · e6 чорний ферзь · f6 чорний пішак · h6 білий слон · b5 чорний пішак · d4 білий пішак · h4 біла тура · a3 білий пішак · g3 білий кінь · g2 білий пішак · h2 білий пішак · a1 біла тура · g1 білий король | c8 чорна тура · e8 чорний кінь · h8 чорна тура · a7 чорний пішак · b7 чорний слон · d7 чорний пішак · f7 чорний король · g7 чорний пішак · h7 білий ферзь · e6 чорний ферзь · f6 чорний пішак · h6 білий слон · b5 чорний пішак · d4 білий пішак · h4 біла тура · a3 білий пішак · g3 білий кінь · g2 білий пішак · h2 білий пішак · a1 біла тура · g1 білий король | c8 чорна тура · e8 чорний кінь · h8 чорна тура · a7 чорний пішак · b7 чорний слон · d7 чорний пішак · f7 чорний король · g7 чорний пішак · h7 білий ферзь · e6 чорний ферзь · f6 чорний пішак · h6 білий слон · b5 чорний пішак · d4 білий пішак · h4 біла тура · a3 білий пішак · g3 білий кінь · g2 білий пішак · h2 білий пішак · a1 біла тура · g1 білий король | 3 |
| 2 | c8 чорна тура · e8 чорний кінь · h8 чорна тура · a7 чорний пішак · b7 чорний слон · d7 чорний пішак · f7 чорний король · g7 чорний пішак · h7 білий ферзь · e6 чорний ферзь · f6 чорний пішак · h6 білий слон · b5 чорний пішак · d4 білий пішак · h4 біла тура · a3 білий пішак · g3 білий кінь · g2 білий пішак · h2 білий пішак · a1 біла тура · g1 білий король | c8 чорна тура · e8 чорний кінь · h8 чорна тура · a7 чорний пішак · b7 чорний слон · d7 чорний пішак · f7 чорний король · g7 чорний пішак · h7 білий ферзь · e6 чорний ферзь · f6 чорний пішак · h6 білий слон · b5 чорний пішак · d4 білий пішак · h4 біла тура · a3 білий пішак · g3 білий кінь · g2 білий пішак · h2 білий пішак · a1 біла тура · g1 білий король | c8 чорна тура · e8 чорний кінь · h8 чорна тура · a7 чорний пішак · b7 чорний слон · d7 чорний пішак · f7 чорний король · g7 чорний пішак · h7 білий ферзь · e6 чорний ферзь · f6 чорний пішак · h6 білий слон · b5 чорний пішак · d4 білий пішак · h4 біла тура · a3 білий пішак · g3 білий кінь · g2 білий пішак · h2 білий пішак · a1 біла тура · g1 білий король | c8 чорна тура · e8 чорний кінь · h8 чорна тура · a7 чорний пішак · b7 чорний слон · d7 чорний пішак · f7 чорний король · g7 чорний пішак · h7 білий ферзь · e6 чорний ферзь · f6 чорний пішак · h6 білий слон · b5 чорний пішак · d4 білий пішак · h4 біла тура · a3 білий пішак · g3 білий кінь · g2 білий пішак · h2 білий пішак · a1 біла тура · g1 білий король | c8 чорна тура · e8 чорний кінь · h8 чорна тура · a7 чорний пішак · b7 чорний слон · d7 чорний пішак · f7 чорний король · g7 чорний пішак · h7 білий ферзь · e6 чорний ферзь · f6 чорний пішак · h6 білий слон · b5 чорний пішак · d4 білий пішак · h4 біла тура · a3 білий пішак · g3 білий кінь · g2 білий пішак · h2 білий пішак · a1 біла тура · g1 білий король | c8 чорна тура · e8 чорний кінь · h8 чорна тура · a7 чорний пішак · b7 чорний слон · d7 чорний пішак · f7 чорний король · g7 чорний пішак · h7 білий ферзь · e6 чорний ферзь · f6 чорний пішак · h6 білий слон · b5 чорний пішак · d4 білий пішак · h4 біла тура · a3 білий пішак · g3 білий кінь · g2 білий пішак · h2 білий пішак · a1 біла тура · g1 білий король | c8 чорна тура · e8 чорний кінь · h8 чорна тура · a7 чорний пішак · b7 чорний слон · d7 чорний пішак · f7 чорний король · g7 чорний пішак · h7 білий ферзь · e6 чорний ферзь · f6 чорний пішак · h6 білий слон · b5 чорний пішак · d4 білий пішак · h4 біла тура · a3 білий пішак · g3 білий кінь · g2 білий пішак · h2 білий пішак · a1 біла тура · g1 білий король | c8 чорна тура · e8 чорний кінь · h8 чорна тура · a7 чорний пішак · b7 чорний слон · d7 чорний пішак · f7 чорний король · g7 чорний пішак · h7 білий ферзь · e6 чорний ферзь · f6 чорний пішак · h6 білий слон · b5 чорний пішак · d4 білий пішак · h4 біла тура · a3 білий пішак · g3 білий кінь · g2 білий пішак · h2 білий пішак · a1 біла тура · g1 білий король | 2 |
| 1 | c8 чорна тура · e8 чорний кінь · h8 чорна тура · a7 чорний пішак · b7 чорний слон · d7 чорний пішак · f7 чорний король · g7 чорний пішак · h7 білий ферзь · e6 чорний ферзь · f6 чорний пішак · h6 білий слон · b5 чорний пішак · d4 білий пішак · h4 біла тура · a3 білий пішак · g3 білий кінь · g2 білий пішак · h2 білий пішак · a1 біла тура · g1 білий король | c8 чорна тура · e8 чорний кінь · h8 чорна тура · a7 чорний пішак · b7 чорний слон · d7 чорний пішак · f7 чорний король · g7 чорний пішак · h7 білий ферзь · e6 чорний ферзь · f6 чорний пішак · h6 білий слон · b5 чорний пішак · d4 білий пішак · h4 біла тура · a3 білий пішак · g3 білий кінь · g2 білий пішак · h2 білий пішак · a1 біла тура · g1 білий король | c8 чорна тура · e8 чорний кінь · h8 чорна тура · a7 чорний пішак · b7 чорний слон · d7 чорний пішак · f7 чорний король · g7 чорний пішак · h7 білий ферзь · e6 чорний ферзь · f6 чорний пішак · h6 білий слон · b5 чорний пішак · d4 білий пішак · h4 біла тура · a3 білий пішак · g3 білий кінь · g2 білий пішак · h2 білий пішак · a1 біла тура · g1 білий король | c8 чорна тура · e8 чорний кінь · h8 чорна тура · a7 чорний пішак · b7 чорний слон · d7 чорний пішак · f7 чорний король · g7 чорний пішак · h7 білий ферзь · e6 чорний ферзь · f6 чорний пішак · h6 білий слон · b5 чорний пішак · d4 білий пішак · h4 біла тура · a3 білий пішак · g3 білий кінь · g2 білий пішак · h2 білий пішак · a1 біла тура · g1 білий король | c8 чорна тура · e8 чорний кінь · h8 чорна тура · a7 чорний пішак · b7 чорний слон · d7 чорний пішак · f7 чорний король · g7 чорний пішак · h7 білий ферзь · e6 чорний ферзь · f6 чорний пішак · h6 білий слон · b5 чорний пішак · d4 білий пішак · h4 біла тура · a3 білий пішак · g3 білий кінь · g2 білий пішак · h2 білий пішак · a1 біла тура · g1 білий король | c8 чорна тура · e8 чорний кінь · h8 чорна тура · a7 чорний пішак · b7 чорний слон · d7 чорний пішак · f7 чорний король · g7 чорний пішак · h7 білий ферзь · e6 чорний ферзь · f6 чорний пішак · h6 білий слон · b5 чорний пішак · d4 білий пішак · h4 біла тура · a3 білий пішак · g3 білий кінь · g2 білий пішак · h2 білий пішак · a1 біла тура · g1 білий король | c8 чорна тура · e8 чорний кінь · h8 чорна тура · a7 чорний пішак · b7 чорний слон · d7 чорний пішак · f7 чорний король · g7 чорний пішак · h7 білий ферзь · e6 чорний ферзь · f6 чорний пішак · h6 білий слон · b5 чорний пішак · d4 білий пішак · h4 біла тура · a3 білий пішак · g3 білий кінь · g2 білий пішак · h2 білий пішак · a1 біла тура · g1 білий король | c8 чорна тура · e8 чорний кінь · h8 чорна тура · a7 чорний пішак · b7 чорний слон · d7 чорний пішак · f7 чорний король · g7 чорний пішак · h7 білий ферзь · e6 чорний ферзь · f6 чорний пішак · h6 білий слон · b5 чорний пішак · d4 білий пішак · h4 біла тура · a3 білий пішак · g3 білий кінь · g2 білий пішак · h2 білий пішак · a1 біла тура · g1 білий король | 1 |
|   | a | b | c | d | e | f | g | h |   |

Уже в 1-у турі трапилася несподіванка — найстарший учасник, 52-річний професор Ейве, здолав Котова, переможця міжзонального турніру. Радянський гросмейстер, який грав чорними, пішов на недостатньо обґрунтовану жертву якості заради послаблення пішакової структури білих, але не зміг отримати перевагу з цього й поступився ексчемпіонові світу, який приїхав на турнір не зовсім здоровий (йому дошкуляв синусит). Бронштейн чорними здолав Тайманова, а Геллер переміг Сабо. У партії угорця та радянського шахіста Геллер припустився кількох помилок, яких Сабо не використав. Коли Геллер у цейтноті запропонував нічию, угорський гросмейстер відкинув її, помилився в ендшпілі й програв.
У 2-у турі цікавими видалися, серед інших, партії Решевський — Петросян і Геллер — Ейве. У першій із них білі мали перевагу після дебюту, однак юний московський гросмейстер жертвою якості вирівняв позицію й перейшов у контратаку, яку Решевський зумів відбити й добитися нічиєї: «Гострі зиґзаґи Решевського та залізна логіка Петросяна роблять цю партію однією з окрас турніру» (Д. Бронштейн). В іншій партії Ейве жертвою тури заманив ферзя суперника у свій табір, виключивши його з гри. Після кількох ходів одеський шахіст змушений був здатися, оскільки його король залишився беззахисним.
3-й тур продовжив програшну серію Котова, який цього разу поступився Болеславському. Коротким нічиїми обмежились у партіях Найдорф — Глігорич і Петросян — Бронштейн. Решевський чорними відбив атаку Авербаха й суперники погодилися на нічию. Окрасою туру стала зустріч Ейве зі Смисловим, обоє учасників якої були знавцями захисту Ґрюнфельда. У мітельшпілі чорні вирішили не спрощувати, а ускладнити гру, що вимагало розрахунку багатьох варіантів. Поступово Смислов добився переваги, але білі непогано оборонялися, здавшись аж на 58-у ході.
|   | a | b | c | d | e | f | g | h |   |
| 8 | a8 чорна тура · g8 чорний король · a7 чорний пішак · b7 чорний пішак · d7 чорний слон · f7 чорна тура · h7 чорний пішак · d6 чорний пішак · g6 чорний кінь · d5 білий пішак · e5 чорний пішак · g5 чорний ферзь · h5 чорний кінь · e4 білий пішак · d3 білий кінь · e3 чорний слон · f3 білий пішак · a2 білий пішак · b2 білий пішак · c2 біла тура · d2 білий кінь · e2 білий слон · g2 білий пішак · h2 білий слон · c1 біла тура · e1 білий ферзь · h1 білий король | a8 чорна тура · g8 чорний король · a7 чорний пішак · b7 чорний пішак · d7 чорний слон · f7 чорна тура · h7 чорний пішак · d6 чорний пішак · g6 чорний кінь · d5 білий пішак · e5 чорний пішак · g5 чорний ферзь · h5 чорний кінь · e4 білий пішак · d3 білий кінь · e3 чорний слон · f3 білий пішак · a2 білий пішак · b2 білий пішак · c2 біла тура · d2 білий кінь · e2 білий слон · g2 білий пішак · h2 білий слон · c1 біла тура · e1 білий ферзь · h1 білий король | a8 чорна тура · g8 чорний король · a7 чорний пішак · b7 чорний пішак · d7 чорний слон · f7 чорна тура · h7 чорний пішак · d6 чорний пішак · g6 чорний кінь · d5 білий пішак · e5 чорний пішак · g5 чорний ферзь · h5 чорний кінь · e4 білий пішак · d3 білий кінь · e3 чорний слон · f3 білий пішак · a2 білий пішак · b2 білий пішак · c2 біла тура · d2 білий кінь · e2 білий слон · g2 білий пішак · h2 білий слон · c1 біла тура · e1 білий ферзь · h1 білий король | a8 чорна тура · g8 чорний король · a7 чорний пішак · b7 чорний пішак · d7 чорний слон · f7 чорна тура · h7 чорний пішак · d6 чорний пішак · g6 чорний кінь · d5 білий пішак · e5 чорний пішак · g5 чорний ферзь · h5 чорний кінь · e4 білий пішак · d3 білий кінь · e3 чорний слон · f3 білий пішак · a2 білий пішак · b2 білий пішак · c2 біла тура · d2 білий кінь · e2 білий слон · g2 білий пішак · h2 білий слон · c1 біла тура · e1 білий ферзь · h1 білий король | a8 чорна тура · g8 чорний король · a7 чорний пішак · b7 чорний пішак · d7 чорний слон · f7 чорна тура · h7 чорний пішак · d6 чорний пішак · g6 чорний кінь · d5 білий пішак · e5 чорний пішак · g5 чорний ферзь · h5 чорний кінь · e4 білий пішак · d3 білий кінь · e3 чорний слон · f3 білий пішак · a2 білий пішак · b2 білий пішак · c2 біла тура · d2 білий кінь · e2 білий слон · g2 білий пішак · h2 білий слон · c1 біла тура · e1 білий ферзь · h1 білий король | a8 чорна тура · g8 чорний король · a7 чорний пішак · b7 чорний пішак · d7 чорний слон · f7 чорна тура · h7 чорний пішак · d6 чорний пішак · g6 чорний кінь · d5 білий пішак · e5 чорний пішак · g5 чорний ферзь · h5 чорний кінь · e4 білий пішак · d3 білий кінь · e3 чорний слон · f3 білий пішак · a2 білий пішак · b2 білий пішак · c2 біла тура · d2 білий кінь · e2 білий слон · g2 білий пішак · h2 білий слон · c1 біла тура · e1 білий ферзь · h1 білий король | a8 чорна тура · g8 чорний король · a7 чорний пішак · b7 чорний пішак · d7 чорний слон · f7 чорна тура · h7 чорний пішак · d6 чорний пішак · g6 чорний кінь · d5 білий пішак · e5 чорний пішак · g5 чорний ферзь · h5 чорний кінь · e4 білий пішак · d3 білий кінь · e3 чорний слон · f3 білий пішак · a2 білий пішак · b2 білий пішак · c2 біла тура · d2 білий кінь · e2 білий слон · g2 білий пішак · h2 білий слон · c1 біла тура · e1 білий ферзь · h1 білий король | a8 чорна тура · g8 чорний король · a7 чорний пішак · b7 чорний пішак · d7 чорний слон · f7 чорна тура · h7 чорний пішак · d6 чорний пішак · g6 чорний кінь · d5 білий пішак · e5 чорний пішак · g5 чорний ферзь · h5 чорний кінь · e4 білий пішак · d3 білий кінь · e3 чорний слон · f3 білий пішак · a2 білий пішак · b2 білий пішак · c2 біла тура · d2 білий кінь · e2 білий слон · g2 білий пішак · h2 білий слон · c1 біла тура · e1 білий ферзь · h1 білий король | 8 |
| 7 | a8 чорна тура · g8 чорний король · a7 чорний пішак · b7 чорний пішак · d7 чорний слон · f7 чорна тура · h7 чорний пішак · d6 чорний пішак · g6 чорний кінь · d5 білий пішак · e5 чорний пішак · g5 чорний ферзь · h5 чорний кінь · e4 білий пішак · d3 білий кінь · e3 чорний слон · f3 білий пішак · a2 білий пішак · b2 білий пішак · c2 біла тура · d2 білий кінь · e2 білий слон · g2 білий пішак · h2 білий слон · c1 біла тура · e1 білий ферзь · h1 білий король | a8 чорна тура · g8 чорний король · a7 чорний пішак · b7 чорний пішак · d7 чорний слон · f7 чорна тура · h7 чорний пішак · d6 чорний пішак · g6 чорний кінь · d5 білий пішак · e5 чорний пішак · g5 чорний ферзь · h5 чорний кінь · e4 білий пішак · d3 білий кінь · e3 чорний слон · f3 білий пішак · a2 білий пішак · b2 білий пішак · c2 біла тура · d2 білий кінь · e2 білий слон · g2 білий пішак · h2 білий слон · c1 біла тура · e1 білий ферзь · h1 білий король | a8 чорна тура · g8 чорний король · a7 чорний пішак · b7 чорний пішак · d7 чорний слон · f7 чорна тура · h7 чорний пішак · d6 чорний пішак · g6 чорний кінь · d5 білий пішак · e5 чорний пішак · g5 чорний ферзь · h5 чорний кінь · e4 білий пішак · d3 білий кінь · e3 чорний слон · f3 білий пішак · a2 білий пішак · b2 білий пішак · c2 біла тура · d2 білий кінь · e2 білий слон · g2 білий пішак · h2 білий слон · c1 біла тура · e1 білий ферзь · h1 білий король | a8 чорна тура · g8 чорний король · a7 чорний пішак · b7 чорний пішак · d7 чорний слон · f7 чорна тура · h7 чорний пішак · d6 чорний пішак · g6 чорний кінь · d5 білий пішак · e5 чорний пішак · g5 чорний ферзь · h5 чорний кінь · e4 білий пішак · d3 білий кінь · e3 чорний слон · f3 білий пішак · a2 білий пішак · b2 білий пішак · c2 біла тура · d2 білий кінь · e2 білий слон · g2 білий пішак · h2 білий слон · c1 біла тура · e1 білий ферзь · h1 білий король | a8 чорна тура · g8 чорний король · a7 чорний пішак · b7 чорний пішак · d7 чорний слон · f7 чорна тура · h7 чорний пішак · d6 чорний пішак · g6 чорний кінь · d5 білий пішак · e5 чорний пішак · g5 чорний ферзь · h5 чорний кінь · e4 білий пішак · d3 білий кінь · e3 чорний слон · f3 білий пішак · a2 білий пішак · b2 білий пішак · c2 біла тура · d2 білий кінь · e2 білий слон · g2 білий пішак · h2 білий слон · c1 біла тура · e1 білий ферзь · h1 білий король | a8 чорна тура · g8 чорний король · a7 чорний пішак · b7 чорний пішак · d7 чорний слон · f7 чорна тура · h7 чорний пішак · d6 чорний пішак · g6 чорний кінь · d5 білий пішак · e5 чорний пішак · g5 чорний ферзь · h5 чорний кінь · e4 білий пішак · d3 білий кінь · e3 чорний слон · f3 білий пішак · a2 білий пішак · b2 білий пішак · c2 біла тура · d2 білий кінь · e2 білий слон · g2 білий пішак · h2 білий слон · c1 біла тура · e1 білий ферзь · h1 білий король | a8 чорна тура · g8 чорний король · a7 чорний пішак · b7 чорний пішак · d7 чорний слон · f7 чорна тура · h7 чорний пішак · d6 чорний пішак · g6 чорний кінь · d5 білий пішак · e5 чорний пішак · g5 чорний ферзь · h5 чорний кінь · e4 білий пішак · d3 білий кінь · e3 чорний слон · f3 білий пішак · a2 білий пішак · b2 білий пішак · c2 біла тура · d2 білий кінь · e2 білий слон · g2 білий пішак · h2 білий слон · c1 біла тура · e1 білий ферзь · h1 білий король | a8 чорна тура · g8 чорний король · a7 чорний пішак · b7 чорний пішак · d7 чорний слон · f7 чорна тура · h7 чорний пішак · d6 чорний пішак · g6 чорний кінь · d5 білий пішак · e5 чорний пішак · g5 чорний ферзь · h5 чорний кінь · e4 білий пішак · d3 білий кінь · e3 чорний слон · f3 білий пішак · a2 білий пішак · b2 білий пішак · c2 біла тура · d2 білий кінь · e2 білий слон · g2 білий пішак · h2 білий слон · c1 біла тура · e1 білий ферзь · h1 білий король | 7 |
| 6 | a8 чорна тура · g8 чорний король · a7 чорний пішак · b7 чорний пішак · d7 чорний слон · f7 чорна тура · h7 чорний пішак · d6 чорний пішак · g6 чорний кінь · d5 білий пішак · e5 чорний пішак · g5 чорний ферзь · h5 чорний кінь · e4 білий пішак · d3 білий кінь · e3 чорний слон · f3 білий пішак · a2 білий пішак · b2 білий пішак · c2 біла тура · d2 білий кінь · e2 білий слон · g2 білий пішак · h2 білий слон · c1 біла тура · e1 білий ферзь · h1 білий король | a8 чорна тура · g8 чорний король · a7 чорний пішак · b7 чорний пішак · d7 чорний слон · f7 чорна тура · h7 чорний пішак · d6 чорний пішак · g6 чорний кінь · d5 білий пішак · e5 чорний пішак · g5 чорний ферзь · h5 чорний кінь · e4 білий пішак · d3 білий кінь · e3 чорний слон · f3 білий пішак · a2 білий пішак · b2 білий пішак · c2 біла тура · d2 білий кінь · e2 білий слон · g2 білий пішак · h2 білий слон · c1 біла тура · e1 білий ферзь · h1 білий король | a8 чорна тура · g8 чорний король · a7 чорний пішак · b7 чорний пішак · d7 чорний слон · f7 чорна тура · h7 чорний пішак · d6 чорний пішак · g6 чорний кінь · d5 білий пішак · e5 чорний пішак · g5 чорний ферзь · h5 чорний кінь · e4 білий пішак · d3 білий кінь · e3 чорний слон · f3 білий пішак · a2 білий пішак · b2 білий пішак · c2 біла тура · d2 білий кінь · e2 білий слон · g2 білий пішак · h2 білий слон · c1 біла тура · e1 білий ферзь · h1 білий король | a8 чорна тура · g8 чорний король · a7 чорний пішак · b7 чорний пішак · d7 чорний слон · f7 чорна тура · h7 чорний пішак · d6 чорний пішак · g6 чорний кінь · d5 білий пішак · e5 чорний пішак · g5 чорний ферзь · h5 чорний кінь · e4 білий пішак · d3 білий кінь · e3 чорний слон · f3 білий пішак · a2 білий пішак · b2 білий пішак · c2 біла тура · d2 білий кінь · e2 білий слон · g2 білий пішак · h2 білий слон · c1 біла тура · e1 білий ферзь · h1 білий король | a8 чорна тура · g8 чорний король · a7 чорний пішак · b7 чорний пішак · d7 чорний слон · f7 чорна тура · h7 чорний пішак · d6 чорний пішак · g6 чорний кінь · d5 білий пішак · e5 чорний пішак · g5 чорний ферзь · h5 чорний кінь · e4 білий пішак · d3 білий кінь · e3 чорний слон · f3 білий пішак · a2 білий пішак · b2 білий пішак · c2 біла тура · d2 білий кінь · e2 білий слон · g2 білий пішак · h2 білий слон · c1 біла тура · e1 білий ферзь · h1 білий король | a8 чорна тура · g8 чорний король · a7 чорний пішак · b7 чорний пішак · d7 чорний слон · f7 чорна тура · h7 чорний пішак · d6 чорний пішак · g6 чорний кінь · d5 білий пішак · e5 чорний пішак · g5 чорний ферзь · h5 чорний кінь · e4 білий пішак · d3 білий кінь · e3 чорний слон · f3 білий пішак · a2 білий пішак · b2 білий пішак · c2 біла тура · d2 білий кінь · e2 білий слон · g2 білий пішак · h2 білий слон · c1 біла тура · e1 білий ферзь · h1 білий король | a8 чорна тура · g8 чорний король · a7 чорний пішак · b7 чорний пішак · d7 чорний слон · f7 чорна тура · h7 чорний пішак · d6 чорний пішак · g6 чорний кінь · d5 білий пішак · e5 чорний пішак · g5 чорний ферзь · h5 чорний кінь · e4 білий пішак · d3 білий кінь · e3 чорний слон · f3 білий пішак · a2 білий пішак · b2 білий пішак · c2 біла тура · d2 білий кінь · e2 білий слон · g2 білий пішак · h2 білий слон · c1 біла тура · e1 білий ферзь · h1 білий король | a8 чорна тура · g8 чорний король · a7 чорний пішак · b7 чорний пішак · d7 чорний слон · f7 чорна тура · h7 чорний пішак · d6 чорний пішак · g6 чорний кінь · d5 білий пішак · e5 чорний пішак · g5 чорний ферзь · h5 чорний кінь · e4 білий пішак · d3 білий кінь · e3 чорний слон · f3 білий пішак · a2 білий пішак · b2 білий пішак · c2 біла тура · d2 білий кінь · e2 білий слон · g2 білий пішак · h2 білий слон · c1 біла тура · e1 білий ферзь · h1 білий король | 6 |
| 5 | a8 чорна тура · g8 чорний король · a7 чорний пішак · b7 чорний пішак · d7 чорний слон · f7 чорна тура · h7 чорний пішак · d6 чорний пішак · g6 чорний кінь · d5 білий пішак · e5 чорний пішак · g5 чорний ферзь · h5 чорний кінь · e4 білий пішак · d3 білий кінь · e3 чорний слон · f3 білий пішак · a2 білий пішак · b2 білий пішак · c2 біла тура · d2 білий кінь · e2 білий слон · g2 білий пішак · h2 білий слон · c1 біла тура · e1 білий ферзь · h1 білий король | a8 чорна тура · g8 чорний король · a7 чорний пішак · b7 чорний пішак · d7 чорний слон · f7 чорна тура · h7 чорний пішак · d6 чорний пішак · g6 чорний кінь · d5 білий пішак · e5 чорний пішак · g5 чорний ферзь · h5 чорний кінь · e4 білий пішак · d3 білий кінь · e3 чорний слон · f3 білий пішак · a2 білий пішак · b2 білий пішак · c2 біла тура · d2 білий кінь · e2 білий слон · g2 білий пішак · h2 білий слон · c1 біла тура · e1 білий ферзь · h1 білий король | a8 чорна тура · g8 чорний король · a7 чорний пішак · b7 чорний пішак · d7 чорний слон · f7 чорна тура · h7 чорний пішак · d6 чорний пішак · g6 чорний кінь · d5 білий пішак · e5 чорний пішак · g5 чорний ферзь · h5 чорний кінь · e4 білий пішак · d3 білий кінь · e3 чорний слон · f3 білий пішак · a2 білий пішак · b2 білий пішак · c2 біла тура · d2 білий кінь · e2 білий слон · g2 білий пішак · h2 білий слон · c1 біла тура · e1 білий ферзь · h1 білий король | a8 чорна тура · g8 чорний король · a7 чорний пішак · b7 чорний пішак · d7 чорний слон · f7 чорна тура · h7 чорний пішак · d6 чорний пішак · g6 чорний кінь · d5 білий пішак · e5 чорний пішак · g5 чорний ферзь · h5 чорний кінь · e4 білий пішак · d3 білий кінь · e3 чорний слон · f3 білий пішак · a2 білий пішак · b2 білий пішак · c2 біла тура · d2 білий кінь · e2 білий слон · g2 білий пішак · h2 білий слон · c1 біла тура · e1 білий ферзь · h1 білий король | a8 чорна тура · g8 чорний король · a7 чорний пішак · b7 чорний пішак · d7 чорний слон · f7 чорна тура · h7 чорний пішак · d6 чорний пішак · g6 чорний кінь · d5 білий пішак · e5 чорний пішак · g5 чорний ферзь · h5 чорний кінь · e4 білий пішак · d3 білий кінь · e3 чорний слон · f3 білий пішак · a2 білий пішак · b2 білий пішак · c2 біла тура · d2 білий кінь · e2 білий слон · g2 білий пішак · h2 білий слон · c1 біла тура · e1 білий ферзь · h1 білий король | a8 чорна тура · g8 чорний король · a7 чорний пішак · b7 чорний пішак · d7 чорний слон · f7 чорна тура · h7 чорний пішак · d6 чорний пішак · g6 чорний кінь · d5 білий пішак · e5 чорний пішак · g5 чорний ферзь · h5 чорний кінь · e4 білий пішак · d3 білий кінь · e3 чорний слон · f3 білий пішак · a2 білий пішак · b2 білий пішак · c2 біла тура · d2 білий кінь · e2 білий слон · g2 білий пішак · h2 білий слон · c1 біла тура · e1 білий ферзь · h1 білий король | a8 чорна тура · g8 чорний король · a7 чорний пішак · b7 чорний пішак · d7 чорний слон · f7 чорна тура · h7 чорний пішак · d6 чорний пішак · g6 чорний кінь · d5 білий пішак · e5 чорний пішак · g5 чорний ферзь · h5 чорний кінь · e4 білий пішак · d3 білий кінь · e3 чорний слон · f3 білий пішак · a2 білий пішак · b2 білий пішак · c2 біла тура · d2 білий кінь · e2 білий слон · g2 білий пішак · h2 білий слон · c1 біла тура · e1 білий ферзь · h1 білий король | a8 чорна тура · g8 чорний король · a7 чорний пішак · b7 чорний пішак · d7 чорний слон · f7 чорна тура · h7 чорний пішак · d6 чорний пішак · g6 чорний кінь · d5 білий пішак · e5 чорний пішак · g5 чорний ферзь · h5 чорний кінь · e4 білий пішак · d3 білий кінь · e3 чорний слон · f3 білий пішак · a2 білий пішак · b2 білий пішак · c2 біла тура · d2 білий кінь · e2 білий слон · g2 білий пішак · h2 білий слон · c1 біла тура · e1 білий ферзь · h1 білий король | 5 |
| 4 | a8 чорна тура · g8 чорний король · a7 чорний пішак · b7 чорний пішак · d7 чорний слон · f7 чорна тура · h7 чорний пішак · d6 чорний пішак · g6 чорний кінь · d5 білий пішак · e5 чорний пішак · g5 чорний ферзь · h5 чорний кінь · e4 білий пішак · d3 білий кінь · e3 чорний слон · f3 білий пішак · a2 білий пішак · b2 білий пішак · c2 біла тура · d2 білий кінь · e2 білий слон · g2 білий пішак · h2 білий слон · c1 біла тура · e1 білий ферзь · h1 білий король | a8 чорна тура · g8 чорний король · a7 чорний пішак · b7 чорний пішак · d7 чорний слон · f7 чорна тура · h7 чорний пішак · d6 чорний пішак · g6 чорний кінь · d5 білий пішак · e5 чорний пішак · g5 чорний ферзь · h5 чорний кінь · e4 білий пішак · d3 білий кінь · e3 чорний слон · f3 білий пішак · a2 білий пішак · b2 білий пішак · c2 біла тура · d2 білий кінь · e2 білий слон · g2 білий пішак · h2 білий слон · c1 біла тура · e1 білий ферзь · h1 білий король | a8 чорна тура · g8 чорний король · a7 чорний пішак · b7 чорний пішак · d7 чорний слон · f7 чорна тура · h7 чорний пішак · d6 чорний пішак · g6 чорний кінь · d5 білий пішак · e5 чорний пішак · g5 чорний ферзь · h5 чорний кінь · e4 білий пішак · d3 білий кінь · e3 чорний слон · f3 білий пішак · a2 білий пішак · b2 білий пішак · c2 біла тура · d2 білий кінь · e2 білий слон · g2 білий пішак · h2 білий слон · c1 біла тура · e1 білий ферзь · h1 білий король | a8 чорна тура · g8 чорний король · a7 чорний пішак · b7 чорний пішак · d7 чорний слон · f7 чорна тура · h7 чорний пішак · d6 чорний пішак · g6 чорний кінь · d5 білий пішак · e5 чорний пішак · g5 чорний ферзь · h5 чорний кінь · e4 білий пішак · d3 білий кінь · e3 чорний слон · f3 білий пішак · a2 білий пішак · b2 білий пішак · c2 біла тура · d2 білий кінь · e2 білий слон · g2 білий пішак · h2 білий слон · c1 біла тура · e1 білий ферзь · h1 білий король | a8 чорна тура · g8 чорний король · a7 чорний пішак · b7 чорний пішак · d7 чорний слон · f7 чорна тура · h7 чорний пішак · d6 чорний пішак · g6 чорний кінь · d5 білий пішак · e5 чорний пішак · g5 чорний ферзь · h5 чорний кінь · e4 білий пішак · d3 білий кінь · e3 чорний слон · f3 білий пішак · a2 білий пішак · b2 білий пішак · c2 біла тура · d2 білий кінь · e2 білий слон · g2 білий пішак · h2 білий слон · c1 біла тура · e1 білий ферзь · h1 білий король | a8 чорна тура · g8 чорний король · a7 чорний пішак · b7 чорний пішак · d7 чорний слон · f7 чорна тура · h7 чорний пішак · d6 чорний пішак · g6 чорний кінь · d5 білий пішак · e5 чорний пішак · g5 чорний ферзь · h5 чорний кінь · e4 білий пішак · d3 білий кінь · e3 чорний слон · f3 білий пішак · a2 білий пішак · b2 білий пішак · c2 біла тура · d2 білий кінь · e2 білий слон · g2 білий пішак · h2 білий слон · c1 біла тура · e1 білий ферзь · h1 білий король | a8 чорна тура · g8 чорний король · a7 чорний пішак · b7 чорний пішак · d7 чорний слон · f7 чорна тура · h7 чорний пішак · d6 чорний пішак · g6 чорний кінь · d5 білий пішак · e5 чорний пішак · g5 чорний ферзь · h5 чорний кінь · e4 білий пішак · d3 білий кінь · e3 чорний слон · f3 білий пішак · a2 білий пішак · b2 білий пішак · c2 біла тура · d2 білий кінь · e2 білий слон · g2 білий пішак · h2 білий слон · c1 біла тура · e1 білий ферзь · h1 білий король | a8 чорна тура · g8 чорний король · a7 чорний пішак · b7 чорний пішак · d7 чорний слон · f7 чорна тура · h7 чорний пішак · d6 чорний пішак · g6 чорний кінь · d5 білий пішак · e5 чорний пішак · g5 чорний ферзь · h5 чорний кінь · e4 білий пішак · d3 білий кінь · e3 чорний слон · f3 білий пішак · a2 білий пішак · b2 білий пішак · c2 біла тура · d2 білий кінь · e2 білий слон · g2 білий пішак · h2 білий слон · c1 біла тура · e1 білий ферзь · h1 білий король | 4 |
| 3 | a8 чорна тура · g8 чорний король · a7 чорний пішак · b7 чорний пішак · d7 чорний слон · f7 чорна тура · h7 чорний пішак · d6 чорний пішак · g6 чорний кінь · d5 білий пішак · e5 чорний пішак · g5 чорний ферзь · h5 чорний кінь · e4 білий пішак · d3 білий кінь · e3 чорний слон · f3 білий пішак · a2 білий пішак · b2 білий пішак · c2 біла тура · d2 білий кінь · e2 білий слон · g2 білий пішак · h2 білий слон · c1 біла тура · e1 білий ферзь · h1 білий король | a8 чорна тура · g8 чорний король · a7 чорний пішак · b7 чорний пішак · d7 чорний слон · f7 чорна тура · h7 чорний пішак · d6 чорний пішак · g6 чорний кінь · d5 білий пішак · e5 чорний пішак · g5 чорний ферзь · h5 чорний кінь · e4 білий пішак · d3 білий кінь · e3 чорний слон · f3 білий пішак · a2 білий пішак · b2 білий пішак · c2 біла тура · d2 білий кінь · e2 білий слон · g2 білий пішак · h2 білий слон · c1 біла тура · e1 білий ферзь · h1 білий король | a8 чорна тура · g8 чорний король · a7 чорний пішак · b7 чорний пішак · d7 чорний слон · f7 чорна тура · h7 чорний пішак · d6 чорний пішак · g6 чорний кінь · d5 білий пішак · e5 чорний пішак · g5 чорний ферзь · h5 чорний кінь · e4 білий пішак · d3 білий кінь · e3 чорний слон · f3 білий пішак · a2 білий пішак · b2 білий пішак · c2 біла тура · d2 білий кінь · e2 білий слон · g2 білий пішак · h2 білий слон · c1 біла тура · e1 білий ферзь · h1 білий король | a8 чорна тура · g8 чорний король · a7 чорний пішак · b7 чорний пішак · d7 чорний слон · f7 чорна тура · h7 чорний пішак · d6 чорний пішак · g6 чорний кінь · d5 білий пішак · e5 чорний пішак · g5 чорний ферзь · h5 чорний кінь · e4 білий пішак · d3 білий кінь · e3 чорний слон · f3 білий пішак · a2 білий пішак · b2 білий пішак · c2 біла тура · d2 білий кінь · e2 білий слон · g2 білий пішак · h2 білий слон · c1 біла тура · e1 білий ферзь · h1 білий король | a8 чорна тура · g8 чорний король · a7 чорний пішак · b7 чорний пішак · d7 чорний слон · f7 чорна тура · h7 чорний пішак · d6 чорний пішак · g6 чорний кінь · d5 білий пішак · e5 чорний пішак · g5 чорний ферзь · h5 чорний кінь · e4 білий пішак · d3 білий кінь · e3 чорний слон · f3 білий пішак · a2 білий пішак · b2 білий пішак · c2 біла тура · d2 білий кінь · e2 білий слон · g2 білий пішак · h2 білий слон · c1 біла тура · e1 білий ферзь · h1 білий король | a8 чорна тура · g8 чорний король · a7 чорний пішак · b7 чорний пішак · d7 чорний слон · f7 чорна тура · h7 чорний пішак · d6 чорний пішак · g6 чорний кінь · d5 білий пішак · e5 чорний пішак · g5 чорний ферзь · h5 чорний кінь · e4 білий пішак · d3 білий кінь · e3 чорний слон · f3 білий пішак · a2 білий пішак · b2 білий пішак · c2 біла тура · d2 білий кінь · e2 білий слон · g2 білий пішак · h2 білий слон · c1 біла тура · e1 білий ферзь · h1 білий король | a8 чорна тура · g8 чорний король · a7 чорний пішак · b7 чорний пішак · d7 чорний слон · f7 чорна тура · h7 чорний пішак · d6 чорний пішак · g6 чорний кінь · d5 білий пішак · e5 чорний пішак · g5 чорний ферзь · h5 чорний кінь · e4 білий пішак · d3 білий кінь · e3 чорний слон · f3 білий пішак · a2 білий пішак · b2 білий пішак · c2 біла тура · d2 білий кінь · e2 білий слон · g2 білий пішак · h2 білий слон · c1 біла тура · e1 білий ферзь · h1 білий король | a8 чорна тура · g8 чорний король · a7 чорний пішак · b7 чорний пішак · d7 чорний слон · f7 чорна тура · h7 чорний пішак · d6 чорний пішак · g6 чорний кінь · d5 білий пішак · e5 чорний пішак · g5 чорний ферзь · h5 чорний кінь · e4 білий пішак · d3 білий кінь · e3 чорний слон · f3 білий пішак · a2 білий пішак · b2 білий пішак · c2 біла тура · d2 білий кінь · e2 білий слон · g2 білий пішак · h2 білий слон · c1 біла тура · e1 білий ферзь · h1 білий король | 3 |
| 2 | a8 чорна тура · g8 чорний король · a7 чорний пішак · b7 чорний пішак · d7 чорний слон · f7 чорна тура · h7 чорний пішак · d6 чорний пішак · g6 чорний кінь · d5 білий пішак · e5 чорний пішак · g5 чорний ферзь · h5 чорний кінь · e4 білий пішак · d3 білий кінь · e3 чорний слон · f3 білий пішак · a2 білий пішак · b2 білий пішак · c2 біла тура · d2 білий кінь · e2 білий слон · g2 білий пішак · h2 білий слон · c1 біла тура · e1 білий ферзь · h1 білий король | a8 чорна тура · g8 чорний король · a7 чорний пішак · b7 чорний пішак · d7 чорний слон · f7 чорна тура · h7 чорний пішак · d6 чорний пішак · g6 чорний кінь · d5 білий пішак · e5 чорний пішак · g5 чорний ферзь · h5 чорний кінь · e4 білий пішак · d3 білий кінь · e3 чорний слон · f3 білий пішак · a2 білий пішак · b2 білий пішак · c2 біла тура · d2 білий кінь · e2 білий слон · g2 білий пішак · h2 білий слон · c1 біла тура · e1 білий ферзь · h1 білий король | a8 чорна тура · g8 чорний король · a7 чорний пішак · b7 чорний пішак · d7 чорний слон · f7 чорна тура · h7 чорний пішак · d6 чорний пішак · g6 чорний кінь · d5 білий пішак · e5 чорний пішак · g5 чорний ферзь · h5 чорний кінь · e4 білий пішак · d3 білий кінь · e3 чорний слон · f3 білий пішак · a2 білий пішак · b2 білий пішак · c2 біла тура · d2 білий кінь · e2 білий слон · g2 білий пішак · h2 білий слон · c1 біла тура · e1 білий ферзь · h1 білий король | a8 чорна тура · g8 чорний король · a7 чорний пішак · b7 чорний пішак · d7 чорний слон · f7 чорна тура · h7 чорний пішак · d6 чорний пішак · g6 чорний кінь · d5 білий пішак · e5 чорний пішак · g5 чорний ферзь · h5 чорний кінь · e4 білий пішак · d3 білий кінь · e3 чорний слон · f3 білий пішак · a2 білий пішак · b2 білий пішак · c2 біла тура · d2 білий кінь · e2 білий слон · g2 білий пішак · h2 білий слон · c1 біла тура · e1 білий ферзь · h1 білий король | a8 чорна тура · g8 чорний король · a7 чорний пішак · b7 чорний пішак · d7 чорний слон · f7 чорна тура · h7 чорний пішак · d6 чорний пішак · g6 чорний кінь · d5 білий пішак · e5 чорний пішак · g5 чорний ферзь · h5 чорний кінь · e4 білий пішак · d3 білий кінь · e3 чорний слон · f3 білий пішак · a2 білий пішак · b2 білий пішак · c2 біла тура · d2 білий кінь · e2 білий слон · g2 білий пішак · h2 білий слон · c1 біла тура · e1 білий ферзь · h1 білий король | a8 чорна тура · g8 чорний король · a7 чорний пішак · b7 чорний пішак · d7 чорний слон · f7 чорна тура · h7 чорний пішак · d6 чорний пішак · g6 чорний кінь · d5 білий пішак · e5 чорний пішак · g5 чорний ферзь · h5 чорний кінь · e4 білий пішак · d3 білий кінь · e3 чорний слон · f3 білий пішак · a2 білий пішак · b2 білий пішак · c2 біла тура · d2 білий кінь · e2 білий слон · g2 білий пішак · h2 білий слон · c1 біла тура · e1 білий ферзь · h1 білий король | a8 чорна тура · g8 чорний король · a7 чорний пішак · b7 чорний пішак · d7 чорний слон · f7 чорна тура · h7 чорний пішак · d6 чорний пішак · g6 чорний кінь · d5 білий пішак · e5 чорний пішак · g5 чорний ферзь · h5 чорний кінь · e4 білий пішак · d3 білий кінь · e3 чорний слон · f3 білий пішак · a2 білий пішак · b2 білий пішак · c2 біла тура · d2 білий кінь · e2 білий слон · g2 білий пішак · h2 білий слон · c1 біла тура · e1 білий ферзь · h1 білий король | a8 чорна тура · g8 чорний король · a7 чорний пішак · b7 чорний пішак · d7 чорний слон · f7 чорна тура · h7 чорний пішак · d6 чорний пішак · g6 чорний кінь · d5 білий пішак · e5 чорний пішак · g5 чорний ферзь · h5 чорний кінь · e4 білий пішак · d3 білий кінь · e3 чорний слон · f3 білий пішак · a2 білий пішак · b2 білий пішак · c2 біла тура · d2 білий кінь · e2 білий слон · g2 білий пішак · h2 білий слон · c1 біла тура · e1 білий ферзь · h1 білий король | 2 |
| 1 | a8 чорна тура · g8 чорний король · a7 чорний пішак · b7 чорний пішак · d7 чорний слон · f7 чорна тура · h7 чорний пішак · d6 чорний пішак · g6 чорний кінь · d5 білий пішак · e5 чорний пішак · g5 чорний ферзь · h5 чорний кінь · e4 білий пішак · d3 білий кінь · e3 чорний слон · f3 білий пішак · a2 білий пішак · b2 білий пішак · c2 біла тура · d2 білий кінь · e2 білий слон · g2 білий пішак · h2 білий слон · c1 біла тура · e1 білий ферзь · h1 білий король | a8 чорна тура · g8 чорний король · a7 чорний пішак · b7 чорний пішак · d7 чорний слон · f7 чорна тура · h7 чорний пішак · d6 чорний пішак · g6 чорний кінь · d5 білий пішак · e5 чорний пішак · g5 чорний ферзь · h5 чорний кінь · e4 білий пішак · d3 білий кінь · e3 чорний слон · f3 білий пішак · a2 білий пішак · b2 білий пішак · c2 біла тура · d2 білий кінь · e2 білий слон · g2 білий пішак · h2 білий слон · c1 біла тура · e1 білий ферзь · h1 білий король | a8 чорна тура · g8 чорний король · a7 чорний пішак · b7 чорний пішак · d7 чорний слон · f7 чорна тура · h7 чорний пішак · d6 чорний пішак · g6 чорний кінь · d5 білий пішак · e5 чорний пішак · g5 чорний ферзь · h5 чорний кінь · e4 білий пішак · d3 білий кінь · e3 чорний слон · f3 білий пішак · a2 білий пішак · b2 білий пішак · c2 біла тура · d2 білий кінь · e2 білий слон · g2 білий пішак · h2 білий слон · c1 біла тура · e1 білий ферзь · h1 білий король | a8 чорна тура · g8 чорний король · a7 чорний пішак · b7 чорний пішак · d7 чорний слон · f7 чорна тура · h7 чорний пішак · d6 чорний пішак · g6 чорний кінь · d5 білий пішак · e5 чорний пішак · g5 чорний ферзь · h5 чорний кінь · e4 білий пішак · d3 білий кінь · e3 чорний слон · f3 білий пішак · a2 білий пішак · b2 білий пішак · c2 біла тура · d2 білий кінь · e2 білий слон · g2 білий пішак · h2 білий слон · c1 біла тура · e1 білий ферзь · h1 білий король | a8 чорна тура · g8 чорний король · a7 чорний пішак · b7 чорний пішак · d7 чорний слон · f7 чорна тура · h7 чорний пішак · d6 чорний пішак · g6 чорний кінь · d5 білий пішак · e5 чорний пішак · g5 чорний ферзь · h5 чорний кінь · e4 білий пішак · d3 білий кінь · e3 чорний слон · f3 білий пішак · a2 білий пішак · b2 білий пішак · c2 біла тура · d2 білий кінь · e2 білий слон · g2 білий пішак · h2 білий слон · c1 біла тура · e1 білий ферзь · h1 білий король | a8 чорна тура · g8 чорний король · a7 чорний пішак · b7 чорний пішак · d7 чорний слон · f7 чорна тура · h7 чорний пішак · d6 чорний пішак · g6 чорний кінь · d5 білий пішак · e5 чорний пішак · g5 чорний ферзь · h5 чорний кінь · e4 білий пішак · d3 білий кінь · e3 чорний слон · f3 білий пішак · a2 білий пішак · b2 білий пішак · c2 біла тура · d2 білий кінь · e2 білий слон · g2 білий пішак · h2 білий слон · c1 біла тура · e1 білий ферзь · h1 білий король | a8 чорна тура · g8 чорний король · a7 чорний пішак · b7 чорний пішак · d7 чорний слон · f7 чорна тура · h7 чорний пішак · d6 чорний пішак · g6 чорний кінь · d5 білий пішак · e5 чорний пішак · g5 чорний ферзь · h5 чорний кінь · e4 білий пішак · d3 білий кінь · e3 чорний слон · f3 білий пішак · a2 білий пішак · b2 білий пішак · c2 біла тура · d2 білий кінь · e2 білий слон · g2 білий пішак · h2 білий слон · c1 біла тура · e1 білий ферзь · h1 білий король | a8 чорна тура · g8 чорний король · a7 чорний пішак · b7 чорний пішак · d7 чорний слон · f7 чорна тура · h7 чорний пішак · d6 чорний пішак · g6 чорний кінь · d5 білий пішак · e5 чорний пішак · g5 чорний ферзь · h5 чорний кінь · e4 білий пішак · d3 білий кінь · e3 чорний слон · f3 білий пішак · a2 білий пішак · b2 білий пішак · c2 біла тура · d2 білий кінь · e2 білий слон · g2 білий пішак · h2 білий слон · c1 біла тура · e1 білий ферзь · h1 білий король | 1 |
|   | a | b | c | d | e | f | g | h |   |

У 4-у турі Штальберґ зробив спробу підсилити свій французький захист, у якому програв Смислову на турнірі претендентів 1950, однак і цього разу шведський гросмейстер поступився. Уперше в турнірі Смислов очолив турнірну таблицю. Болеславський чорними використав дрібні неточності Геллера й здобув перемогу, а Керес білими не зміг знайти слабкі місця в оборонних редутах Ейве, який послідовним розмінюванням кількох фігур звів партію до мирного кінця.
У 5-у раунді Сабо обіграв Бронштейна, Решевський переміг Ейве, а Керес успішно застосував новинку у ферзевому гамбіті, здобувши очко проти Штальберґа. У партії лідерів Болеславський — Смислов білі внесли нові штрихи у трактуванні слов'янського захисту, проте кількома точними ходами чорні вирішили всі проблеми захисту (нічия). Нарешті перервав стартову серію поразок Котов, зігравши внічию з Геллером.
У 6-му турі зустрілися перший у таблиці Смислов та останній — Котов. Несподівано лідер змушений був задовольнитися нічиєю. Бронштейн білими проти Ейве пожертвував фігуру для атаки на ворожого короля, довго переслідував його, але досяг тільки нічиєї. Болеславський на 10-у ході помилився, віддавши Кересові туру й здався на 22-у ході. Самуель Решевський білими переміг Штальберґа й одноосібно очолив таблицю. На ½ очка відставали Пауль Керес і Василь Смислов.
7-й тур став одним із наймиролюбніших: 7 нічиїх і лише одна перемога (Смислова над Геллером). Котов відмовився від повторення позиції (й нічиєї) проти Кереса, проґавив пішака, але знайшов тонкий позиційний маневр, який дозволив відновити рівновагу та здобути нічию. Болеславський і Бронштейн мали дещо кращі позиції проти Решевського та Штальберґа, вирішили не ризикували й погодилися на поділ очок.
У 8-у турі Смислов був вільний від гри, чим скористався Решевський, який переміг Котова й вийшов на чисте перше місце. Гравці витратили майже весь відведений час на перші 30 ходів, потрапишви у жорсткий цейтнот, де фортуна була прихильніша до американського гросмейстера. Давні друзі Бронштейн і Болеславський не прагнули форсувати подій і погодилися на нічию, а Тайманов з Ейве розіграли багату на творчі ідеї партію, де ленінградський гросмейстер пожертвував 5 пішаків заради звільнення простору для маневрів своєї тури, але в ендшпілі Ейве реалізував перевагу зайвого пішака й Тайманов здався. Петросян розіграв коротку (11-ходову) «гросмейстерську нічию» з Авербахом, за надмір яких постійно критикували вірменського шахіста. Однак після цієї легкої партії 24-річний Тигран Петросян переміг у трьох партіях поспіль, показавши вже у такому молодому віці вміння правильно розподіляти турнірні сили.
|   | a | b | c | d | e | f | g | h |   |
| 8 | e8 чорна тура · h8 чорний король · a7 чорний пішак · b7 чорний слон · d7 чорний пішак · b6 чорний пішак · c6 чорний кінь · h6 чорний пішак · c5 чорний пішак · d5 білий слон · f5 чорний ферзь · h5 білий пішак · c4 білий пішак · f4 білий кінь · a3 білий пішак · e3 білий пішак · g3 білий пішак · d1 білий ферзь · f1 білий король · h1 біла тура | e8 чорна тура · h8 чорний король · a7 чорний пішак · b7 чорний слон · d7 чорний пішак · b6 чорний пішак · c6 чорний кінь · h6 чорний пішак · c5 чорний пішак · d5 білий слон · f5 чорний ферзь · h5 білий пішак · c4 білий пішак · f4 білий кінь · a3 білий пішак · e3 білий пішак · g3 білий пішак · d1 білий ферзь · f1 білий король · h1 біла тура | e8 чорна тура · h8 чорний король · a7 чорний пішак · b7 чорний слон · d7 чорний пішак · b6 чорний пішак · c6 чорний кінь · h6 чорний пішак · c5 чорний пішак · d5 білий слон · f5 чорний ферзь · h5 білий пішак · c4 білий пішак · f4 білий кінь · a3 білий пішак · e3 білий пішак · g3 білий пішак · d1 білий ферзь · f1 білий король · h1 біла тура | e8 чорна тура · h8 чорний король · a7 чорний пішак · b7 чорний слон · d7 чорний пішак · b6 чорний пішак · c6 чорний кінь · h6 чорний пішак · c5 чорний пішак · d5 білий слон · f5 чорний ферзь · h5 білий пішак · c4 білий пішак · f4 білий кінь · a3 білий пішак · e3 білий пішак · g3 білий пішак · d1 білий ферзь · f1 білий король · h1 біла тура | e8 чорна тура · h8 чорний король · a7 чорний пішак · b7 чорний слон · d7 чорний пішак · b6 чорний пішак · c6 чорний кінь · h6 чорний пішак · c5 чорний пішак · d5 білий слон · f5 чорний ферзь · h5 білий пішак · c4 білий пішак · f4 білий кінь · a3 білий пішак · e3 білий пішак · g3 білий пішак · d1 білий ферзь · f1 білий король · h1 біла тура | e8 чорна тура · h8 чорний король · a7 чорний пішак · b7 чорний слон · d7 чорний пішак · b6 чорний пішак · c6 чорний кінь · h6 чорний пішак · c5 чорний пішак · d5 білий слон · f5 чорний ферзь · h5 білий пішак · c4 білий пішак · f4 білий кінь · a3 білий пішак · e3 білий пішак · g3 білий пішак · d1 білий ферзь · f1 білий король · h1 біла тура | e8 чорна тура · h8 чорний король · a7 чорний пішак · b7 чорний слон · d7 чорний пішак · b6 чорний пішак · c6 чорний кінь · h6 чорний пішак · c5 чорний пішак · d5 білий слон · f5 чорний ферзь · h5 білий пішак · c4 білий пішак · f4 білий кінь · a3 білий пішак · e3 білий пішак · g3 білий пішак · d1 білий ферзь · f1 білий король · h1 біла тура | e8 чорна тура · h8 чорний король · a7 чорний пішак · b7 чорний слон · d7 чорний пішак · b6 чорний пішак · c6 чорний кінь · h6 чорний пішак · c5 чорний пішак · d5 білий слон · f5 чорний ферзь · h5 білий пішак · c4 білий пішак · f4 білий кінь · a3 білий пішак · e3 білий пішак · g3 білий пішак · d1 білий ферзь · f1 білий король · h1 біла тура | 8 |
| 7 | e8 чорна тура · h8 чорний король · a7 чорний пішак · b7 чорний слон · d7 чорний пішак · b6 чорний пішак · c6 чорний кінь · h6 чорний пішак · c5 чорний пішак · d5 білий слон · f5 чорний ферзь · h5 білий пішак · c4 білий пішак · f4 білий кінь · a3 білий пішак · e3 білий пішак · g3 білий пішак · d1 білий ферзь · f1 білий король · h1 біла тура | e8 чорна тура · h8 чорний король · a7 чорний пішак · b7 чорний слон · d7 чорний пішак · b6 чорний пішак · c6 чорний кінь · h6 чорний пішак · c5 чорний пішак · d5 білий слон · f5 чорний ферзь · h5 білий пішак · c4 білий пішак · f4 білий кінь · a3 білий пішак · e3 білий пішак · g3 білий пішак · d1 білий ферзь · f1 білий король · h1 біла тура | e8 чорна тура · h8 чорний король · a7 чорний пішак · b7 чорний слон · d7 чорний пішак · b6 чорний пішак · c6 чорний кінь · h6 чорний пішак · c5 чорний пішак · d5 білий слон · f5 чорний ферзь · h5 білий пішак · c4 білий пішак · f4 білий кінь · a3 білий пішак · e3 білий пішак · g3 білий пішак · d1 білий ферзь · f1 білий король · h1 біла тура | e8 чорна тура · h8 чорний король · a7 чорний пішак · b7 чорний слон · d7 чорний пішак · b6 чорний пішак · c6 чорний кінь · h6 чорний пішак · c5 чорний пішак · d5 білий слон · f5 чорний ферзь · h5 білий пішак · c4 білий пішак · f4 білий кінь · a3 білий пішак · e3 білий пішак · g3 білий пішак · d1 білий ферзь · f1 білий король · h1 біла тура | e8 чорна тура · h8 чорний король · a7 чорний пішак · b7 чорний слон · d7 чорний пішак · b6 чорний пішак · c6 чорний кінь · h6 чорний пішак · c5 чорний пішак · d5 білий слон · f5 чорний ферзь · h5 білий пішак · c4 білий пішак · f4 білий кінь · a3 білий пішак · e3 білий пішак · g3 білий пішак · d1 білий ферзь · f1 білий король · h1 біла тура | e8 чорна тура · h8 чорний король · a7 чорний пішак · b7 чорний слон · d7 чорний пішак · b6 чорний пішак · c6 чорний кінь · h6 чорний пішак · c5 чорний пішак · d5 білий слон · f5 чорний ферзь · h5 білий пішак · c4 білий пішак · f4 білий кінь · a3 білий пішак · e3 білий пішак · g3 білий пішак · d1 білий ферзь · f1 білий король · h1 біла тура | e8 чорна тура · h8 чорний король · a7 чорний пішак · b7 чорний слон · d7 чорний пішак · b6 чорний пішак · c6 чорний кінь · h6 чорний пішак · c5 чорний пішак · d5 білий слон · f5 чорний ферзь · h5 білий пішак · c4 білий пішак · f4 білий кінь · a3 білий пішак · e3 білий пішак · g3 білий пішак · d1 білий ферзь · f1 білий король · h1 біла тура | e8 чорна тура · h8 чорний король · a7 чорний пішак · b7 чорний слон · d7 чорний пішак · b6 чорний пішак · c6 чорний кінь · h6 чорний пішак · c5 чорний пішак · d5 білий слон · f5 чорний ферзь · h5 білий пішак · c4 білий пішак · f4 білий кінь · a3 білий пішак · e3 білий пішак · g3 білий пішак · d1 білий ферзь · f1 білий король · h1 біла тура | 7 |
| 6 | e8 чорна тура · h8 чорний король · a7 чорний пішак · b7 чорний слон · d7 чорний пішак · b6 чорний пішак · c6 чорний кінь · h6 чорний пішак · c5 чорний пішак · d5 білий слон · f5 чорний ферзь · h5 білий пішак · c4 білий пішак · f4 білий кінь · a3 білий пішак · e3 білий пішак · g3 білий пішак · d1 білий ферзь · f1 білий король · h1 біла тура | e8 чорна тура · h8 чорний король · a7 чорний пішак · b7 чорний слон · d7 чорний пішак · b6 чорний пішак · c6 чорний кінь · h6 чорний пішак · c5 чорний пішак · d5 білий слон · f5 чорний ферзь · h5 білий пішак · c4 білий пішак · f4 білий кінь · a3 білий пішак · e3 білий пішак · g3 білий пішак · d1 білий ферзь · f1 білий король · h1 біла тура | e8 чорна тура · h8 чорний король · a7 чорний пішак · b7 чорний слон · d7 чорний пішак · b6 чорний пішак · c6 чорний кінь · h6 чорний пішак · c5 чорний пішак · d5 білий слон · f5 чорний ферзь · h5 білий пішак · c4 білий пішак · f4 білий кінь · a3 білий пішак · e3 білий пішак · g3 білий пішак · d1 білий ферзь · f1 білий король · h1 біла тура | e8 чорна тура · h8 чорний король · a7 чорний пішак · b7 чорний слон · d7 чорний пішак · b6 чорний пішак · c6 чорний кінь · h6 чорний пішак · c5 чорний пішак · d5 білий слон · f5 чорний ферзь · h5 білий пішак · c4 білий пішак · f4 білий кінь · a3 білий пішак · e3 білий пішак · g3 білий пішак · d1 білий ферзь · f1 білий король · h1 біла тура | e8 чорна тура · h8 чорний король · a7 чорний пішак · b7 чорний слон · d7 чорний пішак · b6 чорний пішак · c6 чорний кінь · h6 чорний пішак · c5 чорний пішак · d5 білий слон · f5 чорний ферзь · h5 білий пішак · c4 білий пішак · f4 білий кінь · a3 білий пішак · e3 білий пішак · g3 білий пішак · d1 білий ферзь · f1 білий король · h1 біла тура | e8 чорна тура · h8 чорний король · a7 чорний пішак · b7 чорний слон · d7 чорний пішак · b6 чорний пішак · c6 чорний кінь · h6 чорний пішак · c5 чорний пішак · d5 білий слон · f5 чорний ферзь · h5 білий пішак · c4 білий пішак · f4 білий кінь · a3 білий пішак · e3 білий пішак · g3 білий пішак · d1 білий ферзь · f1 білий король · h1 біла тура | e8 чорна тура · h8 чорний король · a7 чорний пішак · b7 чорний слон · d7 чорний пішак · b6 чорний пішак · c6 чорний кінь · h6 чорний пішак · c5 чорний пішак · d5 білий слон · f5 чорний ферзь · h5 білий пішак · c4 білий пішак · f4 білий кінь · a3 білий пішак · e3 білий пішак · g3 білий пішак · d1 білий ферзь · f1 білий король · h1 біла тура | e8 чорна тура · h8 чорний король · a7 чорний пішак · b7 чорний слон · d7 чорний пішак · b6 чорний пішак · c6 чорний кінь · h6 чорний пішак · c5 чорний пішак · d5 білий слон · f5 чорний ферзь · h5 білий пішак · c4 білий пішак · f4 білий кінь · a3 білий пішак · e3 білий пішак · g3 білий пішак · d1 білий ферзь · f1 білий король · h1 біла тура | 6 |
| 5 | e8 чорна тура · h8 чорний король · a7 чорний пішак · b7 чорний слон · d7 чорний пішак · b6 чорний пішак · c6 чорний кінь · h6 чорний пішак · c5 чорний пішак · d5 білий слон · f5 чорний ферзь · h5 білий пішак · c4 білий пішак · f4 білий кінь · a3 білий пішак · e3 білий пішак · g3 білий пішак · d1 білий ферзь · f1 білий король · h1 біла тура | e8 чорна тура · h8 чорний король · a7 чорний пішак · b7 чорний слон · d7 чорний пішак · b6 чорний пішак · c6 чорний кінь · h6 чорний пішак · c5 чорний пішак · d5 білий слон · f5 чорний ферзь · h5 білий пішак · c4 білий пішак · f4 білий кінь · a3 білий пішак · e3 білий пішак · g3 білий пішак · d1 білий ферзь · f1 білий король · h1 біла тура | e8 чорна тура · h8 чорний король · a7 чорний пішак · b7 чорний слон · d7 чорний пішак · b6 чорний пішак · c6 чорний кінь · h6 чорний пішак · c5 чорний пішак · d5 білий слон · f5 чорний ферзь · h5 білий пішак · c4 білий пішак · f4 білий кінь · a3 білий пішак · e3 білий пішак · g3 білий пішак · d1 білий ферзь · f1 білий король · h1 біла тура | e8 чорна тура · h8 чорний король · a7 чорний пішак · b7 чорний слон · d7 чорний пішак · b6 чорний пішак · c6 чорний кінь · h6 чорний пішак · c5 чорний пішак · d5 білий слон · f5 чорний ферзь · h5 білий пішак · c4 білий пішак · f4 білий кінь · a3 білий пішак · e3 білий пішак · g3 білий пішак · d1 білий ферзь · f1 білий король · h1 біла тура | e8 чорна тура · h8 чорний король · a7 чорний пішак · b7 чорний слон · d7 чорний пішак · b6 чорний пішак · c6 чорний кінь · h6 чорний пішак · c5 чорний пішак · d5 білий слон · f5 чорний ферзь · h5 білий пішак · c4 білий пішак · f4 білий кінь · a3 білий пішак · e3 білий пішак · g3 білий пішак · d1 білий ферзь · f1 білий король · h1 біла тура | e8 чорна тура · h8 чорний король · a7 чорний пішак · b7 чорний слон · d7 чорний пішак · b6 чорний пішак · c6 чорний кінь · h6 чорний пішак · c5 чорний пішак · d5 білий слон · f5 чорний ферзь · h5 білий пішак · c4 білий пішак · f4 білий кінь · a3 білий пішак · e3 білий пішак · g3 білий пішак · d1 білий ферзь · f1 білий король · h1 біла тура | e8 чорна тура · h8 чорний король · a7 чорний пішак · b7 чорний слон · d7 чорний пішак · b6 чорний пішак · c6 чорний кінь · h6 чорний пішак · c5 чорний пішак · d5 білий слон · f5 чорний ферзь · h5 білий пішак · c4 білий пішак · f4 білий кінь · a3 білий пішак · e3 білий пішак · g3 білий пішак · d1 білий ферзь · f1 білий король · h1 біла тура | e8 чорна тура · h8 чорний король · a7 чорний пішак · b7 чорний слон · d7 чорний пішак · b6 чорний пішак · c6 чорний кінь · h6 чорний пішак · c5 чорний пішак · d5 білий слон · f5 чорний ферзь · h5 білий пішак · c4 білий пішак · f4 білий кінь · a3 білий пішак · e3 білий пішак · g3 білий пішак · d1 білий ферзь · f1 білий король · h1 біла тура | 5 |
| 4 | e8 чорна тура · h8 чорний король · a7 чорний пішак · b7 чорний слон · d7 чорний пішак · b6 чорний пішак · c6 чорний кінь · h6 чорний пішак · c5 чорний пішак · d5 білий слон · f5 чорний ферзь · h5 білий пішак · c4 білий пішак · f4 білий кінь · a3 білий пішак · e3 білий пішак · g3 білий пішак · d1 білий ферзь · f1 білий король · h1 біла тура | e8 чорна тура · h8 чорний король · a7 чорний пішак · b7 чорний слон · d7 чорний пішак · b6 чорний пішак · c6 чорний кінь · h6 чорний пішак · c5 чорний пішак · d5 білий слон · f5 чорний ферзь · h5 білий пішак · c4 білий пішак · f4 білий кінь · a3 білий пішак · e3 білий пішак · g3 білий пішак · d1 білий ферзь · f1 білий король · h1 біла тура | e8 чорна тура · h8 чорний король · a7 чорний пішак · b7 чорний слон · d7 чорний пішак · b6 чорний пішак · c6 чорний кінь · h6 чорний пішак · c5 чорний пішак · d5 білий слон · f5 чорний ферзь · h5 білий пішак · c4 білий пішак · f4 білий кінь · a3 білий пішак · e3 білий пішак · g3 білий пішак · d1 білий ферзь · f1 білий король · h1 біла тура | e8 чорна тура · h8 чорний король · a7 чорний пішак · b7 чорний слон · d7 чорний пішак · b6 чорний пішак · c6 чорний кінь · h6 чорний пішак · c5 чорний пішак · d5 білий слон · f5 чорний ферзь · h5 білий пішак · c4 білий пішак · f4 білий кінь · a3 білий пішак · e3 білий пішак · g3 білий пішак · d1 білий ферзь · f1 білий король · h1 біла тура | e8 чорна тура · h8 чорний король · a7 чорний пішак · b7 чорний слон · d7 чорний пішак · b6 чорний пішак · c6 чорний кінь · h6 чорний пішак · c5 чорний пішак · d5 білий слон · f5 чорний ферзь · h5 білий пішак · c4 білий пішак · f4 білий кінь · a3 білий пішак · e3 білий пішак · g3 білий пішак · d1 білий ферзь · f1 білий король · h1 біла тура | e8 чорна тура · h8 чорний король · a7 чорний пішак · b7 чорний слон · d7 чорний пішак · b6 чорний пішак · c6 чорний кінь · h6 чорний пішак · c5 чорний пішак · d5 білий слон · f5 чорний ферзь · h5 білий пішак · c4 білий пішак · f4 білий кінь · a3 білий пішак · e3 білий пішак · g3 білий пішак · d1 білий ферзь · f1 білий король · h1 біла тура | e8 чорна тура · h8 чорний король · a7 чорний пішак · b7 чорний слон · d7 чорний пішак · b6 чорний пішак · c6 чорний кінь · h6 чорний пішак · c5 чорний пішак · d5 білий слон · f5 чорний ферзь · h5 білий пішак · c4 білий пішак · f4 білий кінь · a3 білий пішак · e3 білий пішак · g3 білий пішак · d1 білий ферзь · f1 білий король · h1 біла тура | e8 чорна тура · h8 чорний король · a7 чорний пішак · b7 чорний слон · d7 чорний пішак · b6 чорний пішак · c6 чорний кінь · h6 чорний пішак · c5 чорний пішак · d5 білий слон · f5 чорний ферзь · h5 білий пішак · c4 білий пішак · f4 білий кінь · a3 білий пішак · e3 білий пішак · g3 білий пішак · d1 білий ферзь · f1 білий король · h1 біла тура | 4 |
| 3 | e8 чорна тура · h8 чорний король · a7 чорний пішак · b7 чорний слон · d7 чорний пішак · b6 чорний пішак · c6 чорний кінь · h6 чорний пішак · c5 чорний пішак · d5 білий слон · f5 чорний ферзь · h5 білий пішак · c4 білий пішак · f4 білий кінь · a3 білий пішак · e3 білий пішак · g3 білий пішак · d1 білий ферзь · f1 білий король · h1 біла тура | e8 чорна тура · h8 чорний король · a7 чорний пішак · b7 чорний слон · d7 чорний пішак · b6 чорний пішак · c6 чорний кінь · h6 чорний пішак · c5 чорний пішак · d5 білий слон · f5 чорний ферзь · h5 білий пішак · c4 білий пішак · f4 білий кінь · a3 білий пішак · e3 білий пішак · g3 білий пішак · d1 білий ферзь · f1 білий король · h1 біла тура | e8 чорна тура · h8 чорний король · a7 чорний пішак · b7 чорний слон · d7 чорний пішак · b6 чорний пішак · c6 чорний кінь · h6 чорний пішак · c5 чорний пішак · d5 білий слон · f5 чорний ферзь · h5 білий пішак · c4 білий пішак · f4 білий кінь · a3 білий пішак · e3 білий пішак · g3 білий пішак · d1 білий ферзь · f1 білий король · h1 біла тура | e8 чорна тура · h8 чорний король · a7 чорний пішак · b7 чорний слон · d7 чорний пішак · b6 чорний пішак · c6 чорний кінь · h6 чорний пішак · c5 чорний пішак · d5 білий слон · f5 чорний ферзь · h5 білий пішак · c4 білий пішак · f4 білий кінь · a3 білий пішак · e3 білий пішак · g3 білий пішак · d1 білий ферзь · f1 білий король · h1 біла тура | e8 чорна тура · h8 чорний король · a7 чорний пішак · b7 чорний слон · d7 чорний пішак · b6 чорний пішак · c6 чорний кінь · h6 чорний пішак · c5 чорний пішак · d5 білий слон · f5 чорний ферзь · h5 білий пішак · c4 білий пішак · f4 білий кінь · a3 білий пішак · e3 білий пішак · g3 білий пішак · d1 білий ферзь · f1 білий король · h1 біла тура | e8 чорна тура · h8 чорний король · a7 чорний пішак · b7 чорний слон · d7 чорний пішак · b6 чорний пішак · c6 чорний кінь · h6 чорний пішак · c5 чорний пішак · d5 білий слон · f5 чорний ферзь · h5 білий пішак · c4 білий пішак · f4 білий кінь · a3 білий пішак · e3 білий пішак · g3 білий пішак · d1 білий ферзь · f1 білий король · h1 біла тура | e8 чорна тура · h8 чорний король · a7 чорний пішак · b7 чорний слон · d7 чорний пішак · b6 чорний пішак · c6 чорний кінь · h6 чорний пішак · c5 чорний пішак · d5 білий слон · f5 чорний ферзь · h5 білий пішак · c4 білий пішак · f4 білий кінь · a3 білий пішак · e3 білий пішак · g3 білий пішак · d1 білий ферзь · f1 білий король · h1 біла тура | e8 чорна тура · h8 чорний король · a7 чорний пішак · b7 чорний слон · d7 чорний пішак · b6 чорний пішак · c6 чорний кінь · h6 чорний пішак · c5 чорний пішак · d5 білий слон · f5 чорний ферзь · h5 білий пішак · c4 білий пішак · f4 білий кінь · a3 білий пішак · e3 білий пішак · g3 білий пішак · d1 білий ферзь · f1 білий король · h1 біла тура | 3 |
| 2 | e8 чорна тура · h8 чорний король · a7 чорний пішак · b7 чорний слон · d7 чорний пішак · b6 чорний пішак · c6 чорний кінь · h6 чорний пішак · c5 чорний пішак · d5 білий слон · f5 чорний ферзь · h5 білий пішак · c4 білий пішак · f4 білий кінь · a3 білий пішак · e3 білий пішак · g3 білий пішак · d1 білий ферзь · f1 білий король · h1 біла тура | e8 чорна тура · h8 чорний король · a7 чорний пішак · b7 чорний слон · d7 чорний пішак · b6 чорний пішак · c6 чорний кінь · h6 чорний пішак · c5 чорний пішак · d5 білий слон · f5 чорний ферзь · h5 білий пішак · c4 білий пішак · f4 білий кінь · a3 білий пішак · e3 білий пішак · g3 білий пішак · d1 білий ферзь · f1 білий король · h1 біла тура | e8 чорна тура · h8 чорний король · a7 чорний пішак · b7 чорний слон · d7 чорний пішак · b6 чорний пішак · c6 чорний кінь · h6 чорний пішак · c5 чорний пішак · d5 білий слон · f5 чорний ферзь · h5 білий пішак · c4 білий пішак · f4 білий кінь · a3 білий пішак · e3 білий пішак · g3 білий пішак · d1 білий ферзь · f1 білий король · h1 біла тура | e8 чорна тура · h8 чорний король · a7 чорний пішак · b7 чорний слон · d7 чорний пішак · b6 чорний пішак · c6 чорний кінь · h6 чорний пішак · c5 чорний пішак · d5 білий слон · f5 чорний ферзь · h5 білий пішак · c4 білий пішак · f4 білий кінь · a3 білий пішак · e3 білий пішак · g3 білий пішак · d1 білий ферзь · f1 білий король · h1 біла тура | e8 чорна тура · h8 чорний король · a7 чорний пішак · b7 чорний слон · d7 чорний пішак · b6 чорний пішак · c6 чорний кінь · h6 чорний пішак · c5 чорний пішак · d5 білий слон · f5 чорний ферзь · h5 білий пішак · c4 білий пішак · f4 білий кінь · a3 білий пішак · e3 білий пішак · g3 білий пішак · d1 білий ферзь · f1 білий король · h1 біла тура | e8 чорна тура · h8 чорний король · a7 чорний пішак · b7 чорний слон · d7 чорний пішак · b6 чорний пішак · c6 чорний кінь · h6 чорний пішак · c5 чорний пішак · d5 білий слон · f5 чорний ферзь · h5 білий пішак · c4 білий пішак · f4 білий кінь · a3 білий пішак · e3 білий пішак · g3 білий пішак · d1 білий ферзь · f1 білий король · h1 біла тура | e8 чорна тура · h8 чорний король · a7 чорний пішак · b7 чорний слон · d7 чорний пішак · b6 чорний пішак · c6 чорний кінь · h6 чорний пішак · c5 чорний пішак · d5 білий слон · f5 чорний ферзь · h5 білий пішак · c4 білий пішак · f4 білий кінь · a3 білий пішак · e3 білий пішак · g3 білий пішак · d1 білий ферзь · f1 білий король · h1 біла тура | e8 чорна тура · h8 чорний король · a7 чорний пішак · b7 чорний слон · d7 чорний пішак · b6 чорний пішак · c6 чорний кінь · h6 чорний пішак · c5 чорний пішак · d5 білий слон · f5 чорний ферзь · h5 білий пішак · c4 білий пішак · f4 білий кінь · a3 білий пішак · e3 білий пішак · g3 білий пішак · d1 білий ферзь · f1 білий король · h1 біла тура | 2 |
| 1 | e8 чорна тура · h8 чорний король · a7 чорний пішак · b7 чорний слон · d7 чорний пішак · b6 чорний пішак · c6 чорний кінь · h6 чорний пішак · c5 чорний пішак · d5 білий слон · f5 чорний ферзь · h5 білий пішак · c4 білий пішак · f4 білий кінь · a3 білий пішак · e3 білий пішак · g3 білий пішак · d1 білий ферзь · f1 білий король · h1 біла тура | e8 чорна тура · h8 чорний король · a7 чорний пішак · b7 чорний слон · d7 чорний пішак · b6 чорний пішак · c6 чорний кінь · h6 чорний пішак · c5 чорний пішак · d5 білий слон · f5 чорний ферзь · h5 білий пішак · c4 білий пішак · f4 білий кінь · a3 білий пішак · e3 білий пішак · g3 білий пішак · d1 білий ферзь · f1 білий король · h1 біла тура | e8 чорна тура · h8 чорний король · a7 чорний пішак · b7 чорний слон · d7 чорний пішак · b6 чорний пішак · c6 чорний кінь · h6 чорний пішак · c5 чорний пішак · d5 білий слон · f5 чорний ферзь · h5 білий пішак · c4 білий пішак · f4 білий кінь · a3 білий пішак · e3 білий пішак · g3 білий пішак · d1 білий ферзь · f1 білий король · h1 біла тура | e8 чорна тура · h8 чорний король · a7 чорний пішак · b7 чорний слон · d7 чорний пішак · b6 чорний пішак · c6 чорний кінь · h6 чорний пішак · c5 чорний пішак · d5 білий слон · f5 чорний ферзь · h5 білий пішак · c4 білий пішак · f4 білий кінь · a3 білий пішак · e3 білий пішак · g3 білий пішак · d1 білий ферзь · f1 білий король · h1 біла тура | e8 чорна тура · h8 чорний король · a7 чорний пішак · b7 чорний слон · d7 чорний пішак · b6 чорний пішак · c6 чорний кінь · h6 чорний пішак · c5 чорний пішак · d5 білий слон · f5 чорний ферзь · h5 білий пішак · c4 білий пішак · f4 білий кінь · a3 білий пішак · e3 білий пішак · g3 білий пішак · d1 білий ферзь · f1 білий король · h1 біла тура | e8 чорна тура · h8 чорний король · a7 чорний пішак · b7 чорний слон · d7 чорний пішак · b6 чорний пішак · c6 чорний кінь · h6 чорний пішак · c5 чорний пішак · d5 білий слон · f5 чорний ферзь · h5 білий пішак · c4 білий пішак · f4 білий кінь · a3 білий пішак · e3 білий пішак · g3 білий пішак · d1 білий ферзь · f1 білий король · h1 біла тура | e8 чорна тура · h8 чорний король · a7 чорний пішак · b7 чорний слон · d7 чорний пішак · b6 чорний пішак · c6 чорний кінь · h6 чорний пішак · c5 чорний пішак · d5 білий слон · f5 чорний ферзь · h5 білий пішак · c4 білий пішак · f4 білий кінь · a3 білий пішак · e3 білий пішак · g3 білий пішак · d1 білий ферзь · f1 білий король · h1 біла тура | e8 чорна тура · h8 чорний король · a7 чорний пішак · b7 чорний слон · d7 чорний пішак · b6 чорний пішак · c6 чорний кінь · h6 чорний пішак · c5 чорний пішак · d5 білий слон · f5 чорний ферзь · h5 білий пішак · c4 білий пішак · f4 білий кінь · a3 білий пішак · e3 білий пішак · g3 білий пішак · d1 білий ферзь · f1 білий король · h1 біла тура | 1 |
|   | a | b | c | d | e | f | g | h |   |

У 9-й раунді зустрілися представники верхньої половини таблиці Смислов і Керес. Геллер краще розіграв дебют білими, проте не наважився атакувати ослаблену позицію короля Решевського й пішов на повторення ходів (нічия). У партії Ейве — Найдорф голландець сміливо й методично наступав на королівський фланг чорних, пожертвував туру й прорвав оборону, відтіснивши самотнього короля на h8. Аргентинський гросмейстер ще мав шанси на нічию, якби ввів у гру білопольного слона b7, але спокусився взяти турою пішака й відкрив лінію «e», що Макс Ейве переможно використав. Партія отримала приз як одна із найкрасивіших на турнірі, а колишній чемпіон світу включив цю перемогу до збірки своїх найкращих партій.
Із 10-го туру розпочалася хороша смуга в Олександра Котова, який нарешті знайшов свою гру — московський гросмейстер уперше в турнірі переміг, чорними обігравши Глігорича. Якщо в перших 9 турах він набрав лише 2 очки (22 %), то в наступних 6 турах набере аж 4½ (75 %). Партія лідерів Решевський — Смислов завершилася нецікавою нічиєю. Найдорф білими чітко реалізував перевагу над Штальберґом, а Петросян також білими впевнено обіграв Ейве. Авербах і Сабо, як любителі й знавці відкритого варіанту іспанської партії, гарно підготувалися до очної зустрічі, в якій угорський шахіст захопив центр, пішов в атаку й гарантував нічию вічним шахом на короля Авербаха.
В 11-у турі зустрілися Смислов — Бронштейн і Керес — Решевський. На 12-у ході Бронштейн пожертвував фігуру, Смислов оборонявся невпевнено, чорні нарощували перевагу, отримавши за фігуру трьох пішаків. Проте на 28-у ході Бронштейн помилився, а Смислов зумів добитися нічиєї. У партії проти естонця Решевський чи не вперше за турнір потрапив у скрутне становище, а Керес надовго замислився над 16-м ходом. Представник СРСР міг добитися вирішальної переваги непомітним, «тихим» ходом, однак вибрав більш прямолінійну атаку на ворожого короля, яку не довів до кінця. Партія завершилася поділом очка, її аналізували шахові часописи багатьох країн, а Д. Бронштейн назвав її однією з улюблених на турнірі. Коли у варіанті Земіша староіндійського захисту Болеславський білими пішов на спрощення позиції, але відмовився від нічиєї, Найдорф розпочав діалог, який описав у своїй книзі про турнір:
— Ви граєте на нічию?

— Ні.

— Отже, Ви граєте на перемогу?

— Ні.

— (усміхаючись) У такому випадку… Ви граєте, щоб програти?

— Ні. Мені просто подобається моя позиція!
Подібне мислення було характерним для творчих поглядів Ісаака Болеславського, для якого шахи були передовсім мистецтвом і протистоянням ідей, а не боротьбою та спортом заради досягнення перемоги будь-якою ціною. Партнери погодились на нічию після 32-го ходу.
Очільник таблиці С. Решевський пропускав 12-й тур, чим скористався В. Смислов, який чорними впевнено переміг С. Глігорича й захопив лідерство. За спогадами Найдорфа, молодий югославський шахіст весь ранок вивчав дебюти партій Смислова, не відпочив перед партією й виглядав дуже втомленим. Бронштейн білими переміг Кереса, а Найдорф піймав на психологічний «гачок» Котова: аргентинець удав, що хоче повторяти ходи, що не сподобалось радянському гросмейстеру. Котов пішов на ризикований план, потрапив у сумнівне становище, програв пішака, а потім і партію. Першу партію на турнірі виграв ветеран Штальберґ, добившись цього після тривалої, 86-ходової, боротьби з Авербахом.
У 13-у турі Давид Бронштейн чорними переміг Самуеля Решевського (перша поразка американця на турнірі) та зрівнявся з ним за кількістю очок, вийшовши на 2-3-є місця. Смислов і Тайманов розписали коротку нічию. Геллер правильно відхилив жертву пішака, яку пропонував Найдорф, натомість серією тонких ходів здобув позиційну перевагу над аргентинцем, яку холоднокровно реалізував.
|   | a | b | c | d | e | f | g | h |   |
| 8 | b8 чорна тура · g8 чорний кінь · h8 чорний король · b7 чорний пішак · d7 чорний ферзь · e7 чорний слон · h7 чорний пішак · d6 чорний пішак · f6 чорна тура · a5 чорний пішак · c5 чорний пішак · d5 білий пішак · e5 чорний пішак · c4 білий пішак · e4 білий пішак · f4 чорний пішак · f3 білий пішак · h3 білий пішак · a2 білий пішак · b2 білий пішак · d2 білий ферзь · e2 білий кінь · f2 білий слон · g2 біла тура · h2 білий король · f1 біла тура | b8 чорна тура · g8 чорний кінь · h8 чорний король · b7 чорний пішак · d7 чорний ферзь · e7 чорний слон · h7 чорний пішак · d6 чорний пішак · f6 чорна тура · a5 чорний пішак · c5 чорний пішак · d5 білий пішак · e5 чорний пішак · c4 білий пішак · e4 білий пішак · f4 чорний пішак · f3 білий пішак · h3 білий пішак · a2 білий пішак · b2 білий пішак · d2 білий ферзь · e2 білий кінь · f2 білий слон · g2 біла тура · h2 білий король · f1 біла тура | b8 чорна тура · g8 чорний кінь · h8 чорний король · b7 чорний пішак · d7 чорний ферзь · e7 чорний слон · h7 чорний пішак · d6 чорний пішак · f6 чорна тура · a5 чорний пішак · c5 чорний пішак · d5 білий пішак · e5 чорний пішак · c4 білий пішак · e4 білий пішак · f4 чорний пішак · f3 білий пішак · h3 білий пішак · a2 білий пішак · b2 білий пішак · d2 білий ферзь · e2 білий кінь · f2 білий слон · g2 біла тура · h2 білий король · f1 біла тура | b8 чорна тура · g8 чорний кінь · h8 чорний король · b7 чорний пішак · d7 чорний ферзь · e7 чорний слон · h7 чорний пішак · d6 чорний пішак · f6 чорна тура · a5 чорний пішак · c5 чорний пішак · d5 білий пішак · e5 чорний пішак · c4 білий пішак · e4 білий пішак · f4 чорний пішак · f3 білий пішак · h3 білий пішак · a2 білий пішак · b2 білий пішак · d2 білий ферзь · e2 білий кінь · f2 білий слон · g2 біла тура · h2 білий король · f1 біла тура | b8 чорна тура · g8 чорний кінь · h8 чорний король · b7 чорний пішак · d7 чорний ферзь · e7 чорний слон · h7 чорний пішак · d6 чорний пішак · f6 чорна тура · a5 чорний пішак · c5 чорний пішак · d5 білий пішак · e5 чорний пішак · c4 білий пішак · e4 білий пішак · f4 чорний пішак · f3 білий пішак · h3 білий пішак · a2 білий пішак · b2 білий пішак · d2 білий ферзь · e2 білий кінь · f2 білий слон · g2 біла тура · h2 білий король · f1 біла тура | b8 чорна тура · g8 чорний кінь · h8 чорний король · b7 чорний пішак · d7 чорний ферзь · e7 чорний слон · h7 чорний пішак · d6 чорний пішак · f6 чорна тура · a5 чорний пішак · c5 чорний пішак · d5 білий пішак · e5 чорний пішак · c4 білий пішак · e4 білий пішак · f4 чорний пішак · f3 білий пішак · h3 білий пішак · a2 білий пішак · b2 білий пішак · d2 білий ферзь · e2 білий кінь · f2 білий слон · g2 біла тура · h2 білий король · f1 біла тура | b8 чорна тура · g8 чорний кінь · h8 чорний король · b7 чорний пішак · d7 чорний ферзь · e7 чорний слон · h7 чорний пішак · d6 чорний пішак · f6 чорна тура · a5 чорний пішак · c5 чорний пішак · d5 білий пішак · e5 чорний пішак · c4 білий пішак · e4 білий пішак · f4 чорний пішак · f3 білий пішак · h3 білий пішак · a2 білий пішак · b2 білий пішак · d2 білий ферзь · e2 білий кінь · f2 білий слон · g2 біла тура · h2 білий король · f1 біла тура | b8 чорна тура · g8 чорний кінь · h8 чорний король · b7 чорний пішак · d7 чорний ферзь · e7 чорний слон · h7 чорний пішак · d6 чорний пішак · f6 чорна тура · a5 чорний пішак · c5 чорний пішак · d5 білий пішак · e5 чорний пішак · c4 білий пішак · e4 білий пішак · f4 чорний пішак · f3 білий пішак · h3 білий пішак · a2 білий пішак · b2 білий пішак · d2 білий ферзь · e2 білий кінь · f2 білий слон · g2 біла тура · h2 білий король · f1 біла тура | 8 |
| 7 | b8 чорна тура · g8 чорний кінь · h8 чорний король · b7 чорний пішак · d7 чорний ферзь · e7 чорний слон · h7 чорний пішак · d6 чорний пішак · f6 чорна тура · a5 чорний пішак · c5 чорний пішак · d5 білий пішак · e5 чорний пішак · c4 білий пішак · e4 білий пішак · f4 чорний пішак · f3 білий пішак · h3 білий пішак · a2 білий пішак · b2 білий пішак · d2 білий ферзь · e2 білий кінь · f2 білий слон · g2 біла тура · h2 білий король · f1 біла тура | b8 чорна тура · g8 чорний кінь · h8 чорний король · b7 чорний пішак · d7 чорний ферзь · e7 чорний слон · h7 чорний пішак · d6 чорний пішак · f6 чорна тура · a5 чорний пішак · c5 чорний пішак · d5 білий пішак · e5 чорний пішак · c4 білий пішак · e4 білий пішак · f4 чорний пішак · f3 білий пішак · h3 білий пішак · a2 білий пішак · b2 білий пішак · d2 білий ферзь · e2 білий кінь · f2 білий слон · g2 біла тура · h2 білий король · f1 біла тура | b8 чорна тура · g8 чорний кінь · h8 чорний король · b7 чорний пішак · d7 чорний ферзь · e7 чорний слон · h7 чорний пішак · d6 чорний пішак · f6 чорна тура · a5 чорний пішак · c5 чорний пішак · d5 білий пішак · e5 чорний пішак · c4 білий пішак · e4 білий пішак · f4 чорний пішак · f3 білий пішак · h3 білий пішак · a2 білий пішак · b2 білий пішак · d2 білий ферзь · e2 білий кінь · f2 білий слон · g2 біла тура · h2 білий король · f1 біла тура | b8 чорна тура · g8 чорний кінь · h8 чорний король · b7 чорний пішак · d7 чорний ферзь · e7 чорний слон · h7 чорний пішак · d6 чорний пішак · f6 чорна тура · a5 чорний пішак · c5 чорний пішак · d5 білий пішак · e5 чорний пішак · c4 білий пішак · e4 білий пішак · f4 чорний пішак · f3 білий пішак · h3 білий пішак · a2 білий пішак · b2 білий пішак · d2 білий ферзь · e2 білий кінь · f2 білий слон · g2 біла тура · h2 білий король · f1 біла тура | b8 чорна тура · g8 чорний кінь · h8 чорний король · b7 чорний пішак · d7 чорний ферзь · e7 чорний слон · h7 чорний пішак · d6 чорний пішак · f6 чорна тура · a5 чорний пішак · c5 чорний пішак · d5 білий пішак · e5 чорний пішак · c4 білий пішак · e4 білий пішак · f4 чорний пішак · f3 білий пішак · h3 білий пішак · a2 білий пішак · b2 білий пішак · d2 білий ферзь · e2 білий кінь · f2 білий слон · g2 біла тура · h2 білий король · f1 біла тура | b8 чорна тура · g8 чорний кінь · h8 чорний король · b7 чорний пішак · d7 чорний ферзь · e7 чорний слон · h7 чорний пішак · d6 чорний пішак · f6 чорна тура · a5 чорний пішак · c5 чорний пішак · d5 білий пішак · e5 чорний пішак · c4 білий пішак · e4 білий пішак · f4 чорний пішак · f3 білий пішак · h3 білий пішак · a2 білий пішак · b2 білий пішак · d2 білий ферзь · e2 білий кінь · f2 білий слон · g2 біла тура · h2 білий король · f1 біла тура | b8 чорна тура · g8 чорний кінь · h8 чорний король · b7 чорний пішак · d7 чорний ферзь · e7 чорний слон · h7 чорний пішак · d6 чорний пішак · f6 чорна тура · a5 чорний пішак · c5 чорний пішак · d5 білий пішак · e5 чорний пішак · c4 білий пішак · e4 білий пішак · f4 чорний пішак · f3 білий пішак · h3 білий пішак · a2 білий пішак · b2 білий пішак · d2 білий ферзь · e2 білий кінь · f2 білий слон · g2 біла тура · h2 білий король · f1 біла тура | b8 чорна тура · g8 чорний кінь · h8 чорний король · b7 чорний пішак · d7 чорний ферзь · e7 чорний слон · h7 чорний пішак · d6 чорний пішак · f6 чорна тура · a5 чорний пішак · c5 чорний пішак · d5 білий пішак · e5 чорний пішак · c4 білий пішак · e4 білий пішак · f4 чорний пішак · f3 білий пішак · h3 білий пішак · a2 білий пішак · b2 білий пішак · d2 білий ферзь · e2 білий кінь · f2 білий слон · g2 біла тура · h2 білий король · f1 біла тура | 7 |
| 6 | b8 чорна тура · g8 чорний кінь · h8 чорний король · b7 чорний пішак · d7 чорний ферзь · e7 чорний слон · h7 чорний пішак · d6 чорний пішак · f6 чорна тура · a5 чорний пішак · c5 чорний пішак · d5 білий пішак · e5 чорний пішак · c4 білий пішак · e4 білий пішак · f4 чорний пішак · f3 білий пішак · h3 білий пішак · a2 білий пішак · b2 білий пішак · d2 білий ферзь · e2 білий кінь · f2 білий слон · g2 біла тура · h2 білий король · f1 біла тура | b8 чорна тура · g8 чорний кінь · h8 чорний король · b7 чорний пішак · d7 чорний ферзь · e7 чорний слон · h7 чорний пішак · d6 чорний пішак · f6 чорна тура · a5 чорний пішак · c5 чорний пішак · d5 білий пішак · e5 чорний пішак · c4 білий пішак · e4 білий пішак · f4 чорний пішак · f3 білий пішак · h3 білий пішак · a2 білий пішак · b2 білий пішак · d2 білий ферзь · e2 білий кінь · f2 білий слон · g2 біла тура · h2 білий король · f1 біла тура | b8 чорна тура · g8 чорний кінь · h8 чорний король · b7 чорний пішак · d7 чорний ферзь · e7 чорний слон · h7 чорний пішак · d6 чорний пішак · f6 чорна тура · a5 чорний пішак · c5 чорний пішак · d5 білий пішак · e5 чорний пішак · c4 білий пішак · e4 білий пішак · f4 чорний пішак · f3 білий пішак · h3 білий пішак · a2 білий пішак · b2 білий пішак · d2 білий ферзь · e2 білий кінь · f2 білий слон · g2 біла тура · h2 білий король · f1 біла тура | b8 чорна тура · g8 чорний кінь · h8 чорний король · b7 чорний пішак · d7 чорний ферзь · e7 чорний слон · h7 чорний пішак · d6 чорний пішак · f6 чорна тура · a5 чорний пішак · c5 чорний пішак · d5 білий пішак · e5 чорний пішак · c4 білий пішак · e4 білий пішак · f4 чорний пішак · f3 білий пішак · h3 білий пішак · a2 білий пішак · b2 білий пішак · d2 білий ферзь · e2 білий кінь · f2 білий слон · g2 біла тура · h2 білий король · f1 біла тура | b8 чорна тура · g8 чорний кінь · h8 чорний король · b7 чорний пішак · d7 чорний ферзь · e7 чорний слон · h7 чорний пішак · d6 чорний пішак · f6 чорна тура · a5 чорний пішак · c5 чорний пішак · d5 білий пішак · e5 чорний пішак · c4 білий пішак · e4 білий пішак · f4 чорний пішак · f3 білий пішак · h3 білий пішак · a2 білий пішак · b2 білий пішак · d2 білий ферзь · e2 білий кінь · f2 білий слон · g2 біла тура · h2 білий король · f1 біла тура | b8 чорна тура · g8 чорний кінь · h8 чорний король · b7 чорний пішак · d7 чорний ферзь · e7 чорний слон · h7 чорний пішак · d6 чорний пішак · f6 чорна тура · a5 чорний пішак · c5 чорний пішак · d5 білий пішак · e5 чорний пішак · c4 білий пішак · e4 білий пішак · f4 чорний пішак · f3 білий пішак · h3 білий пішак · a2 білий пішак · b2 білий пішак · d2 білий ферзь · e2 білий кінь · f2 білий слон · g2 біла тура · h2 білий король · f1 біла тура | b8 чорна тура · g8 чорний кінь · h8 чорний король · b7 чорний пішак · d7 чорний ферзь · e7 чорний слон · h7 чорний пішак · d6 чорний пішак · f6 чорна тура · a5 чорний пішак · c5 чорний пішак · d5 білий пішак · e5 чорний пішак · c4 білий пішак · e4 білий пішак · f4 чорний пішак · f3 білий пішак · h3 білий пішак · a2 білий пішак · b2 білий пішак · d2 білий ферзь · e2 білий кінь · f2 білий слон · g2 біла тура · h2 білий король · f1 біла тура | b8 чорна тура · g8 чорний кінь · h8 чорний король · b7 чорний пішак · d7 чорний ферзь · e7 чорний слон · h7 чорний пішак · d6 чорний пішак · f6 чорна тура · a5 чорний пішак · c5 чорний пішак · d5 білий пішак · e5 чорний пішак · c4 білий пішак · e4 білий пішак · f4 чорний пішак · f3 білий пішак · h3 білий пішак · a2 білий пішак · b2 білий пішак · d2 білий ферзь · e2 білий кінь · f2 білий слон · g2 біла тура · h2 білий король · f1 біла тура | 6 |
| 5 | b8 чорна тура · g8 чорний кінь · h8 чорний король · b7 чорний пішак · d7 чорний ферзь · e7 чорний слон · h7 чорний пішак · d6 чорний пішак · f6 чорна тура · a5 чорний пішак · c5 чорний пішак · d5 білий пішак · e5 чорний пішак · c4 білий пішак · e4 білий пішак · f4 чорний пішак · f3 білий пішак · h3 білий пішак · a2 білий пішак · b2 білий пішак · d2 білий ферзь · e2 білий кінь · f2 білий слон · g2 біла тура · h2 білий король · f1 біла тура | b8 чорна тура · g8 чорний кінь · h8 чорний король · b7 чорний пішак · d7 чорний ферзь · e7 чорний слон · h7 чорний пішак · d6 чорний пішак · f6 чорна тура · a5 чорний пішак · c5 чорний пішак · d5 білий пішак · e5 чорний пішак · c4 білий пішак · e4 білий пішак · f4 чорний пішак · f3 білий пішак · h3 білий пішак · a2 білий пішак · b2 білий пішак · d2 білий ферзь · e2 білий кінь · f2 білий слон · g2 біла тура · h2 білий король · f1 біла тура | b8 чорна тура · g8 чорний кінь · h8 чорний король · b7 чорний пішак · d7 чорний ферзь · e7 чорний слон · h7 чорний пішак · d6 чорний пішак · f6 чорна тура · a5 чорний пішак · c5 чорний пішак · d5 білий пішак · e5 чорний пішак · c4 білий пішак · e4 білий пішак · f4 чорний пішак · f3 білий пішак · h3 білий пішак · a2 білий пішак · b2 білий пішак · d2 білий ферзь · e2 білий кінь · f2 білий слон · g2 біла тура · h2 білий король · f1 біла тура | b8 чорна тура · g8 чорний кінь · h8 чорний король · b7 чорний пішак · d7 чорний ферзь · e7 чорний слон · h7 чорний пішак · d6 чорний пішак · f6 чорна тура · a5 чорний пішак · c5 чорний пішак · d5 білий пішак · e5 чорний пішак · c4 білий пішак · e4 білий пішак · f4 чорний пішак · f3 білий пішак · h3 білий пішак · a2 білий пішак · b2 білий пішак · d2 білий ферзь · e2 білий кінь · f2 білий слон · g2 біла тура · h2 білий король · f1 біла тура | b8 чорна тура · g8 чорний кінь · h8 чорний король · b7 чорний пішак · d7 чорний ферзь · e7 чорний слон · h7 чорний пішак · d6 чорний пішак · f6 чорна тура · a5 чорний пішак · c5 чорний пішак · d5 білий пішак · e5 чорний пішак · c4 білий пішак · e4 білий пішак · f4 чорний пішак · f3 білий пішак · h3 білий пішак · a2 білий пішак · b2 білий пішак · d2 білий ферзь · e2 білий кінь · f2 білий слон · g2 біла тура · h2 білий король · f1 біла тура | b8 чорна тура · g8 чорний кінь · h8 чорний король · b7 чорний пішак · d7 чорний ферзь · e7 чорний слон · h7 чорний пішак · d6 чорний пішак · f6 чорна тура · a5 чорний пішак · c5 чорний пішак · d5 білий пішак · e5 чорний пішак · c4 білий пішак · e4 білий пішак · f4 чорний пішак · f3 білий пішак · h3 білий пішак · a2 білий пішак · b2 білий пішак · d2 білий ферзь · e2 білий кінь · f2 білий слон · g2 біла тура · h2 білий король · f1 біла тура | b8 чорна тура · g8 чорний кінь · h8 чорний король · b7 чорний пішак · d7 чорний ферзь · e7 чорний слон · h7 чорний пішак · d6 чорний пішак · f6 чорна тура · a5 чорний пішак · c5 чорний пішак · d5 білий пішак · e5 чорний пішак · c4 білий пішак · e4 білий пішак · f4 чорний пішак · f3 білий пішак · h3 білий пішак · a2 білий пішак · b2 білий пішак · d2 білий ферзь · e2 білий кінь · f2 білий слон · g2 біла тура · h2 білий король · f1 біла тура | b8 чорна тура · g8 чорний кінь · h8 чорний король · b7 чорний пішак · d7 чорний ферзь · e7 чорний слон · h7 чорний пішак · d6 чорний пішак · f6 чорна тура · a5 чорний пішак · c5 чорний пішак · d5 білий пішак · e5 чорний пішак · c4 білий пішак · e4 білий пішак · f4 чорний пішак · f3 білий пішак · h3 білий пішак · a2 білий пішак · b2 білий пішак · d2 білий ферзь · e2 білий кінь · f2 білий слон · g2 біла тура · h2 білий король · f1 біла тура | 5 |
| 4 | b8 чорна тура · g8 чорний кінь · h8 чорний король · b7 чорний пішак · d7 чорний ферзь · e7 чорний слон · h7 чорний пішак · d6 чорний пішак · f6 чорна тура · a5 чорний пішак · c5 чорний пішак · d5 білий пішак · e5 чорний пішак · c4 білий пішак · e4 білий пішак · f4 чорний пішак · f3 білий пішак · h3 білий пішак · a2 білий пішак · b2 білий пішак · d2 білий ферзь · e2 білий кінь · f2 білий слон · g2 біла тура · h2 білий король · f1 біла тура | b8 чорна тура · g8 чорний кінь · h8 чорний король · b7 чорний пішак · d7 чорний ферзь · e7 чорний слон · h7 чорний пішак · d6 чорний пішак · f6 чорна тура · a5 чорний пішак · c5 чорний пішак · d5 білий пішак · e5 чорний пішак · c4 білий пішак · e4 білий пішак · f4 чорний пішак · f3 білий пішак · h3 білий пішак · a2 білий пішак · b2 білий пішак · d2 білий ферзь · e2 білий кінь · f2 білий слон · g2 біла тура · h2 білий король · f1 біла тура | b8 чорна тура · g8 чорний кінь · h8 чорний король · b7 чорний пішак · d7 чорний ферзь · e7 чорний слон · h7 чорний пішак · d6 чорний пішак · f6 чорна тура · a5 чорний пішак · c5 чорний пішак · d5 білий пішак · e5 чорний пішак · c4 білий пішак · e4 білий пішак · f4 чорний пішак · f3 білий пішак · h3 білий пішак · a2 білий пішак · b2 білий пішак · d2 білий ферзь · e2 білий кінь · f2 білий слон · g2 біла тура · h2 білий король · f1 біла тура | b8 чорна тура · g8 чорний кінь · h8 чорний король · b7 чорний пішак · d7 чорний ферзь · e7 чорний слон · h7 чорний пішак · d6 чорний пішак · f6 чорна тура · a5 чорний пішак · c5 чорний пішак · d5 білий пішак · e5 чорний пішак · c4 білий пішак · e4 білий пішак · f4 чорний пішак · f3 білий пішак · h3 білий пішак · a2 білий пішак · b2 білий пішак · d2 білий ферзь · e2 білий кінь · f2 білий слон · g2 біла тура · h2 білий король · f1 біла тура | b8 чорна тура · g8 чорний кінь · h8 чорний король · b7 чорний пішак · d7 чорний ферзь · e7 чорний слон · h7 чорний пішак · d6 чорний пішак · f6 чорна тура · a5 чорний пішак · c5 чорний пішак · d5 білий пішак · e5 чорний пішак · c4 білий пішак · e4 білий пішак · f4 чорний пішак · f3 білий пішак · h3 білий пішак · a2 білий пішак · b2 білий пішак · d2 білий ферзь · e2 білий кінь · f2 білий слон · g2 біла тура · h2 білий король · f1 біла тура | b8 чорна тура · g8 чорний кінь · h8 чорний король · b7 чорний пішак · d7 чорний ферзь · e7 чорний слон · h7 чорний пішак · d6 чорний пішак · f6 чорна тура · a5 чорний пішак · c5 чорний пішак · d5 білий пішак · e5 чорний пішак · c4 білий пішак · e4 білий пішак · f4 чорний пішак · f3 білий пішак · h3 білий пішак · a2 білий пішак · b2 білий пішак · d2 білий ферзь · e2 білий кінь · f2 білий слон · g2 біла тура · h2 білий король · f1 біла тура | b8 чорна тура · g8 чорний кінь · h8 чорний король · b7 чорний пішак · d7 чорний ферзь · e7 чорний слон · h7 чорний пішак · d6 чорний пішак · f6 чорна тура · a5 чорний пішак · c5 чорний пішак · d5 білий пішак · e5 чорний пішак · c4 білий пішак · e4 білий пішак · f4 чорний пішак · f3 білий пішак · h3 білий пішак · a2 білий пішак · b2 білий пішак · d2 білий ферзь · e2 білий кінь · f2 білий слон · g2 біла тура · h2 білий король · f1 біла тура | b8 чорна тура · g8 чорний кінь · h8 чорний король · b7 чорний пішак · d7 чорний ферзь · e7 чорний слон · h7 чорний пішак · d6 чорний пішак · f6 чорна тура · a5 чорний пішак · c5 чорний пішак · d5 білий пішак · e5 чорний пішак · c4 білий пішак · e4 білий пішак · f4 чорний пішак · f3 білий пішак · h3 білий пішак · a2 білий пішак · b2 білий пішак · d2 білий ферзь · e2 білий кінь · f2 білий слон · g2 біла тура · h2 білий король · f1 біла тура | 4 |
| 3 | b8 чорна тура · g8 чорний кінь · h8 чорний король · b7 чорний пішак · d7 чорний ферзь · e7 чорний слон · h7 чорний пішак · d6 чорний пішак · f6 чорна тура · a5 чорний пішак · c5 чорний пішак · d5 білий пішак · e5 чорний пішак · c4 білий пішак · e4 білий пішак · f4 чорний пішак · f3 білий пішак · h3 білий пішак · a2 білий пішак · b2 білий пішак · d2 білий ферзь · e2 білий кінь · f2 білий слон · g2 біла тура · h2 білий король · f1 біла тура | b8 чорна тура · g8 чорний кінь · h8 чорний король · b7 чорний пішак · d7 чорний ферзь · e7 чорний слон · h7 чорний пішак · d6 чорний пішак · f6 чорна тура · a5 чорний пішак · c5 чорний пішак · d5 білий пішак · e5 чорний пішак · c4 білий пішак · e4 білий пішак · f4 чорний пішак · f3 білий пішак · h3 білий пішак · a2 білий пішак · b2 білий пішак · d2 білий ферзь · e2 білий кінь · f2 білий слон · g2 біла тура · h2 білий король · f1 біла тура | b8 чорна тура · g8 чорний кінь · h8 чорний король · b7 чорний пішак · d7 чорний ферзь · e7 чорний слон · h7 чорний пішак · d6 чорний пішак · f6 чорна тура · a5 чорний пішак · c5 чорний пішак · d5 білий пішак · e5 чорний пішак · c4 білий пішак · e4 білий пішак · f4 чорний пішак · f3 білий пішак · h3 білий пішак · a2 білий пішак · b2 білий пішак · d2 білий ферзь · e2 білий кінь · f2 білий слон · g2 біла тура · h2 білий король · f1 біла тура | b8 чорна тура · g8 чорний кінь · h8 чорний король · b7 чорний пішак · d7 чорний ферзь · e7 чорний слон · h7 чорний пішак · d6 чорний пішак · f6 чорна тура · a5 чорний пішак · c5 чорний пішак · d5 білий пішак · e5 чорний пішак · c4 білий пішак · e4 білий пішак · f4 чорний пішак · f3 білий пішак · h3 білий пішак · a2 білий пішак · b2 білий пішак · d2 білий ферзь · e2 білий кінь · f2 білий слон · g2 біла тура · h2 білий король · f1 біла тура | b8 чорна тура · g8 чорний кінь · h8 чорний король · b7 чорний пішак · d7 чорний ферзь · e7 чорний слон · h7 чорний пішак · d6 чорний пішак · f6 чорна тура · a5 чорний пішак · c5 чорний пішак · d5 білий пішак · e5 чорний пішак · c4 білий пішак · e4 білий пішак · f4 чорний пішак · f3 білий пішак · h3 білий пішак · a2 білий пішак · b2 білий пішак · d2 білий ферзь · e2 білий кінь · f2 білий слон · g2 біла тура · h2 білий король · f1 біла тура | b8 чорна тура · g8 чорний кінь · h8 чорний король · b7 чорний пішак · d7 чорний ферзь · e7 чорний слон · h7 чорний пішак · d6 чорний пішак · f6 чорна тура · a5 чорний пішак · c5 чорний пішак · d5 білий пішак · e5 чорний пішак · c4 білий пішак · e4 білий пішак · f4 чорний пішак · f3 білий пішак · h3 білий пішак · a2 білий пішак · b2 білий пішак · d2 білий ферзь · e2 білий кінь · f2 білий слон · g2 біла тура · h2 білий король · f1 біла тура | b8 чорна тура · g8 чорний кінь · h8 чорний король · b7 чорний пішак · d7 чорний ферзь · e7 чорний слон · h7 чорний пішак · d6 чорний пішак · f6 чорна тура · a5 чорний пішак · c5 чорний пішак · d5 білий пішак · e5 чорний пішак · c4 білий пішак · e4 білий пішак · f4 чорний пішак · f3 білий пішак · h3 білий пішак · a2 білий пішак · b2 білий пішак · d2 білий ферзь · e2 білий кінь · f2 білий слон · g2 біла тура · h2 білий король · f1 біла тура | b8 чорна тура · g8 чорний кінь · h8 чорний король · b7 чорний пішак · d7 чорний ферзь · e7 чорний слон · h7 чорний пішак · d6 чорний пішак · f6 чорна тура · a5 чорний пішак · c5 чорний пішак · d5 білий пішак · e5 чорний пішак · c4 білий пішак · e4 білий пішак · f4 чорний пішак · f3 білий пішак · h3 білий пішак · a2 білий пішак · b2 білий пішак · d2 білий ферзь · e2 білий кінь · f2 білий слон · g2 біла тура · h2 білий король · f1 біла тура | 3 |
| 2 | b8 чорна тура · g8 чорний кінь · h8 чорний король · b7 чорний пішак · d7 чорний ферзь · e7 чорний слон · h7 чорний пішак · d6 чорний пішак · f6 чорна тура · a5 чорний пішак · c5 чорний пішак · d5 білий пішак · e5 чорний пішак · c4 білий пішак · e4 білий пішак · f4 чорний пішак · f3 білий пішак · h3 білий пішак · a2 білий пішак · b2 білий пішак · d2 білий ферзь · e2 білий кінь · f2 білий слон · g2 біла тура · h2 білий король · f1 біла тура | b8 чорна тура · g8 чорний кінь · h8 чорний король · b7 чорний пішак · d7 чорний ферзь · e7 чорний слон · h7 чорний пішак · d6 чорний пішак · f6 чорна тура · a5 чорний пішак · c5 чорний пішак · d5 білий пішак · e5 чорний пішак · c4 білий пішак · e4 білий пішак · f4 чорний пішак · f3 білий пішак · h3 білий пішак · a2 білий пішак · b2 білий пішак · d2 білий ферзь · e2 білий кінь · f2 білий слон · g2 біла тура · h2 білий король · f1 біла тура | b8 чорна тура · g8 чорний кінь · h8 чорний король · b7 чорний пішак · d7 чорний ферзь · e7 чорний слон · h7 чорний пішак · d6 чорний пішак · f6 чорна тура · a5 чорний пішак · c5 чорний пішак · d5 білий пішак · e5 чорний пішак · c4 білий пішак · e4 білий пішак · f4 чорний пішак · f3 білий пішак · h3 білий пішак · a2 білий пішак · b2 білий пішак · d2 білий ферзь · e2 білий кінь · f2 білий слон · g2 біла тура · h2 білий король · f1 біла тура | b8 чорна тура · g8 чорний кінь · h8 чорний король · b7 чорний пішак · d7 чорний ферзь · e7 чорний слон · h7 чорний пішак · d6 чорний пішак · f6 чорна тура · a5 чорний пішак · c5 чорний пішак · d5 білий пішак · e5 чорний пішак · c4 білий пішак · e4 білий пішак · f4 чорний пішак · f3 білий пішак · h3 білий пішак · a2 білий пішак · b2 білий пішак · d2 білий ферзь · e2 білий кінь · f2 білий слон · g2 біла тура · h2 білий король · f1 біла тура | b8 чорна тура · g8 чорний кінь · h8 чорний король · b7 чорний пішак · d7 чорний ферзь · e7 чорний слон · h7 чорний пішак · d6 чорний пішак · f6 чорна тура · a5 чорний пішак · c5 чорний пішак · d5 білий пішак · e5 чорний пішак · c4 білий пішак · e4 білий пішак · f4 чорний пішак · f3 білий пішак · h3 білий пішак · a2 білий пішак · b2 білий пішак · d2 білий ферзь · e2 білий кінь · f2 білий слон · g2 біла тура · h2 білий король · f1 біла тура | b8 чорна тура · g8 чорний кінь · h8 чорний король · b7 чорний пішак · d7 чорний ферзь · e7 чорний слон · h7 чорний пішак · d6 чорний пішак · f6 чорна тура · a5 чорний пішак · c5 чорний пішак · d5 білий пішак · e5 чорний пішак · c4 білий пішак · e4 білий пішак · f4 чорний пішак · f3 білий пішак · h3 білий пішак · a2 білий пішак · b2 білий пішак · d2 білий ферзь · e2 білий кінь · f2 білий слон · g2 біла тура · h2 білий король · f1 біла тура | b8 чорна тура · g8 чорний кінь · h8 чорний король · b7 чорний пішак · d7 чорний ферзь · e7 чорний слон · h7 чорний пішак · d6 чорний пішак · f6 чорна тура · a5 чорний пішак · c5 чорний пішак · d5 білий пішак · e5 чорний пішак · c4 білий пішак · e4 білий пішак · f4 чорний пішак · f3 білий пішак · h3 білий пішак · a2 білий пішак · b2 білий пішак · d2 білий ферзь · e2 білий кінь · f2 білий слон · g2 біла тура · h2 білий король · f1 біла тура | b8 чорна тура · g8 чорний кінь · h8 чорний король · b7 чорний пішак · d7 чорний ферзь · e7 чорний слон · h7 чорний пішак · d6 чорний пішак · f6 чорна тура · a5 чорний пішак · c5 чорний пішак · d5 білий пішак · e5 чорний пішак · c4 білий пішак · e4 білий пішак · f4 чорний пішак · f3 білий пішак · h3 білий пішак · a2 білий пішак · b2 білий пішак · d2 білий ферзь · e2 білий кінь · f2 білий слон · g2 біла тура · h2 білий король · f1 біла тура | 2 |
| 1 | b8 чорна тура · g8 чорний кінь · h8 чорний король · b7 чорний пішак · d7 чорний ферзь · e7 чорний слон · h7 чорний пішак · d6 чорний пішак · f6 чорна тура · a5 чорний пішак · c5 чорний пішак · d5 білий пішак · e5 чорний пішак · c4 білий пішак · e4 білий пішак · f4 чорний пішак · f3 білий пішак · h3 білий пішак · a2 білий пішак · b2 білий пішак · d2 білий ферзь · e2 білий кінь · f2 білий слон · g2 біла тура · h2 білий король · f1 біла тура | b8 чорна тура · g8 чорний кінь · h8 чорний король · b7 чорний пішак · d7 чорний ферзь · e7 чорний слон · h7 чорний пішак · d6 чорний пішак · f6 чорна тура · a5 чорний пішак · c5 чорний пішак · d5 білий пішак · e5 чорний пішак · c4 білий пішак · e4 білий пішак · f4 чорний пішак · f3 білий пішак · h3 білий пішак · a2 білий пішак · b2 білий пішак · d2 білий ферзь · e2 білий кінь · f2 білий слон · g2 біла тура · h2 білий король · f1 біла тура | b8 чорна тура · g8 чорний кінь · h8 чорний король · b7 чорний пішак · d7 чорний ферзь · e7 чорний слон · h7 чорний пішак · d6 чорний пішак · f6 чорна тура · a5 чорний пішак · c5 чорний пішак · d5 білий пішак · e5 чорний пішак · c4 білий пішак · e4 білий пішак · f4 чорний пішак · f3 білий пішак · h3 білий пішак · a2 білий пішак · b2 білий пішак · d2 білий ферзь · e2 білий кінь · f2 білий слон · g2 біла тура · h2 білий король · f1 біла тура | b8 чорна тура · g8 чорний кінь · h8 чорний король · b7 чорний пішак · d7 чорний ферзь · e7 чорний слон · h7 чорний пішак · d6 чорний пішак · f6 чорна тура · a5 чорний пішак · c5 чорний пішак · d5 білий пішак · e5 чорний пішак · c4 білий пішак · e4 білий пішак · f4 чорний пішак · f3 білий пішак · h3 білий пішак · a2 білий пішак · b2 білий пішак · d2 білий ферзь · e2 білий кінь · f2 білий слон · g2 біла тура · h2 білий король · f1 біла тура | b8 чорна тура · g8 чорний кінь · h8 чорний король · b7 чорний пішак · d7 чорний ферзь · e7 чорний слон · h7 чорний пішак · d6 чорний пішак · f6 чорна тура · a5 чорний пішак · c5 чорний пішак · d5 білий пішак · e5 чорний пішак · c4 білий пішак · e4 білий пішак · f4 чорний пішак · f3 білий пішак · h3 білий пішак · a2 білий пішак · b2 білий пішак · d2 білий ферзь · e2 білий кінь · f2 білий слон · g2 біла тура · h2 білий король · f1 біла тура | b8 чорна тура · g8 чорний кінь · h8 чорний король · b7 чорний пішак · d7 чорний ферзь · e7 чорний слон · h7 чорний пішак · d6 чорний пішак · f6 чорна тура · a5 чорний пішак · c5 чорний пішак · d5 білий пішак · e5 чорний пішак · c4 білий пішак · e4 білий пішак · f4 чорний пішак · f3 білий пішак · h3 білий пішак · a2 білий пішак · b2 білий пішак · d2 білий ферзь · e2 білий кінь · f2 білий слон · g2 біла тура · h2 білий король · f1 біла тура | b8 чорна тура · g8 чорний кінь · h8 чорний король · b7 чорний пішак · d7 чорний ферзь · e7 чорний слон · h7 чорний пішак · d6 чорний пішак · f6 чорна тура · a5 чорний пішак · c5 чорний пішак · d5 білий пішак · e5 чорний пішак · c4 білий пішак · e4 білий пішак · f4 чорний пішак · f3 білий пішак · h3 білий пішак · a2 білий пішак · b2 білий пішак · d2 білий ферзь · e2 білий кінь · f2 білий слон · g2 біла тура · h2 білий король · f1 біла тура | b8 чорна тура · g8 чорний кінь · h8 чорний король · b7 чорний пішак · d7 чорний ферзь · e7 чорний слон · h7 чорний пішак · d6 чорний пішак · f6 чорна тура · a5 чорний пішак · c5 чорний пішак · d5 білий пішак · e5 чорний пішак · c4 білий пішак · e4 білий пішак · f4 чорний пішак · f3 білий пішак · h3 білий пішак · a2 білий пішак · b2 білий пішак · d2 білий ферзь · e2 білий кінь · f2 білий слон · g2 біла тура · h2 білий король · f1 біла тура | 1 |
|   | a | b | c | d | e | f | g | h |   |

На 14-й тур припадає партія, що отримала перший приз за красу: Авербах — Котов. У ній Олександр Котов не лише пожертвував ферзя за пішака, а й потім довгий час не поспішав форсувати перемогу, вигравши одну якість, потім другу, й, врешті, коли білі, аби врятуватись від мату, мусили б віддати ферзя, вони здались. «Партія Авербах — Котов назавжди ввійшла в золотий фонд шахового мистецтва» (Д. Бронштейн). Швидкі мирові уклали в зустрічах Найдорф — Смислов і Петросян — Геллер. У партії Глігорич — Решевський югославський гросмейстер запропонував чорним забрати ферзя за туру та коня. Американець правильно оцінив позицію, яка складеться в такому випадку, як програшну, й відхилив жертву. Через кілька ходів суперники погодились на нічию.
15-й раунд закінчував перше коло змагань. Під час відкладення партії Смислов — Петросян позиція вірменського гросмейстера виглядала безнадійною через прохідного пішака білих. Однак Петросян здійснив красиву нічийну комбінацію, яку Смислов не зміг спростувати (виграшне продовження для білих було знайдено під час аналізу через кілька місяців). Решевський у сильному цейтноті проти Тайманова (кілька секунд на 5 ходів в американця та одна хвилина в радянця) вирішив заматувати суперника, це йому не вдалося й після контролю часу гравці погодились на нічию. Становище лідерів: Смислов — 9½, Бронштейн і Решевський — по 8½, Найдорф — 8, Болеславський, Ейве і Петросян — по 7½. Замикав таблицю Штальберґ (3½), який аж на 2½ очка відставав від передостаннього учасника.

### Друге коло
Друге коло розпочалося 16-м туром, що видався надзвичайно спокійним — 6 нічиїх у 7 партіях. Тільки Кересові вдалося перемогти Петросяна. Сабо чорними мав невелику перевагу над Геллером, до 79-го ходу намагався провести прохідного пішака «g», поки не зрозумів, що в ендшпілі «кінь і пішак проти слона» здобуде тільки нічию.
У 17-у турі білі не здобули жодної перемоги, натомість три перемоги здобули гравці, які ходили другими на своїх шахівницях. Котов зумів відбити натиск Штальберґа, пізніше швед вирішив напасти на слона ферзем, росіянин маневром короля залишив слона під боєм, після розміну ферзів виграв пішака, а відтак і партію. Сабо білими в середині партії мав кращі перспективи, ніж Смислов, однак погодився на нічию. Той же сценарій повторився в партії Петросян — Решевський. Американець був відомий тим, що майже ніколи не пропонував нічиї в рівній ситуації, а лише коли мав гіршу позицію. Петросян ж навіть у такому молодому віці вже мав славу миролюбного гравця, який часто економить сили й погоджується на нічиї, тому такий результат партії між цими шахістами радше не став дивиною. Після 18-го ходу в зустрічі Найдорфа з Бронштейном радянський шахіст несподівано рано почав відчувати брак часу на годиннику й запропонував нічию, яку аргентинець відкинув. Та через три ходи, коли Найдорф зрозумів, що шляху до перемоги не видно й позиція абсолютно рівна, вже він став ініціатором нічийної пропозиції, яка була прийнята.
У 18-у турі Решевський провів одну з найсильніших партій на турнірі, білими перемігши Авербаха. Однак Каспаров в аналізі гри американця відзначає, що Авербах зробив кілька слабких ходів, що забезпечило Решевському вирішальну перевагу. Василь Смислов у партії проти Макса Ейве заради відкриття ліній для важких фігур пожертвував одного із центральних пішаків, затиснув беззахисного чорного короля на a8 і вже в мітельшпілі міг завершити партію матовою атакою, проте зіграв неточно й чорні капітулювали аж на 68-у ході. Бронштейн, скориставшись цейтнотом суперника, у дещо гіршій позиції проти Петросяна запропонував нічию, яку той прийняв. Партії Глірорич — Найдорф і Керес — Сабо завершились унічию.
|   | a | b | c | d | e | f | g | h |   |
| 8 | b8 чорна тура · d8 чорний кінь · f8 чорна тура · g8 чорний король · a7 чорний пішак · b7 чорний пішак · c7 чорний ферзь · f7 чорний пішак · g7 чорний слон · c6 чорний слон · f6 білий кінь · g6 чорний пішак · c5 чорний пішак · d5 білий слон · h5 чорний пішак · c4 білий пішак · h4 білий пішак · e3 білий пішак · a2 білий пішак · b2 білий слон · c2 білий ферзь · f2 білий пішак · g2 білий пішак · b1 біла тура · f1 біла тура · g1 білий король | b8 чорна тура · d8 чорний кінь · f8 чорна тура · g8 чорний король · a7 чорний пішак · b7 чорний пішак · c7 чорний ферзь · f7 чорний пішак · g7 чорний слон · c6 чорний слон · f6 білий кінь · g6 чорний пішак · c5 чорний пішак · d5 білий слон · h5 чорний пішак · c4 білий пішак · h4 білий пішак · e3 білий пішак · a2 білий пішак · b2 білий слон · c2 білий ферзь · f2 білий пішак · g2 білий пішак · b1 біла тура · f1 біла тура · g1 білий король | b8 чорна тура · d8 чорний кінь · f8 чорна тура · g8 чорний король · a7 чорний пішак · b7 чорний пішак · c7 чорний ферзь · f7 чорний пішак · g7 чорний слон · c6 чорний слон · f6 білий кінь · g6 чорний пішак · c5 чорний пішак · d5 білий слон · h5 чорний пішак · c4 білий пішак · h4 білий пішак · e3 білий пішак · a2 білий пішак · b2 білий слон · c2 білий ферзь · f2 білий пішак · g2 білий пішак · b1 біла тура · f1 біла тура · g1 білий король | b8 чорна тура · d8 чорний кінь · f8 чорна тура · g8 чорний король · a7 чорний пішак · b7 чорний пішак · c7 чорний ферзь · f7 чорний пішак · g7 чорний слон · c6 чорний слон · f6 білий кінь · g6 чорний пішак · c5 чорний пішак · d5 білий слон · h5 чорний пішак · c4 білий пішак · h4 білий пішак · e3 білий пішак · a2 білий пішак · b2 білий слон · c2 білий ферзь · f2 білий пішак · g2 білий пішак · b1 біла тура · f1 біла тура · g1 білий король | b8 чорна тура · d8 чорний кінь · f8 чорна тура · g8 чорний король · a7 чорний пішак · b7 чорний пішак · c7 чорний ферзь · f7 чорний пішак · g7 чорний слон · c6 чорний слон · f6 білий кінь · g6 чорний пішак · c5 чорний пішак · d5 білий слон · h5 чорний пішак · c4 білий пішак · h4 білий пішак · e3 білий пішак · a2 білий пішак · b2 білий слон · c2 білий ферзь · f2 білий пішак · g2 білий пішак · b1 біла тура · f1 біла тура · g1 білий король | b8 чорна тура · d8 чорний кінь · f8 чорна тура · g8 чорний король · a7 чорний пішак · b7 чорний пішак · c7 чорний ферзь · f7 чорний пішак · g7 чорний слон · c6 чорний слон · f6 білий кінь · g6 чорний пішак · c5 чорний пішак · d5 білий слон · h5 чорний пішак · c4 білий пішак · h4 білий пішак · e3 білий пішак · a2 білий пішак · b2 білий слон · c2 білий ферзь · f2 білий пішак · g2 білий пішак · b1 біла тура · f1 біла тура · g1 білий король | b8 чорна тура · d8 чорний кінь · f8 чорна тура · g8 чорний король · a7 чорний пішак · b7 чорний пішак · c7 чорний ферзь · f7 чорний пішак · g7 чорний слон · c6 чорний слон · f6 білий кінь · g6 чорний пішак · c5 чорний пішак · d5 білий слон · h5 чорний пішак · c4 білий пішак · h4 білий пішак · e3 білий пішак · a2 білий пішак · b2 білий слон · c2 білий ферзь · f2 білий пішак · g2 білий пішак · b1 біла тура · f1 біла тура · g1 білий король | b8 чорна тура · d8 чорний кінь · f8 чорна тура · g8 чорний король · a7 чорний пішак · b7 чорний пішак · c7 чорний ферзь · f7 чорний пішак · g7 чорний слон · c6 чорний слон · f6 білий кінь · g6 чорний пішак · c5 чорний пішак · d5 білий слон · h5 чорний пішак · c4 білий пішак · h4 білий пішак · e3 білий пішак · a2 білий пішак · b2 білий слон · c2 білий ферзь · f2 білий пішак · g2 білий пішак · b1 біла тура · f1 біла тура · g1 білий король | 8 |
| 7 | b8 чорна тура · d8 чорний кінь · f8 чорна тура · g8 чорний король · a7 чорний пішак · b7 чорний пішак · c7 чорний ферзь · f7 чорний пішак · g7 чорний слон · c6 чорний слон · f6 білий кінь · g6 чорний пішак · c5 чорний пішак · d5 білий слон · h5 чорний пішак · c4 білий пішак · h4 білий пішак · e3 білий пішак · a2 білий пішак · b2 білий слон · c2 білий ферзь · f2 білий пішак · g2 білий пішак · b1 біла тура · f1 біла тура · g1 білий король | b8 чорна тура · d8 чорний кінь · f8 чорна тура · g8 чорний король · a7 чорний пішак · b7 чорний пішак · c7 чорний ферзь · f7 чорний пішак · g7 чорний слон · c6 чорний слон · f6 білий кінь · g6 чорний пішак · c5 чорний пішак · d5 білий слон · h5 чорний пішак · c4 білий пішак · h4 білий пішак · e3 білий пішак · a2 білий пішак · b2 білий слон · c2 білий ферзь · f2 білий пішак · g2 білий пішак · b1 біла тура · f1 біла тура · g1 білий король | b8 чорна тура · d8 чорний кінь · f8 чорна тура · g8 чорний король · a7 чорний пішак · b7 чорний пішак · c7 чорний ферзь · f7 чорний пішак · g7 чорний слон · c6 чорний слон · f6 білий кінь · g6 чорний пішак · c5 чорний пішак · d5 білий слон · h5 чорний пішак · c4 білий пішак · h4 білий пішак · e3 білий пішак · a2 білий пішак · b2 білий слон · c2 білий ферзь · f2 білий пішак · g2 білий пішак · b1 біла тура · f1 біла тура · g1 білий король | b8 чорна тура · d8 чорний кінь · f8 чорна тура · g8 чорний король · a7 чорний пішак · b7 чорний пішак · c7 чорний ферзь · f7 чорний пішак · g7 чорний слон · c6 чорний слон · f6 білий кінь · g6 чорний пішак · c5 чорний пішак · d5 білий слон · h5 чорний пішак · c4 білий пішак · h4 білий пішак · e3 білий пішак · a2 білий пішак · b2 білий слон · c2 білий ферзь · f2 білий пішак · g2 білий пішак · b1 біла тура · f1 біла тура · g1 білий король | b8 чорна тура · d8 чорний кінь · f8 чорна тура · g8 чорний король · a7 чорний пішак · b7 чорний пішак · c7 чорний ферзь · f7 чорний пішак · g7 чорний слон · c6 чорний слон · f6 білий кінь · g6 чорний пішак · c5 чорний пішак · d5 білий слон · h5 чорний пішак · c4 білий пішак · h4 білий пішак · e3 білий пішак · a2 білий пішак · b2 білий слон · c2 білий ферзь · f2 білий пішак · g2 білий пішак · b1 біла тура · f1 біла тура · g1 білий король | b8 чорна тура · d8 чорний кінь · f8 чорна тура · g8 чорний король · a7 чорний пішак · b7 чорний пішак · c7 чорний ферзь · f7 чорний пішак · g7 чорний слон · c6 чорний слон · f6 білий кінь · g6 чорний пішак · c5 чорний пішак · d5 білий слон · h5 чорний пішак · c4 білий пішак · h4 білий пішак · e3 білий пішак · a2 білий пішак · b2 білий слон · c2 білий ферзь · f2 білий пішак · g2 білий пішак · b1 біла тура · f1 біла тура · g1 білий король | b8 чорна тура · d8 чорний кінь · f8 чорна тура · g8 чорний король · a7 чорний пішак · b7 чорний пішак · c7 чорний ферзь · f7 чорний пішак · g7 чорний слон · c6 чорний слон · f6 білий кінь · g6 чорний пішак · c5 чорний пішак · d5 білий слон · h5 чорний пішак · c4 білий пішак · h4 білий пішак · e3 білий пішак · a2 білий пішак · b2 білий слон · c2 білий ферзь · f2 білий пішак · g2 білий пішак · b1 біла тура · f1 біла тура · g1 білий король | b8 чорна тура · d8 чорний кінь · f8 чорна тура · g8 чорний король · a7 чорний пішак · b7 чорний пішак · c7 чорний ферзь · f7 чорний пішак · g7 чорний слон · c6 чорний слон · f6 білий кінь · g6 чорний пішак · c5 чорний пішак · d5 білий слон · h5 чорний пішак · c4 білий пішак · h4 білий пішак · e3 білий пішак · a2 білий пішак · b2 білий слон · c2 білий ферзь · f2 білий пішак · g2 білий пішак · b1 біла тура · f1 біла тура · g1 білий король | 7 |
| 6 | b8 чорна тура · d8 чорний кінь · f8 чорна тура · g8 чорний король · a7 чорний пішак · b7 чорний пішак · c7 чорний ферзь · f7 чорний пішак · g7 чорний слон · c6 чорний слон · f6 білий кінь · g6 чорний пішак · c5 чорний пішак · d5 білий слон · h5 чорний пішак · c4 білий пішак · h4 білий пішак · e3 білий пішак · a2 білий пішак · b2 білий слон · c2 білий ферзь · f2 білий пішак · g2 білий пішак · b1 біла тура · f1 біла тура · g1 білий король | b8 чорна тура · d8 чорний кінь · f8 чорна тура · g8 чорний король · a7 чорний пішак · b7 чорний пішак · c7 чорний ферзь · f7 чорний пішак · g7 чорний слон · c6 чорний слон · f6 білий кінь · g6 чорний пішак · c5 чорний пішак · d5 білий слон · h5 чорний пішак · c4 білий пішак · h4 білий пішак · e3 білий пішак · a2 білий пішак · b2 білий слон · c2 білий ферзь · f2 білий пішак · g2 білий пішак · b1 біла тура · f1 біла тура · g1 білий король | b8 чорна тура · d8 чорний кінь · f8 чорна тура · g8 чорний король · a7 чорний пішак · b7 чорний пішак · c7 чорний ферзь · f7 чорний пішак · g7 чорний слон · c6 чорний слон · f6 білий кінь · g6 чорний пішак · c5 чорний пішак · d5 білий слон · h5 чорний пішак · c4 білий пішак · h4 білий пішак · e3 білий пішак · a2 білий пішак · b2 білий слон · c2 білий ферзь · f2 білий пішак · g2 білий пішак · b1 біла тура · f1 біла тура · g1 білий король | b8 чорна тура · d8 чорний кінь · f8 чорна тура · g8 чорний король · a7 чорний пішак · b7 чорний пішак · c7 чорний ферзь · f7 чорний пішак · g7 чорний слон · c6 чорний слон · f6 білий кінь · g6 чорний пішак · c5 чорний пішак · d5 білий слон · h5 чорний пішак · c4 білий пішак · h4 білий пішак · e3 білий пішак · a2 білий пішак · b2 білий слон · c2 білий ферзь · f2 білий пішак · g2 білий пішак · b1 біла тура · f1 біла тура · g1 білий король | b8 чорна тура · d8 чорний кінь · f8 чорна тура · g8 чорний король · a7 чорний пішак · b7 чорний пішак · c7 чорний ферзь · f7 чорний пішак · g7 чорний слон · c6 чорний слон · f6 білий кінь · g6 чорний пішак · c5 чорний пішак · d5 білий слон · h5 чорний пішак · c4 білий пішак · h4 білий пішак · e3 білий пішак · a2 білий пішак · b2 білий слон · c2 білий ферзь · f2 білий пішак · g2 білий пішак · b1 біла тура · f1 біла тура · g1 білий король | b8 чорна тура · d8 чорний кінь · f8 чорна тура · g8 чорний король · a7 чорний пішак · b7 чорний пішак · c7 чорний ферзь · f7 чорний пішак · g7 чорний слон · c6 чорний слон · f6 білий кінь · g6 чорний пішак · c5 чорний пішак · d5 білий слон · h5 чорний пішак · c4 білий пішак · h4 білий пішак · e3 білий пішак · a2 білий пішак · b2 білий слон · c2 білий ферзь · f2 білий пішак · g2 білий пішак · b1 біла тура · f1 біла тура · g1 білий король | b8 чорна тура · d8 чорний кінь · f8 чорна тура · g8 чорний король · a7 чорний пішак · b7 чорний пішак · c7 чорний ферзь · f7 чорний пішак · g7 чорний слон · c6 чорний слон · f6 білий кінь · g6 чорний пішак · c5 чорний пішак · d5 білий слон · h5 чорний пішак · c4 білий пішак · h4 білий пішак · e3 білий пішак · a2 білий пішак · b2 білий слон · c2 білий ферзь · f2 білий пішак · g2 білий пішак · b1 біла тура · f1 біла тура · g1 білий король | b8 чорна тура · d8 чорний кінь · f8 чорна тура · g8 чорний король · a7 чорний пішак · b7 чорний пішак · c7 чорний ферзь · f7 чорний пішак · g7 чорний слон · c6 чорний слон · f6 білий кінь · g6 чорний пішак · c5 чорний пішак · d5 білий слон · h5 чорний пішак · c4 білий пішак · h4 білий пішак · e3 білий пішак · a2 білий пішак · b2 білий слон · c2 білий ферзь · f2 білий пішак · g2 білий пішак · b1 біла тура · f1 біла тура · g1 білий король | 6 |
| 5 | b8 чорна тура · d8 чорний кінь · f8 чорна тура · g8 чорний король · a7 чорний пішак · b7 чорний пішак · c7 чорний ферзь · f7 чорний пішак · g7 чорний слон · c6 чорний слон · f6 білий кінь · g6 чорний пішак · c5 чорний пішак · d5 білий слон · h5 чорний пішак · c4 білий пішак · h4 білий пішак · e3 білий пішак · a2 білий пішак · b2 білий слон · c2 білий ферзь · f2 білий пішак · g2 білий пішак · b1 біла тура · f1 біла тура · g1 білий король | b8 чорна тура · d8 чорний кінь · f8 чорна тура · g8 чорний король · a7 чорний пішак · b7 чорний пішак · c7 чорний ферзь · f7 чорний пішак · g7 чорний слон · c6 чорний слон · f6 білий кінь · g6 чорний пішак · c5 чорний пішак · d5 білий слон · h5 чорний пішак · c4 білий пішак · h4 білий пішак · e3 білий пішак · a2 білий пішак · b2 білий слон · c2 білий ферзь · f2 білий пішак · g2 білий пішак · b1 біла тура · f1 біла тура · g1 білий король | b8 чорна тура · d8 чорний кінь · f8 чорна тура · g8 чорний король · a7 чорний пішак · b7 чорний пішак · c7 чорний ферзь · f7 чорний пішак · g7 чорний слон · c6 чорний слон · f6 білий кінь · g6 чорний пішак · c5 чорний пішак · d5 білий слон · h5 чорний пішак · c4 білий пішак · h4 білий пішак · e3 білий пішак · a2 білий пішак · b2 білий слон · c2 білий ферзь · f2 білий пішак · g2 білий пішак · b1 біла тура · f1 біла тура · g1 білий король | b8 чорна тура · d8 чорний кінь · f8 чорна тура · g8 чорний король · a7 чорний пішак · b7 чорний пішак · c7 чорний ферзь · f7 чорний пішак · g7 чорний слон · c6 чорний слон · f6 білий кінь · g6 чорний пішак · c5 чорний пішак · d5 білий слон · h5 чорний пішак · c4 білий пішак · h4 білий пішак · e3 білий пішак · a2 білий пішак · b2 білий слон · c2 білий ферзь · f2 білий пішак · g2 білий пішак · b1 біла тура · f1 біла тура · g1 білий король | b8 чорна тура · d8 чорний кінь · f8 чорна тура · g8 чорний король · a7 чорний пішак · b7 чорний пішак · c7 чорний ферзь · f7 чорний пішак · g7 чорний слон · c6 чорний слон · f6 білий кінь · g6 чорний пішак · c5 чорний пішак · d5 білий слон · h5 чорний пішак · c4 білий пішак · h4 білий пішак · e3 білий пішак · a2 білий пішак · b2 білий слон · c2 білий ферзь · f2 білий пішак · g2 білий пішак · b1 біла тура · f1 біла тура · g1 білий король | b8 чорна тура · d8 чорний кінь · f8 чорна тура · g8 чорний король · a7 чорний пішак · b7 чорний пішак · c7 чорний ферзь · f7 чорний пішак · g7 чорний слон · c6 чорний слон · f6 білий кінь · g6 чорний пішак · c5 чорний пішак · d5 білий слон · h5 чорний пішак · c4 білий пішак · h4 білий пішак · e3 білий пішак · a2 білий пішак · b2 білий слон · c2 білий ферзь · f2 білий пішак · g2 білий пішак · b1 біла тура · f1 біла тура · g1 білий король | b8 чорна тура · d8 чорний кінь · f8 чорна тура · g8 чорний король · a7 чорний пішак · b7 чорний пішак · c7 чорний ферзь · f7 чорний пішак · g7 чорний слон · c6 чорний слон · f6 білий кінь · g6 чорний пішак · c5 чорний пішак · d5 білий слон · h5 чорний пішак · c4 білий пішак · h4 білий пішак · e3 білий пішак · a2 білий пішак · b2 білий слон · c2 білий ферзь · f2 білий пішак · g2 білий пішак · b1 біла тура · f1 біла тура · g1 білий король | b8 чорна тура · d8 чорний кінь · f8 чорна тура · g8 чорний король · a7 чорний пішак · b7 чорний пішак · c7 чорний ферзь · f7 чорний пішак · g7 чорний слон · c6 чорний слон · f6 білий кінь · g6 чорний пішак · c5 чорний пішак · d5 білий слон · h5 чорний пішак · c4 білий пішак · h4 білий пішак · e3 білий пішак · a2 білий пішак · b2 білий слон · c2 білий ферзь · f2 білий пішак · g2 білий пішак · b1 біла тура · f1 біла тура · g1 білий король | 5 |
| 4 | b8 чорна тура · d8 чорний кінь · f8 чорна тура · g8 чорний король · a7 чорний пішак · b7 чорний пішак · c7 чорний ферзь · f7 чорний пішак · g7 чорний слон · c6 чорний слон · f6 білий кінь · g6 чорний пішак · c5 чорний пішак · d5 білий слон · h5 чорний пішак · c4 білий пішак · h4 білий пішак · e3 білий пішак · a2 білий пішак · b2 білий слон · c2 білий ферзь · f2 білий пішак · g2 білий пішак · b1 біла тура · f1 біла тура · g1 білий король | b8 чорна тура · d8 чорний кінь · f8 чорна тура · g8 чорний король · a7 чорний пішак · b7 чорний пішак · c7 чорний ферзь · f7 чорний пішак · g7 чорний слон · c6 чорний слон · f6 білий кінь · g6 чорний пішак · c5 чорний пішак · d5 білий слон · h5 чорний пішак · c4 білий пішак · h4 білий пішак · e3 білий пішак · a2 білий пішак · b2 білий слон · c2 білий ферзь · f2 білий пішак · g2 білий пішак · b1 біла тура · f1 біла тура · g1 білий король | b8 чорна тура · d8 чорний кінь · f8 чорна тура · g8 чорний король · a7 чорний пішак · b7 чорний пішак · c7 чорний ферзь · f7 чорний пішак · g7 чорний слон · c6 чорний слон · f6 білий кінь · g6 чорний пішак · c5 чорний пішак · d5 білий слон · h5 чорний пішак · c4 білий пішак · h4 білий пішак · e3 білий пішак · a2 білий пішак · b2 білий слон · c2 білий ферзь · f2 білий пішак · g2 білий пішак · b1 біла тура · f1 біла тура · g1 білий король | b8 чорна тура · d8 чорний кінь · f8 чорна тура · g8 чорний король · a7 чорний пішак · b7 чорний пішак · c7 чорний ферзь · f7 чорний пішак · g7 чорний слон · c6 чорний слон · f6 білий кінь · g6 чорний пішак · c5 чорний пішак · d5 білий слон · h5 чорний пішак · c4 білий пішак · h4 білий пішак · e3 білий пішак · a2 білий пішак · b2 білий слон · c2 білий ферзь · f2 білий пішак · g2 білий пішак · b1 біла тура · f1 біла тура · g1 білий король | b8 чорна тура · d8 чорний кінь · f8 чорна тура · g8 чорний король · a7 чорний пішак · b7 чорний пішак · c7 чорний ферзь · f7 чорний пішак · g7 чорний слон · c6 чорний слон · f6 білий кінь · g6 чорний пішак · c5 чорний пішак · d5 білий слон · h5 чорний пішак · c4 білий пішак · h4 білий пішак · e3 білий пішак · a2 білий пішак · b2 білий слон · c2 білий ферзь · f2 білий пішак · g2 білий пішак · b1 біла тура · f1 біла тура · g1 білий король | b8 чорна тура · d8 чорний кінь · f8 чорна тура · g8 чорний король · a7 чорний пішак · b7 чорний пішак · c7 чорний ферзь · f7 чорний пішак · g7 чорний слон · c6 чорний слон · f6 білий кінь · g6 чорний пішак · c5 чорний пішак · d5 білий слон · h5 чорний пішак · c4 білий пішак · h4 білий пішак · e3 білий пішак · a2 білий пішак · b2 білий слон · c2 білий ферзь · f2 білий пішак · g2 білий пішак · b1 біла тура · f1 біла тура · g1 білий король | b8 чорна тура · d8 чорний кінь · f8 чорна тура · g8 чорний король · a7 чорний пішак · b7 чорний пішак · c7 чорний ферзь · f7 чорний пішак · g7 чорний слон · c6 чорний слон · f6 білий кінь · g6 чорний пішак · c5 чорний пішак · d5 білий слон · h5 чорний пішак · c4 білий пішак · h4 білий пішак · e3 білий пішак · a2 білий пішак · b2 білий слон · c2 білий ферзь · f2 білий пішак · g2 білий пішак · b1 біла тура · f1 біла тура · g1 білий король | b8 чорна тура · d8 чорний кінь · f8 чорна тура · g8 чорний король · a7 чорний пішак · b7 чорний пішак · c7 чорний ферзь · f7 чорний пішак · g7 чорний слон · c6 чорний слон · f6 білий кінь · g6 чорний пішак · c5 чорний пішак · d5 білий слон · h5 чорний пішак · c4 білий пішак · h4 білий пішак · e3 білий пішак · a2 білий пішак · b2 білий слон · c2 білий ферзь · f2 білий пішак · g2 білий пішак · b1 біла тура · f1 біла тура · g1 білий король | 4 |
| 3 | b8 чорна тура · d8 чорний кінь · f8 чорна тура · g8 чорний король · a7 чорний пішак · b7 чорний пішак · c7 чорний ферзь · f7 чорний пішак · g7 чорний слон · c6 чорний слон · f6 білий кінь · g6 чорний пішак · c5 чорний пішак · d5 білий слон · h5 чорний пішак · c4 білий пішак · h4 білий пішак · e3 білий пішак · a2 білий пішак · b2 білий слон · c2 білий ферзь · f2 білий пішак · g2 білий пішак · b1 біла тура · f1 біла тура · g1 білий король | b8 чорна тура · d8 чорний кінь · f8 чорна тура · g8 чорний король · a7 чорний пішак · b7 чорний пішак · c7 чорний ферзь · f7 чорний пішак · g7 чорний слон · c6 чорний слон · f6 білий кінь · g6 чорний пішак · c5 чорний пішак · d5 білий слон · h5 чорний пішак · c4 білий пішак · h4 білий пішак · e3 білий пішак · a2 білий пішак · b2 білий слон · c2 білий ферзь · f2 білий пішак · g2 білий пішак · b1 біла тура · f1 біла тура · g1 білий король | b8 чорна тура · d8 чорний кінь · f8 чорна тура · g8 чорний король · a7 чорний пішак · b7 чорний пішак · c7 чорний ферзь · f7 чорний пішак · g7 чорний слон · c6 чорний слон · f6 білий кінь · g6 чорний пішак · c5 чорний пішак · d5 білий слон · h5 чорний пішак · c4 білий пішак · h4 білий пішак · e3 білий пішак · a2 білий пішак · b2 білий слон · c2 білий ферзь · f2 білий пішак · g2 білий пішак · b1 біла тура · f1 біла тура · g1 білий король | b8 чорна тура · d8 чорний кінь · f8 чорна тура · g8 чорний король · a7 чорний пішак · b7 чорний пішак · c7 чорний ферзь · f7 чорний пішак · g7 чорний слон · c6 чорний слон · f6 білий кінь · g6 чорний пішак · c5 чорний пішак · d5 білий слон · h5 чорний пішак · c4 білий пішак · h4 білий пішак · e3 білий пішак · a2 білий пішак · b2 білий слон · c2 білий ферзь · f2 білий пішак · g2 білий пішак · b1 біла тура · f1 біла тура · g1 білий король | b8 чорна тура · d8 чорний кінь · f8 чорна тура · g8 чорний король · a7 чорний пішак · b7 чорний пішак · c7 чорний ферзь · f7 чорний пішак · g7 чорний слон · c6 чорний слон · f6 білий кінь · g6 чорний пішак · c5 чорний пішак · d5 білий слон · h5 чорний пішак · c4 білий пішак · h4 білий пішак · e3 білий пішак · a2 білий пішак · b2 білий слон · c2 білий ферзь · f2 білий пішак · g2 білий пішак · b1 біла тура · f1 біла тура · g1 білий король | b8 чорна тура · d8 чорний кінь · f8 чорна тура · g8 чорний король · a7 чорний пішак · b7 чорний пішак · c7 чорний ферзь · f7 чорний пішак · g7 чорний слон · c6 чорний слон · f6 білий кінь · g6 чорний пішак · c5 чорний пішак · d5 білий слон · h5 чорний пішак · c4 білий пішак · h4 білий пішак · e3 білий пішак · a2 білий пішак · b2 білий слон · c2 білий ферзь · f2 білий пішак · g2 білий пішак · b1 біла тура · f1 біла тура · g1 білий король | b8 чорна тура · d8 чорний кінь · f8 чорна тура · g8 чорний король · a7 чорний пішак · b7 чорний пішак · c7 чорний ферзь · f7 чорний пішак · g7 чорний слон · c6 чорний слон · f6 білий кінь · g6 чорний пішак · c5 чорний пішак · d5 білий слон · h5 чорний пішак · c4 білий пішак · h4 білий пішак · e3 білий пішак · a2 білий пішак · b2 білий слон · c2 білий ферзь · f2 білий пішак · g2 білий пішак · b1 біла тура · f1 біла тура · g1 білий король | b8 чорна тура · d8 чорний кінь · f8 чорна тура · g8 чорний король · a7 чорний пішак · b7 чорний пішак · c7 чорний ферзь · f7 чорний пішак · g7 чорний слон · c6 чорний слон · f6 білий кінь · g6 чорний пішак · c5 чорний пішак · d5 білий слон · h5 чорний пішак · c4 білий пішак · h4 білий пішак · e3 білий пішак · a2 білий пішак · b2 білий слон · c2 білий ферзь · f2 білий пішак · g2 білий пішак · b1 біла тура · f1 біла тура · g1 білий король | 3 |
| 2 | b8 чорна тура · d8 чорний кінь · f8 чорна тура · g8 чорний король · a7 чорний пішак · b7 чорний пішак · c7 чорний ферзь · f7 чорний пішак · g7 чорний слон · c6 чорний слон · f6 білий кінь · g6 чорний пішак · c5 чорний пішак · d5 білий слон · h5 чорний пішак · c4 білий пішак · h4 білий пішак · e3 білий пішак · a2 білий пішак · b2 білий слон · c2 білий ферзь · f2 білий пішак · g2 білий пішак · b1 біла тура · f1 біла тура · g1 білий король | b8 чорна тура · d8 чорний кінь · f8 чорна тура · g8 чорний король · a7 чорний пішак · b7 чорний пішак · c7 чорний ферзь · f7 чорний пішак · g7 чорний слон · c6 чорний слон · f6 білий кінь · g6 чорний пішак · c5 чорний пішак · d5 білий слон · h5 чорний пішак · c4 білий пішак · h4 білий пішак · e3 білий пішак · a2 білий пішак · b2 білий слон · c2 білий ферзь · f2 білий пішак · g2 білий пішак · b1 біла тура · f1 біла тура · g1 білий король | b8 чорна тура · d8 чорний кінь · f8 чорна тура · g8 чорний король · a7 чорний пішак · b7 чорний пішак · c7 чорний ферзь · f7 чорний пішак · g7 чорний слон · c6 чорний слон · f6 білий кінь · g6 чорний пішак · c5 чорний пішак · d5 білий слон · h5 чорний пішак · c4 білий пішак · h4 білий пішак · e3 білий пішак · a2 білий пішак · b2 білий слон · c2 білий ферзь · f2 білий пішак · g2 білий пішак · b1 біла тура · f1 біла тура · g1 білий король | b8 чорна тура · d8 чорний кінь · f8 чорна тура · g8 чорний король · a7 чорний пішак · b7 чорний пішак · c7 чорний ферзь · f7 чорний пішак · g7 чорний слон · c6 чорний слон · f6 білий кінь · g6 чорний пішак · c5 чорний пішак · d5 білий слон · h5 чорний пішак · c4 білий пішак · h4 білий пішак · e3 білий пішак · a2 білий пішак · b2 білий слон · c2 білий ферзь · f2 білий пішак · g2 білий пішак · b1 біла тура · f1 біла тура · g1 білий король | b8 чорна тура · d8 чорний кінь · f8 чорна тура · g8 чорний король · a7 чорний пішак · b7 чорний пішак · c7 чорний ферзь · f7 чорний пішак · g7 чорний слон · c6 чорний слон · f6 білий кінь · g6 чорний пішак · c5 чорний пішак · d5 білий слон · h5 чорний пішак · c4 білий пішак · h4 білий пішак · e3 білий пішак · a2 білий пішак · b2 білий слон · c2 білий ферзь · f2 білий пішак · g2 білий пішак · b1 біла тура · f1 біла тура · g1 білий король | b8 чорна тура · d8 чорний кінь · f8 чорна тура · g8 чорний король · a7 чорний пішак · b7 чорний пішак · c7 чорний ферзь · f7 чорний пішак · g7 чорний слон · c6 чорний слон · f6 білий кінь · g6 чорний пішак · c5 чорний пішак · d5 білий слон · h5 чорний пішак · c4 білий пішак · h4 білий пішак · e3 білий пішак · a2 білий пішак · b2 білий слон · c2 білий ферзь · f2 білий пішак · g2 білий пішак · b1 біла тура · f1 біла тура · g1 білий король | b8 чорна тура · d8 чорний кінь · f8 чорна тура · g8 чорний король · a7 чорний пішак · b7 чорний пішак · c7 чорний ферзь · f7 чорний пішак · g7 чорний слон · c6 чорний слон · f6 білий кінь · g6 чорний пішак · c5 чорний пішак · d5 білий слон · h5 чорний пішак · c4 білий пішак · h4 білий пішак · e3 білий пішак · a2 білий пішак · b2 білий слон · c2 білий ферзь · f2 білий пішак · g2 білий пішак · b1 біла тура · f1 біла тура · g1 білий король | b8 чорна тура · d8 чорний кінь · f8 чорна тура · g8 чорний король · a7 чорний пішак · b7 чорний пішак · c7 чорний ферзь · f7 чорний пішак · g7 чорний слон · c6 чорний слон · f6 білий кінь · g6 чорний пішак · c5 чорний пішак · d5 білий слон · h5 чорний пішак · c4 білий пішак · h4 білий пішак · e3 білий пішак · a2 білий пішак · b2 білий слон · c2 білий ферзь · f2 білий пішак · g2 білий пішак · b1 біла тура · f1 біла тура · g1 білий король | 2 |
| 1 | b8 чорна тура · d8 чорний кінь · f8 чорна тура · g8 чорний король · a7 чорний пішак · b7 чорний пішак · c7 чорний ферзь · f7 чорний пішак · g7 чорний слон · c6 чорний слон · f6 білий кінь · g6 чорний пішак · c5 чорний пішак · d5 білий слон · h5 чорний пішак · c4 білий пішак · h4 білий пішак · e3 білий пішак · a2 білий пішак · b2 білий слон · c2 білий ферзь · f2 білий пішак · g2 білий пішак · b1 біла тура · f1 біла тура · g1 білий король | b8 чорна тура · d8 чорний кінь · f8 чорна тура · g8 чорний король · a7 чорний пішак · b7 чорний пішак · c7 чорний ферзь · f7 чорний пішак · g7 чорний слон · c6 чорний слон · f6 білий кінь · g6 чорний пішак · c5 чорний пішак · d5 білий слон · h5 чорний пішак · c4 білий пішак · h4 білий пішак · e3 білий пішак · a2 білий пішак · b2 білий слон · c2 білий ферзь · f2 білий пішак · g2 білий пішак · b1 біла тура · f1 біла тура · g1 білий король | b8 чорна тура · d8 чорний кінь · f8 чорна тура · g8 чорний король · a7 чорний пішак · b7 чорний пішак · c7 чорний ферзь · f7 чорний пішак · g7 чорний слон · c6 чорний слон · f6 білий кінь · g6 чорний пішак · c5 чорний пішак · d5 білий слон · h5 чорний пішак · c4 білий пішак · h4 білий пішак · e3 білий пішак · a2 білий пішак · b2 білий слон · c2 білий ферзь · f2 білий пішак · g2 білий пішак · b1 біла тура · f1 біла тура · g1 білий король | b8 чорна тура · d8 чорний кінь · f8 чорна тура · g8 чорний король · a7 чорний пішак · b7 чорний пішак · c7 чорний ферзь · f7 чорний пішак · g7 чорний слон · c6 чорний слон · f6 білий кінь · g6 чорний пішак · c5 чорний пішак · d5 білий слон · h5 чорний пішак · c4 білий пішак · h4 білий пішак · e3 білий пішак · a2 білий пішак · b2 білий слон · c2 білий ферзь · f2 білий пішак · g2 білий пішак · b1 біла тура · f1 біла тура · g1 білий король | b8 чорна тура · d8 чорний кінь · f8 чорна тура · g8 чорний король · a7 чорний пішак · b7 чорний пішак · c7 чорний ферзь · f7 чорний пішак · g7 чорний слон · c6 чорний слон · f6 білий кінь · g6 чорний пішак · c5 чорний пішак · d5 білий слон · h5 чорний пішак · c4 білий пішак · h4 білий пішак · e3 білий пішак · a2 білий пішак · b2 білий слон · c2 білий ферзь · f2 білий пішак · g2 білий пішак · b1 біла тура · f1 біла тура · g1 білий король | b8 чорна тура · d8 чорний кінь · f8 чорна тура · g8 чорний король · a7 чорний пішак · b7 чорний пішак · c7 чорний ферзь · f7 чорний пішак · g7 чорний слон · c6 чорний слон · f6 білий кінь · g6 чорний пішак · c5 чорний пішак · d5 білий слон · h5 чорний пішак · c4 білий пішак · h4 білий пішак · e3 білий пішак · a2 білий пішак · b2 білий слон · c2 білий ферзь · f2 білий пішак · g2 білий пішак · b1 біла тура · f1 біла тура · g1 білий король | b8 чорна тура · d8 чорний кінь · f8 чорна тура · g8 чорний король · a7 чорний пішак · b7 чорний пішак · c7 чорний ферзь · f7 чорний пішак · g7 чорний слон · c6 чорний слон · f6 білий кінь · g6 чорний пішак · c5 чорний пішак · d5 білий слон · h5 чорний пішак · c4 білий пішак · h4 білий пішак · e3 білий пішак · a2 білий пішак · b2 білий слон · c2 білий ферзь · f2 білий пішак · g2 білий пішак · b1 біла тура · f1 біла тура · g1 білий король | b8 чорна тура · d8 чорний кінь · f8 чорна тура · g8 чорний король · a7 чорний пішак · b7 чорний пішак · c7 чорний ферзь · f7 чорний пішак · g7 чорний слон · c6 чорний слон · f6 білий кінь · g6 чорний пішак · c5 чорний пішак · d5 білий слон · h5 чорний пішак · c4 білий пішак · h4 білий пішак · e3 білий пішак · a2 білий пішак · b2 білий слон · c2 білий ферзь · f2 білий пішак · g2 білий пішак · b1 біла тура · f1 біла тура · g1 білий король | 1 |
|   | a | b | c | d | e | f | g | h |   |

19-й тур увійшов в історію курйозами в партіях Сабо — Решевський і Болеславський — Геллер, а також нереалізованою жертвою в партії Петросян — Глігорич. У першій із них представник США опинився в жорсткому цейтноті (одна хвилина на 20 ходів) й почав швидко робити ходи, що спантеличило угорського візаві. У відповідь на шах конем Решевський відразу взяв коня слоном, не помітивши, що отримує мат за 2 ходи. Сабо, хоча мав ще близько 30 хвилин на роздуми, також не помітив елементарного переможного мату й автоматично взяв слона своїм слоном. Зрозумівши свою помилку, угорець був настільки шокований, що згодом не побачив простої виграшної атаки слона та ферзя на 27-у ході (чорні або отримували мат або жертвували туру) й запропонував нічию. Сабо після такого потрясіння так і не зміг відновити психологічну рівновагу, провівши без перемог наступні вісім турів. У поєдинку радянських гросмейстерів Геллер пошкодив пішакову структуру білих і напав на їхнього короля. Під час оборони Болеславський переплутав поля b3 і d3, помилково вважаючи, що прикриється турою від шаху, захистивши й коня. Коли ж Геллер задарма забрав коня і справа дійшла до безнадійного ендшпілю «тура і пішак проти слона й 5 пішаків», Болеславський здався. Штальберґ зумів зіграти внічию зі Смисловим. Партія Петросяна із Глігоричем завершилася перемогою московського шахіста через нерішучість югослава — коли для виграшу часу перед контролем у кращій позиції Петросян абияк походив конем, ослабивши оборону, Глігорич не наважився пожертвувати туру за небезпечну атаку, хоча і так перебував у програшному становищі. У випадку 37…Т: e4 чорні своїми загрозами добивалися щонайменше нічиєї, а то й кращої позиції, як показує сучасний комп'ютерний аналіз.
|   | a | b | c | d | e | f | g | h |   |
| 8 | a8 чорна тура · d8 чорний ферзь · g8 чорний король · f7 чорний слон · h7 чорний пішак · e6 чорний кінь · f6 білий ферзь · g6 чорний пішак · h6 білий пішак · a5 чорний пішак · d5 чорний пішак · e5 білий пішак · f5 чорний пішак · c4 чорний пішак · d4 білий пішак · f4 білий пішак · a3 білий слон · c3 білий пішак · g3 біла тура · g2 білий пішак · b1 біла тура · g1 білий король | a8 чорна тура · d8 чорний ферзь · g8 чорний король · f7 чорний слон · h7 чорний пішак · e6 чорний кінь · f6 білий ферзь · g6 чорний пішак · h6 білий пішак · a5 чорний пішак · d5 чорний пішак · e5 білий пішак · f5 чорний пішак · c4 чорний пішак · d4 білий пішак · f4 білий пішак · a3 білий слон · c3 білий пішак · g3 біла тура · g2 білий пішак · b1 біла тура · g1 білий король | a8 чорна тура · d8 чорний ферзь · g8 чорний король · f7 чорний слон · h7 чорний пішак · e6 чорний кінь · f6 білий ферзь · g6 чорний пішак · h6 білий пішак · a5 чорний пішак · d5 чорний пішак · e5 білий пішак · f5 чорний пішак · c4 чорний пішак · d4 білий пішак · f4 білий пішак · a3 білий слон · c3 білий пішак · g3 біла тура · g2 білий пішак · b1 біла тура · g1 білий король | a8 чорна тура · d8 чорний ферзь · g8 чорний король · f7 чорний слон · h7 чорний пішак · e6 чорний кінь · f6 білий ферзь · g6 чорний пішак · h6 білий пішак · a5 чорний пішак · d5 чорний пішак · e5 білий пішак · f5 чорний пішак · c4 чорний пішак · d4 білий пішак · f4 білий пішак · a3 білий слон · c3 білий пішак · g3 біла тура · g2 білий пішак · b1 біла тура · g1 білий король | a8 чорна тура · d8 чорний ферзь · g8 чорний король · f7 чорний слон · h7 чорний пішак · e6 чорний кінь · f6 білий ферзь · g6 чорний пішак · h6 білий пішак · a5 чорний пішак · d5 чорний пішак · e5 білий пішак · f5 чорний пішак · c4 чорний пішак · d4 білий пішак · f4 білий пішак · a3 білий слон · c3 білий пішак · g3 біла тура · g2 білий пішак · b1 біла тура · g1 білий король | a8 чорна тура · d8 чорний ферзь · g8 чорний король · f7 чорний слон · h7 чорний пішак · e6 чорний кінь · f6 білий ферзь · g6 чорний пішак · h6 білий пішак · a5 чорний пішак · d5 чорний пішак · e5 білий пішак · f5 чорний пішак · c4 чорний пішак · d4 білий пішак · f4 білий пішак · a3 білий слон · c3 білий пішак · g3 біла тура · g2 білий пішак · b1 біла тура · g1 білий король | a8 чорна тура · d8 чорний ферзь · g8 чорний король · f7 чорний слон · h7 чорний пішак · e6 чорний кінь · f6 білий ферзь · g6 чорний пішак · h6 білий пішак · a5 чорний пішак · d5 чорний пішак · e5 білий пішак · f5 чорний пішак · c4 чорний пішак · d4 білий пішак · f4 білий пішак · a3 білий слон · c3 білий пішак · g3 біла тура · g2 білий пішак · b1 біла тура · g1 білий король | a8 чорна тура · d8 чорний ферзь · g8 чорний король · f7 чорний слон · h7 чорний пішак · e6 чорний кінь · f6 білий ферзь · g6 чорний пішак · h6 білий пішак · a5 чорний пішак · d5 чорний пішак · e5 білий пішак · f5 чорний пішак · c4 чорний пішак · d4 білий пішак · f4 білий пішак · a3 білий слон · c3 білий пішак · g3 біла тура · g2 білий пішак · b1 біла тура · g1 білий король | 8 |
| 7 | a8 чорна тура · d8 чорний ферзь · g8 чорний король · f7 чорний слон · h7 чорний пішак · e6 чорний кінь · f6 білий ферзь · g6 чорний пішак · h6 білий пішак · a5 чорний пішак · d5 чорний пішак · e5 білий пішак · f5 чорний пішак · c4 чорний пішак · d4 білий пішак · f4 білий пішак · a3 білий слон · c3 білий пішак · g3 біла тура · g2 білий пішак · b1 біла тура · g1 білий король | a8 чорна тура · d8 чорний ферзь · g8 чорний король · f7 чорний слон · h7 чорний пішак · e6 чорний кінь · f6 білий ферзь · g6 чорний пішак · h6 білий пішак · a5 чорний пішак · d5 чорний пішак · e5 білий пішак · f5 чорний пішак · c4 чорний пішак · d4 білий пішак · f4 білий пішак · a3 білий слон · c3 білий пішак · g3 біла тура · g2 білий пішак · b1 біла тура · g1 білий король | a8 чорна тура · d8 чорний ферзь · g8 чорний король · f7 чорний слон · h7 чорний пішак · e6 чорний кінь · f6 білий ферзь · g6 чорний пішак · h6 білий пішак · a5 чорний пішак · d5 чорний пішак · e5 білий пішак · f5 чорний пішак · c4 чорний пішак · d4 білий пішак · f4 білий пішак · a3 білий слон · c3 білий пішак · g3 біла тура · g2 білий пішак · b1 біла тура · g1 білий король | a8 чорна тура · d8 чорний ферзь · g8 чорний король · f7 чорний слон · h7 чорний пішак · e6 чорний кінь · f6 білий ферзь · g6 чорний пішак · h6 білий пішак · a5 чорний пішак · d5 чорний пішак · e5 білий пішак · f5 чорний пішак · c4 чорний пішак · d4 білий пішак · f4 білий пішак · a3 білий слон · c3 білий пішак · g3 біла тура · g2 білий пішак · b1 біла тура · g1 білий король | a8 чорна тура · d8 чорний ферзь · g8 чорний король · f7 чорний слон · h7 чорний пішак · e6 чорний кінь · f6 білий ферзь · g6 чорний пішак · h6 білий пішак · a5 чорний пішак · d5 чорний пішак · e5 білий пішак · f5 чорний пішак · c4 чорний пішак · d4 білий пішак · f4 білий пішак · a3 білий слон · c3 білий пішак · g3 біла тура · g2 білий пішак · b1 біла тура · g1 білий король | a8 чорна тура · d8 чорний ферзь · g8 чорний король · f7 чорний слон · h7 чорний пішак · e6 чорний кінь · f6 білий ферзь · g6 чорний пішак · h6 білий пішак · a5 чорний пішак · d5 чорний пішак · e5 білий пішак · f5 чорний пішак · c4 чорний пішак · d4 білий пішак · f4 білий пішак · a3 білий слон · c3 білий пішак · g3 біла тура · g2 білий пішак · b1 біла тура · g1 білий король | a8 чорна тура · d8 чорний ферзь · g8 чорний король · f7 чорний слон · h7 чорний пішак · e6 чорний кінь · f6 білий ферзь · g6 чорний пішак · h6 білий пішак · a5 чорний пішак · d5 чорний пішак · e5 білий пішак · f5 чорний пішак · c4 чорний пішак · d4 білий пішак · f4 білий пішак · a3 білий слон · c3 білий пішак · g3 біла тура · g2 білий пішак · b1 біла тура · g1 білий король | a8 чорна тура · d8 чорний ферзь · g8 чорний король · f7 чорний слон · h7 чорний пішак · e6 чорний кінь · f6 білий ферзь · g6 чорний пішак · h6 білий пішак · a5 чорний пішак · d5 чорний пішак · e5 білий пішак · f5 чорний пішак · c4 чорний пішак · d4 білий пішак · f4 білий пішак · a3 білий слон · c3 білий пішак · g3 біла тура · g2 білий пішак · b1 біла тура · g1 білий король | 7 |
| 6 | a8 чорна тура · d8 чорний ферзь · g8 чорний король · f7 чорний слон · h7 чорний пішак · e6 чорний кінь · f6 білий ферзь · g6 чорний пішак · h6 білий пішак · a5 чорний пішак · d5 чорний пішак · e5 білий пішак · f5 чорний пішак · c4 чорний пішак · d4 білий пішак · f4 білий пішак · a3 білий слон · c3 білий пішак · g3 біла тура · g2 білий пішак · b1 біла тура · g1 білий король | a8 чорна тура · d8 чорний ферзь · g8 чорний король · f7 чорний слон · h7 чорний пішак · e6 чорний кінь · f6 білий ферзь · g6 чорний пішак · h6 білий пішак · a5 чорний пішак · d5 чорний пішак · e5 білий пішак · f5 чорний пішак · c4 чорний пішак · d4 білий пішак · f4 білий пішак · a3 білий слон · c3 білий пішак · g3 біла тура · g2 білий пішак · b1 біла тура · g1 білий король | a8 чорна тура · d8 чорний ферзь · g8 чорний король · f7 чорний слон · h7 чорний пішак · e6 чорний кінь · f6 білий ферзь · g6 чорний пішак · h6 білий пішак · a5 чорний пішак · d5 чорний пішак · e5 білий пішак · f5 чорний пішак · c4 чорний пішак · d4 білий пішак · f4 білий пішак · a3 білий слон · c3 білий пішак · g3 біла тура · g2 білий пішак · b1 біла тура · g1 білий король | a8 чорна тура · d8 чорний ферзь · g8 чорний король · f7 чорний слон · h7 чорний пішак · e6 чорний кінь · f6 білий ферзь · g6 чорний пішак · h6 білий пішак · a5 чорний пішак · d5 чорний пішак · e5 білий пішак · f5 чорний пішак · c4 чорний пішак · d4 білий пішак · f4 білий пішак · a3 білий слон · c3 білий пішак · g3 біла тура · g2 білий пішак · b1 біла тура · g1 білий король | a8 чорна тура · d8 чорний ферзь · g8 чорний король · f7 чорний слон · h7 чорний пішак · e6 чорний кінь · f6 білий ферзь · g6 чорний пішак · h6 білий пішак · a5 чорний пішак · d5 чорний пішак · e5 білий пішак · f5 чорний пішак · c4 чорний пішак · d4 білий пішак · f4 білий пішак · a3 білий слон · c3 білий пішак · g3 біла тура · g2 білий пішак · b1 біла тура · g1 білий король | a8 чорна тура · d8 чорний ферзь · g8 чорний король · f7 чорний слон · h7 чорний пішак · e6 чорний кінь · f6 білий ферзь · g6 чорний пішак · h6 білий пішак · a5 чорний пішак · d5 чорний пішак · e5 білий пішак · f5 чорний пішак · c4 чорний пішак · d4 білий пішак · f4 білий пішак · a3 білий слон · c3 білий пішак · g3 біла тура · g2 білий пішак · b1 біла тура · g1 білий король | a8 чорна тура · d8 чорний ферзь · g8 чорний король · f7 чорний слон · h7 чорний пішак · e6 чорний кінь · f6 білий ферзь · g6 чорний пішак · h6 білий пішак · a5 чорний пішак · d5 чорний пішак · e5 білий пішак · f5 чорний пішак · c4 чорний пішак · d4 білий пішак · f4 білий пішак · a3 білий слон · c3 білий пішак · g3 біла тура · g2 білий пішак · b1 біла тура · g1 білий король | a8 чорна тура · d8 чорний ферзь · g8 чорний король · f7 чорний слон · h7 чорний пішак · e6 чорний кінь · f6 білий ферзь · g6 чорний пішак · h6 білий пішак · a5 чорний пішак · d5 чорний пішак · e5 білий пішак · f5 чорний пішак · c4 чорний пішак · d4 білий пішак · f4 білий пішак · a3 білий слон · c3 білий пішак · g3 біла тура · g2 білий пішак · b1 біла тура · g1 білий король | 6 |
| 5 | a8 чорна тура · d8 чорний ферзь · g8 чорний король · f7 чорний слон · h7 чорний пішак · e6 чорний кінь · f6 білий ферзь · g6 чорний пішак · h6 білий пішак · a5 чорний пішак · d5 чорний пішак · e5 білий пішак · f5 чорний пішак · c4 чорний пішак · d4 білий пішак · f4 білий пішак · a3 білий слон · c3 білий пішак · g3 біла тура · g2 білий пішак · b1 біла тура · g1 білий король | a8 чорна тура · d8 чорний ферзь · g8 чорний король · f7 чорний слон · h7 чорний пішак · e6 чорний кінь · f6 білий ферзь · g6 чорний пішак · h6 білий пішак · a5 чорний пішак · d5 чорний пішак · e5 білий пішак · f5 чорний пішак · c4 чорний пішак · d4 білий пішак · f4 білий пішак · a3 білий слон · c3 білий пішак · g3 біла тура · g2 білий пішак · b1 біла тура · g1 білий король | a8 чорна тура · d8 чорний ферзь · g8 чорний король · f7 чорний слон · h7 чорний пішак · e6 чорний кінь · f6 білий ферзь · g6 чорний пішак · h6 білий пішак · a5 чорний пішак · d5 чорний пішак · e5 білий пішак · f5 чорний пішак · c4 чорний пішак · d4 білий пішак · f4 білий пішак · a3 білий слон · c3 білий пішак · g3 біла тура · g2 білий пішак · b1 біла тура · g1 білий король | a8 чорна тура · d8 чорний ферзь · g8 чорний король · f7 чорний слон · h7 чорний пішак · e6 чорний кінь · f6 білий ферзь · g6 чорний пішак · h6 білий пішак · a5 чорний пішак · d5 чорний пішак · e5 білий пішак · f5 чорний пішак · c4 чорний пішак · d4 білий пішак · f4 білий пішак · a3 білий слон · c3 білий пішак · g3 біла тура · g2 білий пішак · b1 біла тура · g1 білий король | a8 чорна тура · d8 чорний ферзь · g8 чорний король · f7 чорний слон · h7 чорний пішак · e6 чорний кінь · f6 білий ферзь · g6 чорний пішак · h6 білий пішак · a5 чорний пішак · d5 чорний пішак · e5 білий пішак · f5 чорний пішак · c4 чорний пішак · d4 білий пішак · f4 білий пішак · a3 білий слон · c3 білий пішак · g3 біла тура · g2 білий пішак · b1 біла тура · g1 білий король | a8 чорна тура · d8 чорний ферзь · g8 чорний король · f7 чорний слон · h7 чорний пішак · e6 чорний кінь · f6 білий ферзь · g6 чорний пішак · h6 білий пішак · a5 чорний пішак · d5 чорний пішак · e5 білий пішак · f5 чорний пішак · c4 чорний пішак · d4 білий пішак · f4 білий пішак · a3 білий слон · c3 білий пішак · g3 біла тура · g2 білий пішак · b1 біла тура · g1 білий король | a8 чорна тура · d8 чорний ферзь · g8 чорний король · f7 чорний слон · h7 чорний пішак · e6 чорний кінь · f6 білий ферзь · g6 чорний пішак · h6 білий пішак · a5 чорний пішак · d5 чорний пішак · e5 білий пішак · f5 чорний пішак · c4 чорний пішак · d4 білий пішак · f4 білий пішак · a3 білий слон · c3 білий пішак · g3 біла тура · g2 білий пішак · b1 біла тура · g1 білий король | a8 чорна тура · d8 чорний ферзь · g8 чорний король · f7 чорний слон · h7 чорний пішак · e6 чорний кінь · f6 білий ферзь · g6 чорний пішак · h6 білий пішак · a5 чорний пішак · d5 чорний пішак · e5 білий пішак · f5 чорний пішак · c4 чорний пішак · d4 білий пішак · f4 білий пішак · a3 білий слон · c3 білий пішак · g3 біла тура · g2 білий пішак · b1 біла тура · g1 білий король | 5 |
| 4 | a8 чорна тура · d8 чорний ферзь · g8 чорний король · f7 чорний слон · h7 чорний пішак · e6 чорний кінь · f6 білий ферзь · g6 чорний пішак · h6 білий пішак · a5 чорний пішак · d5 чорний пішак · e5 білий пішак · f5 чорний пішак · c4 чорний пішак · d4 білий пішак · f4 білий пішак · a3 білий слон · c3 білий пішак · g3 біла тура · g2 білий пішак · b1 біла тура · g1 білий король | a8 чорна тура · d8 чорний ферзь · g8 чорний король · f7 чорний слон · h7 чорний пішак · e6 чорний кінь · f6 білий ферзь · g6 чорний пішак · h6 білий пішак · a5 чорний пішак · d5 чорний пішак · e5 білий пішак · f5 чорний пішак · c4 чорний пішак · d4 білий пішак · f4 білий пішак · a3 білий слон · c3 білий пішак · g3 біла тура · g2 білий пішак · b1 біла тура · g1 білий король | a8 чорна тура · d8 чорний ферзь · g8 чорний король · f7 чорний слон · h7 чорний пішак · e6 чорний кінь · f6 білий ферзь · g6 чорний пішак · h6 білий пішак · a5 чорний пішак · d5 чорний пішак · e5 білий пішак · f5 чорний пішак · c4 чорний пішак · d4 білий пішак · f4 білий пішак · a3 білий слон · c3 білий пішак · g3 біла тура · g2 білий пішак · b1 біла тура · g1 білий король | a8 чорна тура · d8 чорний ферзь · g8 чорний король · f7 чорний слон · h7 чорний пішак · e6 чорний кінь · f6 білий ферзь · g6 чорний пішак · h6 білий пішак · a5 чорний пішак · d5 чорний пішак · e5 білий пішак · f5 чорний пішак · c4 чорний пішак · d4 білий пішак · f4 білий пішак · a3 білий слон · c3 білий пішак · g3 біла тура · g2 білий пішак · b1 біла тура · g1 білий король | a8 чорна тура · d8 чорний ферзь · g8 чорний король · f7 чорний слон · h7 чорний пішак · e6 чорний кінь · f6 білий ферзь · g6 чорний пішак · h6 білий пішак · a5 чорний пішак · d5 чорний пішак · e5 білий пішак · f5 чорний пішак · c4 чорний пішак · d4 білий пішак · f4 білий пішак · a3 білий слон · c3 білий пішак · g3 біла тура · g2 білий пішак · b1 біла тура · g1 білий король | a8 чорна тура · d8 чорний ферзь · g8 чорний король · f7 чорний слон · h7 чорний пішак · e6 чорний кінь · f6 білий ферзь · g6 чорний пішак · h6 білий пішак · a5 чорний пішак · d5 чорний пішак · e5 білий пішак · f5 чорний пішак · c4 чорний пішак · d4 білий пішак · f4 білий пішак · a3 білий слон · c3 білий пішак · g3 біла тура · g2 білий пішак · b1 біла тура · g1 білий король | a8 чорна тура · d8 чорний ферзь · g8 чорний король · f7 чорний слон · h7 чорний пішак · e6 чорний кінь · f6 білий ферзь · g6 чорний пішак · h6 білий пішак · a5 чорний пішак · d5 чорний пішак · e5 білий пішак · f5 чорний пішак · c4 чорний пішак · d4 білий пішак · f4 білий пішак · a3 білий слон · c3 білий пішак · g3 біла тура · g2 білий пішак · b1 біла тура · g1 білий король | a8 чорна тура · d8 чорний ферзь · g8 чорний король · f7 чорний слон · h7 чорний пішак · e6 чорний кінь · f6 білий ферзь · g6 чорний пішак · h6 білий пішак · a5 чорний пішак · d5 чорний пішак · e5 білий пішак · f5 чорний пішак · c4 чорний пішак · d4 білий пішак · f4 білий пішак · a3 білий слон · c3 білий пішак · g3 біла тура · g2 білий пішак · b1 біла тура · g1 білий король | 4 |
| 3 | a8 чорна тура · d8 чорний ферзь · g8 чорний король · f7 чорний слон · h7 чорний пішак · e6 чорний кінь · f6 білий ферзь · g6 чорний пішак · h6 білий пішак · a5 чорний пішак · d5 чорний пішак · e5 білий пішак · f5 чорний пішак · c4 чорний пішак · d4 білий пішак · f4 білий пішак · a3 білий слон · c3 білий пішак · g3 біла тура · g2 білий пішак · b1 біла тура · g1 білий король | a8 чорна тура · d8 чорний ферзь · g8 чорний король · f7 чорний слон · h7 чорний пішак · e6 чорний кінь · f6 білий ферзь · g6 чорний пішак · h6 білий пішак · a5 чорний пішак · d5 чорний пішак · e5 білий пішак · f5 чорний пішак · c4 чорний пішак · d4 білий пішак · f4 білий пішак · a3 білий слон · c3 білий пішак · g3 біла тура · g2 білий пішак · b1 біла тура · g1 білий король | a8 чорна тура · d8 чорний ферзь · g8 чорний король · f7 чорний слон · h7 чорний пішак · e6 чорний кінь · f6 білий ферзь · g6 чорний пішак · h6 білий пішак · a5 чорний пішак · d5 чорний пішак · e5 білий пішак · f5 чорний пішак · c4 чорний пішак · d4 білий пішак · f4 білий пішак · a3 білий слон · c3 білий пішак · g3 біла тура · g2 білий пішак · b1 біла тура · g1 білий король | a8 чорна тура · d8 чорний ферзь · g8 чорний король · f7 чорний слон · h7 чорний пішак · e6 чорний кінь · f6 білий ферзь · g6 чорний пішак · h6 білий пішак · a5 чорний пішак · d5 чорний пішак · e5 білий пішак · f5 чорний пішак · c4 чорний пішак · d4 білий пішак · f4 білий пішак · a3 білий слон · c3 білий пішак · g3 біла тура · g2 білий пішак · b1 біла тура · g1 білий король | a8 чорна тура · d8 чорний ферзь · g8 чорний король · f7 чорний слон · h7 чорний пішак · e6 чорний кінь · f6 білий ферзь · g6 чорний пішак · h6 білий пішак · a5 чорний пішак · d5 чорний пішак · e5 білий пішак · f5 чорний пішак · c4 чорний пішак · d4 білий пішак · f4 білий пішак · a3 білий слон · c3 білий пішак · g3 біла тура · g2 білий пішак · b1 біла тура · g1 білий король | a8 чорна тура · d8 чорний ферзь · g8 чорний король · f7 чорний слон · h7 чорний пішак · e6 чорний кінь · f6 білий ферзь · g6 чорний пішак · h6 білий пішак · a5 чорний пішак · d5 чорний пішак · e5 білий пішак · f5 чорний пішак · c4 чорний пішак · d4 білий пішак · f4 білий пішак · a3 білий слон · c3 білий пішак · g3 біла тура · g2 білий пішак · b1 біла тура · g1 білий король | a8 чорна тура · d8 чорний ферзь · g8 чорний король · f7 чорний слон · h7 чорний пішак · e6 чорний кінь · f6 білий ферзь · g6 чорний пішак · h6 білий пішак · a5 чорний пішак · d5 чорний пішак · e5 білий пішак · f5 чорний пішак · c4 чорний пішак · d4 білий пішак · f4 білий пішак · a3 білий слон · c3 білий пішак · g3 біла тура · g2 білий пішак · b1 біла тура · g1 білий король | a8 чорна тура · d8 чорний ферзь · g8 чорний король · f7 чорний слон · h7 чорний пішак · e6 чорний кінь · f6 білий ферзь · g6 чорний пішак · h6 білий пішак · a5 чорний пішак · d5 чорний пішак · e5 білий пішак · f5 чорний пішак · c4 чорний пішак · d4 білий пішак · f4 білий пішак · a3 білий слон · c3 білий пішак · g3 біла тура · g2 білий пішак · b1 біла тура · g1 білий король | 3 |
| 2 | a8 чорна тура · d8 чорний ферзь · g8 чорний король · f7 чорний слон · h7 чорний пішак · e6 чорний кінь · f6 білий ферзь · g6 чорний пішак · h6 білий пішак · a5 чорний пішак · d5 чорний пішак · e5 білий пішак · f5 чорний пішак · c4 чорний пішак · d4 білий пішак · f4 білий пішак · a3 білий слон · c3 білий пішак · g3 біла тура · g2 білий пішак · b1 біла тура · g1 білий король | a8 чорна тура · d8 чорний ферзь · g8 чорний король · f7 чорний слон · h7 чорний пішак · e6 чорний кінь · f6 білий ферзь · g6 чорний пішак · h6 білий пішак · a5 чорний пішак · d5 чорний пішак · e5 білий пішак · f5 чорний пішак · c4 чорний пішак · d4 білий пішак · f4 білий пішак · a3 білий слон · c3 білий пішак · g3 біла тура · g2 білий пішак · b1 біла тура · g1 білий король | a8 чорна тура · d8 чорний ферзь · g8 чорний король · f7 чорний слон · h7 чорний пішак · e6 чорний кінь · f6 білий ферзь · g6 чорний пішак · h6 білий пішак · a5 чорний пішак · d5 чорний пішак · e5 білий пішак · f5 чорний пішак · c4 чорний пішак · d4 білий пішак · f4 білий пішак · a3 білий слон · c3 білий пішак · g3 біла тура · g2 білий пішак · b1 біла тура · g1 білий король | a8 чорна тура · d8 чорний ферзь · g8 чорний король · f7 чорний слон · h7 чорний пішак · e6 чорний кінь · f6 білий ферзь · g6 чорний пішак · h6 білий пішак · a5 чорний пішак · d5 чорний пішак · e5 білий пішак · f5 чорний пішак · c4 чорний пішак · d4 білий пішак · f4 білий пішак · a3 білий слон · c3 білий пішак · g3 біла тура · g2 білий пішак · b1 біла тура · g1 білий король | a8 чорна тура · d8 чорний ферзь · g8 чорний король · f7 чорний слон · h7 чорний пішак · e6 чорний кінь · f6 білий ферзь · g6 чорний пішак · h6 білий пішак · a5 чорний пішак · d5 чорний пішак · e5 білий пішак · f5 чорний пішак · c4 чорний пішак · d4 білий пішак · f4 білий пішак · a3 білий слон · c3 білий пішак · g3 біла тура · g2 білий пішак · b1 біла тура · g1 білий король | a8 чорна тура · d8 чорний ферзь · g8 чорний король · f7 чорний слон · h7 чорний пішак · e6 чорний кінь · f6 білий ферзь · g6 чорний пішак · h6 білий пішак · a5 чорний пішак · d5 чорний пішак · e5 білий пішак · f5 чорний пішак · c4 чорний пішак · d4 білий пішак · f4 білий пішак · a3 білий слон · c3 білий пішак · g3 біла тура · g2 білий пішак · b1 біла тура · g1 білий король | a8 чорна тура · d8 чорний ферзь · g8 чорний король · f7 чорний слон · h7 чорний пішак · e6 чорний кінь · f6 білий ферзь · g6 чорний пішак · h6 білий пішак · a5 чорний пішак · d5 чорний пішак · e5 білий пішак · f5 чорний пішак · c4 чорний пішак · d4 білий пішак · f4 білий пішак · a3 білий слон · c3 білий пішак · g3 біла тура · g2 білий пішак · b1 біла тура · g1 білий король | a8 чорна тура · d8 чорний ферзь · g8 чорний король · f7 чорний слон · h7 чорний пішак · e6 чорний кінь · f6 білий ферзь · g6 чорний пішак · h6 білий пішак · a5 чорний пішак · d5 чорний пішак · e5 білий пішак · f5 чорний пішак · c4 чорний пішак · d4 білий пішак · f4 білий пішак · a3 білий слон · c3 білий пішак · g3 біла тура · g2 білий пішак · b1 біла тура · g1 білий король | 2 |
| 1 | a8 чорна тура · d8 чорний ферзь · g8 чорний король · f7 чорний слон · h7 чорний пішак · e6 чорний кінь · f6 білий ферзь · g6 чорний пішак · h6 білий пішак · a5 чорний пішак · d5 чорний пішак · e5 білий пішак · f5 чорний пішак · c4 чорний пішак · d4 білий пішак · f4 білий пішак · a3 білий слон · c3 білий пішак · g3 біла тура · g2 білий пішак · b1 біла тура · g1 білий король | a8 чорна тура · d8 чорний ферзь · g8 чорний король · f7 чорний слон · h7 чорний пішак · e6 чорний кінь · f6 білий ферзь · g6 чорний пішак · h6 білий пішак · a5 чорний пішак · d5 чорний пішак · e5 білий пішак · f5 чорний пішак · c4 чорний пішак · d4 білий пішак · f4 білий пішак · a3 білий слон · c3 білий пішак · g3 біла тура · g2 білий пішак · b1 біла тура · g1 білий король | a8 чорна тура · d8 чорний ферзь · g8 чорний король · f7 чорний слон · h7 чорний пішак · e6 чорний кінь · f6 білий ферзь · g6 чорний пішак · h6 білий пішак · a5 чорний пішак · d5 чорний пішак · e5 білий пішак · f5 чорний пішак · c4 чорний пішак · d4 білий пішак · f4 білий пішак · a3 білий слон · c3 білий пішак · g3 біла тура · g2 білий пішак · b1 біла тура · g1 білий король | a8 чорна тура · d8 чорний ферзь · g8 чорний король · f7 чорний слон · h7 чорний пішак · e6 чорний кінь · f6 білий ферзь · g6 чорний пішак · h6 білий пішак · a5 чорний пішак · d5 чорний пішак · e5 білий пішак · f5 чорний пішак · c4 чорний пішак · d4 білий пішак · f4 білий пішак · a3 білий слон · c3 білий пішак · g3 біла тура · g2 білий пішак · b1 біла тура · g1 білий король | a8 чорна тура · d8 чорний ферзь · g8 чорний король · f7 чорний слон · h7 чорний пішак · e6 чорний кінь · f6 білий ферзь · g6 чорний пішак · h6 білий пішак · a5 чорний пішак · d5 чорний пішак · e5 білий пішак · f5 чорний пішак · c4 чорний пішак · d4 білий пішак · f4 білий пішак · a3 білий слон · c3 білий пішак · g3 біла тура · g2 білий пішак · b1 біла тура · g1 білий король | a8 чорна тура · d8 чорний ферзь · g8 чорний король · f7 чорний слон · h7 чорний пішак · e6 чорний кінь · f6 білий ферзь · g6 чорний пішак · h6 білий пішак · a5 чорний пішак · d5 чорний пішак · e5 білий пішак · f5 чорний пішак · c4 чорний пішак · d4 білий пішак · f4 білий пішак · a3 білий слон · c3 білий пішак · g3 біла тура · g2 білий пішак · b1 біла тура · g1 білий король | a8 чорна тура · d8 чорний ферзь · g8 чорний король · f7 чорний слон · h7 чорний пішак · e6 чорний кінь · f6 білий ферзь · g6 чорний пішак · h6 білий пішак · a5 чорний пішак · d5 чорний пішак · e5 білий пішак · f5 чорний пішак · c4 чорний пішак · d4 білий пішак · f4 білий пішак · a3 білий слон · c3 білий пішак · g3 біла тура · g2 білий пішак · b1 біла тура · g1 білий король | a8 чорна тура · d8 чорний ферзь · g8 чорний король · f7 чорний слон · h7 чорний пішак · e6 чорний кінь · f6 білий ферзь · g6 чорний пішак · h6 білий пішак · a5 чорний пішак · d5 чорний пішак · e5 білий пішак · f5 чорний пішак · c4 чорний пішак · d4 білий пішак · f4 білий пішак · a3 білий слон · c3 білий пішак · g3 біла тура · g2 білий пішак · b1 біла тура · g1 білий король | 1 |
|   | a | b | c | d | e | f | g | h |   |

У 20-у турі Петросян пасивно грав проти Тайманова, що дозволило ленінградському шахістові ізолювати ворожого короля в куті шахівниці, усунути ферзя чорних від оборони та красивою жертвою тури змусити Петросяна здатися. Ейве вкотре в другому колі програв — цього разу Решевському. Голландський ветеран упевнено відіграв першу половину змагань, але потім відчутно здав позиції. Бронштейн білими вчасно пожертвував пішака у партії зі Сабо, той через брак часу не прорахував усіх варіантів, прийняв жертву й потрапив під вирішальний прес. Бронштейн точними ходами довів до перемоги партію, яку Найдорф назвав «позиційним скарбом». Партія Смислов — Болеславський завершилася нічийно вже після 17 дебютних ходів. Болеславський після партії визнав, що мав дещо кращу позицію, але йому було би важко отримати вирішальну перевагу проти Смислова, який вміє оборонятися в таких позиціях.
21-й раунд відзначився першою (і, як виявилося, єдиною) поразкою Смислова, який у рівній позицію проти Котова прорахувався в простому маневрі й втратив дві легкі фігури за туру. Це дозволило Решевському, який чорними пішов на триразове повторення позиції зі Штальберґом, наздогнати Смислова. Котов пригадує, що після партії дружина в телефонній розмові нарікала: «До мене тут дзвонять любителі шахів і сварять тебе. Як же ти так своїх?». Найдорф і Петросян зіграли в коротку нічию, а Бронштейн чорними не зумів переграти Ейве, погодившись на поділ очка. Зустріч Авербах — Тайманов стала єдиною партією турніру, що завершилась матом (переміг Авербах). М. Найдорф виділив дебютну новинку 11.Фf3 в атаці Созіна сицилійського захисту, що пізніше дозволила білим провести несподіване 12.e5! і, після розміну ферзів, зусиллями коня повністю розгромити королівський фланг чорних.
У 22-у турі фаворити синхронно перемогли: Смислов — Геллера, а Решевський — Болеславського. Болеславський ніколи не відзначався гарною фізичною підготовкою, але ця партія взагалі завершилась о другій годині ночі, бо розпочиналась після заходу сонця в суботу з огляду на релігійні переконання Решевського. В ендшпілі поєдинку Бронштейн — Штальберґ шведський гросмейстер мав на два пішаки більше, однак радянський шахіст зумів знайти рятівний маневр, який дозволив здобути нічию. Завершення партії Глігорич — Ейве, де після аналізу відкладеної позиції пара гросмейстерів Глігорич — Трифунович переграла Ейве з його секундантом, Бронштейн назвав «найкращим ендшпілем турніру», Найдорф — «однією з найкращих партій у кар'єрі Глігорича», й сам Светозар згодом включив гру до збірника своїх найкращих партій.
У 23-у турі Смислов відпочивав, тому Решевський мав нагоду стати одноосібним лідером турніру, однак програв Олександрові Котову, який кілька днів до того переграв Смислова. Котов після жахливого старту й безнадійного останньої позиції згодом розігрався й після 23-го туру опинився на чистому 5-у місці. Керес чорними впевнено переміг Геллера й тепер тільки на ½ очка поступався очільникам таблиці. Шанс наздогнати за очками Решевського і Смислова мав Бронштейн, який чорними грав із Болеславським. Чорні пасивно розіграли дебют, віддавши ініціативу білим. У мітельшпілі Бронштейн вирівняв гру, але досягнув тільки нічиєї.
|   | a | b | c | d | e | f | g | h |   |
| 8 | c8 чорна тура · d8 чорний ферзь · f8 чорна тура · g8 чорний король · a7 чорний пішак · b7 чорний слон · f7 чорний пішак · h7 чорний пішак · b6 чорний пішак · e6 чорний пішак · f6 чорний слон · g6 чорний пішак · d5 чорний пішак · h5 біла тура · c4 білий пішак · d4 білий пішак · a3 білий пішак · b3 білий пішак · h3 біла тура · b2 білий слон · f2 білий пішак · g2 білий пішак · h2 білий пішак · d1 білий ферзь · f1 білий слон · g1 білий король | c8 чорна тура · d8 чорний ферзь · f8 чорна тура · g8 чорний король · a7 чорний пішак · b7 чорний слон · f7 чорний пішак · h7 чорний пішак · b6 чорний пішак · e6 чорний пішак · f6 чорний слон · g6 чорний пішак · d5 чорний пішак · h5 біла тура · c4 білий пішак · d4 білий пішак · a3 білий пішак · b3 білий пішак · h3 біла тура · b2 білий слон · f2 білий пішак · g2 білий пішак · h2 білий пішак · d1 білий ферзь · f1 білий слон · g1 білий король | c8 чорна тура · d8 чорний ферзь · f8 чорна тура · g8 чорний король · a7 чорний пішак · b7 чорний слон · f7 чорний пішак · h7 чорний пішак · b6 чорний пішак · e6 чорний пішак · f6 чорний слон · g6 чорний пішак · d5 чорний пішак · h5 біла тура · c4 білий пішак · d4 білий пішак · a3 білий пішак · b3 білий пішак · h3 біла тура · b2 білий слон · f2 білий пішак · g2 білий пішак · h2 білий пішак · d1 білий ферзь · f1 білий слон · g1 білий король | c8 чорна тура · d8 чорний ферзь · f8 чорна тура · g8 чорний король · a7 чорний пішак · b7 чорний слон · f7 чорний пішак · h7 чорний пішак · b6 чорний пішак · e6 чорний пішак · f6 чорний слон · g6 чорний пішак · d5 чорний пішак · h5 біла тура · c4 білий пішак · d4 білий пішак · a3 білий пішак · b3 білий пішак · h3 біла тура · b2 білий слон · f2 білий пішак · g2 білий пішак · h2 білий пішак · d1 білий ферзь · f1 білий слон · g1 білий король | c8 чорна тура · d8 чорний ферзь · f8 чорна тура · g8 чорний король · a7 чорний пішак · b7 чорний слон · f7 чорний пішак · h7 чорний пішак · b6 чорний пішак · e6 чорний пішак · f6 чорний слон · g6 чорний пішак · d5 чорний пішак · h5 біла тура · c4 білий пішак · d4 білий пішак · a3 білий пішак · b3 білий пішак · h3 біла тура · b2 білий слон · f2 білий пішак · g2 білий пішак · h2 білий пішак · d1 білий ферзь · f1 білий слон · g1 білий король | c8 чорна тура · d8 чорний ферзь · f8 чорна тура · g8 чорний король · a7 чорний пішак · b7 чорний слон · f7 чорний пішак · h7 чорний пішак · b6 чорний пішак · e6 чорний пішак · f6 чорний слон · g6 чорний пішак · d5 чорний пішак · h5 біла тура · c4 білий пішак · d4 білий пішак · a3 білий пішак · b3 білий пішак · h3 біла тура · b2 білий слон · f2 білий пішак · g2 білий пішак · h2 білий пішак · d1 білий ферзь · f1 білий слон · g1 білий король | c8 чорна тура · d8 чорний ферзь · f8 чорна тура · g8 чорний король · a7 чорний пішак · b7 чорний слон · f7 чорний пішак · h7 чорний пішак · b6 чорний пішак · e6 чорний пішак · f6 чорний слон · g6 чорний пішак · d5 чорний пішак · h5 біла тура · c4 білий пішак · d4 білий пішак · a3 білий пішак · b3 білий пішак · h3 біла тура · b2 білий слон · f2 білий пішак · g2 білий пішак · h2 білий пішак · d1 білий ферзь · f1 білий слон · g1 білий король | c8 чорна тура · d8 чорний ферзь · f8 чорна тура · g8 чорний король · a7 чорний пішак · b7 чорний слон · f7 чорний пішак · h7 чорний пішак · b6 чорний пішак · e6 чорний пішак · f6 чорний слон · g6 чорний пішак · d5 чорний пішак · h5 біла тура · c4 білий пішак · d4 білий пішак · a3 білий пішак · b3 білий пішак · h3 біла тура · b2 білий слон · f2 білий пішак · g2 білий пішак · h2 білий пішак · d1 білий ферзь · f1 білий слон · g1 білий король | 8 |
| 7 | c8 чорна тура · d8 чорний ферзь · f8 чорна тура · g8 чорний король · a7 чорний пішак · b7 чорний слон · f7 чорний пішак · h7 чорний пішак · b6 чорний пішак · e6 чорний пішак · f6 чорний слон · g6 чорний пішак · d5 чорний пішак · h5 біла тура · c4 білий пішак · d4 білий пішак · a3 білий пішак · b3 білий пішак · h3 біла тура · b2 білий слон · f2 білий пішак · g2 білий пішак · h2 білий пішак · d1 білий ферзь · f1 білий слон · g1 білий король | c8 чорна тура · d8 чорний ферзь · f8 чорна тура · g8 чорний король · a7 чорний пішак · b7 чорний слон · f7 чорний пішак · h7 чорний пішак · b6 чорний пішак · e6 чорний пішак · f6 чорний слон · g6 чорний пішак · d5 чорний пішак · h5 біла тура · c4 білий пішак · d4 білий пішак · a3 білий пішак · b3 білий пішак · h3 біла тура · b2 білий слон · f2 білий пішак · g2 білий пішак · h2 білий пішак · d1 білий ферзь · f1 білий слон · g1 білий король | c8 чорна тура · d8 чорний ферзь · f8 чорна тура · g8 чорний король · a7 чорний пішак · b7 чорний слон · f7 чорний пішак · h7 чорний пішак · b6 чорний пішак · e6 чорний пішак · f6 чорний слон · g6 чорний пішак · d5 чорний пішак · h5 біла тура · c4 білий пішак · d4 білий пішак · a3 білий пішак · b3 білий пішак · h3 біла тура · b2 білий слон · f2 білий пішак · g2 білий пішак · h2 білий пішак · d1 білий ферзь · f1 білий слон · g1 білий король | c8 чорна тура · d8 чорний ферзь · f8 чорна тура · g8 чорний король · a7 чорний пішак · b7 чорний слон · f7 чорний пішак · h7 чорний пішак · b6 чорний пішак · e6 чорний пішак · f6 чорний слон · g6 чорний пішак · d5 чорний пішак · h5 біла тура · c4 білий пішак · d4 білий пішак · a3 білий пішак · b3 білий пішак · h3 біла тура · b2 білий слон · f2 білий пішак · g2 білий пішак · h2 білий пішак · d1 білий ферзь · f1 білий слон · g1 білий король | c8 чорна тура · d8 чорний ферзь · f8 чорна тура · g8 чорний король · a7 чорний пішак · b7 чорний слон · f7 чорний пішак · h7 чорний пішак · b6 чорний пішак · e6 чорний пішак · f6 чорний слон · g6 чорний пішак · d5 чорний пішак · h5 біла тура · c4 білий пішак · d4 білий пішак · a3 білий пішак · b3 білий пішак · h3 біла тура · b2 білий слон · f2 білий пішак · g2 білий пішак · h2 білий пішак · d1 білий ферзь · f1 білий слон · g1 білий король | c8 чорна тура · d8 чорний ферзь · f8 чорна тура · g8 чорний король · a7 чорний пішак · b7 чорний слон · f7 чорний пішак · h7 чорний пішак · b6 чорний пішак · e6 чорний пішак · f6 чорний слон · g6 чорний пішак · d5 чорний пішак · h5 біла тура · c4 білий пішак · d4 білий пішак · a3 білий пішак · b3 білий пішак · h3 біла тура · b2 білий слон · f2 білий пішак · g2 білий пішак · h2 білий пішак · d1 білий ферзь · f1 білий слон · g1 білий король | c8 чорна тура · d8 чорний ферзь · f8 чорна тура · g8 чорний король · a7 чорний пішак · b7 чорний слон · f7 чорний пішак · h7 чорний пішак · b6 чорний пішак · e6 чорний пішак · f6 чорний слон · g6 чорний пішак · d5 чорний пішак · h5 біла тура · c4 білий пішак · d4 білий пішак · a3 білий пішак · b3 білий пішак · h3 біла тура · b2 білий слон · f2 білий пішак · g2 білий пішак · h2 білий пішак · d1 білий ферзь · f1 білий слон · g1 білий король | c8 чорна тура · d8 чорний ферзь · f8 чорна тура · g8 чорний король · a7 чорний пішак · b7 чорний слон · f7 чорний пішак · h7 чорний пішак · b6 чорний пішак · e6 чорний пішак · f6 чорний слон · g6 чорний пішак · d5 чорний пішак · h5 біла тура · c4 білий пішак · d4 білий пішак · a3 білий пішак · b3 білий пішак · h3 біла тура · b2 білий слон · f2 білий пішак · g2 білий пішак · h2 білий пішак · d1 білий ферзь · f1 білий слон · g1 білий король | 7 |
| 6 | c8 чорна тура · d8 чорний ферзь · f8 чорна тура · g8 чорний король · a7 чорний пішак · b7 чорний слон · f7 чорний пішак · h7 чорний пішак · b6 чорний пішак · e6 чорний пішак · f6 чорний слон · g6 чорний пішак · d5 чорний пішак · h5 біла тура · c4 білий пішак · d4 білий пішак · a3 білий пішак · b3 білий пішак · h3 біла тура · b2 білий слон · f2 білий пішак · g2 білий пішак · h2 білий пішак · d1 білий ферзь · f1 білий слон · g1 білий король | c8 чорна тура · d8 чорний ферзь · f8 чорна тура · g8 чорний король · a7 чорний пішак · b7 чорний слон · f7 чорний пішак · h7 чорний пішак · b6 чорний пішак · e6 чорний пішак · f6 чорний слон · g6 чорний пішак · d5 чорний пішак · h5 біла тура · c4 білий пішак · d4 білий пішак · a3 білий пішак · b3 білий пішак · h3 біла тура · b2 білий слон · f2 білий пішак · g2 білий пішак · h2 білий пішак · d1 білий ферзь · f1 білий слон · g1 білий король | c8 чорна тура · d8 чорний ферзь · f8 чорна тура · g8 чорний король · a7 чорний пішак · b7 чорний слон · f7 чорний пішак · h7 чорний пішак · b6 чорний пішак · e6 чорний пішак · f6 чорний слон · g6 чорний пішак · d5 чорний пішак · h5 біла тура · c4 білий пішак · d4 білий пішак · a3 білий пішак · b3 білий пішак · h3 біла тура · b2 білий слон · f2 білий пішак · g2 білий пішак · h2 білий пішак · d1 білий ферзь · f1 білий слон · g1 білий король | c8 чорна тура · d8 чорний ферзь · f8 чорна тура · g8 чорний король · a7 чорний пішак · b7 чорний слон · f7 чорний пішак · h7 чорний пішак · b6 чорний пішак · e6 чорний пішак · f6 чорний слон · g6 чорний пішак · d5 чорний пішак · h5 біла тура · c4 білий пішак · d4 білий пішак · a3 білий пішак · b3 білий пішак · h3 біла тура · b2 білий слон · f2 білий пішак · g2 білий пішак · h2 білий пішак · d1 білий ферзь · f1 білий слон · g1 білий король | c8 чорна тура · d8 чорний ферзь · f8 чорна тура · g8 чорний король · a7 чорний пішак · b7 чорний слон · f7 чорний пішак · h7 чорний пішак · b6 чорний пішак · e6 чорний пішак · f6 чорний слон · g6 чорний пішак · d5 чорний пішак · h5 біла тура · c4 білий пішак · d4 білий пішак · a3 білий пішак · b3 білий пішак · h3 біла тура · b2 білий слон · f2 білий пішак · g2 білий пішак · h2 білий пішак · d1 білий ферзь · f1 білий слон · g1 білий король | c8 чорна тура · d8 чорний ферзь · f8 чорна тура · g8 чорний король · a7 чорний пішак · b7 чорний слон · f7 чорний пішак · h7 чорний пішак · b6 чорний пішак · e6 чорний пішак · f6 чорний слон · g6 чорний пішак · d5 чорний пішак · h5 біла тура · c4 білий пішак · d4 білий пішак · a3 білий пішак · b3 білий пішак · h3 біла тура · b2 білий слон · f2 білий пішак · g2 білий пішак · h2 білий пішак · d1 білий ферзь · f1 білий слон · g1 білий король | c8 чорна тура · d8 чорний ферзь · f8 чорна тура · g8 чорний король · a7 чорний пішак · b7 чорний слон · f7 чорний пішак · h7 чорний пішак · b6 чорний пішак · e6 чорний пішак · f6 чорний слон · g6 чорний пішак · d5 чорний пішак · h5 біла тура · c4 білий пішак · d4 білий пішак · a3 білий пішак · b3 білий пішак · h3 біла тура · b2 білий слон · f2 білий пішак · g2 білий пішак · h2 білий пішак · d1 білий ферзь · f1 білий слон · g1 білий король | c8 чорна тура · d8 чорний ферзь · f8 чорна тура · g8 чорний король · a7 чорний пішак · b7 чорний слон · f7 чорний пішак · h7 чорний пішак · b6 чорний пішак · e6 чорний пішак · f6 чорний слон · g6 чорний пішак · d5 чорний пішак · h5 біла тура · c4 білий пішак · d4 білий пішак · a3 білий пішак · b3 білий пішак · h3 біла тура · b2 білий слон · f2 білий пішак · g2 білий пішак · h2 білий пішак · d1 білий ферзь · f1 білий слон · g1 білий король | 6 |
| 5 | c8 чорна тура · d8 чорний ферзь · f8 чорна тура · g8 чорний король · a7 чорний пішак · b7 чорний слон · f7 чорний пішак · h7 чорний пішак · b6 чорний пішак · e6 чорний пішак · f6 чорний слон · g6 чорний пішак · d5 чорний пішак · h5 біла тура · c4 білий пішак · d4 білий пішак · a3 білий пішак · b3 білий пішак · h3 біла тура · b2 білий слон · f2 білий пішак · g2 білий пішак · h2 білий пішак · d1 білий ферзь · f1 білий слон · g1 білий король | c8 чорна тура · d8 чорний ферзь · f8 чорна тура · g8 чорний король · a7 чорний пішак · b7 чорний слон · f7 чорний пішак · h7 чорний пішак · b6 чорний пішак · e6 чорний пішак · f6 чорний слон · g6 чорний пішак · d5 чорний пішак · h5 біла тура · c4 білий пішак · d4 білий пішак · a3 білий пішак · b3 білий пішак · h3 біла тура · b2 білий слон · f2 білий пішак · g2 білий пішак · h2 білий пішак · d1 білий ферзь · f1 білий слон · g1 білий король | c8 чорна тура · d8 чорний ферзь · f8 чорна тура · g8 чорний король · a7 чорний пішак · b7 чорний слон · f7 чорний пішак · h7 чорний пішак · b6 чорний пішак · e6 чорний пішак · f6 чорний слон · g6 чорний пішак · d5 чорний пішак · h5 біла тура · c4 білий пішак · d4 білий пішак · a3 білий пішак · b3 білий пішак · h3 біла тура · b2 білий слон · f2 білий пішак · g2 білий пішак · h2 білий пішак · d1 білий ферзь · f1 білий слон · g1 білий король | c8 чорна тура · d8 чорний ферзь · f8 чорна тура · g8 чорний король · a7 чорний пішак · b7 чорний слон · f7 чорний пішак · h7 чорний пішак · b6 чорний пішак · e6 чорний пішак · f6 чорний слон · g6 чорний пішак · d5 чорний пішак · h5 біла тура · c4 білий пішак · d4 білий пішак · a3 білий пішак · b3 білий пішак · h3 біла тура · b2 білий слон · f2 білий пішак · g2 білий пішак · h2 білий пішак · d1 білий ферзь · f1 білий слон · g1 білий король | c8 чорна тура · d8 чорний ферзь · f8 чорна тура · g8 чорний король · a7 чорний пішак · b7 чорний слон · f7 чорний пішак · h7 чорний пішак · b6 чорний пішак · e6 чорний пішак · f6 чорний слон · g6 чорний пішак · d5 чорний пішак · h5 біла тура · c4 білий пішак · d4 білий пішак · a3 білий пішак · b3 білий пішак · h3 біла тура · b2 білий слон · f2 білий пішак · g2 білий пішак · h2 білий пішак · d1 білий ферзь · f1 білий слон · g1 білий король | c8 чорна тура · d8 чорний ферзь · f8 чорна тура · g8 чорний король · a7 чорний пішак · b7 чорний слон · f7 чорний пішак · h7 чорний пішак · b6 чорний пішак · e6 чорний пішак · f6 чорний слон · g6 чорний пішак · d5 чорний пішак · h5 біла тура · c4 білий пішак · d4 білий пішак · a3 білий пішак · b3 білий пішак · h3 біла тура · b2 білий слон · f2 білий пішак · g2 білий пішак · h2 білий пішак · d1 білий ферзь · f1 білий слон · g1 білий король | c8 чорна тура · d8 чорний ферзь · f8 чорна тура · g8 чорний король · a7 чорний пішак · b7 чорний слон · f7 чорний пішак · h7 чорний пішак · b6 чорний пішак · e6 чорний пішак · f6 чорний слон · g6 чорний пішак · d5 чорний пішак · h5 біла тура · c4 білий пішак · d4 білий пішак · a3 білий пішак · b3 білий пішак · h3 біла тура · b2 білий слон · f2 білий пішак · g2 білий пішак · h2 білий пішак · d1 білий ферзь · f1 білий слон · g1 білий король | c8 чорна тура · d8 чорний ферзь · f8 чорна тура · g8 чорний король · a7 чорний пішак · b7 чорний слон · f7 чорний пішак · h7 чорний пішак · b6 чорний пішак · e6 чорний пішак · f6 чорний слон · g6 чорний пішак · d5 чорний пішак · h5 біла тура · c4 білий пішак · d4 білий пішак · a3 білий пішак · b3 білий пішак · h3 біла тура · b2 білий слон · f2 білий пішак · g2 білий пішак · h2 білий пішак · d1 білий ферзь · f1 білий слон · g1 білий король | 5 |
| 4 | c8 чорна тура · d8 чорний ферзь · f8 чорна тура · g8 чорний король · a7 чорний пішак · b7 чорний слон · f7 чорний пішак · h7 чорний пішак · b6 чорний пішак · e6 чорний пішак · f6 чорний слон · g6 чорний пішак · d5 чорний пішак · h5 біла тура · c4 білий пішак · d4 білий пішак · a3 білий пішак · b3 білий пішак · h3 біла тура · b2 білий слон · f2 білий пішак · g2 білий пішак · h2 білий пішак · d1 білий ферзь · f1 білий слон · g1 білий король | c8 чорна тура · d8 чорний ферзь · f8 чорна тура · g8 чорний король · a7 чорний пішак · b7 чорний слон · f7 чорний пішак · h7 чорний пішак · b6 чорний пішак · e6 чорний пішак · f6 чорний слон · g6 чорний пішак · d5 чорний пішак · h5 біла тура · c4 білий пішак · d4 білий пішак · a3 білий пішак · b3 білий пішак · h3 біла тура · b2 білий слон · f2 білий пішак · g2 білий пішак · h2 білий пішак · d1 білий ферзь · f1 білий слон · g1 білий король | c8 чорна тура · d8 чорний ферзь · f8 чорна тура · g8 чорний король · a7 чорний пішак · b7 чорний слон · f7 чорний пішак · h7 чорний пішак · b6 чорний пішак · e6 чорний пішак · f6 чорний слон · g6 чорний пішак · d5 чорний пішак · h5 біла тура · c4 білий пішак · d4 білий пішак · a3 білий пішак · b3 білий пішак · h3 біла тура · b2 білий слон · f2 білий пішак · g2 білий пішак · h2 білий пішак · d1 білий ферзь · f1 білий слон · g1 білий король | c8 чорна тура · d8 чорний ферзь · f8 чорна тура · g8 чорний король · a7 чорний пішак · b7 чорний слон · f7 чорний пішак · h7 чорний пішак · b6 чорний пішак · e6 чорний пішак · f6 чорний слон · g6 чорний пішак · d5 чорний пішак · h5 біла тура · c4 білий пішак · d4 білий пішак · a3 білий пішак · b3 білий пішак · h3 біла тура · b2 білий слон · f2 білий пішак · g2 білий пішак · h2 білий пішак · d1 білий ферзь · f1 білий слон · g1 білий король | c8 чорна тура · d8 чорний ферзь · f8 чорна тура · g8 чорний король · a7 чорний пішак · b7 чорний слон · f7 чорний пішак · h7 чорний пішак · b6 чорний пішак · e6 чорний пішак · f6 чорний слон · g6 чорний пішак · d5 чорний пішак · h5 біла тура · c4 білий пішак · d4 білий пішак · a3 білий пішак · b3 білий пішак · h3 біла тура · b2 білий слон · f2 білий пішак · g2 білий пішак · h2 білий пішак · d1 білий ферзь · f1 білий слон · g1 білий король | c8 чорна тура · d8 чорний ферзь · f8 чорна тура · g8 чорний король · a7 чорний пішак · b7 чорний слон · f7 чорний пішак · h7 чорний пішак · b6 чорний пішак · e6 чорний пішак · f6 чорний слон · g6 чорний пішак · d5 чорний пішак · h5 біла тура · c4 білий пішак · d4 білий пішак · a3 білий пішак · b3 білий пішак · h3 біла тура · b2 білий слон · f2 білий пішак · g2 білий пішак · h2 білий пішак · d1 білий ферзь · f1 білий слон · g1 білий король | c8 чорна тура · d8 чорний ферзь · f8 чорна тура · g8 чорний король · a7 чорний пішак · b7 чорний слон · f7 чорний пішак · h7 чорний пішак · b6 чорний пішак · e6 чорний пішак · f6 чорний слон · g6 чорний пішак · d5 чорний пішак · h5 біла тура · c4 білий пішак · d4 білий пішак · a3 білий пішак · b3 білий пішак · h3 біла тура · b2 білий слон · f2 білий пішак · g2 білий пішак · h2 білий пішак · d1 білий ферзь · f1 білий слон · g1 білий король | c8 чорна тура · d8 чорний ферзь · f8 чорна тура · g8 чорний король · a7 чорний пішак · b7 чорний слон · f7 чорний пішак · h7 чорний пішак · b6 чорний пішак · e6 чорний пішак · f6 чорний слон · g6 чорний пішак · d5 чорний пішак · h5 біла тура · c4 білий пішак · d4 білий пішак · a3 білий пішак · b3 білий пішак · h3 біла тура · b2 білий слон · f2 білий пішак · g2 білий пішак · h2 білий пішак · d1 білий ферзь · f1 білий слон · g1 білий король | 4 |
| 3 | c8 чорна тура · d8 чорний ферзь · f8 чорна тура · g8 чорний король · a7 чорний пішак · b7 чорний слон · f7 чорний пішак · h7 чорний пішак · b6 чорний пішак · e6 чорний пішак · f6 чорний слон · g6 чорний пішак · d5 чорний пішак · h5 біла тура · c4 білий пішак · d4 білий пішак · a3 білий пішак · b3 білий пішак · h3 біла тура · b2 білий слон · f2 білий пішак · g2 білий пішак · h2 білий пішак · d1 білий ферзь · f1 білий слон · g1 білий король | c8 чорна тура · d8 чорний ферзь · f8 чорна тура · g8 чорний король · a7 чорний пішак · b7 чорний слон · f7 чорний пішак · h7 чорний пішак · b6 чорний пішак · e6 чорний пішак · f6 чорний слон · g6 чорний пішак · d5 чорний пішак · h5 біла тура · c4 білий пішак · d4 білий пішак · a3 білий пішак · b3 білий пішак · h3 біла тура · b2 білий слон · f2 білий пішак · g2 білий пішак · h2 білий пішак · d1 білий ферзь · f1 білий слон · g1 білий король | c8 чорна тура · d8 чорний ферзь · f8 чорна тура · g8 чорний король · a7 чорний пішак · b7 чорний слон · f7 чорний пішак · h7 чорний пішак · b6 чорний пішак · e6 чорний пішак · f6 чорний слон · g6 чорний пішак · d5 чорний пішак · h5 біла тура · c4 білий пішак · d4 білий пішак · a3 білий пішак · b3 білий пішак · h3 біла тура · b2 білий слон · f2 білий пішак · g2 білий пішак · h2 білий пішак · d1 білий ферзь · f1 білий слон · g1 білий король | c8 чорна тура · d8 чорний ферзь · f8 чорна тура · g8 чорний король · a7 чорний пішак · b7 чорний слон · f7 чорний пішак · h7 чорний пішак · b6 чорний пішак · e6 чорний пішак · f6 чорний слон · g6 чорний пішак · d5 чорний пішак · h5 біла тура · c4 білий пішак · d4 білий пішак · a3 білий пішак · b3 білий пішак · h3 біла тура · b2 білий слон · f2 білий пішак · g2 білий пішак · h2 білий пішак · d1 білий ферзь · f1 білий слон · g1 білий король | c8 чорна тура · d8 чорний ферзь · f8 чорна тура · g8 чорний король · a7 чорний пішак · b7 чорний слон · f7 чорний пішак · h7 чорний пішак · b6 чорний пішак · e6 чорний пішак · f6 чорний слон · g6 чорний пішак · d5 чорний пішак · h5 біла тура · c4 білий пішак · d4 білий пішак · a3 білий пішак · b3 білий пішак · h3 біла тура · b2 білий слон · f2 білий пішак · g2 білий пішак · h2 білий пішак · d1 білий ферзь · f1 білий слон · g1 білий король | c8 чорна тура · d8 чорний ферзь · f8 чорна тура · g8 чорний король · a7 чорний пішак · b7 чорний слон · f7 чорний пішак · h7 чорний пішак · b6 чорний пішак · e6 чорний пішак · f6 чорний слон · g6 чорний пішак · d5 чорний пішак · h5 біла тура · c4 білий пішак · d4 білий пішак · a3 білий пішак · b3 білий пішак · h3 біла тура · b2 білий слон · f2 білий пішак · g2 білий пішак · h2 білий пішак · d1 білий ферзь · f1 білий слон · g1 білий король | c8 чорна тура · d8 чорний ферзь · f8 чорна тура · g8 чорний король · a7 чорний пішак · b7 чорний слон · f7 чорний пішак · h7 чорний пішак · b6 чорний пішак · e6 чорний пішак · f6 чорний слон · g6 чорний пішак · d5 чорний пішак · h5 біла тура · c4 білий пішак · d4 білий пішак · a3 білий пішак · b3 білий пішак · h3 біла тура · b2 білий слон · f2 білий пішак · g2 білий пішак · h2 білий пішак · d1 білий ферзь · f1 білий слон · g1 білий король | c8 чорна тура · d8 чорний ферзь · f8 чорна тура · g8 чорний король · a7 чорний пішак · b7 чорний слон · f7 чорний пішак · h7 чорний пішак · b6 чорний пішак · e6 чорний пішак · f6 чорний слон · g6 чорний пішак · d5 чорний пішак · h5 біла тура · c4 білий пішак · d4 білий пішак · a3 білий пішак · b3 білий пішак · h3 біла тура · b2 білий слон · f2 білий пішак · g2 білий пішак · h2 білий пішак · d1 білий ферзь · f1 білий слон · g1 білий король | 3 |
| 2 | c8 чорна тура · d8 чорний ферзь · f8 чорна тура · g8 чорний король · a7 чорний пішак · b7 чорний слон · f7 чорний пішак · h7 чорний пішак · b6 чорний пішак · e6 чорний пішак · f6 чорний слон · g6 чорний пішак · d5 чорний пішак · h5 біла тура · c4 білий пішак · d4 білий пішак · a3 білий пішак · b3 білий пішак · h3 біла тура · b2 білий слон · f2 білий пішак · g2 білий пішак · h2 білий пішак · d1 білий ферзь · f1 білий слон · g1 білий король | c8 чорна тура · d8 чорний ферзь · f8 чорна тура · g8 чорний король · a7 чорний пішак · b7 чорний слон · f7 чорний пішак · h7 чорний пішак · b6 чорний пішак · e6 чорний пішак · f6 чорний слон · g6 чорний пішак · d5 чорний пішак · h5 біла тура · c4 білий пішак · d4 білий пішак · a3 білий пішак · b3 білий пішак · h3 біла тура · b2 білий слон · f2 білий пішак · g2 білий пішак · h2 білий пішак · d1 білий ферзь · f1 білий слон · g1 білий король | c8 чорна тура · d8 чорний ферзь · f8 чорна тура · g8 чорний король · a7 чорний пішак · b7 чорний слон · f7 чорний пішак · h7 чорний пішак · b6 чорний пішак · e6 чорний пішак · f6 чорний слон · g6 чорний пішак · d5 чорний пішак · h5 біла тура · c4 білий пішак · d4 білий пішак · a3 білий пішак · b3 білий пішак · h3 біла тура · b2 білий слон · f2 білий пішак · g2 білий пішак · h2 білий пішак · d1 білий ферзь · f1 білий слон · g1 білий король | c8 чорна тура · d8 чорний ферзь · f8 чорна тура · g8 чорний король · a7 чорний пішак · b7 чорний слон · f7 чорний пішак · h7 чорний пішак · b6 чорний пішак · e6 чорний пішак · f6 чорний слон · g6 чорний пішак · d5 чорний пішак · h5 біла тура · c4 білий пішак · d4 білий пішак · a3 білий пішак · b3 білий пішак · h3 біла тура · b2 білий слон · f2 білий пішак · g2 білий пішак · h2 білий пішак · d1 білий ферзь · f1 білий слон · g1 білий король | c8 чорна тура · d8 чорний ферзь · f8 чорна тура · g8 чорний король · a7 чорний пішак · b7 чорний слон · f7 чорний пішак · h7 чорний пішак · b6 чорний пішак · e6 чорний пішак · f6 чорний слон · g6 чорний пішак · d5 чорний пішак · h5 біла тура · c4 білий пішак · d4 білий пішак · a3 білий пішак · b3 білий пішак · h3 біла тура · b2 білий слон · f2 білий пішак · g2 білий пішак · h2 білий пішак · d1 білий ферзь · f1 білий слон · g1 білий король | c8 чорна тура · d8 чорний ферзь · f8 чорна тура · g8 чорний король · a7 чорний пішак · b7 чорний слон · f7 чорний пішак · h7 чорний пішак · b6 чорний пішак · e6 чорний пішак · f6 чорний слон · g6 чорний пішак · d5 чорний пішак · h5 біла тура · c4 білий пішак · d4 білий пішак · a3 білий пішак · b3 білий пішак · h3 біла тура · b2 білий слон · f2 білий пішак · g2 білий пішак · h2 білий пішак · d1 білий ферзь · f1 білий слон · g1 білий король | c8 чорна тура · d8 чорний ферзь · f8 чорна тура · g8 чорний король · a7 чорний пішак · b7 чорний слон · f7 чорний пішак · h7 чорний пішак · b6 чорний пішак · e6 чорний пішак · f6 чорний слон · g6 чорний пішак · d5 чорний пішак · h5 біла тура · c4 білий пішак · d4 білий пішак · a3 білий пішак · b3 білий пішак · h3 біла тура · b2 білий слон · f2 білий пішак · g2 білий пішак · h2 білий пішак · d1 білий ферзь · f1 білий слон · g1 білий король | c8 чорна тура · d8 чорний ферзь · f8 чорна тура · g8 чорний король · a7 чорний пішак · b7 чорний слон · f7 чорний пішак · h7 чорний пішак · b6 чорний пішак · e6 чорний пішак · f6 чорний слон · g6 чорний пішак · d5 чорний пішак · h5 біла тура · c4 білий пішак · d4 білий пішак · a3 білий пішак · b3 білий пішак · h3 біла тура · b2 білий слон · f2 білий пішак · g2 білий пішак · h2 білий пішак · d1 білий ферзь · f1 білий слон · g1 білий король | 2 |
| 1 | c8 чорна тура · d8 чорний ферзь · f8 чорна тура · g8 чорний король · a7 чорний пішак · b7 чорний слон · f7 чорний пішак · h7 чорний пішак · b6 чорний пішак · e6 чорний пішак · f6 чорний слон · g6 чорний пішак · d5 чорний пішак · h5 біла тура · c4 білий пішак · d4 білий пішак · a3 білий пішак · b3 білий пішак · h3 біла тура · b2 білий слон · f2 білий пішак · g2 білий пішак · h2 білий пішак · d1 білий ферзь · f1 білий слон · g1 білий король | c8 чорна тура · d8 чорний ферзь · f8 чорна тура · g8 чорний король · a7 чорний пішак · b7 чорний слон · f7 чорний пішак · h7 чорний пішак · b6 чорний пішак · e6 чорний пішак · f6 чорний слон · g6 чорний пішак · d5 чорний пішак · h5 біла тура · c4 білий пішак · d4 білий пішак · a3 білий пішак · b3 білий пішак · h3 біла тура · b2 білий слон · f2 білий пішак · g2 білий пішак · h2 білий пішак · d1 білий ферзь · f1 білий слон · g1 білий король | c8 чорна тура · d8 чорний ферзь · f8 чорна тура · g8 чорний король · a7 чорний пішак · b7 чорний слон · f7 чорний пішак · h7 чорний пішак · b6 чорний пішак · e6 чорний пішак · f6 чорний слон · g6 чорний пішак · d5 чорний пішак · h5 біла тура · c4 білий пішак · d4 білий пішак · a3 білий пішак · b3 білий пішак · h3 біла тура · b2 білий слон · f2 білий пішак · g2 білий пішак · h2 білий пішак · d1 білий ферзь · f1 білий слон · g1 білий король | c8 чорна тура · d8 чорний ферзь · f8 чорна тура · g8 чорний король · a7 чорний пішак · b7 чорний слон · f7 чорний пішак · h7 чорний пішак · b6 чорний пішак · e6 чорний пішак · f6 чорний слон · g6 чорний пішак · d5 чорний пішак · h5 біла тура · c4 білий пішак · d4 білий пішак · a3 білий пішак · b3 білий пішак · h3 біла тура · b2 білий слон · f2 білий пішак · g2 білий пішак · h2 білий пішак · d1 білий ферзь · f1 білий слон · g1 білий король | c8 чорна тура · d8 чорний ферзь · f8 чорна тура · g8 чорний король · a7 чорний пішак · b7 чорний слон · f7 чорний пішак · h7 чорний пішак · b6 чорний пішак · e6 чорний пішак · f6 чорний слон · g6 чорний пішак · d5 чорний пішак · h5 біла тура · c4 білий пішак · d4 білий пішак · a3 білий пішак · b3 білий пішак · h3 біла тура · b2 білий слон · f2 білий пішак · g2 білий пішак · h2 білий пішак · d1 білий ферзь · f1 білий слон · g1 білий король | c8 чорна тура · d8 чорний ферзь · f8 чорна тура · g8 чорний король · a7 чорний пішак · b7 чорний слон · f7 чорний пішак · h7 чорний пішак · b6 чорний пішак · e6 чорний пішак · f6 чорний слон · g6 чорний пішак · d5 чорний пішак · h5 біла тура · c4 білий пішак · d4 білий пішак · a3 білий пішак · b3 білий пішак · h3 біла тура · b2 білий слон · f2 білий пішак · g2 білий пішак · h2 білий пішак · d1 білий ферзь · f1 білий слон · g1 білий король | c8 чорна тура · d8 чорний ферзь · f8 чорна тура · g8 чорний король · a7 чорний пішак · b7 чорний слон · f7 чорний пішак · h7 чорний пішак · b6 чорний пішак · e6 чорний пішак · f6 чорний слон · g6 чорний пішак · d5 чорний пішак · h5 біла тура · c4 білий пішак · d4 білий пішак · a3 білий пішак · b3 білий пішак · h3 біла тура · b2 білий слон · f2 білий пішак · g2 білий пішак · h2 білий пішак · d1 білий ферзь · f1 білий слон · g1 білий король | c8 чорна тура · d8 чорний ферзь · f8 чорна тура · g8 чорний король · a7 чорний пішак · b7 чорний слон · f7 чорний пішак · h7 чорний пішак · b6 чорний пішак · e6 чорний пішак · f6 чорний слон · g6 чорний пішак · d5 чорний пішак · h5 біла тура · c4 білий пішак · d4 білий пішак · a3 білий пішак · b3 білий пішак · h3 біла тура · b2 білий слон · f2 білий пішак · g2 білий пішак · h2 білий пішак · d1 білий ферзь · f1 білий слон · g1 білий король | 1 |
|   | a | b | c | d | e | f | g | h |   |

Жереб зробив тури від 24-го до 26-го дуже важливими для визначення позицій на вершині таблиці: у 24-у зустрічались Керес — Смислов, у 25-у турі — Смислов — Решевський, а у 26-у на глядачів чекали партії Бронштейн — Смислов і Решевський — Керес. У поєдинку Керес — Смислов естонець заради атаки на короля пожертвував туру, але росіянин не прийняв жертви, блискуче інтуїтивно (на докладний розрахунок варіантів не було часу) походив пішаком, відкривши діагональ своєму слону й змістивши епіцентр боротьби ближче до табору білих. Керес ще мав шанс зробити нічию, але він боровся тільки за перемогу й після кількох точних ходів Смислова мусив визнати свою поразку. Решевський вступив в туровий ендшпіль із двома зайвими пішаками і вважав перемогу над Геллером справою часу. Американець замовив каву й почав неквапливо помішувати цукор, з насмішкою поглядаючи на шахівницю. Коли під час догравання одеський шахіст знайшов ефектний спосіб досягти нічиєї й вже Решевський мусив зосередити всі сили, щоб здобути перемогу, Геллер замовив чай і демонстративно повільно помішував цукор у ньому. Партія завершилась унічию. Швидкі нічиї зафіксовано в партіях Бронштейн — Котов і Глігорич — Болеславський.
У 25-у турі очна зустріч Смислов — Решевський могла вирішити долю турніру у випадку перемоги представника СРСР. У дебюті білі отримали вільнішу гру, в середині гри Решевський, у якого вже після 20-го ходу залишилося тільки пів години на роздуми, вирішив зайняти очікувальну позицію, просто маневруючи конем. Ситуація ставала дедалі загрозливішою для чорних, тому на 33-у ході американець ризикнув загострити гру, але тільки відкрив позицію свого короля. Під час догравання Смислов довів справу до перемоги. Джордж Колтановський, який висвітлював турнір для американської преси, після цієї партії повернувся до Нью-Йорка. За п'ять турів до кінця В. Смислов мав півтора очка переваги над С. Решевським. Бронштейн міг скористатися поразкою американця й обігнати його, але помилився, віддав пішака й програв Геллеру.
26-й тур не вніс змін у становище чотирьох лідерів. Вони грали між собою (Бронштейн — Смислов і Решевський — Керес) та завершили партії нічиїми. Але якщо в зустрічі радянських шахістів ситуація була рівною, то в партії Решевського з Кересом американець мав явну перевагу, однак вирішив не боротися за її реалізацію та погодився на мирову вже після 14 ходів. Найдорф у чотиритуровому ендшпілі проти Болеславського мав зайвого пішака, але радянському гросмейстерові вдалося зіграти внічию. Петросян білими впевнено переміг Штальберґа, володіючи ініціативою та перевагою впродовж усієї партії.
У 27-у турі Смислов використав те, що Решевський пропускає тур, і після нічиєї з Глігоричем збільшив розрив до 2 очок за три тури до кінця. У грі Керес — Бронштейн естонець краще розіграв дебют, проте московський гросмейстер спростив позицію й на 20-у ході суперники погодились на нічию. Незвично закінчилась партія Котов — Найдорф. Радянський шахіст мав двох коней і двох пішаків проти двох тур аргентинця. Аби не дозволити пішакам пройти до останньої горизонталі, Найдорф обміняв на них тур і Котов змушений був задовольнитися нічиєю, адже двоє коней матують самотнього короля тільки у випадку помилкової оборони.
У 28-у турі Геллер знову переміг, цього разу Найдорфа і завершив найдовшу переможну серію на турнірі — чотири звитяги поспіль. Смислов фактично забезпечив собі перемогу й спокійно розійшовся миром із Таймановим, а в очній зустрічі за друге місце (яке мало давати прямий вихід до турніру претендентів 1956) Бронштейн переміг Решевського. Американський шахіст перед туром мав порівну очок із радянцем і тричі за партію пропонував нічию, на яку Бронштейн не погоджувався. В обопільному цейтноті на передостанньому ході представник СРСР поставив пастку Решевському, яку той не помітив: американцеві довелося віддати якість, інакше він отримував мат за три ходи.
У 29-у турі швидку нічию розіграли Василь Смислов (таким чином гарантував собі перше місце) і Міґель Найдорф, а Самуель Решевський переміг Светозара Глігорича й наздогнав Бронштейна, який пропускав тур, та Кереса, який поділив очко з Таймановим.
30-й тур мав визначити, хто посяде друге місце та отримає пряму путівку до турніру претендентів 1956 року. Керес вирішив діяти активно та поборотися за чисте друге місце й чорними вибрав гострий контратакувальний план у ферзевому гамбіті, проте Найдорф пожертвував фігуру за двох пішаків і повністю розкрив оборону короля чорних. Після 16-го ходу становище сторін виглядало дуже непередбачуваним і партнери погодились на нічию. Партії Глігорич — Бронштейн і Тайманов — Решевський також завершилися внічию. Давид Бронштейн, Пауль Керес і Самуель Решевський прийшли до фінішу з однаковою кількістю очок, тому мали розіграти в Цюриху додатковий матч-турнір. Американський гросмейстер не бажав грати його одразу після завершення турніру претендентів, а радянські гросмейстери згодом вирішили відмовитися від цієї путівки до наступного змагання претендентів на користь Решевського, який, однак не скористався з цього права й на турнір претендентів 1956 не приїхав.

### Становище за турами
Подано результати партій, кількість очок перед відповідним туром, а також хто був вільний від гри. Товстим виділено кількість очок у лідера.
Перше коло
| 1-й тур (30.08.1953)   | 1-й тур (30.08.1953) | 1-й тур (30.08.1953) | 1-й тур (30.08.1953) | 1-й тур (30.08.1953) |
| ---------------------- | -------------------- | -------------------- | -------------------- | -------------------- |
| Сабо                   |                      | 0:1                  |                      | Геллер               |
| Найдорф                |                      | ½:½                  |                      | Решевський           |
| Петросян               |                      | ½:½                  |                      | Керес                |
| Авербах                |                      | ½:½                  |                      | Смислов              |
| Тайманов               |                      | 0:1                  |                      | Бронштейн            |
| Ейве                   |                      | 1:0                  |                      | Котов                |
| Штальберґ              |                      | ½:½                  |                      | Болеславський        |
| пропускає Глігорич     |                      |                      |                      |                      |
| 4-й тур (5.09.1953)    |                      |                      |                      |                      |
| Геллер                 | 1½                   | 0:1                  | 1½                   | Болеславський        |
| Смислов                | 2                    | 1:0                  | 2                    | Штальберґ            |
| Керес                  | 1½                   | ½:½                  | 2                    | Ейве                 |
| Решевський             | 1½                   | 1:0                  | ½                    | Сабо                 |
| Бронштейн              | 2                    | ½:½                  | 2                    | Авербах              |
| Глігорич               | 1                    | ½:½                  | 1½                   | Петросян             |
| Тайманов               | ½                    | 0:1                  | 1½                   | Найдорф              |
| пропускає Котов (0)    |                      |                      |                      |                      |
| 7-й тур (9.09.1953)    |                      |                      |                      |                      |
| Авербах                | 2½                   | ½:½                  | 3½                   | Найдорф              |
| Сабо                   | 2½                   | ½:½                  | 2½                   | Тайманов             |
| Ейве                   | 3                    | ½:½                  | 2½                   | Глігорич             |
| Штальберґ              | 2                    | ½:½                  | 3                    | Бронштейн            |
| Болеславський          | 3                    | ½:½                  | 4½                   | Решевський           |
| Котов                  | 1                    | ½:½                  | 4                    | Керес                |
| Геллер                 | 2                    | 0:1                  | 4                    | Смислов              |
| пропускає Петросян (2) |                      |                      |                      |                      |
| 10-й тур (15.09.1953)  |                      |                      |                      |                      |
| Решевський             | 6½                   | ½:½                  | 6                    | Смислов              |
| Бронштейн              | 4½                   | ½:½                  | 3                    | Геллер               |
| Глігорич               | 4½                   | 0:1                  | 2                    | Котов                |
| Тайманов               | 4                    | ½:½                  | 4½                   | Болеславський        |
| Найдорф                | 4½                   | 1:0                  | 2½                   | Штальберґ            |
| Петросян               | 3½                   | 1:0                  | 5½                   | Ейве                 |
| Авербах                | 3½                   | ½:½                  | 3½                   | Сабо                 |
| пропускає Керес (5)    |                      |                      |                      |                      |
| 13-й тур (22.09.1953)  |                      |                      |                      |                      |
| Штальберґ              | 3½                   | 0:1                  | 4½                   | Сабо                 |
| Болеславський          | 6                    | ½:½                  | 5                    | Авербах              |
| Котов                  | 4                    | ½:½                  | 6                    | Петросян             |
| Геллер                 | 4                    | 1:0                  | 7                    | Найдорф              |
| Смислов                | 8                    | ½:½                  | 5½                   | Тайманов             |
| Керес                  | 5½                   | ½:½                  | 5                    | Глігорич             |
| Решевський             | 7½                   | 0:1                  | 6½                   | Бронштейн            |
| пропускає Ейве (6)     |                      |                      |                      |                      |

| 2-й тур (31.08.1953)        | 2-й тур (31.08.1953) | 2-й тур (31.08.1953) | 2-й тур (31.08.1953) | 2-й тур (31.08.1953) |
| --------------------------- | -------------------- | -------------------- | -------------------- | -------------------- |
| Котов                       | 0                    | 0:1                  | ½                    | Штальберґ            |
| Геллер                      | 1                    | 0:1                  | 1                    | Ейве                 |
| Смислов                     | ½                    | ½:½                  | 0                    | Сабо                 |
| Керес                       | ½                    | 0:1                  | ½                    | Авербах              |
| Решевський                  | ½                    | ½:½                  | ½                    | Петросян             |
| Бронштейн                   | 1                    | ½:½                  | ½                    | Найдорф              |
| Глігорич                    | 0                    | ½:½                  | 0                    | Тайманов             |
| пропускає Болеславський (½) |                      |                      |                      |                      |
| 5-й тур (6.09.1953)         |                      |                      |                      |                      |
| Петросян                    | 2                    | 0:1                  | ½                    | Тайманов             |
| Авербах                     | 2½                   | 0:1                  | 1                    | Глігорич             |
| Сабо                        | ½                    | 1:0                  | 2½                   | Бронштейн            |
| Ейве                        | 2½                   | 0:1                  | 2½                   | Решевський           |
| Штальберґ                   | 2                    | 0:1                  | 2                    | Керес                |
| Болеславський               | 2½                   | ½:½                  | 3                    | Смислов              |
| Котов                       | 0                    | ½:½                  | 1½                   | Геллер               |
| пропускає Найдорф (2½)      |                      |                      |                      |                      |
| 8-й тур (12.09.1953)        |                      |                      |                      |                      |
| Керес                       | 4½                   | ½:½                  | 2                    | Геллер               |
| Решевський                  | 5                    | 1:0                  | 1½                   | Котов                |
| Бронштейн                   | 3½                   | ½:½                  | 3½                   | Болеславський        |
| Глігорич                    | 3                    | 1:0                  | 2½                   | Штальберґ            |
| Тайманов                    | 3                    | 0:1                  | 3½                   | Ейве                 |
| Найдорф                     | 4                    | ½:½                  | 3                    | Сабо                 |
| Петросян                    | 2                    | ½:½                  | 3                    | Авербах              |
| пропускає Смислов (5)       |                      |                      |                      |                      |
| 11-й тур (16.09.1953)       |                      |                      |                      |                      |
| Ейве                        | 5½                   | 0:1                  | 4                    | Авербах              |
| Штальберґ                   | 2½                   | 0:1                  | 4½                   | Петросян             |
| Болеславський               | 5                    | ½:½                  | 5½                   | Найдорф              |
| Котов                       | 3                    | 1:0                  | 4½                   | Тайманов             |
| Геллер                      | 3½                   | ½:½                  | 4½                   | Глігорич             |
| Смислов                     | 6½                   | ½:½                  | 5                    | Бронштейн            |
| Керес                       | 5                    | ½:½                  | 7                    | Решевський           |
| пропускає Сабо (4)          |                      |                      |                      |                      |
| 14-й тур (23.09.1953)       |                      |                      |                      |                      |
| Глігорич                    | 5½                   | ½:½                  | 7½                   | Решевський           |
| Тайманов                    | 6                    | ½:½                  | 6                    | Керес                |
| Найдорф                     | 7                    | ½:½                  | 8½                   | Смислов              |
| Петросян                    | 6½                   | ½:½                  | 5                    | Геллер               |
| Авербах                     | 5½                   | 0:1                  | 4½                   | Котов                |
| Сабо                        | 5½                   | ½:½                  | 6½                   | Болеславський        |
| Ейве                        | 6                    | 1:0                  | 3½                   | Штальберґ            |
| пропускає Бронштейн (7½)    |                      |                      |                      |                      |

| 3-й тур (2.09.1953)       | 3-й тур (2.09.1953) | 3-й тур (2.09.1953) | 3-й тур (2.09.1953) | 3-й тур (2.09.1953) |
| ------------------------- | ------------------- | ------------------- | ------------------- | ------------------- |
| Найдорф                   | 1                   | ½:½                 | ½                   | Глігорич            |
| Петросян                  | 1                   | ½:½                 | 1½                  | Бронштейн           |
| Авербах                   | 1½                  | ½:½                 | 1                   | Решевський          |
| Сабо                      | ½                   | 0:1                 | ½                   | Керес               |
| Ейве                      | 2                   | 0:1                 | 1                   | Смислов             |
| Штальберґ                 | 1½                  | ½:½                 | 1                   | Геллер              |
| Болеславський             | ½                   | 1:0                 | 0                   | Котов               |
| пропускає Тайманов (½)    |                     |                     |                     |                     |
| 6-й тур (8.09.1953)       |                     |                     |                     |                     |
| Смислов                   | 3½                  | ½:½                 | ½                   | Котов               |
| Керес                     | 3                   | 1:0                 | 2                   | Болеславський       |
| Решевський                | 3½                  | 1:0                 | 2                   | Штальберґ           |
| Бронштейн                 | 2½                  | ½:½                 | 2½                  | Ейве                |
| Глігорич                  | 2½                  | 0:1                 | 1½                  | Сабо                |
| Тайманов                  | 1½                  | 1:0                 | 2½                  | Авербах             |
| Найдорф                   | 2½                  | 1:0                 | 2                   | Петросян            |
| пропускає Геллер (2)      |                     |                     |                     |                     |
| 9-й тур (13.09.1953)      |                     |                     |                     |                     |
| Сабо                      | 3½                  | 0:1                 | 2½                  | Петросян            |
| Ейве                      | 4½                  | 1:0                 | 4½                  | Найдорф             |
| Штальберґ                 | 2½                  | 0:1                 | 3                   | Тайманов            |
| Болеславський             | 4                   | ½:½                 | 4                   | Глігорич            |
| Котов                     | 1½                  | ½:½                 | 4                   | Бронштейн           |
| Геллер                    | 2½                  | ½:½                 | 6                   | Решевський          |
| Смислов                   | 5                   | 1:0                 | 5                   | Керес               |
| пропускає Авербах (3½)    |                     |                     |                     |                     |
| 12-й тур (19.09.1953)     |                     |                     |                     |                     |
| Бронштейн                 | 5½                  | 1:0                 | 5½                  | Керес               |
| Глігорич                  | 5                   | 0:1                 | 7                   | Смислов             |
| Тайманов                  | 4½                  | 1:0                 | 4                   | Геллер              |
| Найдорф                   | 6                   | 1:0                 | 4                   | Котов               |
| Петросян                  | 5½                  | ½:½                 | 5½                  | Болеславський       |
| Авербах                   | 5                   | 0:1                 | 2½                  | Штальберґ           |
| Сабо                      | 4                   | ½:½                 | 5½                  | Ейве                |
| пропускає Решевський (7½) |                     |                     |                     |                     |
| 15-й тур (26.09.1953)     |                     |                     |                     |                     |
| Болеславський             | 7                   | ½:½                 | 7                   | Ейве                |
| Котов                     | 5½                  | 1:0                 | 6                   | Сабо                |
| Геллер                    | 5½                  | ½:½                 | 5½                  | Авербах             |
| Смислов                   | 9                   | ½:½                 | 7                   | Петросян            |
| Керес                     | 6½                  | ½:½                 | 7½                  | Найдорф             |
| Решевський                | 8                   | ½:½                 | 6½                  | Тайманов            |
| Бронштейн                 | 7½                  | 1:0                 | 6                   | Глігорич            |
| пропускає Штальберґ (3½)  |                     |                     |                     |                     |

Друге коло
| 16-й тур (27.09.1953)   | 16-й тур (27.09.1953) | 16-й тур (27.09.1953) | 16-й тур (27.09.1953) | 16-й тур (27.09.1953) |
| ----------------------- | --------------------- | --------------------- | --------------------- | --------------------- |
| Бронштейн               | 8½                    | ½:½                   | 7                     | Тайманов              |
| Решевський              | 8½                    | ½:½                   | 8                     | Найдорф               |
| Керес                   | 7                     | 1:0                   | 7½                    | Петросян              |
| Смислов                 | 9½                    | ½:½                   | 6                     | Авербах               |
| Геллер                  | 6                     | ½:½                   | 6                     | Сабо                  |
| Котов                   | 6½                    | ½:½                   | 7½                    | Ейве                  |
| Болеславський           | 7½                    | ½:½                   | 3½                    | Штальберґ             |
| пропускає Глігорич (6)  |                       |                       |                       |                       |
| 19-й тур (4.10.1953)    |                       |                       |                       |                       |
| Болеславський           | 9                     | 0:1                   | 8                     | Геллер                |
| Штальберґ               | 4½                    | ½:½                   | 11½                   | Смислов               |
| Ейве                    | 8                     | ½:½                   | 9                     | Керес                 |
| Сабо                    | 7½                    | ½:½                   | 10½                   | Решевський            |
| Авербах                 | 7                     | ½:½                   | 10                    | Бронштейн             |
| Петросян                | 8½                    | 1:0                   | 7½                    | Глігорич              |
| Найдорф                 | 9½                    | ½:½                   | 7½                    | Тайманов              |
| пропускає Котов (8)     |                       |                       |                       |                       |
| 22-й тур (10.10.1953)   |                       |                       |                       |                       |
| Найдорф                 | 10½                   | 0:1                   | 9                     | Авербах               |
| Тайманов                | 9                     | ½:½                   | 8½                    | Сабо                  |
| Глігорич                | 8½                    | 1:0                   | 9                     | Ейве                  |
| Бронштейн               | 12                    | ½:½                   | 5½                    | Штальберґ             |
| Решевський              | 12½                   | 1:0                   | 9½                    | Болеславський         |
| Керес                   | 11½                   | ½:½                   | 10                    | Котов                 |
| Смислов                 | 12½                   | 1:0                   | 9                     | Геллер                |
| пропускає Петросян (10) |                       |                       |                       |                       |
| 25-й тур (14.10.1953)   |                       |                       |                       |                       |
| Смислов                 | 14½                   | 1:0                   | 14                    | Решевський            |
| Геллер                  | 9½                    | 1:0                   | 13½                   | Бронштейн             |
| Котов                   | 12                    | ½:½                   | 11                    | Глігорич              |
| Болеславський           | 10½                   | ½:½                   | 11                    | Тайманов              |
| Штальберґ               | 6                     | 0:1                   | 11½                   | Найдорф               |
| Ейве                    | 10                    | ½:½                   | 11½                   | Петросян              |
| Сабо                    | 9½                    | ½:½                   | 10½                   | Авербах               |
| пропускає Керес (13)    |                       |                       |                       |                       |
| 28-й тур (20.10.1953)   |                       |                       |                       |                       |
| Сабо                    | 10½                   | ½:½                   | 7                     | Штальберґ             |
| Авербах                 | 12                    | ½:½                   | 12                    | Болеславський         |
| Петросян                | 13½                   | ½:½                   | 13                    | Котов                 |
| Найдорф                 | 13½                   | 0:1                   | 12½                   | Геллер                |
| Тайманов                | 12½                   | ½:½                   | 16½                   | Смислов               |
| Глігорич                | 12                    | 0:1                   | 14                    | Керес                 |
| Бронштейн               | 14½                   | 1:0                   | 14½                   | Решевський            |
| пропускає Ейве (11)     |                       |                       |                       |                       |

| 17-й тур (29.09.1953)       | 17-й тур (29.09.1953) | 17-й тур (29.09.1953) | 17-й тур (29.09.1953) | 17-й тур (29.09.1953) |
| --------------------------- | --------------------- | --------------------- | --------------------- | --------------------- |
| Штальберґ                   | 4                     | 0:1                   | 7                     | Котов                 |
| Ейве                        | 8                     | 0:1                   | 6½                    | Геллер                |
| Сабо                        | 6½                    | ½:½                   | 10                    | Смислов               |
| Авербах                     | 6½                    | ½:½                   | 8                     | Керес                 |
| Петросян                    | 7½                    | ½:½                   | 9                     | Решевський            |
| Найдорф                     | 8½                    | ½:½                   | 9                     | Бронштейн             |
| Тайманов                    | 6½                    | 0:1                   | 6                     | Глігорич              |
| пропускає Болеславський (8) |                       |                       |                       |                       |
| 20-й тур (6.10.1953)        |                       |                       |                       |                       |
| Тайманов                    | 8                     | 1:0                   | 9½                    | Петросян              |
| Глігорич                    | 7½                    | ½:½                   | 7½                    | Авербах               |
| Бронштейн                   | 10½                   | 1:0                   | 8                     | Сабо                  |
| Решевський                  | 11                    | 1:0                   | 8½                    | Ейве                  |
| Керес                       | 9½                    | 1:0                   | 5                     | Штальберґ             |
| Смислов                     | 12                    | ½:½                   | 9                     | Болеславський         |
| Геллер                      | 9                     | 0:1                   | 8                     | Котов                 |
| пропускає Найдорф (10)      |                       |                       |                       |                       |
| 23-й тур (11.10.1953)       |                       |                       |                       |                       |
| Геллер                      | 9                     | 0:1                   | 12                    | Керес                 |
| Котов                       | 10½                   | 1:0                   | 13½                   | Решевський            |
| Болеславський               | 9½                    | ½:½                   | 12½                   | Бронштейн             |
| Штальберґ                   | 6                     | 0:1                   | 9½                    | Глігорич              |
| Ейве                        | 9                     | ½:½                   | 9½                    | Тайманов              |
| Сабо                        | 9                     | ½:½                   | 10½                   | Найдорф               |
| Авербах                     | 10                    | ½:½                   | 10                    | Петросян              |
| пропускає Смислов (13½)     |                       |                       |                       |                       |
| 26-й тур (17.10.1953)       |                       |                       |                       |                       |
| Авербах                     | 11                    | 1:0                   | 10½                   | Ейве                  |
| Петросян                    | 12                    | 1:0                   | 6                     | Штальберґ             |
| Найдорф                     | 12½                   | ½:½                   | 11                    | Болеславський         |
| Тайманов                    | 11½                   | 1:0                   | 12½                   | Котов                 |
| Глігорич                    | 11½                   | 0:1                   | 10½                   | Геллер                |
| Бронштейн                   | 13½                   | ½:½                   | 15½                   | Смислов               |
| Решевський                  | 14                    | ½:½                   | 13                    | Керес                 |
| пропускає Сабо (10)         |                       |                       |                       |                       |
| 29-й тур (21.10.1953)       |                       |                       |                       |                       |
| Решевський                  | 14½                   | 1:0                   | 12                    | Глігорич              |
| Керес                       | 15                    | ½:½                   | 13                    | Тайманов              |
| Смислов                     | 17                    | ½:½                   | 13½                   | Найдорф               |
| Геллер                      | 13½                   | ½:½                   | 14                    | Петросян              |
| Котов                       | 13½                   | ½:½                   | 12½                   | Авербах               |
| Болеславський               | 12½                   | 0:1                   | 11                    | Сабо                  |
| Штальберґ                   | 7½                    | ½:½                   | 11                    | Ейве                  |
| пропускає Бронштейн (15½)   |                       |                       |                       |                       |

| 18-й тур (3.10.1953)       | 18-й тур (3.10.1953) | 18-й тур (3.10.1953) | 18-й тур (3.10.1953) | 18-й тур (3.10.1953) |
| -------------------------- | -------------------- | -------------------- | -------------------- | -------------------- |
| Глігорич                   | 7                    | ½:½                  | 9                    | Найдорф              |
| Бронштейн                  | 9½                   | ½:½                  | 8                    | Петросян             |
| Решевський                 | 10½                  | 1:0                  | 7                    | Авербах              |
| Керес                      | 8½                   | ½:½                  | 7                    | Сабо                 |
| Смислов                    | 10½                  | 1:0                  | 8                    | Ейве                 |
| Геллер                     | 7½                   | ½:½                  | 4                    | Штальберґ            |
| Котов                      | 8                    | 0:1                  | 8                    | Болеславський        |
| пропускає Тайманов (7½)    |                      |                      |                      |                      |
| 21-й тур (7.10.1953)       |                      |                      |                      |                      |
| Котов                      | 9                    | 1:0                  | 12½                  | Смислов              |
| Болеславський              | 9½                   | 0:1                  | 10½                  | Керес                |
| Штальберґ                  | 5                    | ½:½                  | 12                   | Решевський           |
| Ейве                       | 8½                   | ½:½                  | 11½                  | Бронштейн            |
| Сабо                       | 8                    | ½:½                  | 8                    | Глігорич             |
| Авербах                    | 8                    | 1:0                  | 9                    | Тайманов             |
| Петросян                   | 9½                   | ½:½                  | 10                   | Найдорф              |
| пропускає Геллер (9)       |                      |                      |                      |                      |
| 24-й тур (13.10.1953)      |                      |                      |                      |                      |
| Петросян                   | 10½                  | 1:0                  | 9½                   | Сабо                 |
| Найдорф                    | 11                   | ½:½                  | 9½                   | Ейве                 |
| Тайманов                   | 10                   | 1:0                  | 6                    | Штальберґ            |
| Глігорич                   | 10½                  | ½:½                  | 10                   | Болеславський        |
| Бронштейн                  | 13                   | ½:½                  | 11½                  | Котов                |
| Решевський                 | 13½                  | ½:½                  | 9                    | Геллер               |
| Керес                      | 13                   | 0:1                  | 13½                  | Смислов              |
| пропускає Авербах (10½)    |                      |                      |                      |                      |
| 27-й тур (18.10.1953)      |                      |                      |                      |                      |
| Керес                      | 13½                  | ½:½                  | 14                   | Бронштейн            |
| Смислов                    | 16                   | ½:½                  | 11½                  | Глігорич             |
| Геллер                     | 11½                  | 1:0                  | 12½                  | Тайманов             |
| Котов                      | 12½                  | ½:½                  | 13                   | Найдорф              |
| Болеславський              | 11½                  | ½:½                  | 13                   | Петросян             |
| Штальберґ                  | 6                    | 1:0                  | 12                   | Авербах              |
| Ейве                       | 10½                  | ½:½                  | 10                   | Сабо                 |
| пропускає Решевський (14½) |                      |                      |                      |                      |
| 30-й тур (23.10.1953)      |                      |                      |                      |                      |
| Ейве                       | 11½                  | 0:1                  | 12½                  | Болеславський        |
| Сабо                       | 12                   | 1:0                  | 14                   | Котов                |
| Авербах                    | 13                   | ½:½                  | 14                   | Геллер               |
| Петросян                   | 14½                  | ½:½                  | 17½                  | Смислов              |
| Найдорф                    | 14                   | ½:½                  | 15½                  | Керес                |
| Тайманов                   | 13½                  | ½:½                  | 15½                  | Решевський           |
| Глігорич                   | 12                   | ½:½                  | 15½                  | Бронштейн            |
| пропускає Штальберґ (8)    |                      |                      |                      |                      |

## Турнірна таблиця
| №  | Учасники            | 1 | 1 | 2 | 2 | 3 | 3 | 4 | 4 | 5 | 5 | 6 | 6 | 7 | 7 | 8 | 8 | 9 | 9 | 10 | 10 | 11 | 11 | 12 | 12 | 13 | 13 | 14 | 14 | 15 | 15 | Очки | Місце |
| -- | ------------------- | - | - | - | - | - | - | - | - | - | - | - | - | - | - | - | - | - | - | -- | -- | -- | -- | -- | -- | -- | -- | -- | -- | -- | -- | ---- | ----- |
| 1  | Василь Смислов      |   |   | ½ | ½ | 1 | 1 | ½ | 1 | ½ | ½ | 1 | 1 | ½ | ½ | ½ | 0 | ½ | ½ | ½  | ½  | ½  | ½  | ½  | ½  | 1  | ½  | 1  | 1  | 1  | ½  | 18   | 1     |
| 2  | Давид Бронштейн     | ½ | ½ |   |   | 1 | ½ | 1 | 1 | ½ | ½ | ½ | 0 | ½ | ½ | ½ | ½ | 1 | ½ | ½  | ½  | ½  | ½  | 0  | 1  | 1  | ½  | ½  | ½  | ½  | ½  | 16   | 2-4   |
| 3  | Пауль Керес         | 0 | 0 | 0 | ½ |   |   | ½ | ½ | ½ | 1 | ½ | 1 | ½ | ½ | ½ | ½ | ½ | ½ | 0  | ½  | 1  | 1  | 1  | ½  | ½  | 1  | ½  | ½  | 1  | 1  | 16   | 2-4   |
| 4  | Самуель Решевський  | ½ | 0 | 0 | 0 | ½ | ½ |   |   | ½ | ½ | ½ | ½ | ½ | ½ | 1 | 0 | ½ | ½ | ½  | 1  | ½  | 1  | 1  | ½  | ½  | 1  | 1  | 1  | 1  | ½  | 16   | 2-4   |
| 5  | Тигран Петросян     | ½ | ½ | ½ | ½ | ½ | 0 | ½ | ½ |   |   | ½ | ½ | 0 | ½ | ½ | ½ | 0 | 0 | ½  | ½  | ½  | ½  | 1  | 1  | ½  | 1  | 1  | ½  | 1  | 1  | 15   | 5     |
| 6  | Юхим Геллер         | 0 | 0 | ½ | 1 | ½ | 0 | ½ | ½ | ½ | ½ |   |   | 1 | 1 | ½ | 0 | 0 | 1 | ½  | ½  | 0  | 1  | 1  | ½  | ½  | 1  | 0  | 1  | ½  | ½  | 14½  | 6-7   |
| 7  | Міґель Найдорф      | ½ | ½ | ½ | ½ | ½ | ½ | ½ | ½ | 1 | ½ | 0 | 0 |   |   | 1 | ½ | 1 | ½ | ½  | 0  | ½  | ½  | ½  | ½  | ½  | ½  | 0  | ½  | 1  | 1  | 14½  | 6-7   |
| 8  | Олександр Котов     | ½ | 1 | ½ | ½ | ½ | ½ | 0 | 1 | ½ | ½ | ½ | 1 | 0 | ½ |   |   | 1 | 0 | 1  | ½  | 0  | 0  | 1  | 0  | 1  | ½  | 0  | ½  | 0  | 1  | 14   | 8-9   |
| 9  | Марк Тайманов       | ½ | ½ | 0 | ½ | ½ | ½ | ½ | ½ | 1 | 1 | 1 | 0 | 0 | ½ | 0 | 1 |   |   | 1  | 0  | ½  | ½  | ½  | ½  | ½  | 0  | 0  | ½  | 1  | 1  | 14   | 8-9   |
| 10 | Юрій Авербах        | ½ | ½ | ½ | ½ | 1 | ½ | ½ | 0 | ½ | ½ | ½ | ½ | ½ | 1 | 0 | ½ | 0 | 1 |    |    | ½  | ½  | ½  | ½  | 0  | ½  | 1  | 1  | 0  | 0  | 13½  | 10-11 |
| 11 | Ісаак Болеславський | ½ | ½ | ½ | ½ | 0 | 0 | ½ | 0 | ½ | ½ | 1 | 0 | ½ | ½ | 1 | 1 | ½ | ½ | ½  | ½  |    |    | ½  | 0  | ½  | ½  | ½  | 1  | ½  | ½  | 13½  | 10-11 |
| 12 | Ласло Сабо          | ½ | ½ | 1 | 0 | 0 | ½ | 0 | ½ | 0 | 0 | 0 | ½ | ½ | ½ | 0 | 1 | ½ | ½ | ½  | ½  | ½  | 1  |    |    | 1  | ½  | ½  | ½  | 1  | ½  | 13   | 12    |
| 13 | Светозар Глігорич   | 0 | ½ | 0 | ½ | ½ | 0 | ½ | 0 | ½ | 0 | ½ | 0 | ½ | ½ | 0 | ½ | ½ | 1 | 1  | ½  | ½  | ½  | 0  | ½  |    |    | ½  | 1  | 1  | 1  | 12½  | 13    |
| 14 | Макс Ейве           | 0 | 0 | ½ | ½ | ½ | ½ | 0 | 0 | 0 | ½ | 1 | 0 | 1 | ½ | 1 | ½ | 1 | ½ | 0  | 0  | ½  | 0  | ½  | ½  | ½  | 0  |    |    | 1  | ½  | 11½  | 14    |
| 15 | Ґідеон Штальберґ    | 0 | ½ | ½ | ½ | 0 | 0 | 0 | ½ | 0 | 0 | ½ | ½ | 0 | 0 | 1 | 0 | 0 | 0 | 1  | 1  | ½  | ½  | 0  | ½  | 0  | 0  | 0  | ½  |    |    | 8    | 15    |

## Підсумки

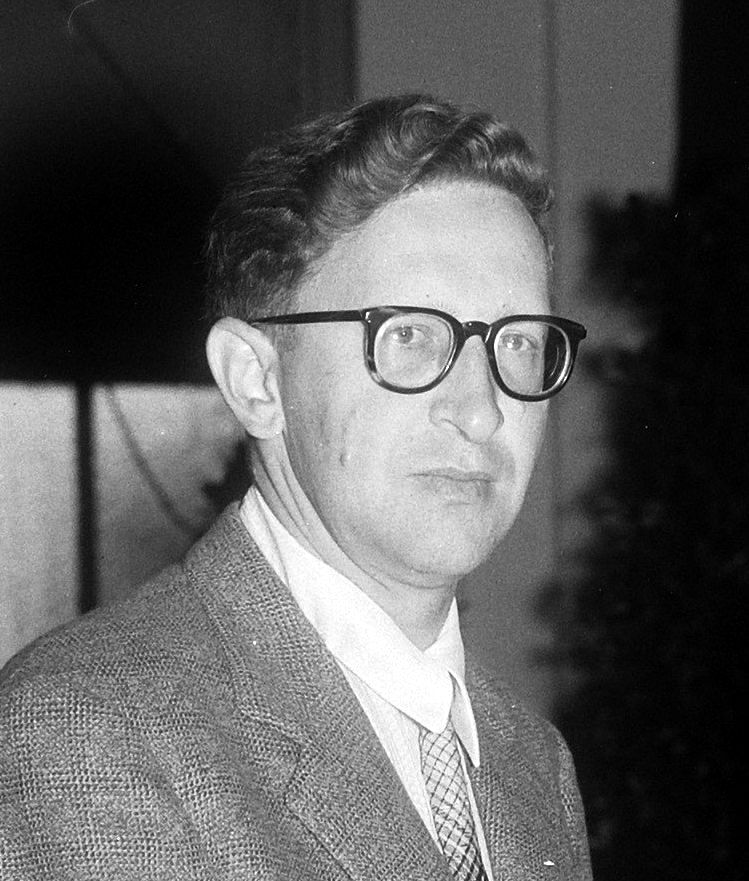
Василь Смислов — 1-е місце

Переможець, 32-річний Василь Смислов, був призером низки сильних турнірів, посів другу сходинку в матч-турнірі на першість світу 1948 року та третє місце в турнірі претендентів 1950 року. У Швейцарії він пройшов турнірну дистанцію рівно та впевнено, показавши гарну дебютну підготовку, вміння обороняти важкі позиції та майстерність гри в ендшпілі. Тріумфатор відзначався доброю фізичною підготовкою (щодня вставав о 6-й ранку для тривалої прогулянки), а під час партій розумно розподіляв час, щоб уникати цейтноту.
Смислов і 29-річний Давид Бронштейн були представниками радянського покоління шахістів, яке вийшло на міжнародну сцену після війни. Бронштейн мав значно довший послужний список, ніж Смислов — перемога на міжзональному турнірі 1948, два титули чемпіона СРСР, перемога на турнірі претендентів 1950 і нічия в матчі за звання чемпіона світу проти М. Ботвинника 1951 року. Бронштейн прославився вмінням «глибоко» дивитися в позицію, створювати заплутані позиці та ризиковано комбінувати. У змаганні в нього не було явних провалів, гросмейстер стабільно набирав очки, програвши лише 2 партії за весь турнір. Особливістю було те, що якщо фаворитів він обігрував (перемога над Кересом і дві перемоги над Решевським), то, наприклад, з Ейве та Штальберґом, які посіли два останніх місця, Бронштейн усі партії звів унічию.

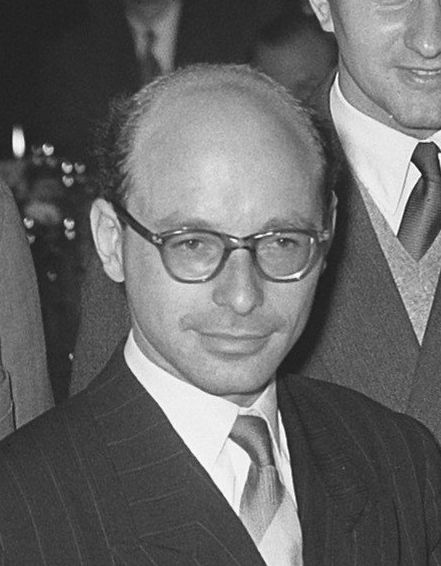
Давид Бронштейн — 2-4-е місця

Разом із Бронштейном друге-четверте місця поділили Пауль Керес (37 років) і Самуель Решевський (41 рік), які входили до еліти світових шахів ще перед Другою світовою війною (наприклад, грали в АВРО-турнірі 1938 року). Керес не так вдало розпочав турнір, але розігрався в другій половині, набравши в другому колі 9 очок — найбільше з усіх учасників. Естонський гросмейстер показав високу техніку, яка особливо проявлялася в середині гри та закінченні партії.
За ретроспективною базою даних Chessmetrics Самуель Решевський був № 1 у світовому рейтингу на момент початку турніру. Багаторазовий чемпіон США прекрасно стартував (6 очок із 8) і, загалом, показав гарний результат, якщо врахувати, що в партіях із ним радянські гросмейстери грали тільки на перемогу (вказівка начальства, якому потрібно було перемогти представника ідеологічного ворога), а Решевський, як і Бронштейн, приїхав на турнір без секунданта, тому до партій і догравань мусив готуватися самостійно. Смислов і Найдорф констатували, що Решевський не слідкує за розвитком дебютної теорії, надіючись тільки на свій талант. Також у багатьох партіях американський шахіст вкрай невдало розподіляв час на роздуми, опиняючись у цейтноті задовго до контролю часу.

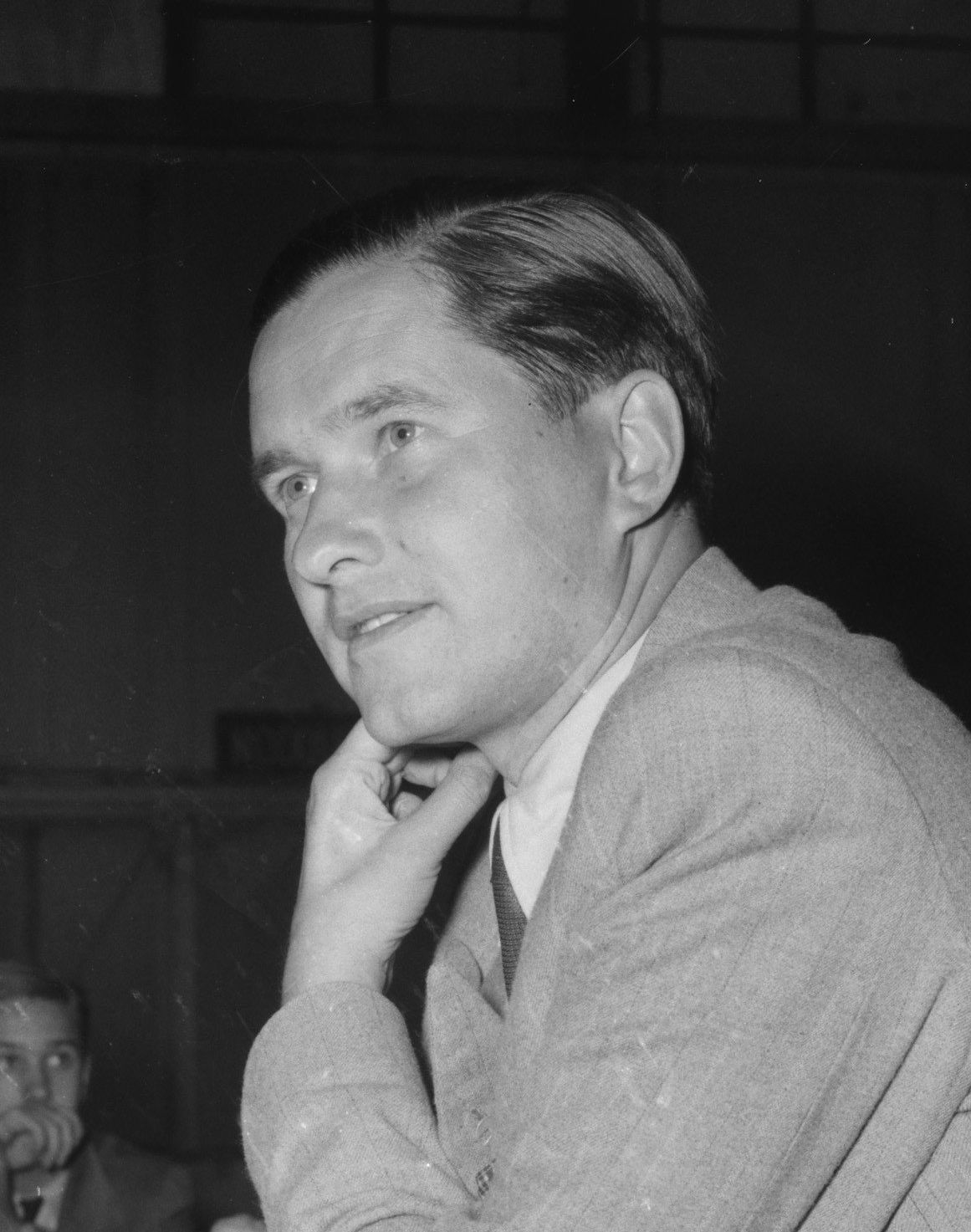
Пауль Керес — 2-4-е місця

П'яте місце посів 24-річний Тигран Петросян — наймолодший учасник змагань. Він продемонстрував зрілу та мудру гру, яка, зазвичай, приходить лише з роками. Чіпкий у захисті, гросмейстер добре «відчував» небезпеку та вміло розгадував атакувальні задуми суперників.
6-7-е місця поділили Юхим Геллер (СРСР) і Міґель Найдорф (Аргентина). 43-річний аргентинець у першій половині турніру набрав 8 очок, претендував на найвищі місця, однак гірше провів другий етап, а 28-річний одесит, навпаки, набрав 6 очок у першому колі та 8½ — у другому. Саме Геллерові належить найдовша переможна серія у змаганні — чотири партії поспіль (із 25-го по 28-й тур).
8-9-е місця поділили радянські гросмейстери Олександр Котов (43 роки) і Марк Тайманов (27 років). Котов, який 1952 року встановив історичний рекорд міжзональних турнірів за відсотком набраних очок, у Швейцарії жахливо стартував (поразки в перших трьох турах), але потім знайшов свою гру й грав на високому рівні (56 % очок проти перших 4-х учасників — найвищий показник серед непризерів), зокрема саме він завдав єдиної поразки переможцеві турніру, В. Смислову, а також отримав головний приз на найкрасивішу партію (перемога над Авербахом). Ленінградський піаніст грав звично віртуозно, отримавши один із призів за найкращу партію — за звитягу над Петросяном у 20-у турі.

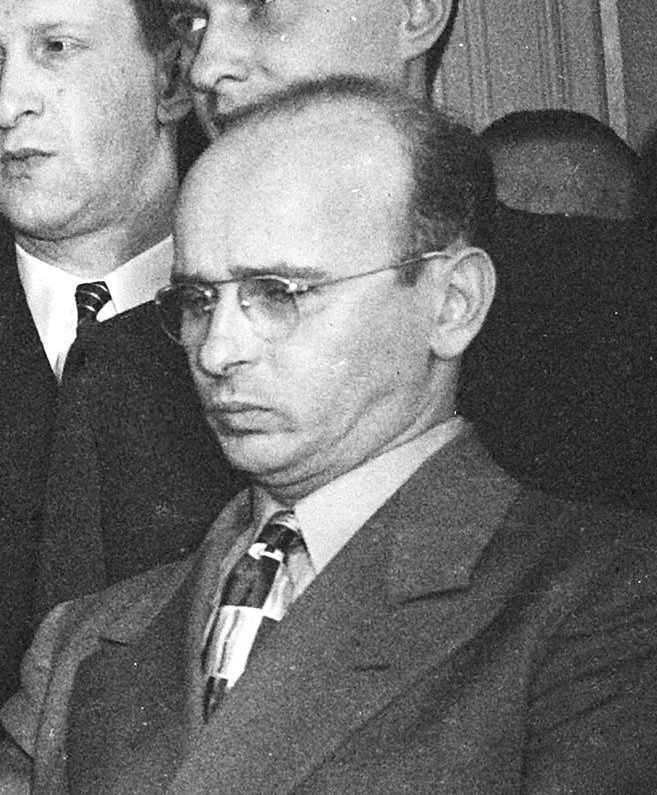
Самуель Решевський — 2-4-е місця

На 10-11-у місцях також розташувалися представники СРСР: 31-річний Юрій Авербах та 34-річний Ісаак Болеславський. Авербах випробував кілька цікавих теоретичних новинок і впевнено грав проти лідерів (50 % очок проти перших 4-х учасників), хоча був би вище в таблиці, якби не дві поразки від аутсайдера Ґ. Штальберґа. Болеславський явно здав у грі порівняно з турніром претендентів 1950, де поділив 1-2-е місця. Сучасники відзначали, що мінський гросмейстер приділяв мало уваги прогулянкам і фізичній активності, що давалося взнаки у довгих турнірах. Так, у першому колі Болеславський набрав 7½ очок, а в другому — 6 очок. Зрештою, наприкінці 1950-х років він зосередився на тренерській роботі.
36-літній Ласло Сабо був найсильнішим угорським шахістом 1940-1950-х років і посів низку високих місць у міжнародних турнірах, однак у Швейцарії грав нерівно і з численними помилками. Завершив турнір на позитивній ноті, у двох останніх турах перемігши Болеславського та Котова, й вийшов на чисте 12-е місце.
Розвиток кар'єри талановитого югослава Светозара Глігорича (30 років) свого часу перервала Друга світова війна. Після неї він швидко ввійшов до світової еліти та впродовж кількох десятиліть залишався лідером югославських шахів. На думку М. Найдорфа, із Глігоричем, який посів на турнірі 13-е місце, зіграла злий жарт «надмірна попередня підготовка».
Ексчемпіон світу Максиміліан Ейве (Голландія) і Ґідеон Штальберґ (Швеція) були найбільш віковими учасниками. Першому із них виповнилося 52 роки, другому — 45. Професор Ейве давно пройшов пік форми і після невдачі в матч-турнірі за першість світу 1948 року зосередився на викладанні математики в університеті, а в шахи грав тільки у вільний час. У першій половині змагань він показав гостру та цікаву гру, як у найкращі роки, здобувши аж 2 з 5 призів за найкращі партії за підсумками турніру. У другому колі вік дався взнаки (тільки 4 очки в другому колі, тоді як у першому — 7½). Для Штальберґа швейцарський турнір став останнім змаганням настільки високого рівня. Якщо в міжзональному турнірі 1952 швед поділив 5-8-е місця з Авербахом, Глігоричем і Сабо, то тепер відстав від них із великим відривом.

## Вибрані партії
|   | a | b | c | d | e | f | g | h |   |
| 8 | d8 чорна тура · e8 чорний ферзь · g8 чорний король · e7 чорний хрестик · f7 чорний пішак · g7 чорний пішак · h7 чорний пішак · c6 чорний кінь · e6 чорна тура · g6 чорний слон · a5 чорний пішак · b5 чорний пішак · d5 чорний хрестик · e5 білий пішак · c4 чорний пішак · d4 білий пішак · f4 білий ферзь · g4 білий слон · a3 білий пішак · c3 білий пішак · e3 біла тура · b2 білий слон · g2 білий пішак · h2 білий пішак · e1 біла тура · g1 білий король | d8 чорна тура · e8 чорний ферзь · g8 чорний король · e7 чорний хрестик · f7 чорний пішак · g7 чорний пішак · h7 чорний пішак · c6 чорний кінь · e6 чорна тура · g6 чорний слон · a5 чорний пішак · b5 чорний пішак · d5 чорний хрестик · e5 білий пішак · c4 чорний пішак · d4 білий пішак · f4 білий ферзь · g4 білий слон · a3 білий пішак · c3 білий пішак · e3 біла тура · b2 білий слон · g2 білий пішак · h2 білий пішак · e1 біла тура · g1 білий король | d8 чорна тура · e8 чорний ферзь · g8 чорний король · e7 чорний хрестик · f7 чорний пішак · g7 чорний пішак · h7 чорний пішак · c6 чорний кінь · e6 чорна тура · g6 чорний слон · a5 чорний пішак · b5 чорний пішак · d5 чорний хрестик · e5 білий пішак · c4 чорний пішак · d4 білий пішак · f4 білий ферзь · g4 білий слон · a3 білий пішак · c3 білий пішак · e3 біла тура · b2 білий слон · g2 білий пішак · h2 білий пішак · e1 біла тура · g1 білий король | d8 чорна тура · e8 чорний ферзь · g8 чорний король · e7 чорний хрестик · f7 чорний пішак · g7 чорний пішак · h7 чорний пішак · c6 чорний кінь · e6 чорна тура · g6 чорний слон · a5 чорний пішак · b5 чорний пішак · d5 чорний хрестик · e5 білий пішак · c4 чорний пішак · d4 білий пішак · f4 білий ферзь · g4 білий слон · a3 білий пішак · c3 білий пішак · e3 біла тура · b2 білий слон · g2 білий пішак · h2 білий пішак · e1 біла тура · g1 білий король | d8 чорна тура · e8 чорний ферзь · g8 чорний король · e7 чорний хрестик · f7 чорний пішак · g7 чорний пішак · h7 чорний пішак · c6 чорний кінь · e6 чорна тура · g6 чорний слон · a5 чорний пішак · b5 чорний пішак · d5 чорний хрестик · e5 білий пішак · c4 чорний пішак · d4 білий пішак · f4 білий ферзь · g4 білий слон · a3 білий пішак · c3 білий пішак · e3 біла тура · b2 білий слон · g2 білий пішак · h2 білий пішак · e1 біла тура · g1 білий король | d8 чорна тура · e8 чорний ферзь · g8 чорний король · e7 чорний хрестик · f7 чорний пішак · g7 чорний пішак · h7 чорний пішак · c6 чорний кінь · e6 чорна тура · g6 чорний слон · a5 чорний пішак · b5 чорний пішак · d5 чорний хрестик · e5 білий пішак · c4 чорний пішак · d4 білий пішак · f4 білий ферзь · g4 білий слон · a3 білий пішак · c3 білий пішак · e3 біла тура · b2 білий слон · g2 білий пішак · h2 білий пішак · e1 біла тура · g1 білий король | d8 чорна тура · e8 чорний ферзь · g8 чорний король · e7 чорний хрестик · f7 чорний пішак · g7 чорний пішак · h7 чорний пішак · c6 чорний кінь · e6 чорна тура · g6 чорний слон · a5 чорний пішак · b5 чорний пішак · d5 чорний хрестик · e5 білий пішак · c4 чорний пішак · d4 білий пішак · f4 білий ферзь · g4 білий слон · a3 білий пішак · c3 білий пішак · e3 біла тура · b2 білий слон · g2 білий пішак · h2 білий пішак · e1 біла тура · g1 білий король | d8 чорна тура · e8 чорний ферзь · g8 чорний король · e7 чорний хрестик · f7 чорний пішак · g7 чорний пішак · h7 чорний пішак · c6 чорний кінь · e6 чорна тура · g6 чорний слон · a5 чорний пішак · b5 чорний пішак · d5 чорний хрестик · e5 білий пішак · c4 чорний пішак · d4 білий пішак · f4 білий ферзь · g4 білий слон · a3 білий пішак · c3 білий пішак · e3 біла тура · b2 білий слон · g2 білий пішак · h2 білий пішак · e1 біла тура · g1 білий король | 8 |
| 7 | d8 чорна тура · e8 чорний ферзь · g8 чорний король · e7 чорний хрестик · f7 чорний пішак · g7 чорний пішак · h7 чорний пішак · c6 чорний кінь · e6 чорна тура · g6 чорний слон · a5 чорний пішак · b5 чорний пішак · d5 чорний хрестик · e5 білий пішак · c4 чорний пішак · d4 білий пішак · f4 білий ферзь · g4 білий слон · a3 білий пішак · c3 білий пішак · e3 біла тура · b2 білий слон · g2 білий пішак · h2 білий пішак · e1 біла тура · g1 білий король | d8 чорна тура · e8 чорний ферзь · g8 чорний король · e7 чорний хрестик · f7 чорний пішак · g7 чорний пішак · h7 чорний пішак · c6 чорний кінь · e6 чорна тура · g6 чорний слон · a5 чорний пішак · b5 чорний пішак · d5 чорний хрестик · e5 білий пішак · c4 чорний пішак · d4 білий пішак · f4 білий ферзь · g4 білий слон · a3 білий пішак · c3 білий пішак · e3 біла тура · b2 білий слон · g2 білий пішак · h2 білий пішак · e1 біла тура · g1 білий король | d8 чорна тура · e8 чорний ферзь · g8 чорний король · e7 чорний хрестик · f7 чорний пішак · g7 чорний пішак · h7 чорний пішак · c6 чорний кінь · e6 чорна тура · g6 чорний слон · a5 чорний пішак · b5 чорний пішак · d5 чорний хрестик · e5 білий пішак · c4 чорний пішак · d4 білий пішак · f4 білий ферзь · g4 білий слон · a3 білий пішак · c3 білий пішак · e3 біла тура · b2 білий слон · g2 білий пішак · h2 білий пішак · e1 біла тура · g1 білий король | d8 чорна тура · e8 чорний ферзь · g8 чорний король · e7 чорний хрестик · f7 чорний пішак · g7 чорний пішак · h7 чорний пішак · c6 чорний кінь · e6 чорна тура · g6 чорний слон · a5 чорний пішак · b5 чорний пішак · d5 чорний хрестик · e5 білий пішак · c4 чорний пішак · d4 білий пішак · f4 білий ферзь · g4 білий слон · a3 білий пішак · c3 білий пішак · e3 біла тура · b2 білий слон · g2 білий пішак · h2 білий пішак · e1 біла тура · g1 білий король | d8 чорна тура · e8 чорний ферзь · g8 чорний король · e7 чорний хрестик · f7 чорний пішак · g7 чорний пішак · h7 чорний пішак · c6 чорний кінь · e6 чорна тура · g6 чорний слон · a5 чорний пішак · b5 чорний пішак · d5 чорний хрестик · e5 білий пішак · c4 чорний пішак · d4 білий пішак · f4 білий ферзь · g4 білий слон · a3 білий пішак · c3 білий пішак · e3 біла тура · b2 білий слон · g2 білий пішак · h2 білий пішак · e1 біла тура · g1 білий король | d8 чорна тура · e8 чорний ферзь · g8 чорний король · e7 чорний хрестик · f7 чорний пішак · g7 чорний пішак · h7 чорний пішак · c6 чорний кінь · e6 чорна тура · g6 чорний слон · a5 чорний пішак · b5 чорний пішак · d5 чорний хрестик · e5 білий пішак · c4 чорний пішак · d4 білий пішак · f4 білий ферзь · g4 білий слон · a3 білий пішак · c3 білий пішак · e3 біла тура · b2 білий слон · g2 білий пішак · h2 білий пішак · e1 біла тура · g1 білий король | d8 чорна тура · e8 чорний ферзь · g8 чорний король · e7 чорний хрестик · f7 чорний пішак · g7 чорний пішак · h7 чорний пішак · c6 чорний кінь · e6 чорна тура · g6 чорний слон · a5 чорний пішак · b5 чорний пішак · d5 чорний хрестик · e5 білий пішак · c4 чорний пішак · d4 білий пішак · f4 білий ферзь · g4 білий слон · a3 білий пішак · c3 білий пішак · e3 біла тура · b2 білий слон · g2 білий пішак · h2 білий пішак · e1 біла тура · g1 білий король | d8 чорна тура · e8 чорний ферзь · g8 чорний король · e7 чорний хрестик · f7 чорний пішак · g7 чорний пішак · h7 чорний пішак · c6 чорний кінь · e6 чорна тура · g6 чорний слон · a5 чорний пішак · b5 чорний пішак · d5 чорний хрестик · e5 білий пішак · c4 чорний пішак · d4 білий пішак · f4 білий ферзь · g4 білий слон · a3 білий пішак · c3 білий пішак · e3 біла тура · b2 білий слон · g2 білий пішак · h2 білий пішак · e1 біла тура · g1 білий король | 7 |
| 6 | d8 чорна тура · e8 чорний ферзь · g8 чорний король · e7 чорний хрестик · f7 чорний пішак · g7 чорний пішак · h7 чорний пішак · c6 чорний кінь · e6 чорна тура · g6 чорний слон · a5 чорний пішак · b5 чорний пішак · d5 чорний хрестик · e5 білий пішак · c4 чорний пішак · d4 білий пішак · f4 білий ферзь · g4 білий слон · a3 білий пішак · c3 білий пішак · e3 біла тура · b2 білий слон · g2 білий пішак · h2 білий пішак · e1 біла тура · g1 білий король | d8 чорна тура · e8 чорний ферзь · g8 чорний король · e7 чорний хрестик · f7 чорний пішак · g7 чорний пішак · h7 чорний пішак · c6 чорний кінь · e6 чорна тура · g6 чорний слон · a5 чорний пішак · b5 чорний пішак · d5 чорний хрестик · e5 білий пішак · c4 чорний пішак · d4 білий пішак · f4 білий ферзь · g4 білий слон · a3 білий пішак · c3 білий пішак · e3 біла тура · b2 білий слон · g2 білий пішак · h2 білий пішак · e1 біла тура · g1 білий король | d8 чорна тура · e8 чорний ферзь · g8 чорний король · e7 чорний хрестик · f7 чорний пішак · g7 чорний пішак · h7 чорний пішак · c6 чорний кінь · e6 чорна тура · g6 чорний слон · a5 чорний пішак · b5 чорний пішак · d5 чорний хрестик · e5 білий пішак · c4 чорний пішак · d4 білий пішак · f4 білий ферзь · g4 білий слон · a3 білий пішак · c3 білий пішак · e3 біла тура · b2 білий слон · g2 білий пішак · h2 білий пішак · e1 біла тура · g1 білий король | d8 чорна тура · e8 чорний ферзь · g8 чорний король · e7 чорний хрестик · f7 чорний пішак · g7 чорний пішак · h7 чорний пішак · c6 чорний кінь · e6 чорна тура · g6 чорний слон · a5 чорний пішак · b5 чорний пішак · d5 чорний хрестик · e5 білий пішак · c4 чорний пішак · d4 білий пішак · f4 білий ферзь · g4 білий слон · a3 білий пішак · c3 білий пішак · e3 біла тура · b2 білий слон · g2 білий пішак · h2 білий пішак · e1 біла тура · g1 білий король | d8 чорна тура · e8 чорний ферзь · g8 чорний король · e7 чорний хрестик · f7 чорний пішак · g7 чорний пішак · h7 чорний пішак · c6 чорний кінь · e6 чорна тура · g6 чорний слон · a5 чорний пішак · b5 чорний пішак · d5 чорний хрестик · e5 білий пішак · c4 чорний пішак · d4 білий пішак · f4 білий ферзь · g4 білий слон · a3 білий пішак · c3 білий пішак · e3 біла тура · b2 білий слон · g2 білий пішак · h2 білий пішак · e1 біла тура · g1 білий король | d8 чорна тура · e8 чорний ферзь · g8 чорний король · e7 чорний хрестик · f7 чорний пішак · g7 чорний пішак · h7 чорний пішак · c6 чорний кінь · e6 чорна тура · g6 чорний слон · a5 чорний пішак · b5 чорний пішак · d5 чорний хрестик · e5 білий пішак · c4 чорний пішак · d4 білий пішак · f4 білий ферзь · g4 білий слон · a3 білий пішак · c3 білий пішак · e3 біла тура · b2 білий слон · g2 білий пішак · h2 білий пішак · e1 біла тура · g1 білий король | d8 чорна тура · e8 чорний ферзь · g8 чорний король · e7 чорний хрестик · f7 чорний пішак · g7 чорний пішак · h7 чорний пішак · c6 чорний кінь · e6 чорна тура · g6 чорний слон · a5 чорний пішак · b5 чорний пішак · d5 чорний хрестик · e5 білий пішак · c4 чорний пішак · d4 білий пішак · f4 білий ферзь · g4 білий слон · a3 білий пішак · c3 білий пішак · e3 біла тура · b2 білий слон · g2 білий пішак · h2 білий пішак · e1 біла тура · g1 білий король | d8 чорна тура · e8 чорний ферзь · g8 чорний король · e7 чорний хрестик · f7 чорний пішак · g7 чорний пішак · h7 чорний пішак · c6 чорний кінь · e6 чорна тура · g6 чорний слон · a5 чорний пішак · b5 чорний пішак · d5 чорний хрестик · e5 білий пішак · c4 чорний пішак · d4 білий пішак · f4 білий ферзь · g4 білий слон · a3 білий пішак · c3 білий пішак · e3 біла тура · b2 білий слон · g2 білий пішак · h2 білий пішак · e1 біла тура · g1 білий король | 6 |
| 5 | d8 чорна тура · e8 чорний ферзь · g8 чорний король · e7 чорний хрестик · f7 чорний пішак · g7 чорний пішак · h7 чорний пішак · c6 чорний кінь · e6 чорна тура · g6 чорний слон · a5 чорний пішак · b5 чорний пішак · d5 чорний хрестик · e5 білий пішак · c4 чорний пішак · d4 білий пішак · f4 білий ферзь · g4 білий слон · a3 білий пішак · c3 білий пішак · e3 біла тура · b2 білий слон · g2 білий пішак · h2 білий пішак · e1 біла тура · g1 білий король | d8 чорна тура · e8 чорний ферзь · g8 чорний король · e7 чорний хрестик · f7 чорний пішак · g7 чорний пішак · h7 чорний пішак · c6 чорний кінь · e6 чорна тура · g6 чорний слон · a5 чорний пішак · b5 чорний пішак · d5 чорний хрестик · e5 білий пішак · c4 чорний пішак · d4 білий пішак · f4 білий ферзь · g4 білий слон · a3 білий пішак · c3 білий пішак · e3 біла тура · b2 білий слон · g2 білий пішак · h2 білий пішак · e1 біла тура · g1 білий король | d8 чорна тура · e8 чорний ферзь · g8 чорний король · e7 чорний хрестик · f7 чорний пішак · g7 чорний пішак · h7 чорний пішак · c6 чорний кінь · e6 чорна тура · g6 чорний слон · a5 чорний пішак · b5 чорний пішак · d5 чорний хрестик · e5 білий пішак · c4 чорний пішак · d4 білий пішак · f4 білий ферзь · g4 білий слон · a3 білий пішак · c3 білий пішак · e3 біла тура · b2 білий слон · g2 білий пішак · h2 білий пішак · e1 біла тура · g1 білий король | d8 чорна тура · e8 чорний ферзь · g8 чорний король · e7 чорний хрестик · f7 чорний пішак · g7 чорний пішак · h7 чорний пішак · c6 чорний кінь · e6 чорна тура · g6 чорний слон · a5 чорний пішак · b5 чорний пішак · d5 чорний хрестик · e5 білий пішак · c4 чорний пішак · d4 білий пішак · f4 білий ферзь · g4 білий слон · a3 білий пішак · c3 білий пішак · e3 біла тура · b2 білий слон · g2 білий пішак · h2 білий пішак · e1 біла тура · g1 білий король | d8 чорна тура · e8 чорний ферзь · g8 чорний король · e7 чорний хрестик · f7 чорний пішак · g7 чорний пішак · h7 чорний пішак · c6 чорний кінь · e6 чорна тура · g6 чорний слон · a5 чорний пішак · b5 чорний пішак · d5 чорний хрестик · e5 білий пішак · c4 чорний пішак · d4 білий пішак · f4 білий ферзь · g4 білий слон · a3 білий пішак · c3 білий пішак · e3 біла тура · b2 білий слон · g2 білий пішак · h2 білий пішак · e1 біла тура · g1 білий король | d8 чорна тура · e8 чорний ферзь · g8 чорний король · e7 чорний хрестик · f7 чорний пішак · g7 чорний пішак · h7 чорний пішак · c6 чорний кінь · e6 чорна тура · g6 чорний слон · a5 чорний пішак · b5 чорний пішак · d5 чорний хрестик · e5 білий пішак · c4 чорний пішак · d4 білий пішак · f4 білий ферзь · g4 білий слон · a3 білий пішак · c3 білий пішак · e3 біла тура · b2 білий слон · g2 білий пішак · h2 білий пішак · e1 біла тура · g1 білий король | d8 чорна тура · e8 чорний ферзь · g8 чорний король · e7 чорний хрестик · f7 чорний пішак · g7 чорний пішак · h7 чорний пішак · c6 чорний кінь · e6 чорна тура · g6 чорний слон · a5 чорний пішак · b5 чорний пішак · d5 чорний хрестик · e5 білий пішак · c4 чорний пішак · d4 білий пішак · f4 білий ферзь · g4 білий слон · a3 білий пішак · c3 білий пішак · e3 біла тура · b2 білий слон · g2 білий пішак · h2 білий пішак · e1 біла тура · g1 білий король | d8 чорна тура · e8 чорний ферзь · g8 чорний король · e7 чорний хрестик · f7 чорний пішак · g7 чорний пішак · h7 чорний пішак · c6 чорний кінь · e6 чорна тура · g6 чорний слон · a5 чорний пішак · b5 чорний пішак · d5 чорний хрестик · e5 білий пішак · c4 чорний пішак · d4 білий пішак · f4 білий ферзь · g4 білий слон · a3 білий пішак · c3 білий пішак · e3 біла тура · b2 білий слон · g2 білий пішак · h2 білий пішак · e1 біла тура · g1 білий король | 5 |
| 4 | d8 чорна тура · e8 чорний ферзь · g8 чорний король · e7 чорний хрестик · f7 чорний пішак · g7 чорний пішак · h7 чорний пішак · c6 чорний кінь · e6 чорна тура · g6 чорний слон · a5 чорний пішак · b5 чорний пішак · d5 чорний хрестик · e5 білий пішак · c4 чорний пішак · d4 білий пішак · f4 білий ферзь · g4 білий слон · a3 білий пішак · c3 білий пішак · e3 біла тура · b2 білий слон · g2 білий пішак · h2 білий пішак · e1 біла тура · g1 білий король | d8 чорна тура · e8 чорний ферзь · g8 чорний король · e7 чорний хрестик · f7 чорний пішак · g7 чорний пішак · h7 чорний пішак · c6 чорний кінь · e6 чорна тура · g6 чорний слон · a5 чорний пішак · b5 чорний пішак · d5 чорний хрестик · e5 білий пішак · c4 чорний пішак · d4 білий пішак · f4 білий ферзь · g4 білий слон · a3 білий пішак · c3 білий пішак · e3 біла тура · b2 білий слон · g2 білий пішак · h2 білий пішак · e1 біла тура · g1 білий король | d8 чорна тура · e8 чорний ферзь · g8 чорний король · e7 чорний хрестик · f7 чорний пішак · g7 чорний пішак · h7 чорний пішак · c6 чорний кінь · e6 чорна тура · g6 чорний слон · a5 чорний пішак · b5 чорний пішак · d5 чорний хрестик · e5 білий пішак · c4 чорний пішак · d4 білий пішак · f4 білий ферзь · g4 білий слон · a3 білий пішак · c3 білий пішак · e3 біла тура · b2 білий слон · g2 білий пішак · h2 білий пішак · e1 біла тура · g1 білий король | d8 чорна тура · e8 чорний ферзь · g8 чорний король · e7 чорний хрестик · f7 чорний пішак · g7 чорний пішак · h7 чорний пішак · c6 чорний кінь · e6 чорна тура · g6 чорний слон · a5 чорний пішак · b5 чорний пішак · d5 чорний хрестик · e5 білий пішак · c4 чорний пішак · d4 білий пішак · f4 білий ферзь · g4 білий слон · a3 білий пішак · c3 білий пішак · e3 біла тура · b2 білий слон · g2 білий пішак · h2 білий пішак · e1 біла тура · g1 білий король | d8 чорна тура · e8 чорний ферзь · g8 чорний король · e7 чорний хрестик · f7 чорний пішак · g7 чорний пішак · h7 чорний пішак · c6 чорний кінь · e6 чорна тура · g6 чорний слон · a5 чорний пішак · b5 чорний пішак · d5 чорний хрестик · e5 білий пішак · c4 чорний пішак · d4 білий пішак · f4 білий ферзь · g4 білий слон · a3 білий пішак · c3 білий пішак · e3 біла тура · b2 білий слон · g2 білий пішак · h2 білий пішак · e1 біла тура · g1 білий король | d8 чорна тура · e8 чорний ферзь · g8 чорний король · e7 чорний хрестик · f7 чорний пішак · g7 чорний пішак · h7 чорний пішак · c6 чорний кінь · e6 чорна тура · g6 чорний слон · a5 чорний пішак · b5 чорний пішак · d5 чорний хрестик · e5 білий пішак · c4 чорний пішак · d4 білий пішак · f4 білий ферзь · g4 білий слон · a3 білий пішак · c3 білий пішак · e3 біла тура · b2 білий слон · g2 білий пішак · h2 білий пішак · e1 біла тура · g1 білий король | d8 чорна тура · e8 чорний ферзь · g8 чорний король · e7 чорний хрестик · f7 чорний пішак · g7 чорний пішак · h7 чорний пішак · c6 чорний кінь · e6 чорна тура · g6 чорний слон · a5 чорний пішак · b5 чорний пішак · d5 чорний хрестик · e5 білий пішак · c4 чорний пішак · d4 білий пішак · f4 білий ферзь · g4 білий слон · a3 білий пішак · c3 білий пішак · e3 біла тура · b2 білий слон · g2 білий пішак · h2 білий пішак · e1 біла тура · g1 білий король | d8 чорна тура · e8 чорний ферзь · g8 чорний король · e7 чорний хрестик · f7 чорний пішак · g7 чорний пішак · h7 чорний пішак · c6 чорний кінь · e6 чорна тура · g6 чорний слон · a5 чорний пішак · b5 чорний пішак · d5 чорний хрестик · e5 білий пішак · c4 чорний пішак · d4 білий пішак · f4 білий ферзь · g4 білий слон · a3 білий пішак · c3 білий пішак · e3 біла тура · b2 білий слон · g2 білий пішак · h2 білий пішак · e1 біла тура · g1 білий король | 4 |
| 3 | d8 чорна тура · e8 чорний ферзь · g8 чорний король · e7 чорний хрестик · f7 чорний пішак · g7 чорний пішак · h7 чорний пішак · c6 чорний кінь · e6 чорна тура · g6 чорний слон · a5 чорний пішак · b5 чорний пішак · d5 чорний хрестик · e5 білий пішак · c4 чорний пішак · d4 білий пішак · f4 білий ферзь · g4 білий слон · a3 білий пішак · c3 білий пішак · e3 біла тура · b2 білий слон · g2 білий пішак · h2 білий пішак · e1 біла тура · g1 білий король | d8 чорна тура · e8 чорний ферзь · g8 чорний король · e7 чорний хрестик · f7 чорний пішак · g7 чорний пішак · h7 чорний пішак · c6 чорний кінь · e6 чорна тура · g6 чорний слон · a5 чорний пішак · b5 чорний пішак · d5 чорний хрестик · e5 білий пішак · c4 чорний пішак · d4 білий пішак · f4 білий ферзь · g4 білий слон · a3 білий пішак · c3 білий пішак · e3 біла тура · b2 білий слон · g2 білий пішак · h2 білий пішак · e1 біла тура · g1 білий король | d8 чорна тура · e8 чорний ферзь · g8 чорний король · e7 чорний хрестик · f7 чорний пішак · g7 чорний пішак · h7 чорний пішак · c6 чорний кінь · e6 чорна тура · g6 чорний слон · a5 чорний пішак · b5 чорний пішак · d5 чорний хрестик · e5 білий пішак · c4 чорний пішак · d4 білий пішак · f4 білий ферзь · g4 білий слон · a3 білий пішак · c3 білий пішак · e3 біла тура · b2 білий слон · g2 білий пішак · h2 білий пішак · e1 біла тура · g1 білий король | d8 чорна тура · e8 чорний ферзь · g8 чорний король · e7 чорний хрестик · f7 чорний пішак · g7 чорний пішак · h7 чорний пішак · c6 чорний кінь · e6 чорна тура · g6 чорний слон · a5 чорний пішак · b5 чорний пішак · d5 чорний хрестик · e5 білий пішак · c4 чорний пішак · d4 білий пішак · f4 білий ферзь · g4 білий слон · a3 білий пішак · c3 білий пішак · e3 біла тура · b2 білий слон · g2 білий пішак · h2 білий пішак · e1 біла тура · g1 білий король | d8 чорна тура · e8 чорний ферзь · g8 чорний король · e7 чорний хрестик · f7 чорний пішак · g7 чорний пішак · h7 чорний пішак · c6 чорний кінь · e6 чорна тура · g6 чорний слон · a5 чорний пішак · b5 чорний пішак · d5 чорний хрестик · e5 білий пішак · c4 чорний пішак · d4 білий пішак · f4 білий ферзь · g4 білий слон · a3 білий пішак · c3 білий пішак · e3 біла тура · b2 білий слон · g2 білий пішак · h2 білий пішак · e1 біла тура · g1 білий король | d8 чорна тура · e8 чорний ферзь · g8 чорний король · e7 чорний хрестик · f7 чорний пішак · g7 чорний пішак · h7 чорний пішак · c6 чорний кінь · e6 чорна тура · g6 чорний слон · a5 чорний пішак · b5 чорний пішак · d5 чорний хрестик · e5 білий пішак · c4 чорний пішак · d4 білий пішак · f4 білий ферзь · g4 білий слон · a3 білий пішак · c3 білий пішак · e3 біла тура · b2 білий слон · g2 білий пішак · h2 білий пішак · e1 біла тура · g1 білий король | d8 чорна тура · e8 чорний ферзь · g8 чорний король · e7 чорний хрестик · f7 чорний пішак · g7 чорний пішак · h7 чорний пішак · c6 чорний кінь · e6 чорна тура · g6 чорний слон · a5 чорний пішак · b5 чорний пішак · d5 чорний хрестик · e5 білий пішак · c4 чорний пішак · d4 білий пішак · f4 білий ферзь · g4 білий слон · a3 білий пішак · c3 білий пішак · e3 біла тура · b2 білий слон · g2 білий пішак · h2 білий пішак · e1 біла тура · g1 білий король | d8 чорна тура · e8 чорний ферзь · g8 чорний король · e7 чорний хрестик · f7 чорний пішак · g7 чорний пішак · h7 чорний пішак · c6 чорний кінь · e6 чорна тура · g6 чорний слон · a5 чорний пішак · b5 чорний пішак · d5 чорний хрестик · e5 білий пішак · c4 чорний пішак · d4 білий пішак · f4 білий ферзь · g4 білий слон · a3 білий пішак · c3 білий пішак · e3 біла тура · b2 білий слон · g2 білий пішак · h2 білий пішак · e1 біла тура · g1 білий король | 3 |
| 2 | d8 чорна тура · e8 чорний ферзь · g8 чорний король · e7 чорний хрестик · f7 чорний пішак · g7 чорний пішак · h7 чорний пішак · c6 чорний кінь · e6 чорна тура · g6 чорний слон · a5 чорний пішак · b5 чорний пішак · d5 чорний хрестик · e5 білий пішак · c4 чорний пішак · d4 білий пішак · f4 білий ферзь · g4 білий слон · a3 білий пішак · c3 білий пішак · e3 біла тура · b2 білий слон · g2 білий пішак · h2 білий пішак · e1 біла тура · g1 білий король | d8 чорна тура · e8 чорний ферзь · g8 чорний король · e7 чорний хрестик · f7 чорний пішак · g7 чорний пішак · h7 чорний пішак · c6 чорний кінь · e6 чорна тура · g6 чорний слон · a5 чорний пішак · b5 чорний пішак · d5 чорний хрестик · e5 білий пішак · c4 чорний пішак · d4 білий пішак · f4 білий ферзь · g4 білий слон · a3 білий пішак · c3 білий пішак · e3 біла тура · b2 білий слон · g2 білий пішак · h2 білий пішак · e1 біла тура · g1 білий король | d8 чорна тура · e8 чорний ферзь · g8 чорний король · e7 чорний хрестик · f7 чорний пішак · g7 чорний пішак · h7 чорний пішак · c6 чорний кінь · e6 чорна тура · g6 чорний слон · a5 чорний пішак · b5 чорний пішак · d5 чорний хрестик · e5 білий пішак · c4 чорний пішак · d4 білий пішак · f4 білий ферзь · g4 білий слон · a3 білий пішак · c3 білий пішак · e3 біла тура · b2 білий слон · g2 білий пішак · h2 білий пішак · e1 біла тура · g1 білий король | d8 чорна тура · e8 чорний ферзь · g8 чорний король · e7 чорний хрестик · f7 чорний пішак · g7 чорний пішак · h7 чорний пішак · c6 чорний кінь · e6 чорна тура · g6 чорний слон · a5 чорний пішак · b5 чорний пішак · d5 чорний хрестик · e5 білий пішак · c4 чорний пішак · d4 білий пішак · f4 білий ферзь · g4 білий слон · a3 білий пішак · c3 білий пішак · e3 біла тура · b2 білий слон · g2 білий пішак · h2 білий пішак · e1 біла тура · g1 білий король | d8 чорна тура · e8 чорний ферзь · g8 чорний король · e7 чорний хрестик · f7 чорний пішак · g7 чорний пішак · h7 чорний пішак · c6 чорний кінь · e6 чорна тура · g6 чорний слон · a5 чорний пішак · b5 чорний пішак · d5 чорний хрестик · e5 білий пішак · c4 чорний пішак · d4 білий пішак · f4 білий ферзь · g4 білий слон · a3 білий пішак · c3 білий пішак · e3 біла тура · b2 білий слон · g2 білий пішак · h2 білий пішак · e1 біла тура · g1 білий король | d8 чорна тура · e8 чорний ферзь · g8 чорний король · e7 чорний хрестик · f7 чорний пішак · g7 чорний пішак · h7 чорний пішак · c6 чорний кінь · e6 чорна тура · g6 чорний слон · a5 чорний пішак · b5 чорний пішак · d5 чорний хрестик · e5 білий пішак · c4 чорний пішак · d4 білий пішак · f4 білий ферзь · g4 білий слон · a3 білий пішак · c3 білий пішак · e3 біла тура · b2 білий слон · g2 білий пішак · h2 білий пішак · e1 біла тура · g1 білий король | d8 чорна тура · e8 чорний ферзь · g8 чорний король · e7 чорний хрестик · f7 чорний пішак · g7 чорний пішак · h7 чорний пішак · c6 чорний кінь · e6 чорна тура · g6 чорний слон · a5 чорний пішак · b5 чорний пішак · d5 чорний хрестик · e5 білий пішак · c4 чорний пішак · d4 білий пішак · f4 білий ферзь · g4 білий слон · a3 білий пішак · c3 білий пішак · e3 біла тура · b2 білий слон · g2 білий пішак · h2 білий пішак · e1 біла тура · g1 білий король | d8 чорна тура · e8 чорний ферзь · g8 чорний король · e7 чорний хрестик · f7 чорний пішак · g7 чорний пішак · h7 чорний пішак · c6 чорний кінь · e6 чорна тура · g6 чорний слон · a5 чорний пішак · b5 чорний пішак · d5 чорний хрестик · e5 білий пішак · c4 чорний пішак · d4 білий пішак · f4 білий ферзь · g4 білий слон · a3 білий пішак · c3 білий пішак · e3 біла тура · b2 білий слон · g2 білий пішак · h2 білий пішак · e1 біла тура · g1 білий король | 2 |
| 1 | d8 чорна тура · e8 чорний ферзь · g8 чорний король · e7 чорний хрестик · f7 чорний пішак · g7 чорний пішак · h7 чорний пішак · c6 чорний кінь · e6 чорна тура · g6 чорний слон · a5 чорний пішак · b5 чорний пішак · d5 чорний хрестик · e5 білий пішак · c4 чорний пішак · d4 білий пішак · f4 білий ферзь · g4 білий слон · a3 білий пішак · c3 білий пішак · e3 біла тура · b2 білий слон · g2 білий пішак · h2 білий пішак · e1 біла тура · g1 білий король | d8 чорна тура · e8 чорний ферзь · g8 чорний король · e7 чорний хрестик · f7 чорний пішак · g7 чорний пішак · h7 чорний пішак · c6 чорний кінь · e6 чорна тура · g6 чорний слон · a5 чорний пішак · b5 чорний пішак · d5 чорний хрестик · e5 білий пішак · c4 чорний пішак · d4 білий пішак · f4 білий ферзь · g4 білий слон · a3 білий пішак · c3 білий пішак · e3 біла тура · b2 білий слон · g2 білий пішак · h2 білий пішак · e1 біла тура · g1 білий король | d8 чорна тура · e8 чорний ферзь · g8 чорний король · e7 чорний хрестик · f7 чорний пішак · g7 чорний пішак · h7 чорний пішак · c6 чорний кінь · e6 чорна тура · g6 чорний слон · a5 чорний пішак · b5 чорний пішак · d5 чорний хрестик · e5 білий пішак · c4 чорний пішак · d4 білий пішак · f4 білий ферзь · g4 білий слон · a3 білий пішак · c3 білий пішак · e3 біла тура · b2 білий слон · g2 білий пішак · h2 білий пішак · e1 біла тура · g1 білий король | d8 чорна тура · e8 чорний ферзь · g8 чорний король · e7 чорний хрестик · f7 чорний пішак · g7 чорний пішак · h7 чорний пішак · c6 чорний кінь · e6 чорна тура · g6 чорний слон · a5 чорний пішак · b5 чорний пішак · d5 чорний хрестик · e5 білий пішак · c4 чорний пішак · d4 білий пішак · f4 білий ферзь · g4 білий слон · a3 білий пішак · c3 білий пішак · e3 біла тура · b2 білий слон · g2 білий пішак · h2 білий пішак · e1 біла тура · g1 білий король | d8 чорна тура · e8 чорний ферзь · g8 чорний король · e7 чорний хрестик · f7 чорний пішак · g7 чорний пішак · h7 чорний пішак · c6 чорний кінь · e6 чорна тура · g6 чорний слон · a5 чорний пішак · b5 чорний пішак · d5 чорний хрестик · e5 білий пішак · c4 чорний пішак · d4 білий пішак · f4 білий ферзь · g4 білий слон · a3 білий пішак · c3 білий пішак · e3 біла тура · b2 білий слон · g2 білий пішак · h2 білий пішак · e1 біла тура · g1 білий король | d8 чорна тура · e8 чорний ферзь · g8 чорний король · e7 чорний хрестик · f7 чорний пішак · g7 чорний пішак · h7 чорний пішак · c6 чорний кінь · e6 чорна тура · g6 чорний слон · a5 чорний пішак · b5 чорний пішак · d5 чорний хрестик · e5 білий пішак · c4 чорний пішак · d4 білий пішак · f4 білий ферзь · g4 білий слон · a3 білий пішак · c3 білий пішак · e3 біла тура · b2 білий слон · g2 білий пішак · h2 білий пішак · e1 біла тура · g1 білий король | d8 чорна тура · e8 чорний ферзь · g8 чорний король · e7 чорний хрестик · f7 чорний пішак · g7 чорний пішак · h7 чорний пішак · c6 чорний кінь · e6 чорна тура · g6 чорний слон · a5 чорний пішак · b5 чорний пішак · d5 чорний хрестик · e5 білий пішак · c4 чорний пішак · d4 білий пішак · f4 білий ферзь · g4 білий слон · a3 білий пішак · c3 білий пішак · e3 біла тура · b2 білий слон · g2 білий пішак · h2 білий пішак · e1 біла тура · g1 білий король | d8 чорна тура · e8 чорний ферзь · g8 чорний король · e7 чорний хрестик · f7 чорний пішак · g7 чорний пішак · h7 чорний пішак · c6 чорний кінь · e6 чорна тура · g6 чорний слон · a5 чорний пішак · b5 чорний пішак · d5 чорний хрестик · e5 білий пішак · c4 чорний пішак · d4 білий пішак · f4 білий ферзь · g4 білий слон · a3 білий пішак · c3 білий пішак · e3 біла тура · b2 білий слон · g2 білий пішак · h2 білий пішак · e1 біла тура · g1 білий король | 1 |
|   | a | b | c | d | e | f | g | h |   |

Організатори виділили 5 партій, які змагалися за приз за найкращу партію. Перший приз здобув Олександр Котов за ефектну та ефективну жертву ферзя у партії проти Юрія Авербаха. Нагороди за найкращі партії вручав Франсуа ле Ліонне — французький математик і шаховий літератор, автор книги «Призи за красу в шахах» (фр. Les Prix de beauté aux échecs).
Відзначені нагородами як найкращі партії
Ключові моменти цих партій наведено з діаграмами в розділі «Перебіг».
- Авербах — Котов, 14-й тур — 0:1;

- Тайманов — Найдорф, 4-й тур — 0:1;

- Тайманов — Петросян, 20-й тур — 1:0;

- Геллер — Ейве, 2-й тур — 0:1;

- Ейве — Найдорф, 9-й тур — 1:0.

У списку лавреатів нема жодного представника першої четвірки, натомість є аж дві партії Макса Ейве, що посів передостаннє місце. Такий розподіл можна вважати ознакою рівного складу учасників і високої художньої цінності партій турніру.
Нижче подано зустрічі, котрі самі гросмейстери, або фахівці (які писали про них книги) згодом включили до списку найкращих партій у кар'єрі, або які є в переліку «значимих партій» (англ. notable games) ресурсу chessgames.com.
- Штальберґ — Болеславський, 1-й тур — ½:½[100]. У кінцевій частині партії білі здійснили гарну жертву пішака та мали кращу позицію перед контролем часу, однак під час догравання Штальберґ зіграв неточно й суперники погодились на нічию.

- Керес — Авербах, 2-й тур — 0:1[101]. За цілком рівної ситуації Керес втратив пішака, а згодом програв і партію.

- Решевський — Петросян, 2-й тур — ½:½[102]. Білі мали перевагу, але позиційна жертва Петросяна звела нанівець атакувальний потенціал Решевського (див. діаграму).

- Болеславський — Котов, 3-й тур — 1:0[103]. Болеславський усю гру провів на найвищому рівні, використавши неточність чорних на 13-у ході, що дозволило планомірно довести партію до перемоги.

- Смислов — Штальберґ, 4-й тур — 1:0[104]. Білі чудово використали помилки Штальберґа та вирішили долю зустрічі прямою атакою на короля.

- Ейве — Решевський, 5-й тур — 0:1[105] Решевський чорними успішно боровся з наступом Ейве, спровокував його на необдуману атаку на короля, виграв якість і змусив голландця здатися.

- Сабо — Бронштейн, 5-й тур — 1:0[106]. Бронштейн, за власними словами «захопився погонею за білим конем, який як приманка, стояв на самому краю шахівниці. …Коня з'їдено, але за нього поплатилися життям дві чорні фігури»[107]. У сильному цейтноті наприкінці Сабо навіть мав можливість поставити мат за два ходи, але в поспіху механічно походив інакше. «Демонстрація агресивних характерів і боротьба від початку до кінця!», — написав Найдорф[108].

- Найдорф — Петросян, 6-й тур — 1:0[109]. Найдорф використав пасивну й не до кінця точну гру Петросяна в староіндійському захисті, пожертвував пішака заради контролю над центром і активного розташування своїх слонів на діагоналях, а помилка чорних під час розміну ферзів тільки пришвидшила кінець.

- Решевський — Штальберґ, 6-й тур — 1:0[105]. Решевський на одному подиху провів поєдинок із шведським гросмейстером, створюючи щоразу нові загрози.

- Тайманов — Авербах, 6-й тур — 1:0. «Одна з найцікавіший партій турніру… Особливого інтересу їй надає стійкий та винахідливий захист Авербаха. Певний час здавалося, що він відбив усі загрози, проте білі знаходять можливість оживити й красиво закінчити атаку» (Бронштейн)[110].

- Котов — Керес, 7-й тур — ½:½[111]. Керес краще стояв у дебюті, однак білі уникнули негараздів і навіть отримали ліпшу позицію. Котов відмовився від повторення позиції, проґавив пішака, але знайшов тонкий «задачний» маневр, який дозволив здобути нічию.

- Решевський — Котов, 8-й тур — 1:0[105]. Американський гросмейстер повністю переграв свого радянського колегу вже в дебюті та мітельшпілі, а єдиною надією Котова була пастка за кілька ходів до контролю часу, коли Решевський перебував у жорсткому цейтноті. Білі за лічені секунди встигли зробити потрібні ходи й перемогли.

|   | a | b | c | d | e | f | g | h |   |
| 8 | d8 чорна тура · e8 чорна тура · g8 чорний король · b7 чорний пішак · f7 чорний пішак · g7 чорний слон · h7 чорний пішак · c6 чорний пішак · g6 чорний пішак · c5 чорний ферзь · e5 білий пішак · f5 чорний слон · g5 білий пішак · b4 чорний кінь · c4 білий пішак · e4 білий кінь · f4 біла тура · h4 білий слон · a3 чорний пішак · b3 білий пішак · e3 біла тура · h3 білий пішак · a2 білий пішак · e2 білий ферзь · f1 білий слон · h1 білий король | d8 чорна тура · e8 чорна тура · g8 чорний король · b7 чорний пішак · f7 чорний пішак · g7 чорний слон · h7 чорний пішак · c6 чорний пішак · g6 чорний пішак · c5 чорний ферзь · e5 білий пішак · f5 чорний слон · g5 білий пішак · b4 чорний кінь · c4 білий пішак · e4 білий кінь · f4 біла тура · h4 білий слон · a3 чорний пішак · b3 білий пішак · e3 біла тура · h3 білий пішак · a2 білий пішак · e2 білий ферзь · f1 білий слон · h1 білий король | d8 чорна тура · e8 чорна тура · g8 чорний король · b7 чорний пішак · f7 чорний пішак · g7 чорний слон · h7 чорний пішак · c6 чорний пішак · g6 чорний пішак · c5 чорний ферзь · e5 білий пішак · f5 чорний слон · g5 білий пішак · b4 чорний кінь · c4 білий пішак · e4 білий кінь · f4 біла тура · h4 білий слон · a3 чорний пішак · b3 білий пішак · e3 біла тура · h3 білий пішак · a2 білий пішак · e2 білий ферзь · f1 білий слон · h1 білий король | d8 чорна тура · e8 чорна тура · g8 чорний король · b7 чорний пішак · f7 чорний пішак · g7 чорний слон · h7 чорний пішак · c6 чорний пішак · g6 чорний пішак · c5 чорний ферзь · e5 білий пішак · f5 чорний слон · g5 білий пішак · b4 чорний кінь · c4 білий пішак · e4 білий кінь · f4 біла тура · h4 білий слон · a3 чорний пішак · b3 білий пішак · e3 біла тура · h3 білий пішак · a2 білий пішак · e2 білий ферзь · f1 білий слон · h1 білий король | d8 чорна тура · e8 чорна тура · g8 чорний король · b7 чорний пішак · f7 чорний пішак · g7 чорний слон · h7 чорний пішак · c6 чорний пішак · g6 чорний пішак · c5 чорний ферзь · e5 білий пішак · f5 чорний слон · g5 білий пішак · b4 чорний кінь · c4 білий пішак · e4 білий кінь · f4 біла тура · h4 білий слон · a3 чорний пішак · b3 білий пішак · e3 біла тура · h3 білий пішак · a2 білий пішак · e2 білий ферзь · f1 білий слон · h1 білий король | d8 чорна тура · e8 чорна тура · g8 чорний король · b7 чорний пішак · f7 чорний пішак · g7 чорний слон · h7 чорний пішак · c6 чорний пішак · g6 чорний пішак · c5 чорний ферзь · e5 білий пішак · f5 чорний слон · g5 білий пішак · b4 чорний кінь · c4 білий пішак · e4 білий кінь · f4 біла тура · h4 білий слон · a3 чорний пішак · b3 білий пішак · e3 біла тура · h3 білий пішак · a2 білий пішак · e2 білий ферзь · f1 білий слон · h1 білий король | d8 чорна тура · e8 чорна тура · g8 чорний король · b7 чорний пішак · f7 чорний пішак · g7 чорний слон · h7 чорний пішак · c6 чорний пішак · g6 чорний пішак · c5 чорний ферзь · e5 білий пішак · f5 чорний слон · g5 білий пішак · b4 чорний кінь · c4 білий пішак · e4 білий кінь · f4 біла тура · h4 білий слон · a3 чорний пішак · b3 білий пішак · e3 біла тура · h3 білий пішак · a2 білий пішак · e2 білий ферзь · f1 білий слон · h1 білий король | d8 чорна тура · e8 чорна тура · g8 чорний король · b7 чорний пішак · f7 чорний пішак · g7 чорний слон · h7 чорний пішак · c6 чорний пішак · g6 чорний пішак · c5 чорний ферзь · e5 білий пішак · f5 чорний слон · g5 білий пішак · b4 чорний кінь · c4 білий пішак · e4 білий кінь · f4 біла тура · h4 білий слон · a3 чорний пішак · b3 білий пішак · e3 біла тура · h3 білий пішак · a2 білий пішак · e2 білий ферзь · f1 білий слон · h1 білий король | 8 |
| 7 | d8 чорна тура · e8 чорна тура · g8 чорний король · b7 чорний пішак · f7 чорний пішак · g7 чорний слон · h7 чорний пішак · c6 чорний пішак · g6 чорний пішак · c5 чорний ферзь · e5 білий пішак · f5 чорний слон · g5 білий пішак · b4 чорний кінь · c4 білий пішак · e4 білий кінь · f4 біла тура · h4 білий слон · a3 чорний пішак · b3 білий пішак · e3 біла тура · h3 білий пішак · a2 білий пішак · e2 білий ферзь · f1 білий слон · h1 білий король | d8 чорна тура · e8 чорна тура · g8 чорний король · b7 чорний пішак · f7 чорний пішак · g7 чорний слон · h7 чорний пішак · c6 чорний пішак · g6 чорний пішак · c5 чорний ферзь · e5 білий пішак · f5 чорний слон · g5 білий пішак · b4 чорний кінь · c4 білий пішак · e4 білий кінь · f4 біла тура · h4 білий слон · a3 чорний пішак · b3 білий пішак · e3 біла тура · h3 білий пішак · a2 білий пішак · e2 білий ферзь · f1 білий слон · h1 білий король | d8 чорна тура · e8 чорна тура · g8 чорний король · b7 чорний пішак · f7 чорний пішак · g7 чорний слон · h7 чорний пішак · c6 чорний пішак · g6 чорний пішак · c5 чорний ферзь · e5 білий пішак · f5 чорний слон · g5 білий пішак · b4 чорний кінь · c4 білий пішак · e4 білий кінь · f4 біла тура · h4 білий слон · a3 чорний пішак · b3 білий пішак · e3 біла тура · h3 білий пішак · a2 білий пішак · e2 білий ферзь · f1 білий слон · h1 білий король | d8 чорна тура · e8 чорна тура · g8 чорний король · b7 чорний пішак · f7 чорний пішак · g7 чорний слон · h7 чорний пішак · c6 чорний пішак · g6 чорний пішак · c5 чорний ферзь · e5 білий пішак · f5 чорний слон · g5 білий пішак · b4 чорний кінь · c4 білий пішак · e4 білий кінь · f4 біла тура · h4 білий слон · a3 чорний пішак · b3 білий пішак · e3 біла тура · h3 білий пішак · a2 білий пішак · e2 білий ферзь · f1 білий слон · h1 білий король | d8 чорна тура · e8 чорна тура · g8 чорний король · b7 чорний пішак · f7 чорний пішак · g7 чорний слон · h7 чорний пішак · c6 чорний пішак · g6 чорний пішак · c5 чорний ферзь · e5 білий пішак · f5 чорний слон · g5 білий пішак · b4 чорний кінь · c4 білий пішак · e4 білий кінь · f4 біла тура · h4 білий слон · a3 чорний пішак · b3 білий пішак · e3 біла тура · h3 білий пішак · a2 білий пішак · e2 білий ферзь · f1 білий слон · h1 білий король | d8 чорна тура · e8 чорна тура · g8 чорний король · b7 чорний пішак · f7 чорний пішак · g7 чорний слон · h7 чорний пішак · c6 чорний пішак · g6 чорний пішак · c5 чорний ферзь · e5 білий пішак · f5 чорний слон · g5 білий пішак · b4 чорний кінь · c4 білий пішак · e4 білий кінь · f4 біла тура · h4 білий слон · a3 чорний пішак · b3 білий пішак · e3 біла тура · h3 білий пішак · a2 білий пішак · e2 білий ферзь · f1 білий слон · h1 білий король | d8 чорна тура · e8 чорна тура · g8 чорний король · b7 чорний пішак · f7 чорний пішак · g7 чорний слон · h7 чорний пішак · c6 чорний пішак · g6 чорний пішак · c5 чорний ферзь · e5 білий пішак · f5 чорний слон · g5 білий пішак · b4 чорний кінь · c4 білий пішак · e4 білий кінь · f4 біла тура · h4 білий слон · a3 чорний пішак · b3 білий пішак · e3 біла тура · h3 білий пішак · a2 білий пішак · e2 білий ферзь · f1 білий слон · h1 білий король | d8 чорна тура · e8 чорна тура · g8 чорний король · b7 чорний пішак · f7 чорний пішак · g7 чорний слон · h7 чорний пішак · c6 чорний пішак · g6 чорний пішак · c5 чорний ферзь · e5 білий пішак · f5 чорний слон · g5 білий пішак · b4 чорний кінь · c4 білий пішак · e4 білий кінь · f4 біла тура · h4 білий слон · a3 чорний пішак · b3 білий пішак · e3 біла тура · h3 білий пішак · a2 білий пішак · e2 білий ферзь · f1 білий слон · h1 білий король | 7 |
| 6 | d8 чорна тура · e8 чорна тура · g8 чорний король · b7 чорний пішак · f7 чорний пішак · g7 чорний слон · h7 чорний пішак · c6 чорний пішак · g6 чорний пішак · c5 чорний ферзь · e5 білий пішак · f5 чорний слон · g5 білий пішак · b4 чорний кінь · c4 білий пішак · e4 білий кінь · f4 біла тура · h4 білий слон · a3 чорний пішак · b3 білий пішак · e3 біла тура · h3 білий пішак · a2 білий пішак · e2 білий ферзь · f1 білий слон · h1 білий король | d8 чорна тура · e8 чорна тура · g8 чорний король · b7 чорний пішак · f7 чорний пішак · g7 чорний слон · h7 чорний пішак · c6 чорний пішак · g6 чорний пішак · c5 чорний ферзь · e5 білий пішак · f5 чорний слон · g5 білий пішак · b4 чорний кінь · c4 білий пішак · e4 білий кінь · f4 біла тура · h4 білий слон · a3 чорний пішак · b3 білий пішак · e3 біла тура · h3 білий пішак · a2 білий пішак · e2 білий ферзь · f1 білий слон · h1 білий король | d8 чорна тура · e8 чорна тура · g8 чорний король · b7 чорний пішак · f7 чорний пішак · g7 чорний слон · h7 чорний пішак · c6 чорний пішак · g6 чорний пішак · c5 чорний ферзь · e5 білий пішак · f5 чорний слон · g5 білий пішак · b4 чорний кінь · c4 білий пішак · e4 білий кінь · f4 біла тура · h4 білий слон · a3 чорний пішак · b3 білий пішак · e3 біла тура · h3 білий пішак · a2 білий пішак · e2 білий ферзь · f1 білий слон · h1 білий король | d8 чорна тура · e8 чорна тура · g8 чорний король · b7 чорний пішак · f7 чорний пішак · g7 чорний слон · h7 чорний пішак · c6 чорний пішак · g6 чорний пішак · c5 чорний ферзь · e5 білий пішак · f5 чорний слон · g5 білий пішак · b4 чорний кінь · c4 білий пішак · e4 білий кінь · f4 біла тура · h4 білий слон · a3 чорний пішак · b3 білий пішак · e3 біла тура · h3 білий пішак · a2 білий пішак · e2 білий ферзь · f1 білий слон · h1 білий король | d8 чорна тура · e8 чорна тура · g8 чорний король · b7 чорний пішак · f7 чорний пішак · g7 чорний слон · h7 чорний пішак · c6 чорний пішак · g6 чорний пішак · c5 чорний ферзь · e5 білий пішак · f5 чорний слон · g5 білий пішак · b4 чорний кінь · c4 білий пішак · e4 білий кінь · f4 біла тура · h4 білий слон · a3 чорний пішак · b3 білий пішак · e3 біла тура · h3 білий пішак · a2 білий пішак · e2 білий ферзь · f1 білий слон · h1 білий король | d8 чорна тура · e8 чорна тура · g8 чорний король · b7 чорний пішак · f7 чорний пішак · g7 чорний слон · h7 чорний пішак · c6 чорний пішак · g6 чорний пішак · c5 чорний ферзь · e5 білий пішак · f5 чорний слон · g5 білий пішак · b4 чорний кінь · c4 білий пішак · e4 білий кінь · f4 біла тура · h4 білий слон · a3 чорний пішак · b3 білий пішак · e3 біла тура · h3 білий пішак · a2 білий пішак · e2 білий ферзь · f1 білий слон · h1 білий король | d8 чорна тура · e8 чорна тура · g8 чорний король · b7 чорний пішак · f7 чорний пішак · g7 чорний слон · h7 чорний пішак · c6 чорний пішак · g6 чорний пішак · c5 чорний ферзь · e5 білий пішак · f5 чорний слон · g5 білий пішак · b4 чорний кінь · c4 білий пішак · e4 білий кінь · f4 біла тура · h4 білий слон · a3 чорний пішак · b3 білий пішак · e3 біла тура · h3 білий пішак · a2 білий пішак · e2 білий ферзь · f1 білий слон · h1 білий король | d8 чорна тура · e8 чорна тура · g8 чорний король · b7 чорний пішак · f7 чорний пішак · g7 чорний слон · h7 чорний пішак · c6 чорний пішак · g6 чорний пішак · c5 чорний ферзь · e5 білий пішак · f5 чорний слон · g5 білий пішак · b4 чорний кінь · c4 білий пішак · e4 білий кінь · f4 біла тура · h4 білий слон · a3 чорний пішак · b3 білий пішак · e3 біла тура · h3 білий пішак · a2 білий пішак · e2 білий ферзь · f1 білий слон · h1 білий король | 6 |
| 5 | d8 чорна тура · e8 чорна тура · g8 чорний король · b7 чорний пішак · f7 чорний пішак · g7 чорний слон · h7 чорний пішак · c6 чорний пішак · g6 чорний пішак · c5 чорний ферзь · e5 білий пішак · f5 чорний слон · g5 білий пішак · b4 чорний кінь · c4 білий пішак · e4 білий кінь · f4 біла тура · h4 білий слон · a3 чорний пішак · b3 білий пішак · e3 біла тура · h3 білий пішак · a2 білий пішак · e2 білий ферзь · f1 білий слон · h1 білий король | d8 чорна тура · e8 чорна тура · g8 чорний король · b7 чорний пішак · f7 чорний пішак · g7 чорний слон · h7 чорний пішак · c6 чорний пішак · g6 чорний пішак · c5 чорний ферзь · e5 білий пішак · f5 чорний слон · g5 білий пішак · b4 чорний кінь · c4 білий пішак · e4 білий кінь · f4 біла тура · h4 білий слон · a3 чорний пішак · b3 білий пішак · e3 біла тура · h3 білий пішак · a2 білий пішак · e2 білий ферзь · f1 білий слон · h1 білий король | d8 чорна тура · e8 чорна тура · g8 чорний король · b7 чорний пішак · f7 чорний пішак · g7 чорний слон · h7 чорний пішак · c6 чорний пішак · g6 чорний пішак · c5 чорний ферзь · e5 білий пішак · f5 чорний слон · g5 білий пішак · b4 чорний кінь · c4 білий пішак · e4 білий кінь · f4 біла тура · h4 білий слон · a3 чорний пішак · b3 білий пішак · e3 біла тура · h3 білий пішак · a2 білий пішак · e2 білий ферзь · f1 білий слон · h1 білий король | d8 чорна тура · e8 чорна тура · g8 чорний король · b7 чорний пішак · f7 чорний пішак · g7 чорний слон · h7 чорний пішак · c6 чорний пішак · g6 чорний пішак · c5 чорний ферзь · e5 білий пішак · f5 чорний слон · g5 білий пішак · b4 чорний кінь · c4 білий пішак · e4 білий кінь · f4 біла тура · h4 білий слон · a3 чорний пішак · b3 білий пішак · e3 біла тура · h3 білий пішак · a2 білий пішак · e2 білий ферзь · f1 білий слон · h1 білий король | d8 чорна тура · e8 чорна тура · g8 чорний король · b7 чорний пішак · f7 чорний пішак · g7 чорний слон · h7 чорний пішак · c6 чорний пішак · g6 чорний пішак · c5 чорний ферзь · e5 білий пішак · f5 чорний слон · g5 білий пішак · b4 чорний кінь · c4 білий пішак · e4 білий кінь · f4 біла тура · h4 білий слон · a3 чорний пішак · b3 білий пішак · e3 біла тура · h3 білий пішак · a2 білий пішак · e2 білий ферзь · f1 білий слон · h1 білий король | d8 чорна тура · e8 чорна тура · g8 чорний король · b7 чорний пішак · f7 чорний пішак · g7 чорний слон · h7 чорний пішак · c6 чорний пішак · g6 чорний пішак · c5 чорний ферзь · e5 білий пішак · f5 чорний слон · g5 білий пішак · b4 чорний кінь · c4 білий пішак · e4 білий кінь · f4 біла тура · h4 білий слон · a3 чорний пішак · b3 білий пішак · e3 біла тура · h3 білий пішак · a2 білий пішак · e2 білий ферзь · f1 білий слон · h1 білий король | d8 чорна тура · e8 чорна тура · g8 чорний король · b7 чорний пішак · f7 чорний пішак · g7 чорний слон · h7 чорний пішак · c6 чорний пішак · g6 чорний пішак · c5 чорний ферзь · e5 білий пішак · f5 чорний слон · g5 білий пішак · b4 чорний кінь · c4 білий пішак · e4 білий кінь · f4 біла тура · h4 білий слон · a3 чорний пішак · b3 білий пішак · e3 біла тура · h3 білий пішак · a2 білий пішак · e2 білий ферзь · f1 білий слон · h1 білий король | d8 чорна тура · e8 чорна тура · g8 чорний король · b7 чорний пішак · f7 чорний пішак · g7 чорний слон · h7 чорний пішак · c6 чорний пішак · g6 чорний пішак · c5 чорний ферзь · e5 білий пішак · f5 чорний слон · g5 білий пішак · b4 чорний кінь · c4 білий пішак · e4 білий кінь · f4 біла тура · h4 білий слон · a3 чорний пішак · b3 білий пішак · e3 біла тура · h3 білий пішак · a2 білий пішак · e2 білий ферзь · f1 білий слон · h1 білий король | 5 |
| 4 | d8 чорна тура · e8 чорна тура · g8 чорний король · b7 чорний пішак · f7 чорний пішак · g7 чорний слон · h7 чорний пішак · c6 чорний пішак · g6 чорний пішак · c5 чорний ферзь · e5 білий пішак · f5 чорний слон · g5 білий пішак · b4 чорний кінь · c4 білий пішак · e4 білий кінь · f4 біла тура · h4 білий слон · a3 чорний пішак · b3 білий пішак · e3 біла тура · h3 білий пішак · a2 білий пішак · e2 білий ферзь · f1 білий слон · h1 білий король | d8 чорна тура · e8 чорна тура · g8 чорний король · b7 чорний пішак · f7 чорний пішак · g7 чорний слон · h7 чорний пішак · c6 чорний пішак · g6 чорний пішак · c5 чорний ферзь · e5 білий пішак · f5 чорний слон · g5 білий пішак · b4 чорний кінь · c4 білий пішак · e4 білий кінь · f4 біла тура · h4 білий слон · a3 чорний пішак · b3 білий пішак · e3 біла тура · h3 білий пішак · a2 білий пішак · e2 білий ферзь · f1 білий слон · h1 білий король | d8 чорна тура · e8 чорна тура · g8 чорний король · b7 чорний пішак · f7 чорний пішак · g7 чорний слон · h7 чорний пішак · c6 чорний пішак · g6 чорний пішак · c5 чорний ферзь · e5 білий пішак · f5 чорний слон · g5 білий пішак · b4 чорний кінь · c4 білий пішак · e4 білий кінь · f4 біла тура · h4 білий слон · a3 чорний пішак · b3 білий пішак · e3 біла тура · h3 білий пішак · a2 білий пішак · e2 білий ферзь · f1 білий слон · h1 білий король | d8 чорна тура · e8 чорна тура · g8 чорний король · b7 чорний пішак · f7 чорний пішак · g7 чорний слон · h7 чорний пішак · c6 чорний пішак · g6 чорний пішак · c5 чорний ферзь · e5 білий пішак · f5 чорний слон · g5 білий пішак · b4 чорний кінь · c4 білий пішак · e4 білий кінь · f4 біла тура · h4 білий слон · a3 чорний пішак · b3 білий пішак · e3 біла тура · h3 білий пішак · a2 білий пішак · e2 білий ферзь · f1 білий слон · h1 білий король | d8 чорна тура · e8 чорна тура · g8 чорний король · b7 чорний пішак · f7 чорний пішак · g7 чорний слон · h7 чорний пішак · c6 чорний пішак · g6 чорний пішак · c5 чорний ферзь · e5 білий пішак · f5 чорний слон · g5 білий пішак · b4 чорний кінь · c4 білий пішак · e4 білий кінь · f4 біла тура · h4 білий слон · a3 чорний пішак · b3 білий пішак · e3 біла тура · h3 білий пішак · a2 білий пішак · e2 білий ферзь · f1 білий слон · h1 білий король | d8 чорна тура · e8 чорна тура · g8 чорний король · b7 чорний пішак · f7 чорний пішак · g7 чорний слон · h7 чорний пішак · c6 чорний пішак · g6 чорний пішак · c5 чорний ферзь · e5 білий пішак · f5 чорний слон · g5 білий пішак · b4 чорний кінь · c4 білий пішак · e4 білий кінь · f4 біла тура · h4 білий слон · a3 чорний пішак · b3 білий пішак · e3 біла тура · h3 білий пішак · a2 білий пішак · e2 білий ферзь · f1 білий слон · h1 білий король | d8 чорна тура · e8 чорна тура · g8 чорний король · b7 чорний пішак · f7 чорний пішак · g7 чорний слон · h7 чорний пішак · c6 чорний пішак · g6 чорний пішак · c5 чорний ферзь · e5 білий пішак · f5 чорний слон · g5 білий пішак · b4 чорний кінь · c4 білий пішак · e4 білий кінь · f4 біла тура · h4 білий слон · a3 чорний пішак · b3 білий пішак · e3 біла тура · h3 білий пішак · a2 білий пішак · e2 білий ферзь · f1 білий слон · h1 білий король | d8 чорна тура · e8 чорна тура · g8 чорний король · b7 чорний пішак · f7 чорний пішак · g7 чорний слон · h7 чорний пішак · c6 чорний пішак · g6 чорний пішак · c5 чорний ферзь · e5 білий пішак · f5 чорний слон · g5 білий пішак · b4 чорний кінь · c4 білий пішак · e4 білий кінь · f4 біла тура · h4 білий слон · a3 чорний пішак · b3 білий пішак · e3 біла тура · h3 білий пішак · a2 білий пішак · e2 білий ферзь · f1 білий слон · h1 білий король | 4 |
| 3 | d8 чорна тура · e8 чорна тура · g8 чорний король · b7 чорний пішак · f7 чорний пішак · g7 чорний слон · h7 чорний пішак · c6 чорний пішак · g6 чорний пішак · c5 чорний ферзь · e5 білий пішак · f5 чорний слон · g5 білий пішак · b4 чорний кінь · c4 білий пішак · e4 білий кінь · f4 біла тура · h4 білий слон · a3 чорний пішак · b3 білий пішак · e3 біла тура · h3 білий пішак · a2 білий пішак · e2 білий ферзь · f1 білий слон · h1 білий король | d8 чорна тура · e8 чорна тура · g8 чорний король · b7 чорний пішак · f7 чорний пішак · g7 чорний слон · h7 чорний пішак · c6 чорний пішак · g6 чорний пішак · c5 чорний ферзь · e5 білий пішак · f5 чорний слон · g5 білий пішак · b4 чорний кінь · c4 білий пішак · e4 білий кінь · f4 біла тура · h4 білий слон · a3 чорний пішак · b3 білий пішак · e3 біла тура · h3 білий пішак · a2 білий пішак · e2 білий ферзь · f1 білий слон · h1 білий король | d8 чорна тура · e8 чорна тура · g8 чорний король · b7 чорний пішак · f7 чорний пішак · g7 чорний слон · h7 чорний пішак · c6 чорний пішак · g6 чорний пішак · c5 чорний ферзь · e5 білий пішак · f5 чорний слон · g5 білий пішак · b4 чорний кінь · c4 білий пішак · e4 білий кінь · f4 біла тура · h4 білий слон · a3 чорний пішак · b3 білий пішак · e3 біла тура · h3 білий пішак · a2 білий пішак · e2 білий ферзь · f1 білий слон · h1 білий король | d8 чорна тура · e8 чорна тура · g8 чорний король · b7 чорний пішак · f7 чорний пішак · g7 чорний слон · h7 чорний пішак · c6 чорний пішак · g6 чорний пішак · c5 чорний ферзь · e5 білий пішак · f5 чорний слон · g5 білий пішак · b4 чорний кінь · c4 білий пішак · e4 білий кінь · f4 біла тура · h4 білий слон · a3 чорний пішак · b3 білий пішак · e3 біла тура · h3 білий пішак · a2 білий пішак · e2 білий ферзь · f1 білий слон · h1 білий король | d8 чорна тура · e8 чорна тура · g8 чорний король · b7 чорний пішак · f7 чорний пішак · g7 чорний слон · h7 чорний пішак · c6 чорний пішак · g6 чорний пішак · c5 чорний ферзь · e5 білий пішак · f5 чорний слон · g5 білий пішак · b4 чорний кінь · c4 білий пішак · e4 білий кінь · f4 біла тура · h4 білий слон · a3 чорний пішак · b3 білий пішак · e3 біла тура · h3 білий пішак · a2 білий пішак · e2 білий ферзь · f1 білий слон · h1 білий король | d8 чорна тура · e8 чорна тура · g8 чорний король · b7 чорний пішак · f7 чорний пішак · g7 чорний слон · h7 чорний пішак · c6 чорний пішак · g6 чорний пішак · c5 чорний ферзь · e5 білий пішак · f5 чорний слон · g5 білий пішак · b4 чорний кінь · c4 білий пішак · e4 білий кінь · f4 біла тура · h4 білий слон · a3 чорний пішак · b3 білий пішак · e3 біла тура · h3 білий пішак · a2 білий пішак · e2 білий ферзь · f1 білий слон · h1 білий король | d8 чорна тура · e8 чорна тура · g8 чорний король · b7 чорний пішак · f7 чорний пішак · g7 чорний слон · h7 чорний пішак · c6 чорний пішак · g6 чорний пішак · c5 чорний ферзь · e5 білий пішак · f5 чорний слон · g5 білий пішак · b4 чорний кінь · c4 білий пішак · e4 білий кінь · f4 біла тура · h4 білий слон · a3 чорний пішак · b3 білий пішак · e3 біла тура · h3 білий пішак · a2 білий пішак · e2 білий ферзь · f1 білий слон · h1 білий король | d8 чорна тура · e8 чорна тура · g8 чорний король · b7 чорний пішак · f7 чорний пішак · g7 чорний слон · h7 чорний пішак · c6 чорний пішак · g6 чорний пішак · c5 чорний ферзь · e5 білий пішак · f5 чорний слон · g5 білий пішак · b4 чорний кінь · c4 білий пішак · e4 білий кінь · f4 біла тура · h4 білий слон · a3 чорний пішак · b3 білий пішак · e3 біла тура · h3 білий пішак · a2 білий пішак · e2 білий ферзь · f1 білий слон · h1 білий король | 3 |
| 2 | d8 чорна тура · e8 чорна тура · g8 чорний король · b7 чорний пішак · f7 чорний пішак · g7 чорний слон · h7 чорний пішак · c6 чорний пішак · g6 чорний пішак · c5 чорний ферзь · e5 білий пішак · f5 чорний слон · g5 білий пішак · b4 чорний кінь · c4 білий пішак · e4 білий кінь · f4 біла тура · h4 білий слон · a3 чорний пішак · b3 білий пішак · e3 біла тура · h3 білий пішак · a2 білий пішак · e2 білий ферзь · f1 білий слон · h1 білий король | d8 чорна тура · e8 чорна тура · g8 чорний король · b7 чорний пішак · f7 чорний пішак · g7 чорний слон · h7 чорний пішак · c6 чорний пішак · g6 чорний пішак · c5 чорний ферзь · e5 білий пішак · f5 чорний слон · g5 білий пішак · b4 чорний кінь · c4 білий пішак · e4 білий кінь · f4 біла тура · h4 білий слон · a3 чорний пішак · b3 білий пішак · e3 біла тура · h3 білий пішак · a2 білий пішак · e2 білий ферзь · f1 білий слон · h1 білий король | d8 чорна тура · e8 чорна тура · g8 чорний король · b7 чорний пішак · f7 чорний пішак · g7 чорний слон · h7 чорний пішак · c6 чорний пішак · g6 чорний пішак · c5 чорний ферзь · e5 білий пішак · f5 чорний слон · g5 білий пішак · b4 чорний кінь · c4 білий пішак · e4 білий кінь · f4 біла тура · h4 білий слон · a3 чорний пішак · b3 білий пішак · e3 біла тура · h3 білий пішак · a2 білий пішак · e2 білий ферзь · f1 білий слон · h1 білий король | d8 чорна тура · e8 чорна тура · g8 чорний король · b7 чорний пішак · f7 чорний пішак · g7 чорний слон · h7 чорний пішак · c6 чорний пішак · g6 чорний пішак · c5 чорний ферзь · e5 білий пішак · f5 чорний слон · g5 білий пішак · b4 чорний кінь · c4 білий пішак · e4 білий кінь · f4 біла тура · h4 білий слон · a3 чорний пішак · b3 білий пішак · e3 біла тура · h3 білий пішак · a2 білий пішак · e2 білий ферзь · f1 білий слон · h1 білий король | d8 чорна тура · e8 чорна тура · g8 чорний король · b7 чорний пішак · f7 чорний пішак · g7 чорний слон · h7 чорний пішак · c6 чорний пішак · g6 чорний пішак · c5 чорний ферзь · e5 білий пішак · f5 чорний слон · g5 білий пішак · b4 чорний кінь · c4 білий пішак · e4 білий кінь · f4 біла тура · h4 білий слон · a3 чорний пішак · b3 білий пішак · e3 біла тура · h3 білий пішак · a2 білий пішак · e2 білий ферзь · f1 білий слон · h1 білий король | d8 чорна тура · e8 чорна тура · g8 чорний король · b7 чорний пішак · f7 чорний пішак · g7 чорний слон · h7 чорний пішак · c6 чорний пішак · g6 чорний пішак · c5 чорний ферзь · e5 білий пішак · f5 чорний слон · g5 білий пішак · b4 чорний кінь · c4 білий пішак · e4 білий кінь · f4 біла тура · h4 білий слон · a3 чорний пішак · b3 білий пішак · e3 біла тура · h3 білий пішак · a2 білий пішак · e2 білий ферзь · f1 білий слон · h1 білий король | d8 чорна тура · e8 чорна тура · g8 чорний король · b7 чорний пішак · f7 чорний пішак · g7 чорний слон · h7 чорний пішак · c6 чорний пішак · g6 чорний пішак · c5 чорний ферзь · e5 білий пішак · f5 чорний слон · g5 білий пішак · b4 чорний кінь · c4 білий пішак · e4 білий кінь · f4 біла тура · h4 білий слон · a3 чорний пішак · b3 білий пішак · e3 біла тура · h3 білий пішак · a2 білий пішак · e2 білий ферзь · f1 білий слон · h1 білий король | d8 чорна тура · e8 чорна тура · g8 чорний король · b7 чорний пішак · f7 чорний пішак · g7 чорний слон · h7 чорний пішак · c6 чорний пішак · g6 чорний пішак · c5 чорний ферзь · e5 білий пішак · f5 чорний слон · g5 білий пішак · b4 чорний кінь · c4 білий пішак · e4 білий кінь · f4 біла тура · h4 білий слон · a3 чорний пішак · b3 білий пішак · e3 біла тура · h3 білий пішак · a2 білий пішак · e2 білий ферзь · f1 білий слон · h1 білий король | 2 |
| 1 | d8 чорна тура · e8 чорна тура · g8 чорний король · b7 чорний пішак · f7 чорний пішак · g7 чорний слон · h7 чорний пішак · c6 чорний пішак · g6 чорний пішак · c5 чорний ферзь · e5 білий пішак · f5 чорний слон · g5 білий пішак · b4 чорний кінь · c4 білий пішак · e4 білий кінь · f4 біла тура · h4 білий слон · a3 чорний пішак · b3 білий пішак · e3 біла тура · h3 білий пішак · a2 білий пішак · e2 білий ферзь · f1 білий слон · h1 білий король | d8 чорна тура · e8 чорна тура · g8 чорний король · b7 чорний пішак · f7 чорний пішак · g7 чорний слон · h7 чорний пішак · c6 чорний пішак · g6 чорний пішак · c5 чорний ферзь · e5 білий пішак · f5 чорний слон · g5 білий пішак · b4 чорний кінь · c4 білий пішак · e4 білий кінь · f4 біла тура · h4 білий слон · a3 чорний пішак · b3 білий пішак · e3 біла тура · h3 білий пішак · a2 білий пішак · e2 білий ферзь · f1 білий слон · h1 білий король | d8 чорна тура · e8 чорна тура · g8 чорний король · b7 чорний пішак · f7 чорний пішак · g7 чорний слон · h7 чорний пішак · c6 чорний пішак · g6 чорний пішак · c5 чорний ферзь · e5 білий пішак · f5 чорний слон · g5 білий пішак · b4 чорний кінь · c4 білий пішак · e4 білий кінь · f4 біла тура · h4 білий слон · a3 чорний пішак · b3 білий пішак · e3 біла тура · h3 білий пішак · a2 білий пішак · e2 білий ферзь · f1 білий слон · h1 білий король | d8 чорна тура · e8 чорна тура · g8 чорний король · b7 чорний пішак · f7 чорний пішак · g7 чорний слон · h7 чорний пішак · c6 чорний пішак · g6 чорний пішак · c5 чорний ферзь · e5 білий пішак · f5 чорний слон · g5 білий пішак · b4 чорний кінь · c4 білий пішак · e4 білий кінь · f4 біла тура · h4 білий слон · a3 чорний пішак · b3 білий пішак · e3 біла тура · h3 білий пішак · a2 білий пішак · e2 білий ферзь · f1 білий слон · h1 білий король | d8 чорна тура · e8 чорна тура · g8 чорний король · b7 чорний пішак · f7 чорний пішак · g7 чорний слон · h7 чорний пішак · c6 чорний пішак · g6 чорний пішак · c5 чорний ферзь · e5 білий пішак · f5 чорний слон · g5 білий пішак · b4 чорний кінь · c4 білий пішак · e4 білий кінь · f4 біла тура · h4 білий слон · a3 чорний пішак · b3 білий пішак · e3 біла тура · h3 білий пішак · a2 білий пішак · e2 білий ферзь · f1 білий слон · h1 білий король | d8 чорна тура · e8 чорна тура · g8 чорний король · b7 чорний пішак · f7 чорний пішак · g7 чорний слон · h7 чорний пішак · c6 чорний пішак · g6 чорний пішак · c5 чорний ферзь · e5 білий пішак · f5 чорний слон · g5 білий пішак · b4 чорний кінь · c4 білий пішак · e4 білий кінь · f4 біла тура · h4 білий слон · a3 чорний пішак · b3 білий пішак · e3 біла тура · h3 білий пішак · a2 білий пішак · e2 білий ферзь · f1 білий слон · h1 білий король | d8 чорна тура · e8 чорна тура · g8 чорний король · b7 чорний пішак · f7 чорний пішак · g7 чорний слон · h7 чорний пішак · c6 чорний пішак · g6 чорний пішак · c5 чорний ферзь · e5 білий пішак · f5 чорний слон · g5 білий пішак · b4 чорний кінь · c4 білий пішак · e4 білий кінь · f4 біла тура · h4 білий слон · a3 чорний пішак · b3 білий пішак · e3 біла тура · h3 білий пішак · a2 білий пішак · e2 білий ферзь · f1 білий слон · h1 білий король | d8 чорна тура · e8 чорна тура · g8 чорний король · b7 чорний пішак · f7 чорний пішак · g7 чорний слон · h7 чорний пішак · c6 чорний пішак · g6 чорний пішак · c5 чорний ферзь · e5 білий пішак · f5 чорний слон · g5 білий пішак · b4 чорний кінь · c4 білий пішак · e4 білий кінь · f4 біла тура · h4 білий слон · a3 чорний пішак · b3 білий пішак · e3 біла тура · h3 білий пішак · a2 білий пішак · e2 білий ферзь · f1 білий слон · h1 білий король | 1 |
|   | a | b | c | d | e | f | g | h |   |

- а) 33…Фe6 34.Тff3 — білі виграли фігуру
- б) 33…Ф:f5 34.Кf6+ С:f6 35.Т:e8+ Т:e8 36.Ф:e8+ Крg7 37.gf6+ Крh6 і білі, вигравши фігуру, встигають захистити свого слона
- в) 34.Кf6+ С:f6 35.gf Фe4+ (якщо взяти туру 35…Ф:e3, то 36.Фg2+ і мат неминучий) 36.Т:e4 Т:e4 37.Фg2+

- Смислов — Керес, 9-й тур — 1:0[112]. Майбутній переможець турніру краще розіграв прийнятий ферзевий гамбіт, дійшовши пішаком «d» аж до 7-ї горизонталі, де чорні змушені були пожертвувати якість, щоб знищити його, але це не допомогло.

- Авербах — Сабо, 10-й тур — 1:0[101]. «Теоретичним айсбергом можна назвати нічию Авербаха зі Сабо, адже вдесятеро більше ідей і варіантів залишилось за кулісами, ніж було реалізовано на шахівниці» (Д. Бронштейн)[61]. Гра показала багатство дебютних задумів іспанської партії.

- Найдорф — Штальберґ, 10-й тур — 1:0[113]. Штальберґ із задоволенням йшов на розміни фігур на початку та в середині партії, але в кінцівці «тура та кінь проти тури та слона» Найдорф під час догравання здійснив красиву переможну комбінацію.

- Петросян — Ейве, 10-й тур — 1:0[114]. Майбутній чемпіон світу (наймолодший гравець турніру) використав свої кращі знання староіндійського захисту й отримав кращу позицію проти колишнього чемпіона світу (найстаршого гравця турніру).

- Авербах — Штальберґ, 12-й тур — 0:1[100]. Перша перемога Штальберґа на турнірі. Авербах недооцінив уміння шведа у французькому захисті, намагаючись досягти переваги зіграв неточно й програв після затяжного ендшпілю.

- Найдорф — Котов, 12-й тур — 1:0[115]. Найдорф підготував сюрприз для радянського гравця, єдиний раз у змаганні походивши 1.e2-e4. Чорні 15 хвилин (!) думали над першим ходом, вибравши захист Каро—Канн[116]. Після дебюту білі отримали спочатку позиційну, а потім і матеріальну перевагу (пішака). Котов не хотів нічиєї та ризикнув загострити гру перед контролем часу, однак здався через кілька ходів.

|   | a | b | c | d | e | f | g | h |   |
| 8 | a8 чорна тура · d8 чорна тура · g8 чорний король · b7 чорний слон · c7 чорний ферзь · f7 чорний пішак · h7 чорний пішак · a6 чорний пішак · f6 чорний слон · g6 чорний пішак · h6 білий слон · a5 чорний кінь · b5 чорний пішак · d5 чорний кінь · d4 білий кінь · g3 білий кінь · h3 білий пішак · a2 білий пішак · b2 білий пішак · c2 білий слон · e2 білий ферзь · f2 білий пішак · g2 білий пішак · a1 біла тура · e1 біла тура · g1 білий король | a8 чорна тура · d8 чорна тура · g8 чорний король · b7 чорний слон · c7 чорний ферзь · f7 чорний пішак · h7 чорний пішак · a6 чорний пішак · f6 чорний слон · g6 чорний пішак · h6 білий слон · a5 чорний кінь · b5 чорний пішак · d5 чорний кінь · d4 білий кінь · g3 білий кінь · h3 білий пішак · a2 білий пішак · b2 білий пішак · c2 білий слон · e2 білий ферзь · f2 білий пішак · g2 білий пішак · a1 біла тура · e1 біла тура · g1 білий король | a8 чорна тура · d8 чорна тура · g8 чорний король · b7 чорний слон · c7 чорний ферзь · f7 чорний пішак · h7 чорний пішак · a6 чорний пішак · f6 чорний слон · g6 чорний пішак · h6 білий слон · a5 чорний кінь · b5 чорний пішак · d5 чорний кінь · d4 білий кінь · g3 білий кінь · h3 білий пішак · a2 білий пішак · b2 білий пішак · c2 білий слон · e2 білий ферзь · f2 білий пішак · g2 білий пішак · a1 біла тура · e1 біла тура · g1 білий король | a8 чорна тура · d8 чорна тура · g8 чорний король · b7 чорний слон · c7 чорний ферзь · f7 чорний пішак · h7 чорний пішак · a6 чорний пішак · f6 чорний слон · g6 чорний пішак · h6 білий слон · a5 чорний кінь · b5 чорний пішак · d5 чорний кінь · d4 білий кінь · g3 білий кінь · h3 білий пішак · a2 білий пішак · b2 білий пішак · c2 білий слон · e2 білий ферзь · f2 білий пішак · g2 білий пішак · a1 біла тура · e1 біла тура · g1 білий король | a8 чорна тура · d8 чорна тура · g8 чорний король · b7 чорний слон · c7 чорний ферзь · f7 чорний пішак · h7 чорний пішак · a6 чорний пішак · f6 чорний слон · g6 чорний пішак · h6 білий слон · a5 чорний кінь · b5 чорний пішак · d5 чорний кінь · d4 білий кінь · g3 білий кінь · h3 білий пішак · a2 білий пішак · b2 білий пішак · c2 білий слон · e2 білий ферзь · f2 білий пішак · g2 білий пішак · a1 біла тура · e1 біла тура · g1 білий король | a8 чорна тура · d8 чорна тура · g8 чорний король · b7 чорний слон · c7 чорний ферзь · f7 чорний пішак · h7 чорний пішак · a6 чорний пішак · f6 чорний слон · g6 чорний пішак · h6 білий слон · a5 чорний кінь · b5 чорний пішак · d5 чорний кінь · d4 білий кінь · g3 білий кінь · h3 білий пішак · a2 білий пішак · b2 білий пішак · c2 білий слон · e2 білий ферзь · f2 білий пішак · g2 білий пішак · a1 біла тура · e1 біла тура · g1 білий король | a8 чорна тура · d8 чорна тура · g8 чорний король · b7 чорний слон · c7 чорний ферзь · f7 чорний пішак · h7 чорний пішак · a6 чорний пішак · f6 чорний слон · g6 чорний пішак · h6 білий слон · a5 чорний кінь · b5 чорний пішак · d5 чорний кінь · d4 білий кінь · g3 білий кінь · h3 білий пішак · a2 білий пішак · b2 білий пішак · c2 білий слон · e2 білий ферзь · f2 білий пішак · g2 білий пішак · a1 біла тура · e1 біла тура · g1 білий король | a8 чорна тура · d8 чорна тура · g8 чорний король · b7 чорний слон · c7 чорний ферзь · f7 чорний пішак · h7 чорний пішак · a6 чорний пішак · f6 чорний слон · g6 чорний пішак · h6 білий слон · a5 чорний кінь · b5 чорний пішак · d5 чорний кінь · d4 білий кінь · g3 білий кінь · h3 білий пішак · a2 білий пішак · b2 білий пішак · c2 білий слон · e2 білий ферзь · f2 білий пішак · g2 білий пішак · a1 біла тура · e1 біла тура · g1 білий король | 8 |
| 7 | a8 чорна тура · d8 чорна тура · g8 чорний король · b7 чорний слон · c7 чорний ферзь · f7 чорний пішак · h7 чорний пішак · a6 чорний пішак · f6 чорний слон · g6 чорний пішак · h6 білий слон · a5 чорний кінь · b5 чорний пішак · d5 чорний кінь · d4 білий кінь · g3 білий кінь · h3 білий пішак · a2 білий пішак · b2 білий пішак · c2 білий слон · e2 білий ферзь · f2 білий пішак · g2 білий пішак · a1 біла тура · e1 біла тура · g1 білий король | a8 чорна тура · d8 чорна тура · g8 чорний король · b7 чорний слон · c7 чорний ферзь · f7 чорний пішак · h7 чорний пішак · a6 чорний пішак · f6 чорний слон · g6 чорний пішак · h6 білий слон · a5 чорний кінь · b5 чорний пішак · d5 чорний кінь · d4 білий кінь · g3 білий кінь · h3 білий пішак · a2 білий пішак · b2 білий пішак · c2 білий слон · e2 білий ферзь · f2 білий пішак · g2 білий пішак · a1 біла тура · e1 біла тура · g1 білий король | a8 чорна тура · d8 чорна тура · g8 чорний король · b7 чорний слон · c7 чорний ферзь · f7 чорний пішак · h7 чорний пішак · a6 чорний пішак · f6 чорний слон · g6 чорний пішак · h6 білий слон · a5 чорний кінь · b5 чорний пішак · d5 чорний кінь · d4 білий кінь · g3 білий кінь · h3 білий пішак · a2 білий пішак · b2 білий пішак · c2 білий слон · e2 білий ферзь · f2 білий пішак · g2 білий пішак · a1 біла тура · e1 біла тура · g1 білий король | a8 чорна тура · d8 чорна тура · g8 чорний король · b7 чорний слон · c7 чорний ферзь · f7 чорний пішак · h7 чорний пішак · a6 чорний пішак · f6 чорний слон · g6 чорний пішак · h6 білий слон · a5 чорний кінь · b5 чорний пішак · d5 чорний кінь · d4 білий кінь · g3 білий кінь · h3 білий пішак · a2 білий пішак · b2 білий пішак · c2 білий слон · e2 білий ферзь · f2 білий пішак · g2 білий пішак · a1 біла тура · e1 біла тура · g1 білий король | a8 чорна тура · d8 чорна тура · g8 чорний король · b7 чорний слон · c7 чорний ферзь · f7 чорний пішак · h7 чорний пішак · a6 чорний пішак · f6 чорний слон · g6 чорний пішак · h6 білий слон · a5 чорний кінь · b5 чорний пішак · d5 чорний кінь · d4 білий кінь · g3 білий кінь · h3 білий пішак · a2 білий пішак · b2 білий пішак · c2 білий слон · e2 білий ферзь · f2 білий пішак · g2 білий пішак · a1 біла тура · e1 біла тура · g1 білий король | a8 чорна тура · d8 чорна тура · g8 чорний король · b7 чорний слон · c7 чорний ферзь · f7 чорний пішак · h7 чорний пішак · a6 чорний пішак · f6 чорний слон · g6 чорний пішак · h6 білий слон · a5 чорний кінь · b5 чорний пішак · d5 чорний кінь · d4 білий кінь · g3 білий кінь · h3 білий пішак · a2 білий пішак · b2 білий пішак · c2 білий слон · e2 білий ферзь · f2 білий пішак · g2 білий пішак · a1 біла тура · e1 біла тура · g1 білий король | a8 чорна тура · d8 чорна тура · g8 чорний король · b7 чорний слон · c7 чорний ферзь · f7 чорний пішак · h7 чорний пішак · a6 чорний пішак · f6 чорний слон · g6 чорний пішак · h6 білий слон · a5 чорний кінь · b5 чорний пішак · d5 чорний кінь · d4 білий кінь · g3 білий кінь · h3 білий пішак · a2 білий пішак · b2 білий пішак · c2 білий слон · e2 білий ферзь · f2 білий пішак · g2 білий пішак · a1 біла тура · e1 біла тура · g1 білий король | a8 чорна тура · d8 чорна тура · g8 чорний король · b7 чорний слон · c7 чорний ферзь · f7 чорний пішак · h7 чорний пішак · a6 чорний пішак · f6 чорний слон · g6 чорний пішак · h6 білий слон · a5 чорний кінь · b5 чорний пішак · d5 чорний кінь · d4 білий кінь · g3 білий кінь · h3 білий пішак · a2 білий пішак · b2 білий пішак · c2 білий слон · e2 білий ферзь · f2 білий пішак · g2 білий пішак · a1 біла тура · e1 біла тура · g1 білий король | 7 |
| 6 | a8 чорна тура · d8 чорна тура · g8 чорний король · b7 чорний слон · c7 чорний ферзь · f7 чорний пішак · h7 чорний пішак · a6 чорний пішак · f6 чорний слон · g6 чорний пішак · h6 білий слон · a5 чорний кінь · b5 чорний пішак · d5 чорний кінь · d4 білий кінь · g3 білий кінь · h3 білий пішак · a2 білий пішак · b2 білий пішак · c2 білий слон · e2 білий ферзь · f2 білий пішак · g2 білий пішак · a1 біла тура · e1 біла тура · g1 білий король | a8 чорна тура · d8 чорна тура · g8 чорний король · b7 чорний слон · c7 чорний ферзь · f7 чорний пішак · h7 чорний пішак · a6 чорний пішак · f6 чорний слон · g6 чорний пішак · h6 білий слон · a5 чорний кінь · b5 чорний пішак · d5 чорний кінь · d4 білий кінь · g3 білий кінь · h3 білий пішак · a2 білий пішак · b2 білий пішак · c2 білий слон · e2 білий ферзь · f2 білий пішак · g2 білий пішак · a1 біла тура · e1 біла тура · g1 білий король | a8 чорна тура · d8 чорна тура · g8 чорний король · b7 чорний слон · c7 чорний ферзь · f7 чорний пішак · h7 чорний пішак · a6 чорний пішак · f6 чорний слон · g6 чорний пішак · h6 білий слон · a5 чорний кінь · b5 чорний пішак · d5 чорний кінь · d4 білий кінь · g3 білий кінь · h3 білий пішак · a2 білий пішак · b2 білий пішак · c2 білий слон · e2 білий ферзь · f2 білий пішак · g2 білий пішак · a1 біла тура · e1 біла тура · g1 білий король | a8 чорна тура · d8 чорна тура · g8 чорний король · b7 чорний слон · c7 чорний ферзь · f7 чорний пішак · h7 чорний пішак · a6 чорний пішак · f6 чорний слон · g6 чорний пішак · h6 білий слон · a5 чорний кінь · b5 чорний пішак · d5 чорний кінь · d4 білий кінь · g3 білий кінь · h3 білий пішак · a2 білий пішак · b2 білий пішак · c2 білий слон · e2 білий ферзь · f2 білий пішак · g2 білий пішак · a1 біла тура · e1 біла тура · g1 білий король | a8 чорна тура · d8 чорна тура · g8 чорний король · b7 чорний слон · c7 чорний ферзь · f7 чорний пішак · h7 чорний пішак · a6 чорний пішак · f6 чорний слон · g6 чорний пішак · h6 білий слон · a5 чорний кінь · b5 чорний пішак · d5 чорний кінь · d4 білий кінь · g3 білий кінь · h3 білий пішак · a2 білий пішак · b2 білий пішак · c2 білий слон · e2 білий ферзь · f2 білий пішак · g2 білий пішак · a1 біла тура · e1 біла тура · g1 білий король | a8 чорна тура · d8 чорна тура · g8 чорний король · b7 чорний слон · c7 чорний ферзь · f7 чорний пішак · h7 чорний пішак · a6 чорний пішак · f6 чорний слон · g6 чорний пішак · h6 білий слон · a5 чорний кінь · b5 чорний пішак · d5 чорний кінь · d4 білий кінь · g3 білий кінь · h3 білий пішак · a2 білий пішак · b2 білий пішак · c2 білий слон · e2 білий ферзь · f2 білий пішак · g2 білий пішак · a1 біла тура · e1 біла тура · g1 білий король | a8 чорна тура · d8 чорна тура · g8 чорний король · b7 чорний слон · c7 чорний ферзь · f7 чорний пішак · h7 чорний пішак · a6 чорний пішак · f6 чорний слон · g6 чорний пішак · h6 білий слон · a5 чорний кінь · b5 чорний пішак · d5 чорний кінь · d4 білий кінь · g3 білий кінь · h3 білий пішак · a2 білий пішак · b2 білий пішак · c2 білий слон · e2 білий ферзь · f2 білий пішак · g2 білий пішак · a1 біла тура · e1 біла тура · g1 білий король | a8 чорна тура · d8 чорна тура · g8 чорний король · b7 чорний слон · c7 чорний ферзь · f7 чорний пішак · h7 чорний пішак · a6 чорний пішак · f6 чорний слон · g6 чорний пішак · h6 білий слон · a5 чорний кінь · b5 чорний пішак · d5 чорний кінь · d4 білий кінь · g3 білий кінь · h3 білий пішак · a2 білий пішак · b2 білий пішак · c2 білий слон · e2 білий ферзь · f2 білий пішак · g2 білий пішак · a1 біла тура · e1 біла тура · g1 білий король | 6 |
| 5 | a8 чорна тура · d8 чорна тура · g8 чорний король · b7 чорний слон · c7 чорний ферзь · f7 чорний пішак · h7 чорний пішак · a6 чорний пішак · f6 чорний слон · g6 чорний пішак · h6 білий слон · a5 чорний кінь · b5 чорний пішак · d5 чорний кінь · d4 білий кінь · g3 білий кінь · h3 білий пішак · a2 білий пішак · b2 білий пішак · c2 білий слон · e2 білий ферзь · f2 білий пішак · g2 білий пішак · a1 біла тура · e1 біла тура · g1 білий король | a8 чорна тура · d8 чорна тура · g8 чорний король · b7 чорний слон · c7 чорний ферзь · f7 чорний пішак · h7 чорний пішак · a6 чорний пішак · f6 чорний слон · g6 чорний пішак · h6 білий слон · a5 чорний кінь · b5 чорний пішак · d5 чорний кінь · d4 білий кінь · g3 білий кінь · h3 білий пішак · a2 білий пішак · b2 білий пішак · c2 білий слон · e2 білий ферзь · f2 білий пішак · g2 білий пішак · a1 біла тура · e1 біла тура · g1 білий король | a8 чорна тура · d8 чорна тура · g8 чорний король · b7 чорний слон · c7 чорний ферзь · f7 чорний пішак · h7 чорний пішак · a6 чорний пішак · f6 чорний слон · g6 чорний пішак · h6 білий слон · a5 чорний кінь · b5 чорний пішак · d5 чорний кінь · d4 білий кінь · g3 білий кінь · h3 білий пішак · a2 білий пішак · b2 білий пішак · c2 білий слон · e2 білий ферзь · f2 білий пішак · g2 білий пішак · a1 біла тура · e1 біла тура · g1 білий король | a8 чорна тура · d8 чорна тура · g8 чорний король · b7 чорний слон · c7 чорний ферзь · f7 чорний пішак · h7 чорний пішак · a6 чорний пішак · f6 чорний слон · g6 чорний пішак · h6 білий слон · a5 чорний кінь · b5 чорний пішак · d5 чорний кінь · d4 білий кінь · g3 білий кінь · h3 білий пішак · a2 білий пішак · b2 білий пішак · c2 білий слон · e2 білий ферзь · f2 білий пішак · g2 білий пішак · a1 біла тура · e1 біла тура · g1 білий король | a8 чорна тура · d8 чорна тура · g8 чорний король · b7 чорний слон · c7 чорний ферзь · f7 чорний пішак · h7 чорний пішак · a6 чорний пішак · f6 чорний слон · g6 чорний пішак · h6 білий слон · a5 чорний кінь · b5 чорний пішак · d5 чорний кінь · d4 білий кінь · g3 білий кінь · h3 білий пішак · a2 білий пішак · b2 білий пішак · c2 білий слон · e2 білий ферзь · f2 білий пішак · g2 білий пішак · a1 біла тура · e1 біла тура · g1 білий король | a8 чорна тура · d8 чорна тура · g8 чорний король · b7 чорний слон · c7 чорний ферзь · f7 чорний пішак · h7 чорний пішак · a6 чорний пішак · f6 чорний слон · g6 чорний пішак · h6 білий слон · a5 чорний кінь · b5 чорний пішак · d5 чорний кінь · d4 білий кінь · g3 білий кінь · h3 білий пішак · a2 білий пішак · b2 білий пішак · c2 білий слон · e2 білий ферзь · f2 білий пішак · g2 білий пішак · a1 біла тура · e1 біла тура · g1 білий король | a8 чорна тура · d8 чорна тура · g8 чорний король · b7 чорний слон · c7 чорний ферзь · f7 чорний пішак · h7 чорний пішак · a6 чорний пішак · f6 чорний слон · g6 чорний пішак · h6 білий слон · a5 чорний кінь · b5 чорний пішак · d5 чорний кінь · d4 білий кінь · g3 білий кінь · h3 білий пішак · a2 білий пішак · b2 білий пішак · c2 білий слон · e2 білий ферзь · f2 білий пішак · g2 білий пішак · a1 біла тура · e1 біла тура · g1 білий король | a8 чорна тура · d8 чорна тура · g8 чорний король · b7 чорний слон · c7 чорний ферзь · f7 чорний пішак · h7 чорний пішак · a6 чорний пішак · f6 чорний слон · g6 чорний пішак · h6 білий слон · a5 чорний кінь · b5 чорний пішак · d5 чорний кінь · d4 білий кінь · g3 білий кінь · h3 білий пішак · a2 білий пішак · b2 білий пішак · c2 білий слон · e2 білий ферзь · f2 білий пішак · g2 білий пішак · a1 біла тура · e1 біла тура · g1 білий король | 5 |
| 4 | a8 чорна тура · d8 чорна тура · g8 чорний король · b7 чорний слон · c7 чорний ферзь · f7 чорний пішак · h7 чорний пішак · a6 чорний пішак · f6 чорний слон · g6 чорний пішак · h6 білий слон · a5 чорний кінь · b5 чорний пішак · d5 чорний кінь · d4 білий кінь · g3 білий кінь · h3 білий пішак · a2 білий пішак · b2 білий пішак · c2 білий слон · e2 білий ферзь · f2 білий пішак · g2 білий пішак · a1 біла тура · e1 біла тура · g1 білий король | a8 чорна тура · d8 чорна тура · g8 чорний король · b7 чорний слон · c7 чорний ферзь · f7 чорний пішак · h7 чорний пішак · a6 чорний пішак · f6 чорний слон · g6 чорний пішак · h6 білий слон · a5 чорний кінь · b5 чорний пішак · d5 чорний кінь · d4 білий кінь · g3 білий кінь · h3 білий пішак · a2 білий пішак · b2 білий пішак · c2 білий слон · e2 білий ферзь · f2 білий пішак · g2 білий пішак · a1 біла тура · e1 біла тура · g1 білий король | a8 чорна тура · d8 чорна тура · g8 чорний король · b7 чорний слон · c7 чорний ферзь · f7 чорний пішак · h7 чорний пішак · a6 чорний пішак · f6 чорний слон · g6 чорний пішак · h6 білий слон · a5 чорний кінь · b5 чорний пішак · d5 чорний кінь · d4 білий кінь · g3 білий кінь · h3 білий пішак · a2 білий пішак · b2 білий пішак · c2 білий слон · e2 білий ферзь · f2 білий пішак · g2 білий пішак · a1 біла тура · e1 біла тура · g1 білий король | a8 чорна тура · d8 чорна тура · g8 чорний король · b7 чорний слон · c7 чорний ферзь · f7 чорний пішак · h7 чорний пішак · a6 чорний пішак · f6 чорний слон · g6 чорний пішак · h6 білий слон · a5 чорний кінь · b5 чорний пішак · d5 чорний кінь · d4 білий кінь · g3 білий кінь · h3 білий пішак · a2 білий пішак · b2 білий пішак · c2 білий слон · e2 білий ферзь · f2 білий пішак · g2 білий пішак · a1 біла тура · e1 біла тура · g1 білий король | a8 чорна тура · d8 чорна тура · g8 чорний король · b7 чорний слон · c7 чорний ферзь · f7 чорний пішак · h7 чорний пішак · a6 чорний пішак · f6 чорний слон · g6 чорний пішак · h6 білий слон · a5 чорний кінь · b5 чорний пішак · d5 чорний кінь · d4 білий кінь · g3 білий кінь · h3 білий пішак · a2 білий пішак · b2 білий пішак · c2 білий слон · e2 білий ферзь · f2 білий пішак · g2 білий пішак · a1 біла тура · e1 біла тура · g1 білий король | a8 чорна тура · d8 чорна тура · g8 чорний король · b7 чорний слон · c7 чорний ферзь · f7 чорний пішак · h7 чорний пішак · a6 чорний пішак · f6 чорний слон · g6 чорний пішак · h6 білий слон · a5 чорний кінь · b5 чорний пішак · d5 чорний кінь · d4 білий кінь · g3 білий кінь · h3 білий пішак · a2 білий пішак · b2 білий пішак · c2 білий слон · e2 білий ферзь · f2 білий пішак · g2 білий пішак · a1 біла тура · e1 біла тура · g1 білий король | a8 чорна тура · d8 чорна тура · g8 чорний король · b7 чорний слон · c7 чорний ферзь · f7 чорний пішак · h7 чорний пішак · a6 чорний пішак · f6 чорний слон · g6 чорний пішак · h6 білий слон · a5 чорний кінь · b5 чорний пішак · d5 чорний кінь · d4 білий кінь · g3 білий кінь · h3 білий пішак · a2 білий пішак · b2 білий пішак · c2 білий слон · e2 білий ферзь · f2 білий пішак · g2 білий пішак · a1 біла тура · e1 біла тура · g1 білий король | a8 чорна тура · d8 чорна тура · g8 чорний король · b7 чорний слон · c7 чорний ферзь · f7 чорний пішак · h7 чорний пішак · a6 чорний пішак · f6 чорний слон · g6 чорний пішак · h6 білий слон · a5 чорний кінь · b5 чорний пішак · d5 чорний кінь · d4 білий кінь · g3 білий кінь · h3 білий пішак · a2 білий пішак · b2 білий пішак · c2 білий слон · e2 білий ферзь · f2 білий пішак · g2 білий пішак · a1 біла тура · e1 біла тура · g1 білий король | 4 |
| 3 | a8 чорна тура · d8 чорна тура · g8 чорний король · b7 чорний слон · c7 чорний ферзь · f7 чорний пішак · h7 чорний пішак · a6 чорний пішак · f6 чорний слон · g6 чорний пішак · h6 білий слон · a5 чорний кінь · b5 чорний пішак · d5 чорний кінь · d4 білий кінь · g3 білий кінь · h3 білий пішак · a2 білий пішак · b2 білий пішак · c2 білий слон · e2 білий ферзь · f2 білий пішак · g2 білий пішак · a1 біла тура · e1 біла тура · g1 білий король | a8 чорна тура · d8 чорна тура · g8 чорний король · b7 чорний слон · c7 чорний ферзь · f7 чорний пішак · h7 чорний пішак · a6 чорний пішак · f6 чорний слон · g6 чорний пішак · h6 білий слон · a5 чорний кінь · b5 чорний пішак · d5 чорний кінь · d4 білий кінь · g3 білий кінь · h3 білий пішак · a2 білий пішак · b2 білий пішак · c2 білий слон · e2 білий ферзь · f2 білий пішак · g2 білий пішак · a1 біла тура · e1 біла тура · g1 білий король | a8 чорна тура · d8 чорна тура · g8 чорний король · b7 чорний слон · c7 чорний ферзь · f7 чорний пішак · h7 чорний пішак · a6 чорний пішак · f6 чорний слон · g6 чорний пішак · h6 білий слон · a5 чорний кінь · b5 чорний пішак · d5 чорний кінь · d4 білий кінь · g3 білий кінь · h3 білий пішак · a2 білий пішак · b2 білий пішак · c2 білий слон · e2 білий ферзь · f2 білий пішак · g2 білий пішак · a1 біла тура · e1 біла тура · g1 білий король | a8 чорна тура · d8 чорна тура · g8 чорний король · b7 чорний слон · c7 чорний ферзь · f7 чорний пішак · h7 чорний пішак · a6 чорний пішак · f6 чорний слон · g6 чорний пішак · h6 білий слон · a5 чорний кінь · b5 чорний пішак · d5 чорний кінь · d4 білий кінь · g3 білий кінь · h3 білий пішак · a2 білий пішак · b2 білий пішак · c2 білий слон · e2 білий ферзь · f2 білий пішак · g2 білий пішак · a1 біла тура · e1 біла тура · g1 білий король | a8 чорна тура · d8 чорна тура · g8 чорний король · b7 чорний слон · c7 чорний ферзь · f7 чорний пішак · h7 чорний пішак · a6 чорний пішак · f6 чорний слон · g6 чорний пішак · h6 білий слон · a5 чорний кінь · b5 чорний пішак · d5 чорний кінь · d4 білий кінь · g3 білий кінь · h3 білий пішак · a2 білий пішак · b2 білий пішак · c2 білий слон · e2 білий ферзь · f2 білий пішак · g2 білий пішак · a1 біла тура · e1 біла тура · g1 білий король | a8 чорна тура · d8 чорна тура · g8 чорний король · b7 чорний слон · c7 чорний ферзь · f7 чорний пішак · h7 чорний пішак · a6 чорний пішак · f6 чорний слон · g6 чорний пішак · h6 білий слон · a5 чорний кінь · b5 чорний пішак · d5 чорний кінь · d4 білий кінь · g3 білий кінь · h3 білий пішак · a2 білий пішак · b2 білий пішак · c2 білий слон · e2 білий ферзь · f2 білий пішак · g2 білий пішак · a1 біла тура · e1 біла тура · g1 білий король | a8 чорна тура · d8 чорна тура · g8 чорний король · b7 чорний слон · c7 чорний ферзь · f7 чорний пішак · h7 чорний пішак · a6 чорний пішак · f6 чорний слон · g6 чорний пішак · h6 білий слон · a5 чорний кінь · b5 чорний пішак · d5 чорний кінь · d4 білий кінь · g3 білий кінь · h3 білий пішак · a2 білий пішак · b2 білий пішак · c2 білий слон · e2 білий ферзь · f2 білий пішак · g2 білий пішак · a1 біла тура · e1 біла тура · g1 білий король | a8 чорна тура · d8 чорна тура · g8 чорний король · b7 чорний слон · c7 чорний ферзь · f7 чорний пішак · h7 чорний пішак · a6 чорний пішак · f6 чорний слон · g6 чорний пішак · h6 білий слон · a5 чорний кінь · b5 чорний пішак · d5 чорний кінь · d4 білий кінь · g3 білий кінь · h3 білий пішак · a2 білий пішак · b2 білий пішак · c2 білий слон · e2 білий ферзь · f2 білий пішак · g2 білий пішак · a1 біла тура · e1 біла тура · g1 білий король | 3 |
| 2 | a8 чорна тура · d8 чорна тура · g8 чорний король · b7 чорний слон · c7 чорний ферзь · f7 чорний пішак · h7 чорний пішак · a6 чорний пішак · f6 чорний слон · g6 чорний пішак · h6 білий слон · a5 чорний кінь · b5 чорний пішак · d5 чорний кінь · d4 білий кінь · g3 білий кінь · h3 білий пішак · a2 білий пішак · b2 білий пішак · c2 білий слон · e2 білий ферзь · f2 білий пішак · g2 білий пішак · a1 біла тура · e1 біла тура · g1 білий король | a8 чорна тура · d8 чорна тура · g8 чорний король · b7 чорний слон · c7 чорний ферзь · f7 чорний пішак · h7 чорний пішак · a6 чорний пішак · f6 чорний слон · g6 чорний пішак · h6 білий слон · a5 чорний кінь · b5 чорний пішак · d5 чорний кінь · d4 білий кінь · g3 білий кінь · h3 білий пішак · a2 білий пішак · b2 білий пішак · c2 білий слон · e2 білий ферзь · f2 білий пішак · g2 білий пішак · a1 біла тура · e1 біла тура · g1 білий король | a8 чорна тура · d8 чорна тура · g8 чорний король · b7 чорний слон · c7 чорний ферзь · f7 чорний пішак · h7 чорний пішак · a6 чорний пішак · f6 чорний слон · g6 чорний пішак · h6 білий слон · a5 чорний кінь · b5 чорний пішак · d5 чорний кінь · d4 білий кінь · g3 білий кінь · h3 білий пішак · a2 білий пішак · b2 білий пішак · c2 білий слон · e2 білий ферзь · f2 білий пішак · g2 білий пішак · a1 біла тура · e1 біла тура · g1 білий король | a8 чорна тура · d8 чорна тура · g8 чорний король · b7 чорний слон · c7 чорний ферзь · f7 чорний пішак · h7 чорний пішак · a6 чорний пішак · f6 чорний слон · g6 чорний пішак · h6 білий слон · a5 чорний кінь · b5 чорний пішак · d5 чорний кінь · d4 білий кінь · g3 білий кінь · h3 білий пішак · a2 білий пішак · b2 білий пішак · c2 білий слон · e2 білий ферзь · f2 білий пішак · g2 білий пішак · a1 біла тура · e1 біла тура · g1 білий король | a8 чорна тура · d8 чорна тура · g8 чорний король · b7 чорний слон · c7 чорний ферзь · f7 чорний пішак · h7 чорний пішак · a6 чорний пішак · f6 чорний слон · g6 чорний пішак · h6 білий слон · a5 чорний кінь · b5 чорний пішак · d5 чорний кінь · d4 білий кінь · g3 білий кінь · h3 білий пішак · a2 білий пішак · b2 білий пішак · c2 білий слон · e2 білий ферзь · f2 білий пішак · g2 білий пішак · a1 біла тура · e1 біла тура · g1 білий король | a8 чорна тура · d8 чорна тура · g8 чорний король · b7 чорний слон · c7 чорний ферзь · f7 чорний пішак · h7 чорний пішак · a6 чорний пішак · f6 чорний слон · g6 чорний пішак · h6 білий слон · a5 чорний кінь · b5 чорний пішак · d5 чорний кінь · d4 білий кінь · g3 білий кінь · h3 білий пішак · a2 білий пішак · b2 білий пішак · c2 білий слон · e2 білий ферзь · f2 білий пішак · g2 білий пішак · a1 біла тура · e1 біла тура · g1 білий король | a8 чорна тура · d8 чорна тура · g8 чорний король · b7 чорний слон · c7 чорний ферзь · f7 чорний пішак · h7 чорний пішак · a6 чорний пішак · f6 чорний слон · g6 чорний пішак · h6 білий слон · a5 чорний кінь · b5 чорний пішак · d5 чорний кінь · d4 білий кінь · g3 білий кінь · h3 білий пішак · a2 білий пішак · b2 білий пішак · c2 білий слон · e2 білий ферзь · f2 білий пішак · g2 білий пішак · a1 біла тура · e1 біла тура · g1 білий король | a8 чорна тура · d8 чорна тура · g8 чорний король · b7 чорний слон · c7 чорний ферзь · f7 чорний пішак · h7 чорний пішак · a6 чорний пішак · f6 чорний слон · g6 чорний пішак · h6 білий слон · a5 чорний кінь · b5 чорний пішак · d5 чорний кінь · d4 білий кінь · g3 білий кінь · h3 білий пішак · a2 білий пішак · b2 білий пішак · c2 білий слон · e2 білий ферзь · f2 білий пішак · g2 білий пішак · a1 біла тура · e1 біла тура · g1 білий король | 2 |
| 1 | a8 чорна тура · d8 чорна тура · g8 чорний король · b7 чорний слон · c7 чорний ферзь · f7 чорний пішак · h7 чорний пішак · a6 чорний пішак · f6 чорний слон · g6 чорний пішак · h6 білий слон · a5 чорний кінь · b5 чорний пішак · d5 чорний кінь · d4 білий кінь · g3 білий кінь · h3 білий пішак · a2 білий пішак · b2 білий пішак · c2 білий слон · e2 білий ферзь · f2 білий пішак · g2 білий пішак · a1 біла тура · e1 біла тура · g1 білий король | a8 чорна тура · d8 чорна тура · g8 чорний король · b7 чорний слон · c7 чорний ферзь · f7 чорний пішак · h7 чорний пішак · a6 чорний пішак · f6 чорний слон · g6 чорний пішак · h6 білий слон · a5 чорний кінь · b5 чорний пішак · d5 чорний кінь · d4 білий кінь · g3 білий кінь · h3 білий пішак · a2 білий пішак · b2 білий пішак · c2 білий слон · e2 білий ферзь · f2 білий пішак · g2 білий пішак · a1 біла тура · e1 біла тура · g1 білий король | a8 чорна тура · d8 чорна тура · g8 чорний король · b7 чорний слон · c7 чорний ферзь · f7 чорний пішак · h7 чорний пішак · a6 чорний пішак · f6 чорний слон · g6 чорний пішак · h6 білий слон · a5 чорний кінь · b5 чорний пішак · d5 чорний кінь · d4 білий кінь · g3 білий кінь · h3 білий пішак · a2 білий пішак · b2 білий пішак · c2 білий слон · e2 білий ферзь · f2 білий пішак · g2 білий пішак · a1 біла тура · e1 біла тура · g1 білий король | a8 чорна тура · d8 чорна тура · g8 чорний король · b7 чорний слон · c7 чорний ферзь · f7 чорний пішак · h7 чорний пішак · a6 чорний пішак · f6 чорний слон · g6 чорний пішак · h6 білий слон · a5 чорний кінь · b5 чорний пішак · d5 чорний кінь · d4 білий кінь · g3 білий кінь · h3 білий пішак · a2 білий пішак · b2 білий пішак · c2 білий слон · e2 білий ферзь · f2 білий пішак · g2 білий пішак · a1 біла тура · e1 біла тура · g1 білий король | a8 чорна тура · d8 чорна тура · g8 чорний король · b7 чорний слон · c7 чорний ферзь · f7 чорний пішак · h7 чорний пішак · a6 чорний пішак · f6 чорний слон · g6 чорний пішак · h6 білий слон · a5 чорний кінь · b5 чорний пішак · d5 чорний кінь · d4 білий кінь · g3 білий кінь · h3 білий пішак · a2 білий пішак · b2 білий пішак · c2 білий слон · e2 білий ферзь · f2 білий пішак · g2 білий пішак · a1 біла тура · e1 біла тура · g1 білий король | a8 чорна тура · d8 чорна тура · g8 чорний король · b7 чорний слон · c7 чорний ферзь · f7 чорний пішак · h7 чорний пішак · a6 чорний пішак · f6 чорний слон · g6 чорний пішак · h6 білий слон · a5 чорний кінь · b5 чорний пішак · d5 чорний кінь · d4 білий кінь · g3 білий кінь · h3 білий пішак · a2 білий пішак · b2 білий пішак · c2 білий слон · e2 білий ферзь · f2 білий пішак · g2 білий пішак · a1 біла тура · e1 біла тура · g1 білий король | a8 чорна тура · d8 чорна тура · g8 чорний король · b7 чорний слон · c7 чорний ферзь · f7 чорний пішак · h7 чорний пішак · a6 чорний пішак · f6 чорний слон · g6 чорний пішак · h6 білий слон · a5 чорний кінь · b5 чорний пішак · d5 чорний кінь · d4 білий кінь · g3 білий кінь · h3 білий пішак · a2 білий пішак · b2 білий пішак · c2 білий слон · e2 білий ферзь · f2 білий пішак · g2 білий пішак · a1 біла тура · e1 біла тура · g1 білий король | a8 чорна тура · d8 чорна тура · g8 чорний король · b7 чорний слон · c7 чорний ферзь · f7 чорний пішак · h7 чорний пішак · a6 чорний пішак · f6 чорний слон · g6 чорний пішак · h6 білий слон · a5 чорний кінь · b5 чорний пішак · d5 чорний кінь · d4 білий кінь · g3 білий кінь · h3 білий пішак · a2 білий пішак · b2 білий пішак · c2 білий слон · e2 білий ферзь · f2 білий пішак · g2 білий пішак · a1 біла тура · e1 біла тура · g1 білий король | 1 |
|   | a | b | c | d | e | f | g | h |   |

- Тайманов — Геллер, 12-й тур — 1:0[117]. У староіндійському захисті Тайманов отримав більшу свободу дій, вільно маневруюючи фігурами із флангу на фланг, тоді як фігури чорних застрягли на ферзевому фланзі, що дозволило білим провести вирішальний наступ «на всіх фронтах».

- Геллер — Найдорф, 13-й тур — 1:0[118]. Переломний момент стався на 17-19-у ходах, коли Найдорф пожертвував пішака «a» заради ініціативи, однак Геллер не прийняв жертву, окресливши та реалізувавши план, що мав на меті відволікти важкі фігури чорних захистом пішака «a» та перекинути свої сили ближче до пункту d5, захопивши його конем для створення ситуації «хороший кінь проти поганого слона».

- Решевський — Бронштейн, 13-й тур — 0:1[119]. У середині партії Решевський, після відмови суперника від нічиєї, заграв гостріше й вигадав красиву комбінацію, яку Бронштейн розгадав, зробивши сильний контрхід, що дав йому вирішальну перевагу.

- Котов — Сабо, 15-й тур — 1:0[120]. Партія повна комбінаційних ускладнень, які продовжувались до останнього ходу. За два ходи до контролю часу Сабо, чий король оточений чорними фігурами, в складній ситуації поставив пастку, потрапивши в яку, чорні швидко програвали. Котов побачив пастку й красивим заключним ходом змусив угорця негайно здатися.

- Штальберґ — Котов, 17-й тур — 0:1[121]. На 40-у ході Штальберґ втратив шанс на нічию, дозволивши Котову зробити хід, який загрожував матом білому королю. Аби уникнути мата, білі вимушені були погодитись на розмін ферзів і кінцівку, де Котов реалізував зайвого пішака.

- Котов — Болеславський, 18-й тур — 0:1[122]. Болеславський чорними блискуче провів дебют (староіндійський захист) і мітельшпіль, поступово тільки нарощуючи перевагу.

- Петросян — Глігорич, 19-й тур — 1:0[123]. Петросян у виграшній позиції перед контролем для виграшу часу абияк походив конем й ослабив оборону. Глігорич не наважився пожертвувати туру за пішака та небезпечну атаку й здався. Як показав пізніший комп'ютерний аналіз, у разі жертви тури чорні своїми загрозами здобували щонайменше нічию, а то й кращу позицію[43].

- Сабо — Решевський, 19-й тур — ½:½[106]. Перипетії цієї незвичайної партії, де Сабо міг поставити мат за два ходи, описано в розділі «Перебіг».

- Штальберґ — Смислов, 19-й тур — ½:½[100]. Штальберґ, який замикав турнірну таблицю, зіграв унічию з лідером турніру.

|   | a | b | c | d | e | f | g | h |   |
| 8 | f6 біла тура · f5 чорний пішак · h5 чорний король · f4 білий пішак · h4 білий пішак · a3 чорна тура · g3 білий пішак · f2 білий король | f6 біла тура · f5 чорний пішак · h5 чорний король · f4 білий пішак · h4 білий пішак · a3 чорна тура · g3 білий пішак · f2 білий король | f6 біла тура · f5 чорний пішак · h5 чорний король · f4 білий пішак · h4 білий пішак · a3 чорна тура · g3 білий пішак · f2 білий король | f6 біла тура · f5 чорний пішак · h5 чорний король · f4 білий пішак · h4 білий пішак · a3 чорна тура · g3 білий пішак · f2 білий король | f6 біла тура · f5 чорний пішак · h5 чорний король · f4 білий пішак · h4 білий пішак · a3 чорна тура · g3 білий пішак · f2 білий король | f6 біла тура · f5 чорний пішак · h5 чорний король · f4 білий пішак · h4 білий пішак · a3 чорна тура · g3 білий пішак · f2 білий король | f6 біла тура · f5 чорний пішак · h5 чорний король · f4 білий пішак · h4 білий пішак · a3 чорна тура · g3 білий пішак · f2 білий король | f6 біла тура · f5 чорний пішак · h5 чорний король · f4 білий пішак · h4 білий пішак · a3 чорна тура · g3 білий пішак · f2 білий король | 8 |
| 7 | f6 біла тура · f5 чорний пішак · h5 чорний король · f4 білий пішак · h4 білий пішак · a3 чорна тура · g3 білий пішак · f2 білий король | f6 біла тура · f5 чорний пішак · h5 чорний король · f4 білий пішак · h4 білий пішак · a3 чорна тура · g3 білий пішак · f2 білий король | f6 біла тура · f5 чорний пішак · h5 чорний король · f4 білий пішак · h4 білий пішак · a3 чорна тура · g3 білий пішак · f2 білий король | f6 біла тура · f5 чорний пішак · h5 чорний король · f4 білий пішак · h4 білий пішак · a3 чорна тура · g3 білий пішак · f2 білий король | f6 біла тура · f5 чорний пішак · h5 чорний король · f4 білий пішак · h4 білий пішак · a3 чорна тура · g3 білий пішак · f2 білий король | f6 біла тура · f5 чорний пішак · h5 чорний король · f4 білий пішак · h4 білий пішак · a3 чорна тура · g3 білий пішак · f2 білий король | f6 біла тура · f5 чорний пішак · h5 чорний король · f4 білий пішак · h4 білий пішак · a3 чорна тура · g3 білий пішак · f2 білий король | f6 біла тура · f5 чорний пішак · h5 чорний король · f4 білий пішак · h4 білий пішак · a3 чорна тура · g3 білий пішак · f2 білий король | 7 |
| 6 | f6 біла тура · f5 чорний пішак · h5 чорний король · f4 білий пішак · h4 білий пішак · a3 чорна тура · g3 білий пішак · f2 білий король | f6 біла тура · f5 чорний пішак · h5 чорний король · f4 білий пішак · h4 білий пішак · a3 чорна тура · g3 білий пішак · f2 білий король | f6 біла тура · f5 чорний пішак · h5 чорний король · f4 білий пішак · h4 білий пішак · a3 чорна тура · g3 білий пішак · f2 білий король | f6 біла тура · f5 чорний пішак · h5 чорний король · f4 білий пішак · h4 білий пішак · a3 чорна тура · g3 білий пішак · f2 білий король | f6 біла тура · f5 чорний пішак · h5 чорний король · f4 білий пішак · h4 білий пішак · a3 чорна тура · g3 білий пішак · f2 білий король | f6 біла тура · f5 чорний пішак · h5 чорний король · f4 білий пішак · h4 білий пішак · a3 чорна тура · g3 білий пішак · f2 білий король | f6 біла тура · f5 чорний пішак · h5 чорний король · f4 білий пішак · h4 білий пішак · a3 чорна тура · g3 білий пішак · f2 білий король | f6 біла тура · f5 чорний пішак · h5 чорний король · f4 білий пішак · h4 білий пішак · a3 чорна тура · g3 білий пішак · f2 білий король | 6 |
| 5 | f6 біла тура · f5 чорний пішак · h5 чорний король · f4 білий пішак · h4 білий пішак · a3 чорна тура · g3 білий пішак · f2 білий король | f6 біла тура · f5 чорний пішак · h5 чорний король · f4 білий пішак · h4 білий пішак · a3 чорна тура · g3 білий пішак · f2 білий король | f6 біла тура · f5 чорний пішак · h5 чорний король · f4 білий пішак · h4 білий пішак · a3 чорна тура · g3 білий пішак · f2 білий король | f6 біла тура · f5 чорний пішак · h5 чорний король · f4 білий пішак · h4 білий пішак · a3 чорна тура · g3 білий пішак · f2 білий король | f6 біла тура · f5 чорний пішак · h5 чорний король · f4 білий пішак · h4 білий пішак · a3 чорна тура · g3 білий пішак · f2 білий король | f6 біла тура · f5 чорний пішак · h5 чорний король · f4 білий пішак · h4 білий пішак · a3 чорна тура · g3 білий пішак · f2 білий король | f6 біла тура · f5 чорний пішак · h5 чорний король · f4 білий пішак · h4 білий пішак · a3 чорна тура · g3 білий пішак · f2 білий король | f6 біла тура · f5 чорний пішак · h5 чорний король · f4 білий пішак · h4 білий пішак · a3 чорна тура · g3 білий пішак · f2 білий король | 5 |
| 4 | f6 біла тура · f5 чорний пішак · h5 чорний король · f4 білий пішак · h4 білий пішак · a3 чорна тура · g3 білий пішак · f2 білий король | f6 біла тура · f5 чорний пішак · h5 чорний король · f4 білий пішак · h4 білий пішак · a3 чорна тура · g3 білий пішак · f2 білий король | f6 біла тура · f5 чорний пішак · h5 чорний король · f4 білий пішак · h4 білий пішак · a3 чорна тура · g3 білий пішак · f2 білий король | f6 біла тура · f5 чорний пішак · h5 чорний король · f4 білий пішак · h4 білий пішак · a3 чорна тура · g3 білий пішак · f2 білий король | f6 біла тура · f5 чорний пішак · h5 чорний король · f4 білий пішак · h4 білий пішак · a3 чорна тура · g3 білий пішак · f2 білий король | f6 біла тура · f5 чорний пішак · h5 чорний король · f4 білий пішак · h4 білий пішак · a3 чорна тура · g3 білий пішак · f2 білий король | f6 біла тура · f5 чорний пішак · h5 чорний король · f4 білий пішак · h4 білий пішак · a3 чорна тура · g3 білий пішак · f2 білий король | f6 біла тура · f5 чорний пішак · h5 чорний король · f4 білий пішак · h4 білий пішак · a3 чорна тура · g3 білий пішак · f2 білий король | 4 |
| 3 | f6 біла тура · f5 чорний пішак · h5 чорний король · f4 білий пішак · h4 білий пішак · a3 чорна тура · g3 білий пішак · f2 білий король | f6 біла тура · f5 чорний пішак · h5 чорний король · f4 білий пішак · h4 білий пішак · a3 чорна тура · g3 білий пішак · f2 білий король | f6 біла тура · f5 чорний пішак · h5 чорний король · f4 білий пішак · h4 білий пішак · a3 чорна тура · g3 білий пішак · f2 білий король | f6 біла тура · f5 чорний пішак · h5 чорний король · f4 білий пішак · h4 білий пішак · a3 чорна тура · g3 білий пішак · f2 білий король | f6 біла тура · f5 чорний пішак · h5 чорний король · f4 білий пішак · h4 білий пішак · a3 чорна тура · g3 білий пішак · f2 білий король | f6 біла тура · f5 чорний пішак · h5 чорний король · f4 білий пішак · h4 білий пішак · a3 чорна тура · g3 білий пішак · f2 білий король | f6 біла тура · f5 чорний пішак · h5 чорний король · f4 білий пішак · h4 білий пішак · a3 чорна тура · g3 білий пішак · f2 білий король | f6 біла тура · f5 чорний пішак · h5 чорний король · f4 білий пішак · h4 білий пішак · a3 чорна тура · g3 білий пішак · f2 білий король | 3 |
| 2 | f6 біла тура · f5 чорний пішак · h5 чорний король · f4 білий пішак · h4 білий пішак · a3 чорна тура · g3 білий пішак · f2 білий король | f6 біла тура · f5 чорний пішак · h5 чорний король · f4 білий пішак · h4 білий пішак · a3 чорна тура · g3 білий пішак · f2 білий король | f6 біла тура · f5 чорний пішак · h5 чорний король · f4 білий пішак · h4 білий пішак · a3 чорна тура · g3 білий пішак · f2 білий король | f6 біла тура · f5 чорний пішак · h5 чорний король · f4 білий пішак · h4 білий пішак · a3 чорна тура · g3 білий пішак · f2 білий король | f6 біла тура · f5 чорний пішак · h5 чорний король · f4 білий пішак · h4 білий пішак · a3 чорна тура · g3 білий пішак · f2 білий король | f6 біла тура · f5 чорний пішак · h5 чорний король · f4 білий пішак · h4 білий пішак · a3 чорна тура · g3 білий пішак · f2 білий король | f6 біла тура · f5 чорний пішак · h5 чорний король · f4 білий пішак · h4 білий пішак · a3 чорна тура · g3 білий пішак · f2 білий король | f6 біла тура · f5 чорний пішак · h5 чорний король · f4 білий пішак · h4 білий пішак · a3 чорна тура · g3 білий пішак · f2 білий король | 2 |
| 1 | f6 біла тура · f5 чорний пішак · h5 чорний король · f4 білий пішак · h4 білий пішак · a3 чорна тура · g3 білий пішак · f2 білий король | f6 біла тура · f5 чорний пішак · h5 чорний король · f4 білий пішак · h4 білий пішак · a3 чорна тура · g3 білий пішак · f2 білий король | f6 біла тура · f5 чорний пішак · h5 чорний король · f4 білий пішак · h4 білий пішак · a3 чорна тура · g3 білий пішак · f2 білий король | f6 біла тура · f5 чорний пішак · h5 чорний король · f4 білий пішак · h4 білий пішак · a3 чорна тура · g3 білий пішак · f2 білий король | f6 біла тура · f5 чорний пішак · h5 чорний король · f4 білий пішак · h4 білий пішак · a3 чорна тура · g3 білий пішак · f2 білий король | f6 біла тура · f5 чорний пішак · h5 чорний король · f4 білий пішак · h4 білий пішак · a3 чорна тура · g3 білий пішак · f2 білий король | f6 біла тура · f5 чорний пішак · h5 чорний король · f4 білий пішак · h4 білий пішак · a3 чорна тура · g3 білий пішак · f2 білий король | f6 біла тура · f5 чорний пішак · h5 чорний король · f4 білий пішак · h4 білий пішак · a3 чорна тура · g3 білий пішак · f2 білий король | 1 |
|   | a | b | c | d | e | f | g | h |   |

- Геллер — Котов, 20-й тур — 0:1[124]. Геллер проґавив нескладний тактичний удар, який дозволив Котову виграти пішака. Після розмінів фігур чорні використали свою матеріальну перевагу та слабкість ізольованих пішаків суперника.

- Бронштейн — Сабо, 20-й тур — 1:0[125]. «У захисті Німцовича Бронштейн зробив ранній несподіваний хід красивої тонкості. Це справді надзвичайне, пристрасне прагнення російського гросмейстера витягнути найглибше заховані приховані можливості кожного дебюту!» (М. Найдорф)[126].

- Авербах — Тайманов, 21-й тур — 1:0[101]. Єдина партія змагань, що завершилась матом. М. Найдорф виділив дебютну новинку в атаці Созіна сицилійського захисту[47], що пізніше дозволила білим, після розміну ферзів, зусиллями коня повністю розгромити королівський фланг чорних.

- Болеславський — Керес, 21-й тур — 0:1[127]. Партія відзначилась взаємно гострою грою, де Керес розрахував варіанти далі за суперника й здобув вирішальну матеріальну перевагу (див. діаграму), звівши нанівець жертву якості у виконанні Болеславського.

- Глігорич — Ейве, 22-й тур — 1:0[50].

- Смислов — Геллер, 22-й тур — 1:0[128].

- Найдорф — Авербах, 22-й тур — 0:1[101].

- Решевський — Болеславський, 22-й тур — 1:0[105].

- Керес — Смислов, 24-й тур — 0:1[129]. Діаграму з цієї партії, яка багато в чому вирішила долю першого місця, наведено в розділі «Перебіг».

- Решевський — Геллер, 24-й тур — ½:½[102]. Решевський недбало підготувався до відкладеної партії, тоді як Геллер краще проаналізував позицію та зміг здобути нічию, хоча в ендшпілі мав на два пішаки менше (див. діаграму).

- Смислов — Решевський, 25-й тур — 1:0[130].

- Штальберґ — Найдорф, 25-й тур — 0:1[131].

- Ейве — Болеславський, 30-й тур — 0:1[132].

- Сабо — Котов, 30-й тур — 1:0[133]. Сабо успішно (двома перемогами) завершив, загалом, не надто вдалий для себе турнір. Наведену зустріч він провів на високому рівні, дочекавшись помилки радянського шахіста в середині партії. Сабо впевнено реалізував свою позиційну перевагу в туровому ендшпілі.

## Турнірні збірники
Збірник партій «Міжнародний турнір гросмейстерів» (рос. Международный турнир гроссмейстеров) авторства Давида Бронштейна, виданий за підсумками турніру, вважають найкращим чи одним із найкращих турнірних збірників усіх часів. За ним удосконалювали свою майстерність цілі покоління шахістів, книгу перекладено англійською, німецькою, французькою, іспанською та чеською мовами. За опитуванням міжнародного майстра та шахового публіциста Джона Вотсона, чимало любителів шахів також читало збірник Міґеля Найдорфа «15 aspirantes al campeonato mundial», який програє книзі Бронштейна в простоті подання партій як навчального матеріалу, однак написаний у менш офіційному й більш безпосередньому та неформальному стилі.
Відомі ще три фундаментальні збірники партій швейцарського турніру, всі вони надруковані 1954 року: авторства Ейве, Кереса/Штальберґа та Вуда. «Schach-Elite im Kampf» видано в Цюриху за участю трьох співавторів: всі 210 партій опрацював Макс Ейве, аналіз дебютних новинок підготував Пауль Керес, а звіти про кожен тур — Пауль Ланґе. Книга «Världsschackturneringen, Neuhausen-Zürich, 1953. Världsmästarmatchen, Moskva, 1954», що вийшла в Еребру накладом Шведського шахового союзу, містить партії турніру претендентів 1953 і чемпіонського матчу Ботвинник — Смислов 1954 року, які прокоментували та проаналізували Ґідеон Штальберґ і Пауль Керес. «The World Championship Candidates' Tournament Switzerland 1953» шахіста та видавця Барука Гаролда Вуда складається зі звітів і коментованих партій, які він, як редактор британського журналу «Chess», публікував у ньому впродовж турніру.

### Питання авторства праці Бронштейна
Геннадій Сосонко, автор книги «Давид Сьомий» (рос. Давид Седьмой) про Давида Бронштейна, пише, що вже в поважному віці гросмейстер визнав, що всю літературну частину збірника написав Борис Вайнштейн, який давно співпрацював із Бронштейном (на деяких змаганнях був його секундантом) і обіймав високі посади в КДБ і шахових організаціях. Вайнштейн володів шаховим мисленням на високому рівні, чимало писав, видав низку шахових книг. У згаданій праці аналіз і анотації до партій дійсно належать Бронштейнові, якому допомагали Константинопольський і Фурман, а от літературну частину написав Вайнштейн, який не побажав фігурувати співавтором. На цю думку пристає шаховий тренер і літератор Марк Дворецький, який відзначив, що збірник має характерний почерк: «Той же стиль викладення, найвища культура мислення, та сама яскрава система шахових образів. Напевно, Бронштейн виконав аналітичну роботу, але найцінніше в книзі — осмислення, узагальнення, і в цьому заслуга Вайнштейна».